# Essen

Wahrzeichen der Stadt Essen: Zeche Zollverein

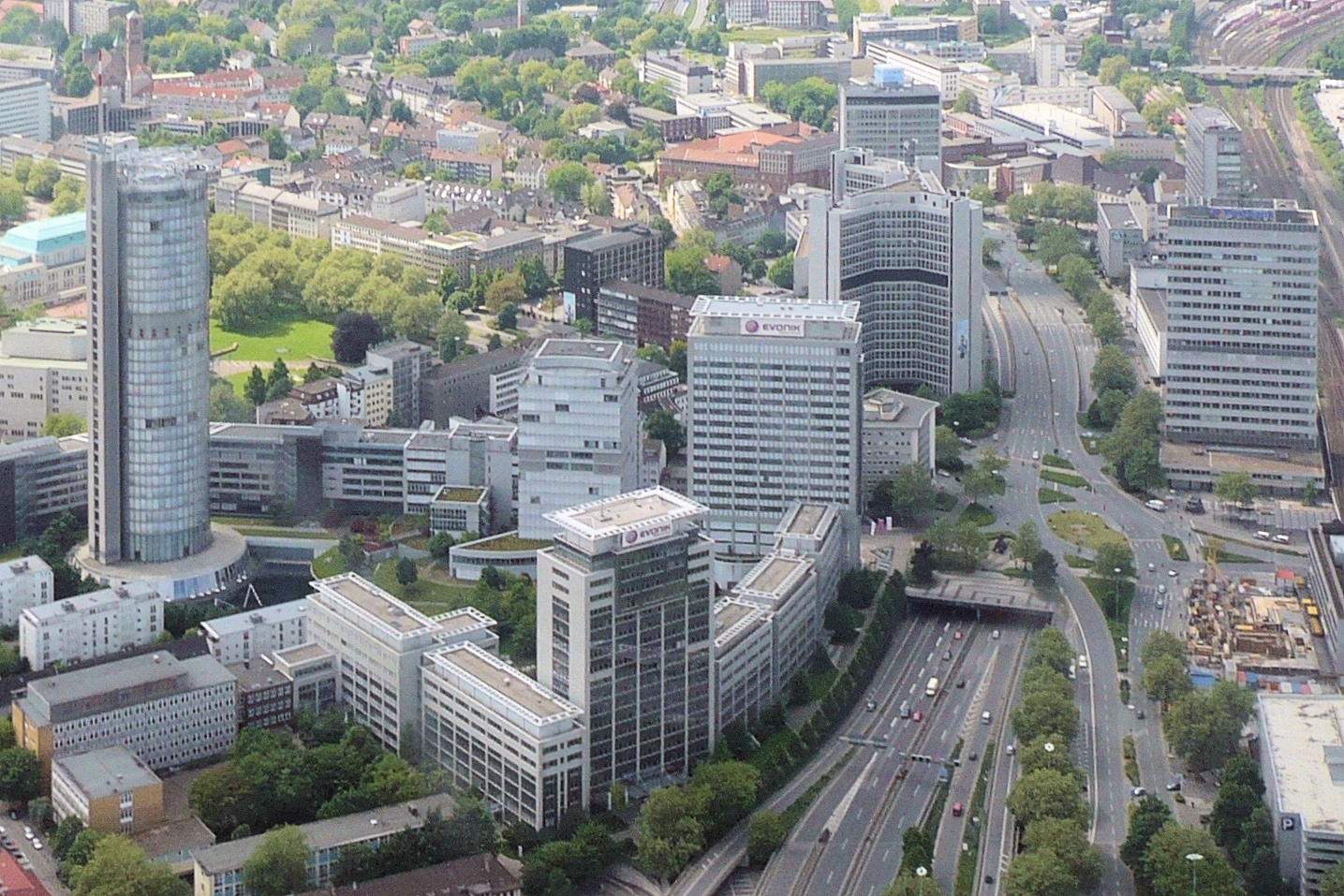
Von Hochhäusern geprägtes Südviertel in Essens Stadtmitte

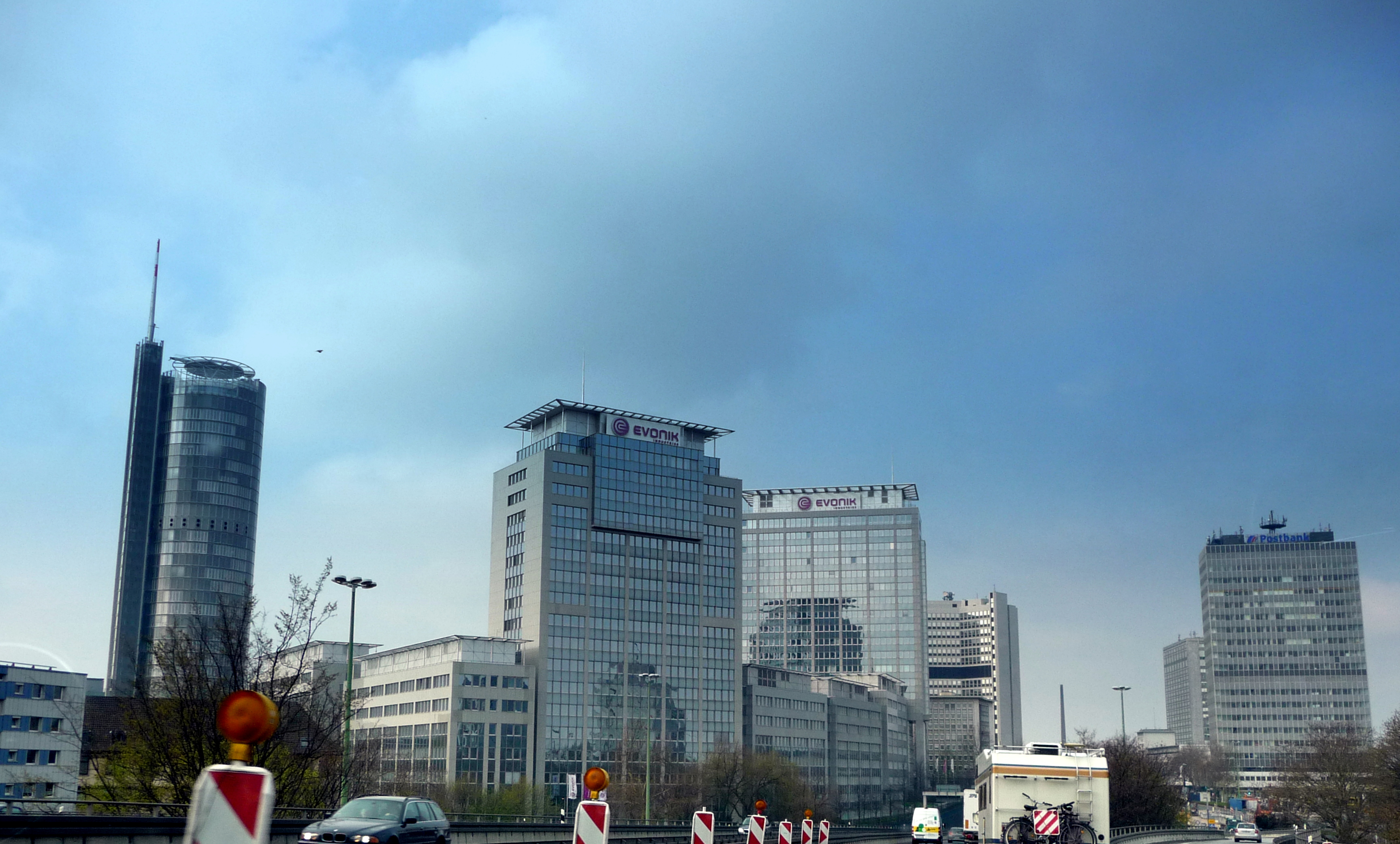
Essener Skyline

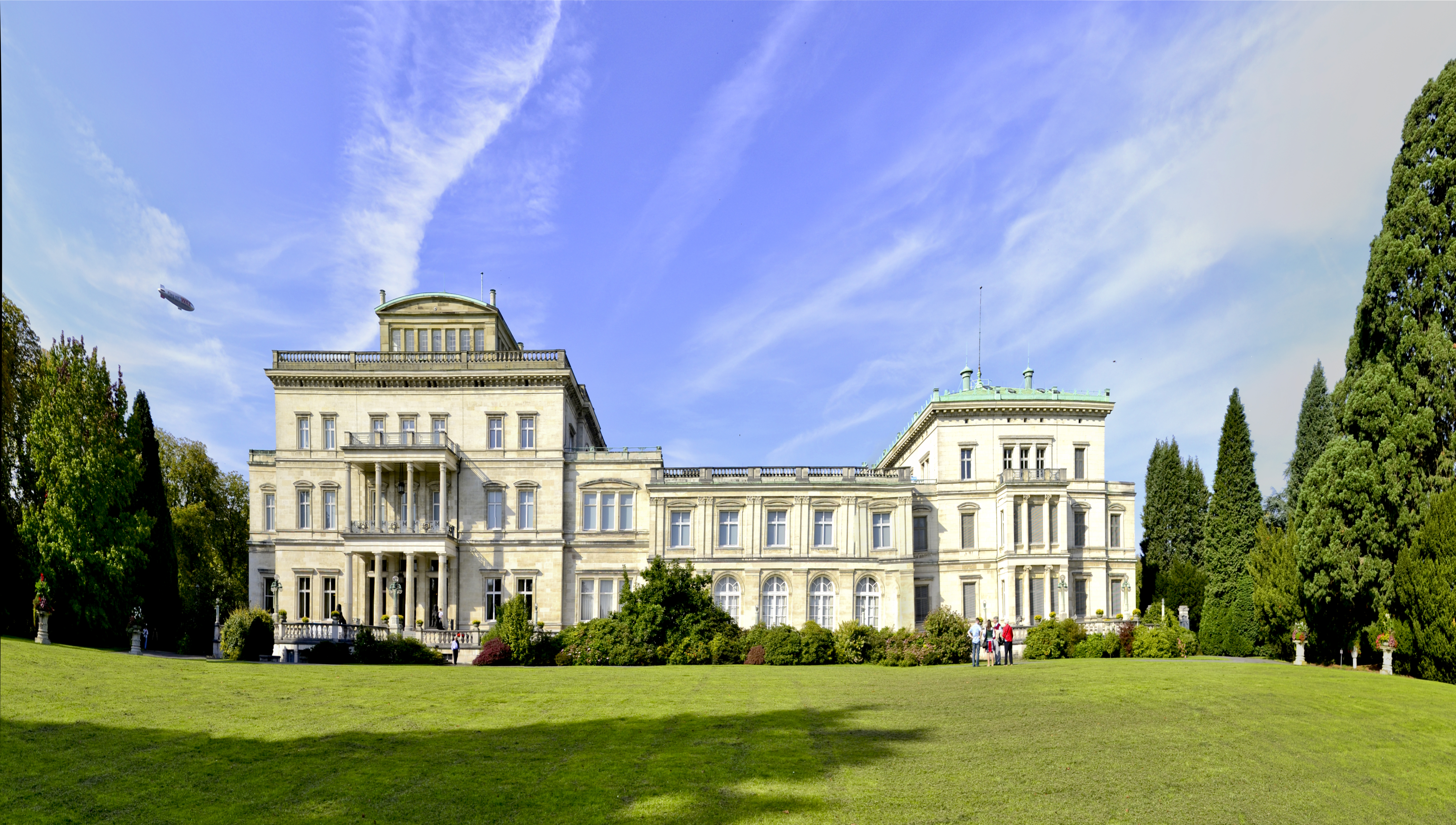
Villa Hügel, Symbol der Familiendynastie Krupp und der Industrialisierung sowie ein Wahrzeichen der Stadt Essen

Essen ist eine kreisfreie Großstadt im nordrhein-westfälischen Regierungsbezirk Düsseldorf. Sie liegt im Zentrum des Ruhrgebiets und der Metropolregion Rhein-Ruhr. Nach Köln, Düsseldorf und Dortmund ist Essen die viertgrößte Stadt des Landes Nordrhein-Westfalen (NRW) sowie eines der Oberzentren. Die Stadt zählt mit ihren 574.682 Einwohnern (31. Dezember 2024) zu den zehn bevölkerungsreichsten Städten Deutschlands. Essen ist als bedeutender Industrie- und Wirtschaftsstandort Sitz bekannter Großunternehmen und mit der Universität Duisburg-Essen auch Hochschulstandort. Im Jahre 1958 wurde die Stadt Sitz des neugegründeten Bistums Essen.
Die auf das vor 850 gegründete Frauenstift Essen zurückgehende Stadt an der Ruhr ist Mitglied im Landschaftsverband Rheinland und der Hauptsitz des Regionalverbands Ruhr. Im Rahmen des Projekts RUHR.2010 – Kulturhauptstadt Europas war Essen im Jahr 2010 stellvertretend für das gesamte Ruhrgebiet Kulturhauptstadt Europas. Aufgrund der zentralen Lage im Ruhrgebiet wird Essen auch als „heimliche Hauptstadt des Ruhrgebiets“ angesehen.
Neben dem Stift Essen war das von Liudger um 800 gegründete Kloster Werden ein Zentrum der spätantik-frühchristlichen Textüberlieferung. Im 14. Jahrhundert von Kaiser Karl IV. zur freien Reichsstadt erhoben, war Essen seit dem Spätmittelalter Waffenschmiede und stieg mit der Industrialisierung zu einem der wichtigsten Zentren der Montanindustrie in Deutschland (mit eigener Kuxbörse) auf. Nach massivem Rückgang der Schwerindustrie ab Mitte der 1960er Jahre hat Essen im Zuge des Strukturwandels einen starken Dienstleistungssektor entwickelt. Heute erinnern das Essener Münster und die älteste erhaltene vollplastische Marienfigur des christlichen Abendlandes (Goldene Madonna) an die mittelalterliche Geschichte der Stadt. Gleichzeitig zeugen Monumente der Industriekultur von ihrer schwerindustriellen Vergangenheit, besonders das UNESCO-Weltkulturerbe Zeche Zollverein. Das Stadtbild ist auch durch markante Hochhäuser geprägt.
Mit dem Museum Folkwang verfügt Essen über eine renommierte Sammlung moderner Gemälde, Skulpturen, Grafiken und Fotografien. Das nach Plänen von Alvar Aalto erbaute Opernhaus, die Folkwang-Universität der Künste, das Grillo-Theater, das Ruhr Museum und das Deutsche Plakatmuseum sind angesehene Kunst- und Kultureinrichtungen.
Nachdem Essen im Jahr 2010 Kulturhauptstadt Europas war, erhielt sie für das Jahr 2017 den Titel Grüne Hauptstadt Europas.

## Geographie

Essen im Ballungsraum Rhein-Ruhr
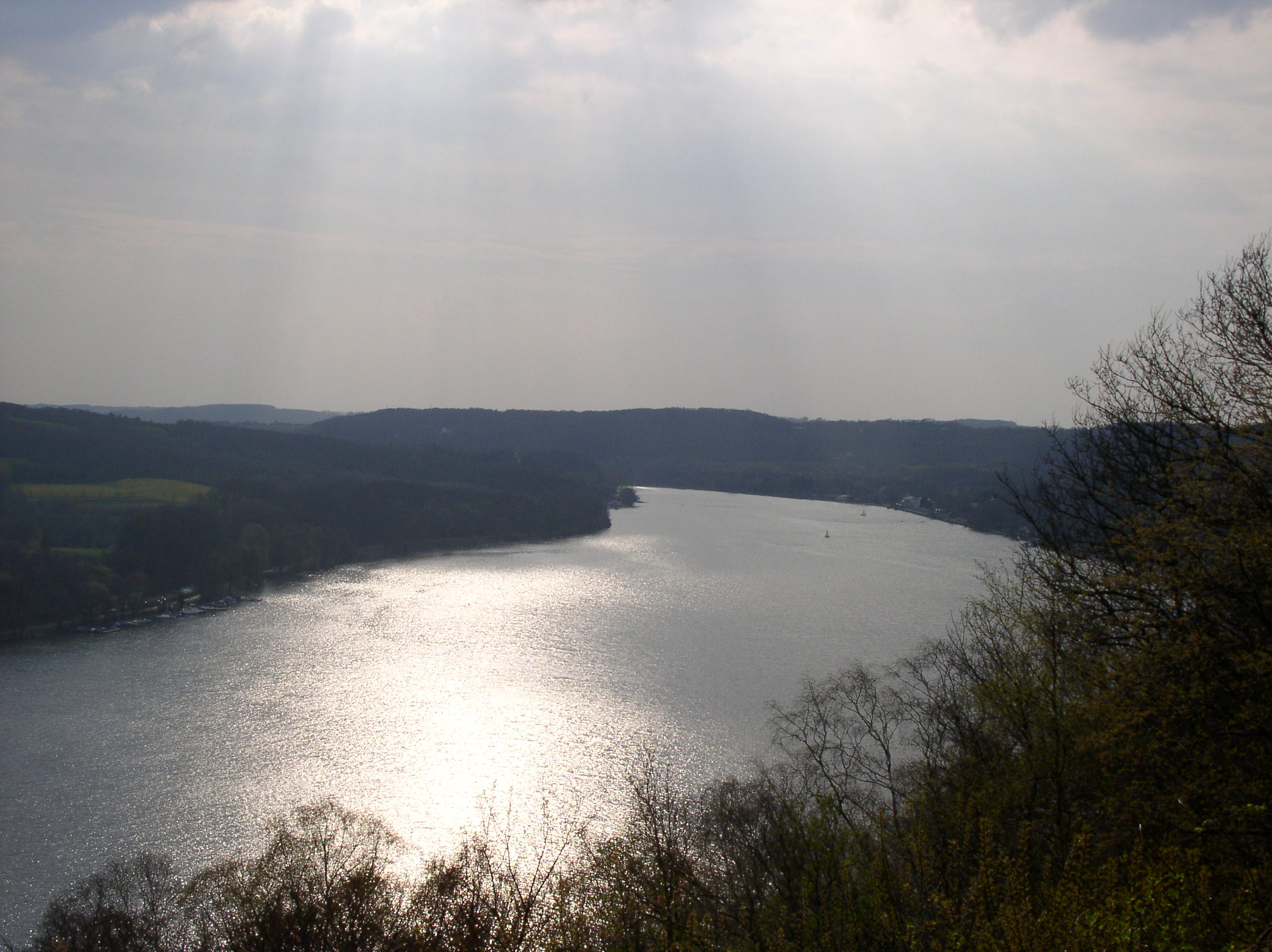
Baldeneysee
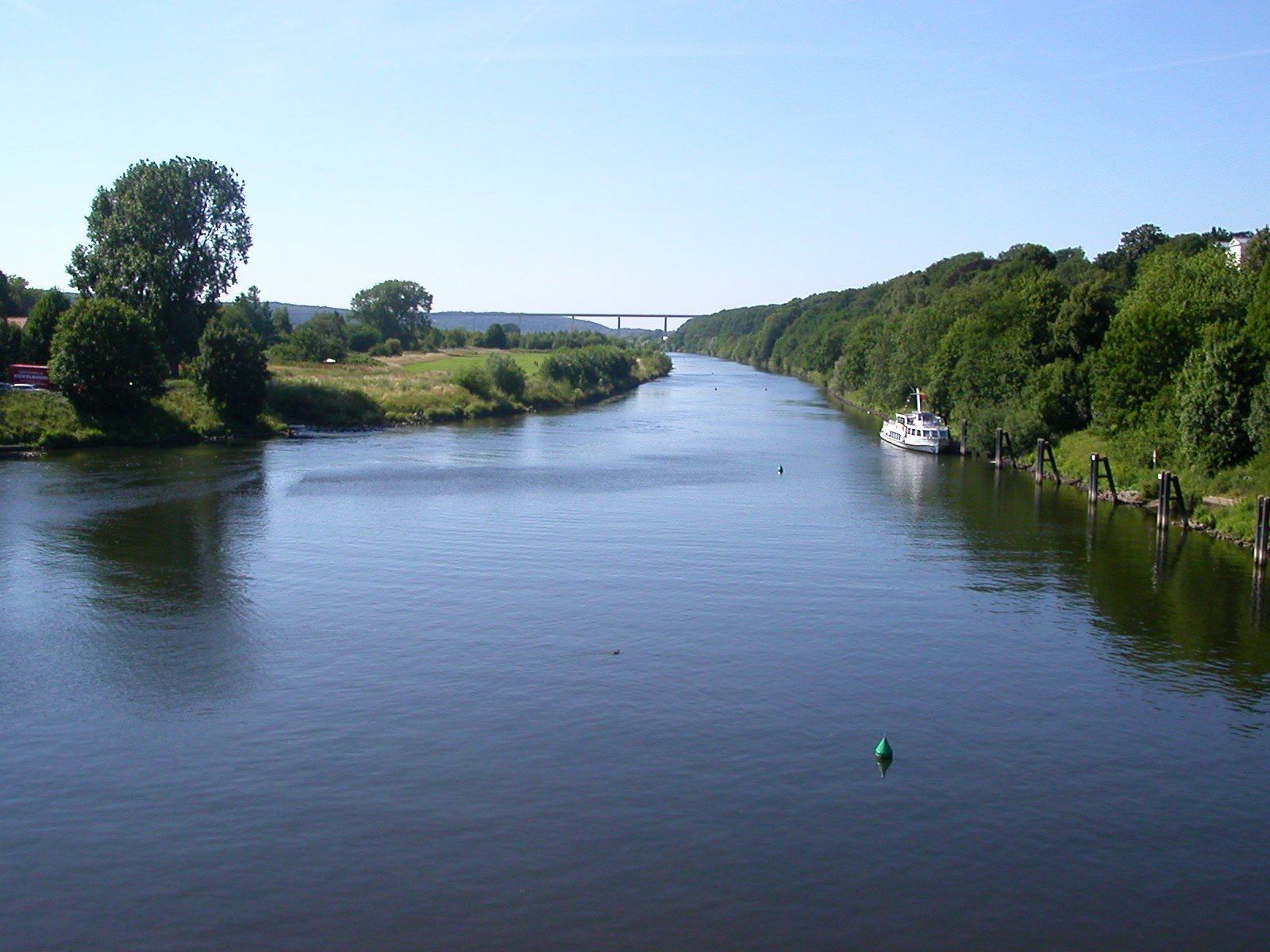
Ruhr in Kettwig
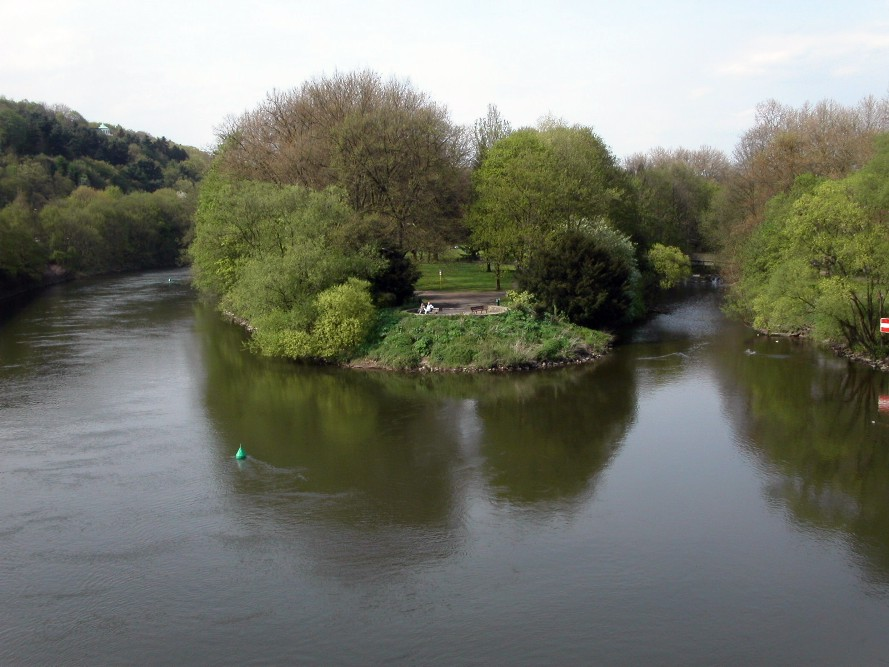
Brehminsel in Essen-Werden
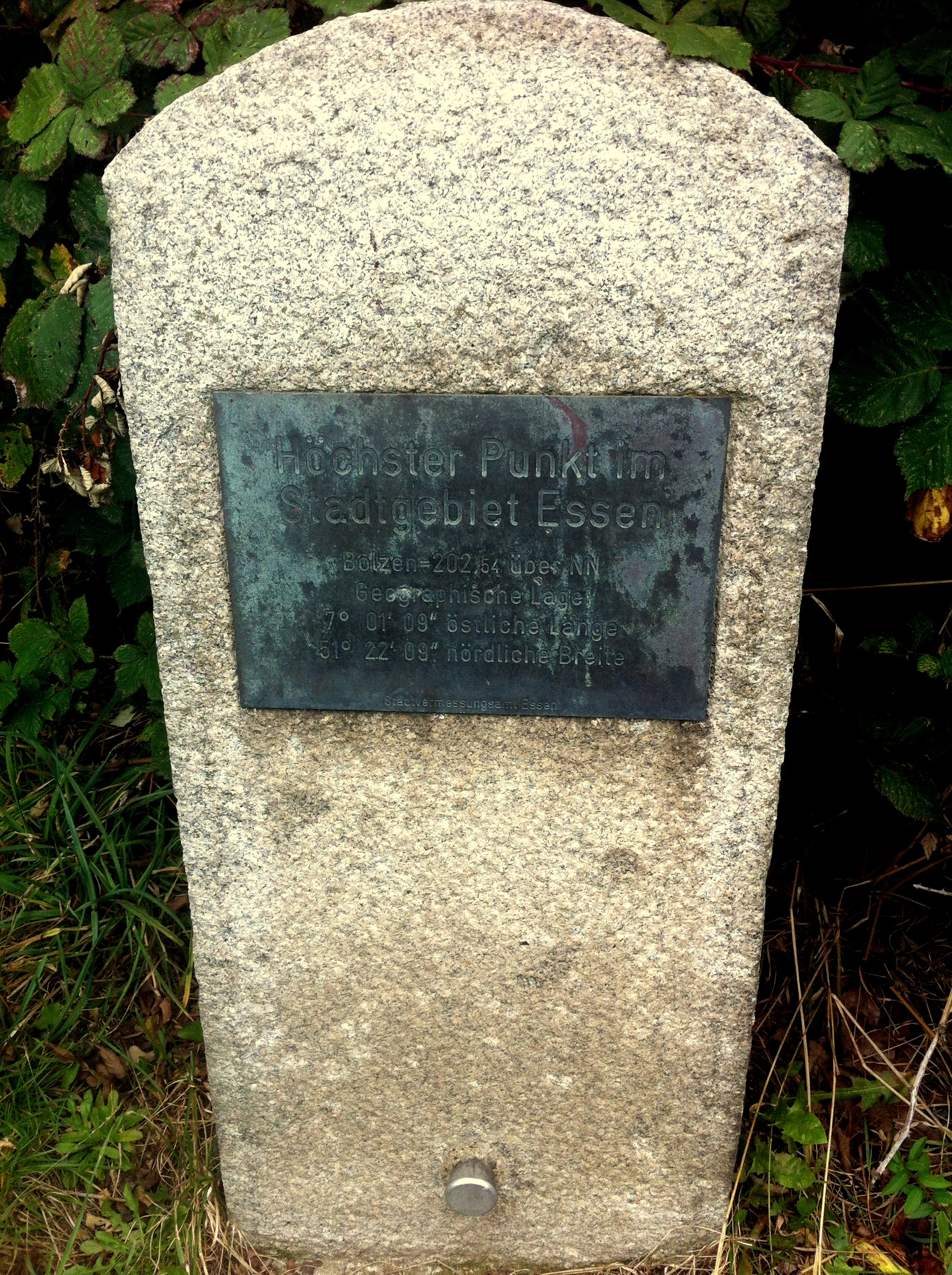
Stein mit Hinweistafel, höchste Erhebung Essens

### Räumliche Lage

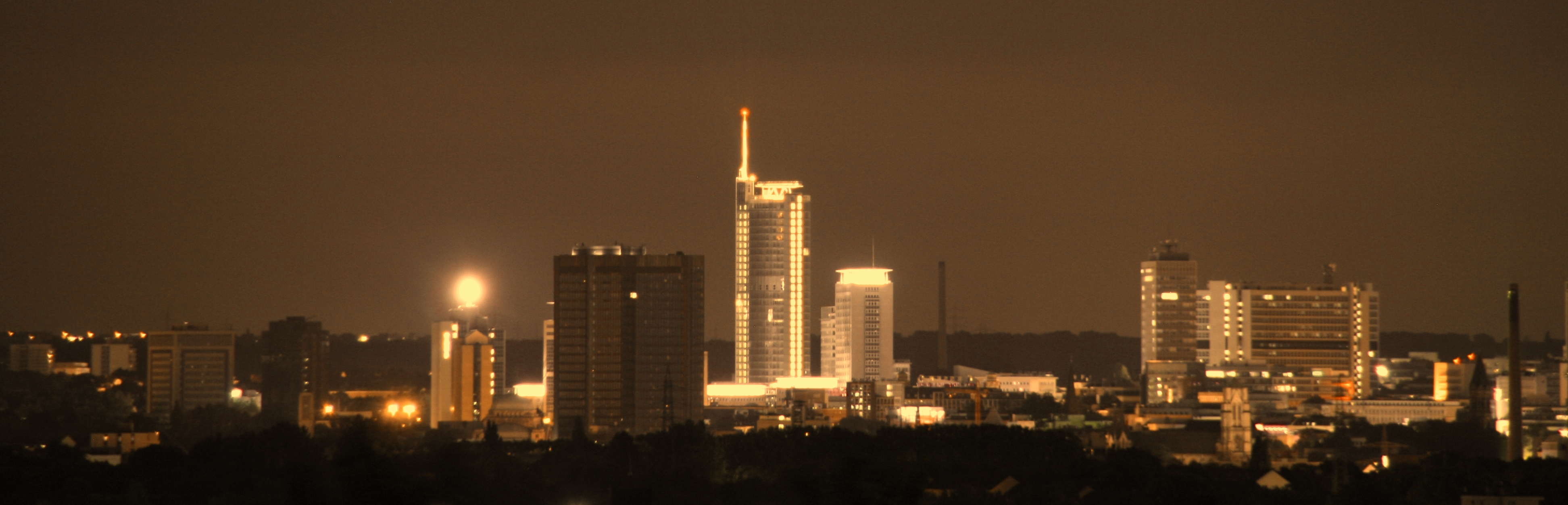
Die Essener Skyline bei Nacht

Essen liegt im Zentrum des Ruhrgebietes, zum größten Teil nördlich der Ruhr, die unter anderem zwischen den Stadtteilen Kupferdreh, Heisingen, Fischlaken und Werden aufgestaut den Baldeneysee bildet.
Essen befindet sich in der Metropolregion Rhein-Ruhr, einer Wirtschaftsregion und einem städtischen Ballungsraum im Westen Deutschlands. Die Region zählt zu den größten Verdichtungsräumen innerhalb der europäischen Megalopolis und ist somit der größte Ballungsraum in Deutschland. In den 20 kreisfreien Städten und zehn Kreisen der Region leben rund 14 Millionen Einwohner auf knapp 10.000 km² (Stand 2021). Etwa neun Millionen Menschen leben in einem Umkreis von 50 Kilometern um Essen. Essen ist eines der vier großen Zentren des Ruhrgebiets, neben Dortmund, Duisburg und Bochum.
Die mittlere Höhenlage der Stadt beträgt 116 m ü. NN. Die höchste Erhebung des Stadtgebiets befindet sich mit 202,5 m ü. NN in Heidhausen, die tiefste Stelle in Karnap misst 26,5 m ü. NN. Der geografische Mittelpunkt Essens befindet sich in Rüttenscheid im Bereich Müller-Breslau-Straße und Wittenbergstraße. Die Lage der Stadt an der nördlichen Grenze der Mittelgebirge bestimmt den geographischen Bauplan Essens und des gesamten Ruhrgebietes, das eine deutliche Ost-West-Ausstreckung zwischen Ruhrtal im Süden über die Hellwegebene bis zur Emschertalung im Norden aufweist. Die beiden von Ost nach West verlaufenden Flüsse Ruhr und Emscher geben der Landschaft ihre eigene Prägung. Die aus dem Sauerland kommende Ruhr windet sich um die Hügel der südlichen Stadtteile und bildet Auenlandschaften sowie die Stauseen Baldeneysee und Kettwiger See. Die Emscher im Norden und parallel dazu der Rhein-Herne-Kanal verlaufen schnurgerade durch das Stadtgebiet und münden, wie die Ruhr, bei Duisburg in den Rhein.
Die größte Ausdehnung des Stadtgebiets beträgt in Nord-Süd-Richtung 21 Kilometer und in West-Ost-Richtung 17 Kilometer. Die Länge der Stadtgrenze beläuft sich auf 87 Kilometer.

### Gewässer
Im gesamten Stadtgebiet befinden sich Bachläufe mit einer Länge von rund 275 Kilometern. Zu den bekanntesten Gewässern zählen im Norden die Emscher und der Rhein-Herne-Kanal sowie im Süden der Stadt die Ruhr mit dem Baldeneysee und dem Kettwiger See.
Im Norden der Stadt befinden sich die Bäche, die durch die Industrialisierung gekennzeichnet sind. Viele der Bäche dienen der Abwasserentsorgung, die jedoch im Zuge der Emscher-Renaturierung durch die Emschergenossenschaft nach und nach wieder in einen naturnahen Zustand versetzt werden. Durch die Renaturierung wird das Umfeld der Bäche aufgewertet. Zu diesen Köttelbecken zählen der Borbecker Mühlenbach, die Berne, der Stoppenberger Bach sowie der Schwarzbach. Zu den Bächen, die ihren naturnahen Zustand behalten haben, zählen der Hexbach, der Barchembach und die Schönebecke.
Im Süden der Stadt fließen die Ruhr und naturnahe Bäche, die in großen Teilen in Landschaftsschutzgebiete eingebunden sind. Zu den größeren zählen der Hesperbach und der Deilbach, kleinere sind der Oefter Bach, der Schuirbach und der Wolfsbach.

### Stadtgliederung

Karte der Essener Stadtteile/-bezirke und Nachbarstädte

Das Stadtgebiet Essens besteht aus neun Stadtbezirken. In jedem Stadtbezirk gibt es eine Bezirksvertretung mit jeweils 19 Mitgliedern. Vorsitzender der Bezirksvertretung ist der Bezirksbürgermeister. Die Stadtbezirke werden mit römischen Zahlen und mit einem besonderen Namen, der teilweise auch aus mehreren Stadtteilnamen besteht, gekennzeichnet.
Die neun Stadtbezirke sind in insgesamt 50 Stadtteile unterteilt. Die meisten der Stadtteile waren früher einmal selbstständige Gemeinden und verloren ihre Selbständigkeit durch Eingemeindungen. Die Stadtteile werden mit einer zweistelligen arabischen Zahl gekennzeichnet.
Aufgrund der naturräumlichen Gliederung ist das Essener Stadtbild deutlich zweigeteilt zwischen den dicht besiedelten nördlichen Stadtteilen sowie den Bereichen um die Innenstadt herum einerseits und dem durch ausgedehnte Grünflächen und eher kleinräumige Bebauung geprägten südlichen Teil andererseits.

### Nachbarstädte
Folgende Städte grenzen an Essen (von Osten im Uhrzeigersinn):
- Bochum
- Hattingen (Ennepe-Ruhr-Kreis)
- Velbert (Kreis Mettmann)
- Heiligenhaus (Kreis Mettmann)
- Ratingen (Kreis Mettmann)
- Mülheim an der Ruhr
- Oberhausen
- Bottrop
- Gladbeck (Kreis Recklinghausen)
- Gelsenkirchen

### Klima
Die durchschnittliche Temperatur in Essen beträgt 11,3 °C im Jahresmittel. Der kälteste Monat ist der Januar mit 3,4 °C, der wärmste der Juli mit 19,7 °C. Die Niederschlagsmenge beträgt 866 Millimeter pro Jahr, wobei der meiste Niederschlag, mit 93 Millimetern, im Dezember fällt.
|                        | Jan | Feb | Mär  | Apr  | Mai  | Jun  | Jul  | Aug  | Sep  | Okt  | Nov | Dez |   |      |
| Mittl. Temperatur (°C) | 3,4 | 4,5 | 6,7  | 10,3 | 14,3 | 17,9 | 19,7 | 18,9 | 15,2 | 11,3 | 6,9 | 5,8 | ⌀ | 11,3 |
| Mittl. Tagesmax. (°C)  | 5,6 | 7,5 | 10,3 | 14,7 | 19,0 | 22,7 | 24,7 | 23,6 | 19,6 | 14,6 | 9,5 | 7,8 | ⌀ | 15   |
| Mittl. Tagesmin. (°C)  | 1,2 | 1,7 | 3,3  | 5,7  | 9,5  | 13,3 | 14,6 | 14,3 | 11,3 | 8,3  | 4,4 | 3,7 | ⌀ | 7,6  |
|                        |     |     |      |      |      |      |      |      |      |      |     |     |   |      |
| Niederschlag (mm)      | 88  | 84  | 71   | 43   | 51   | 77   | 50   | 88   | 71   | 63   | 87  | 93  | Σ | 866  |
|                        |     |     |      |      |      |      |      |      |      |      |     |     |   |      |
| Sonnenstunden (h/d)    | 1,6 | 3,1 | 4,3  | 5,8  | 7,1  | 7,4  | 7,3  | 6,4  | 5,4  | 3,4  | 2,1 | 1,5 | ⌀ | 4,6  |
|                        |     |     |      |      |      |      |      |      |      |      |     |     |   |      |
| Regentage (d)          | 21  | 16  | 17   | 14   | 13   | 15   | 13   | 16   | 15   | 16   | 19  | 20  | Σ | 195  |
|                        |     |     |      |      |      |      |      |      |      |      |     |     |   |      |
| Luftfeuchtigkeit (%)   | 85  | 80  | 77   | 72   | 70   | 73   | 73   | 74   | 79   | 81   | 84  | 85  | ⌀ | 77,7 |

| 1,2 |

| 1,7 |

| 3,3 |

| 5,7 |

| 9,5 |

| 13,3 |

| 14,6 |

| 14,3 |

| 11,3 |

| 8,3 |

| 4,4 |

| 3,7 |

| 1,2 |

| 1,7 |

| 3,3 |

| 5,7 |

| 9,5 |

| 13,3 |

| 14,6 |

| 14,3 |

| 11,3 |

| 8,3 |

| 4,4 |

| 3,7 |

## Geschichte
Siehe auch: Liste der Bodendenkmäler in Essen

### Vorgeschichte
Das älteste Zeugnis menschlicher Aktivität in der Gegend des heutigen Stadtgebietes wurde 1926 beim Bau des Rhein-Herne-Kanals in Essen-Vogelheim gefunden: eine Klinge aus Feuerstein, die Vogelheimer Klinge, und der Knochen eines Höhlenlöwen aus der Saale-Kaltzeit, zwischen 280.000 und 250.000 Jahren alt. Weitere Funde aus der Mittleren Altsteinzeit konnten bis in die jüngste Zeit auch in anderen Stadtteilen gemacht werden (Werden, circa 200.000 B.P.; Dellwig, circa 160.000 B.P.). Ein bedeutender Fund war 1998 ein Rastplatz der jüngeren Altsteinzeit auf den Ruhrhöhen bei Fischlaken, der auf ein Alter zwischen 31.000 und 38.000 Jahren geschätzt wird.
Funde aus der mittleren Steinzeit gibt es, bis auf einige Mikrolithen, kaum. Aufgrund der intensiven Nutzung der Böden im Stadtgebiet gelten solche auch als nicht mehr zu erwarten. Ebenso fehlen Funde aus den größten Teilen der Jungsteinzeit, erst für die Zeit ab 3000 v. Chr. gibt es wieder Belege, zumeist Gräber oder Zufallsfunde wie Beile aus Feuerstein. Wichtigstes Zeugnis dieser Epoche ist die 1937 entdeckte sogenannte Steinkiste von Essen-Kupferdreh, ein kleines Megalithgrab aus dem letzten Abschnitt der Jungsteinzeit, das als „das älteste erhaltene Bauwerk Essens“ gilt.
Essen lag im Siedlungsgebiet mehrerer germanischer Stämme (Chattuarier, Brukterer, Marser), deren genaue Abgrenzung allerdings schwierig ist.
Zu Beginn unserer Zeitrechnung entstand die Alteburg im Essener Süden, die in den 1920er und 1930er Jahren in großen Teilen ergraben wurde. Die Fliehburg wurde vermutlich bis zum 8. Jahrhundert genutzt. Östlich davon liegt die Herrenburg, die wohl aus dem 8. Jahrhundert stammt.

### Stiftsgründung

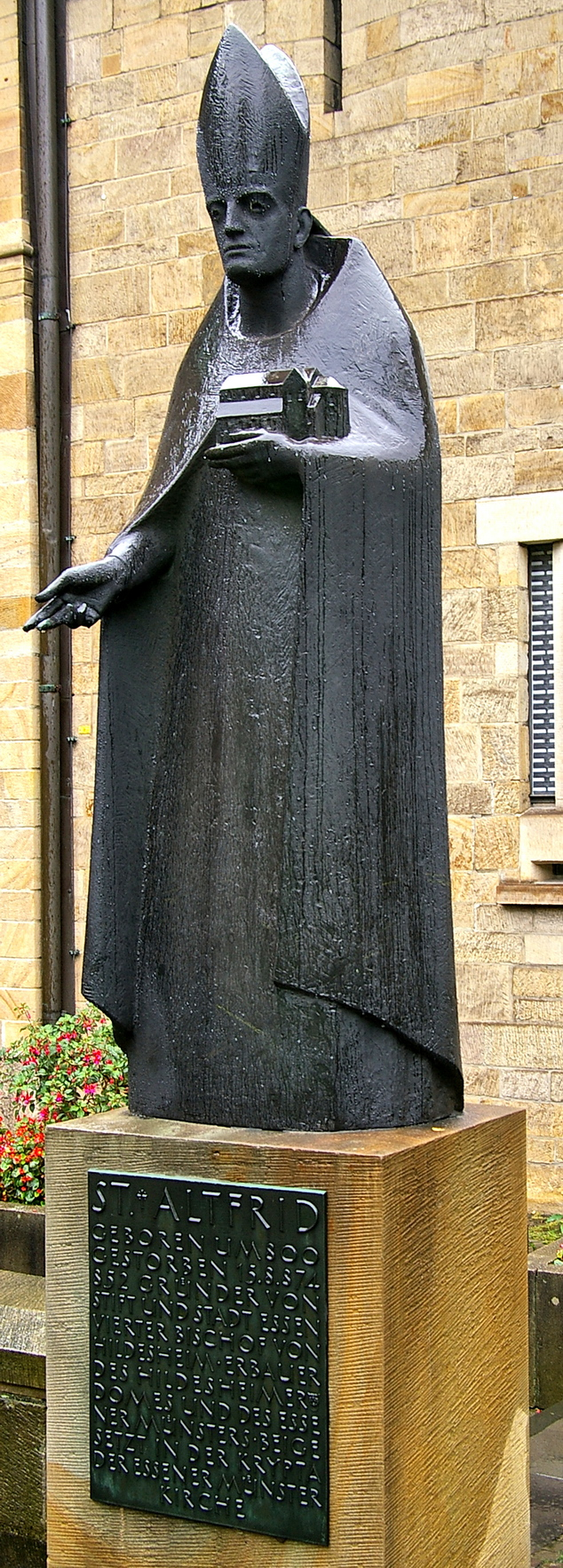
Moderne Statue des Hl. Altfrid vor der Essener Domschatzkammer. In der Hand hält Altfrid in Anlehnung an mittelalterliche Stifterbilder ein Modell des ersten Essener Münsters

Um 845 gründete eine Adelsfamilie um den späteren Bischof von Hildesheim, Altfrid, das Stift Essen für die Töchter des sächsischen Adels. Die Gründung geschah vermutlich auf eigenem Grund, genannt Astnidhi bzw. coenobium Astnide. Die beiden ersten Äbtissinnen, die beide Gersuith hießen, gehörten dieser Adelsgruppe an. Das Damenstift, in dem sich zur Feier der Messe Kanoniker aufhielten, war kein Kloster, sondern eine Art Wohn- und Bildungsstätte für unverheiratete Töchter und Witwen des Hochadels. Geleitet wurde es von einer Äbtissin, die als einzige zum Ablegen eines Keuschheitsgelübdes verpflichtet war. In dem Gebiet, in dem das Damenstift errichtet wurde, gab es bereits vorher einige Gehöfte. Die Stiftskirche wurde nach einem Großbrand 946 erheblich erweitert; auf ihren Fundamenten steht heute das Essener Münster im Zentrum der Stadt. Das erste belegbare urkundliche Datum für Essen ist 898: Zu dieser Zeit werden dem Stift vom lothringischen König Zwentibold linksrheinische Besitzungen vermacht. Eine Urkunde, welche scheinbar aus dem Jahr 870 stammt und die Stiftsgründung beschreibt, wird heute im Allgemeinen als Fälschung aus dem 11. Jahrhundert betrachtet; ob diese auf älteren Urkunden fußt, ist strittig.
Seit etwa 800 gab es etwas weiter südlich, im heutigen Stadtteil Werden, das Kloster Werden, ein vom Heiligen Liudger gegründetes Benediktiner-Kloster, das die Missionsarbeit bei den Sachsen im Harzraum (Helmstedt/Halberstadt) vorantreiben sollte. Beide, Damenstift und Kloster, standen bereits im vollständig christianisiertem Umfeld.
Eine der bemerkenswertesten Essener Äbtissinnen war Mathilde. Sie war Enkelin des Kaisers Otto I. und übernahm die Stiftsleitung um 973. Sie lenkte die Geschicke des Stifts und der zugehörigen Ländereien fast 40 Jahre. Mathilde vermehrte den Kirchenschatz um seine wertvollsten Stücke, unter anderem die Goldene Madonna, die älteste vollplastische Madonnenfigur der Welt. Nach Mathilde übernahm Sophia die Stiftsleitung, ebenfalls Enkelin Ottos I. und Tochter Kaiser Ottos II.
Im Jahre 1041, unter der Stiftsleitung durch die dritte Dame königlichen Geblütes in Folge, Theophanu, einer Enkelin Ottos II., erhielt das schon 1003 als Stadt (civitas) erwähnte Essen das Marktrecht. Zehn Jahre später, 1051, wurde das Münster ein weiteres Mal verändert und erweitert: Dieser Anbau war der Ostteil mit Krypta, in dem der Hl. Altfrid, Mathilde und Theophanu bestattet sind.
Das Damenstift, das bis dato nur einflussreicher Landbesitzer war, bekam 1216 seine Position als Fürstensitz offiziell bestätigt: König Friedrich II. nannte die damalige Äbtissin in einem Brief Reichsfürstin – was sie dem Abt des nahe gelegenen Klosters Werden gleichstellte.

### Das Werden der Stadt und Konflikt mit dem Stift
Im Jahre 1244 wurde von der Gemeinschaft der Ministerialen des Stiftes und den Bürgern der Stadt gemeinsam die Essener Stadtmauer errichtet. Die Urkunde hierüber ist die erste, die das Essener Stadtsiegel enthält. Die Essener Bürger entwickelten ein Bürgerbewusstsein.
König Rudolf bestätigte zwar 1290 wieder der Fürstäbtissin ihre Landeshoheit über die Stadt, konnte diese aber nicht vollständig wiederherstellen: Die Bürgerschaft lag im Konflikt mit dem Stift, die wachsende Stadt forderte die Selbstverwaltung: 1336 gab es den ersten Versuch, die Reichsunmittelbarkeit zu erhalten, es dauerte aber noch über 40 Jahre, bis 1377, dann gewährte Kaiser Karl IV. der Stadt den begehrten Titel der freien Reichsstadt – fünf Jahre nachdem er der damals amtierenden Äbtissin Elisabeth von Nassau das genaue Gegenteil bestätigt hatte.
Aus dem 14. Jahrhundert stammen auch die ersten Belege über bergmännische Tätigkeiten in Essen: 1349 erhielt die Fürstäbtissin das Recht, die Bodenschätze auszubeuten, 1354 wurde nachweislich Silber abgebaut. Kohle wurde in Essen zwar 1371 zum ersten Mal erwähnt, aber das erste Kohlebergwerk ist erst für 1450 verzeichnet.
Die Auseinandersetzungen zwischen Stadt und Stift um die Vorherrschaft in der Region hielten bis zur Auflösung des Stiftes 1803 an. Immer wieder gab es rechtliche Streitereien. Einer der Prozesse dauerte 200 Jahre, bis das Reichskammergericht 1670 entschied, die Stadt müsse zwar den Äbtissinnen gebührenden Gehorsam in Gebott und Verbott leisten, dürfe aber trotzdem alle alten Gewohnheitsrechte behalten. Somit blieb die Situation zwischen Stadt und Stift bis zur Säkularisation ungeklärt und konkurrenzbeladen. 1563 schloss sich die Stadt der Reformation an (20 Jahre bevor sie die Reichsunmittelbarkeit und damit das Recht dazu hatte) und wurde evangelisch. Als Kirche diente die Marktkirche, die aus dem 11. Jahrhundert stammt (ursprünglich St. Gertrudis). Nachdem der Reformator von Essen, Heinrich Barenbroch, am 28. April 1563 seine erste Predigt in der Heilig-Geist-Kapelle gehalten hatte, teilte er am 2. Mai in der Gertrudiskirche zum ersten Mal das Abendmahl unter beiderlei Gestalt aus. Schon am 17. Mai musste Barenbroch die Stadt verlassen, weil die Äbtissin den Schutz des klevischen Herzogs gegen die kirchlichen Neuerer angerufen hatte. Ansonsten blieb dem katholischen Stift, das über keine Truppen verfügte, mit denen irgendetwas durchzusetzen gewesen wäre, aber nichts anderes als zuzuschauen.
Am Ende des 16. und zu Beginn des 17. Jahrhunderts wurde Essen nachweislich zur Waffenschmiede. Gegen 1570 prosperierte das Büchsenmacherhandwerk. 1620 produzierten die Essener Schmiede 14.000 Gewehre und Pistolen; die Stadt wurde strategisch interessant.

### Dreißigjähriger Krieg

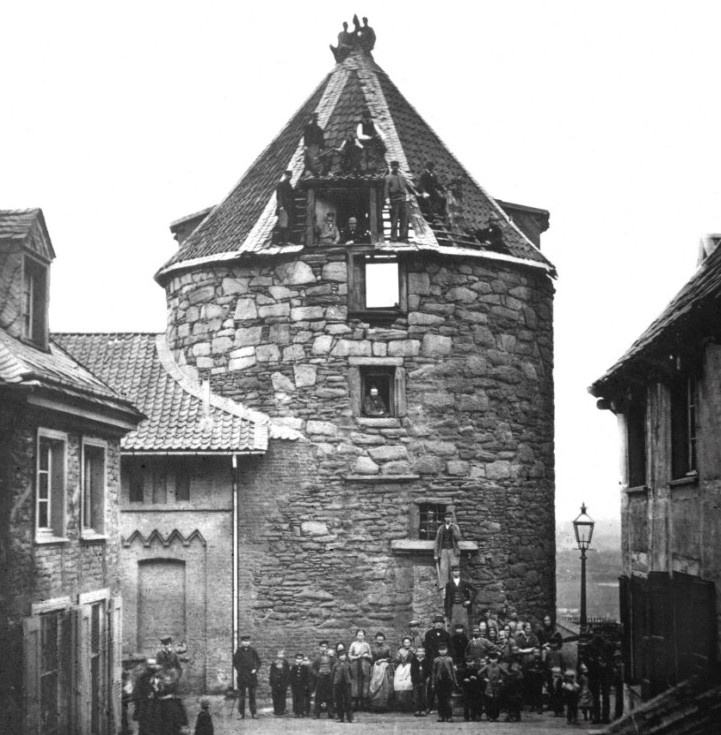
Heckingsturm 1861, vier Jahre vor seinem Abriss, letzter erhaltener Teil der Stadtmauer

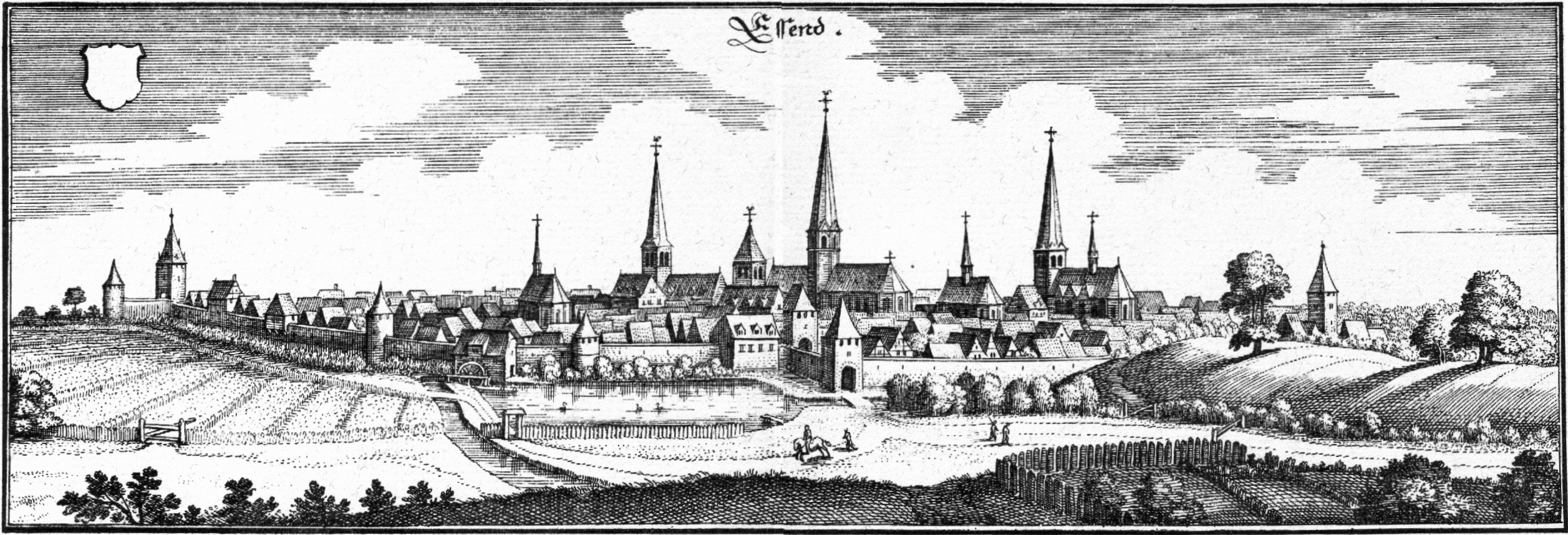
Essen um 1647

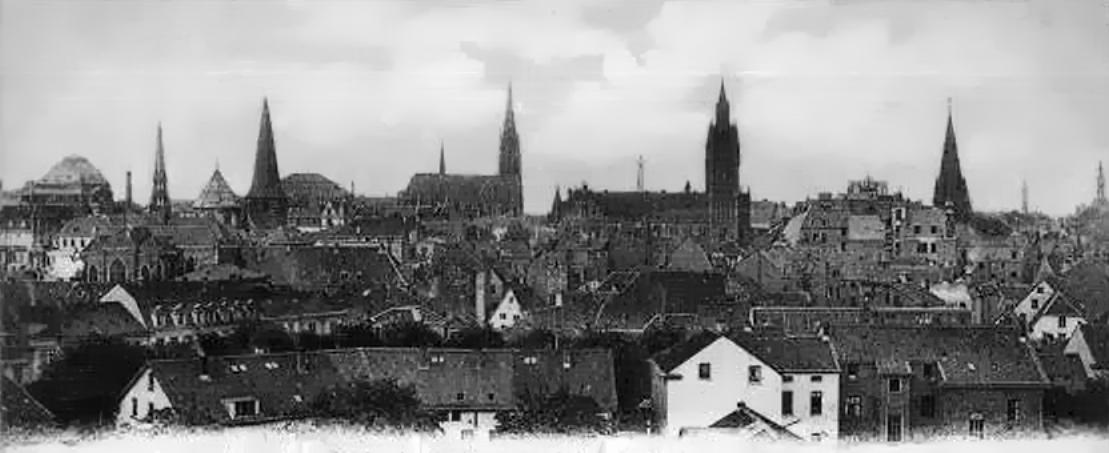
Essen 1898, Blick von Norden

Im Dreißigjährigen Krieg standen sich die evangelische Stadt und das Stift gegenüber. Die damalige Äbtissin Maria Clara von Spaur, Pflaum und Vallier holte 1623 die katholischen Spanier nach Essen, um gegenreformatorisch gegen die evangelische Stadt vorzugehen. 1624 wurde ein Rekatholisierungsgesetz erlassen, der Kirchgang der Bürger kontrolliert. Die Stadt, nicht das Stift, war für Kost und Logis der Besatzungstruppen zuständig. 1628 klagten die Essener dagegen vor dem Reichskammergericht.
Im Jahre 1629 stürmten die Holländer die Stadt. Die Äbtissin floh unter Mitnahme des Kirchenschatzes am 4. November dieses Jahres ins katholische Köln. Im Sommer 1631 kam sie im Gefolge einer bayerischen Garnison unter Gottfried Heinrich zu Pappenheim zurück, musste aber schon im September wieder abziehen. Maria Clara starb 1644 in Köln.
Insgesamt waren die Essener vom Krieg schwer geschlagen, es kam immer wieder zu Verhaftungen, zur Verschleppung von Menschen und zur Pressung in den Kriegsdienst.
Auch nach dem Westfälischen Frieden blieben die Truppen noch eine Zeit lang, die letzten Truppen verließen Essen am 9. September 1650.

### Auflösung des Stifts Essen und Anschluss an Preußen
Im Jahr 1802 wurde das Territorium des Stifts Essen von preußischen Truppen besetzt, da es im Zuge der Säkularisation als Entschädigung für Verluste auf dem linken Rheinufer dienen sollte, was man auch im Reichsdeputationshauptschluss 1803 staatsrechtlich bestätigte. Essen und Werden wurden der Grafschaft Mark inkorporiert. 1806 folgte die Besetzung durch französische Truppen. Essen und Werden wurden faktisch mit dem 3. November 1806 vom Großherzogtum Berg annektiert. Dies wurde erst 1808 in einem Vertrag zwischen Berg und Frankreich, dem im Frieden von Tilsit 1807 alle preußischen Provinzen westlich der Elbe abgetreten wurden, bestätigt. Im Großherzogtum Berg war die Stadt Essen Sitz des Kantons Essen und bildete eine Mairie nach französischem Vorbild. Essen und Werden gehörten also bis Ende 1813 zum Großherzogtum Berg, seither wieder zu Preußen und seit 1822 zur preußischen Rheinprovinz. Die Stadt wurde Teil des Kreises Duisburg. Aus der Mairie Essen der Franzosenzeit wurde die preußische Bürgermeisterei Essen. 1859 wurde aus dem östlichen Kreisgebiet der Kreis Essen neugegründet, aus dem die Stadt Essen mit Wirkung zum 8. März 1873 als eigener Stadtkreis ausschied.

### Industrialisierung

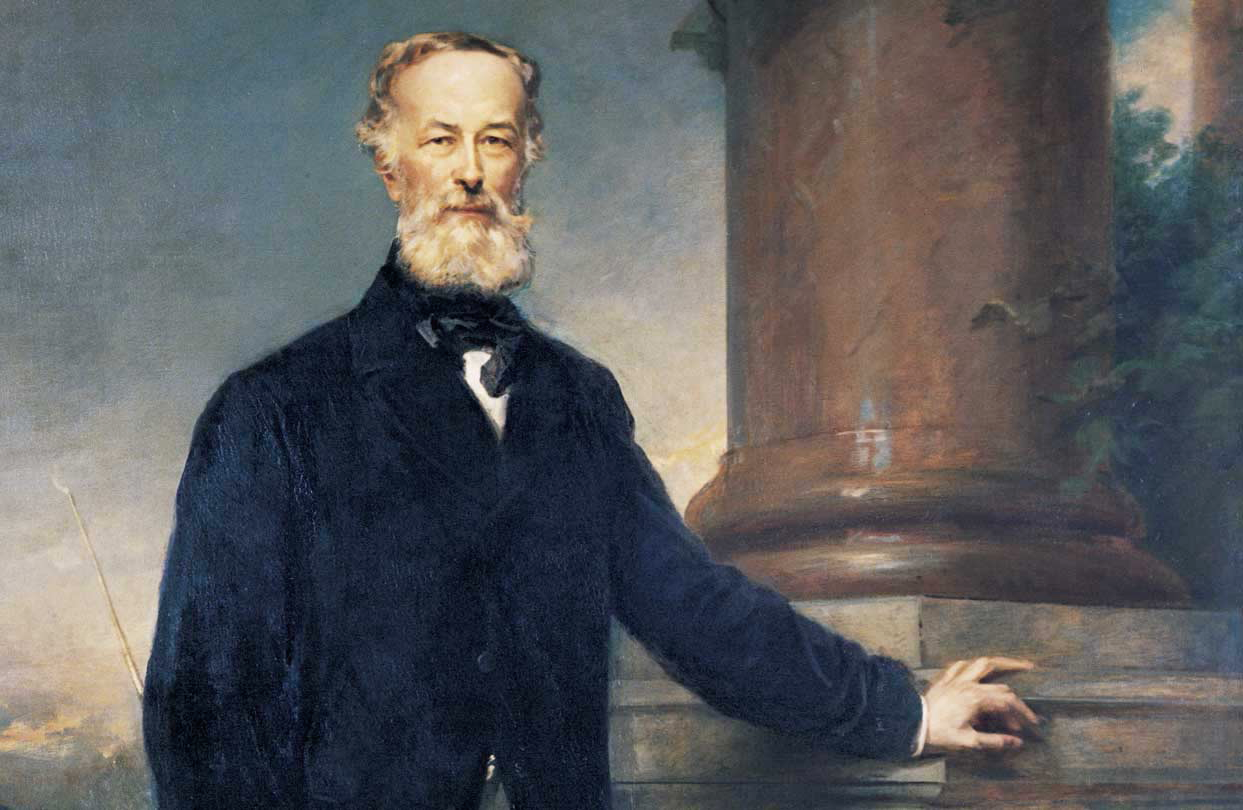
Alfred Krupp, erstes Gemälde von Julius Gruen

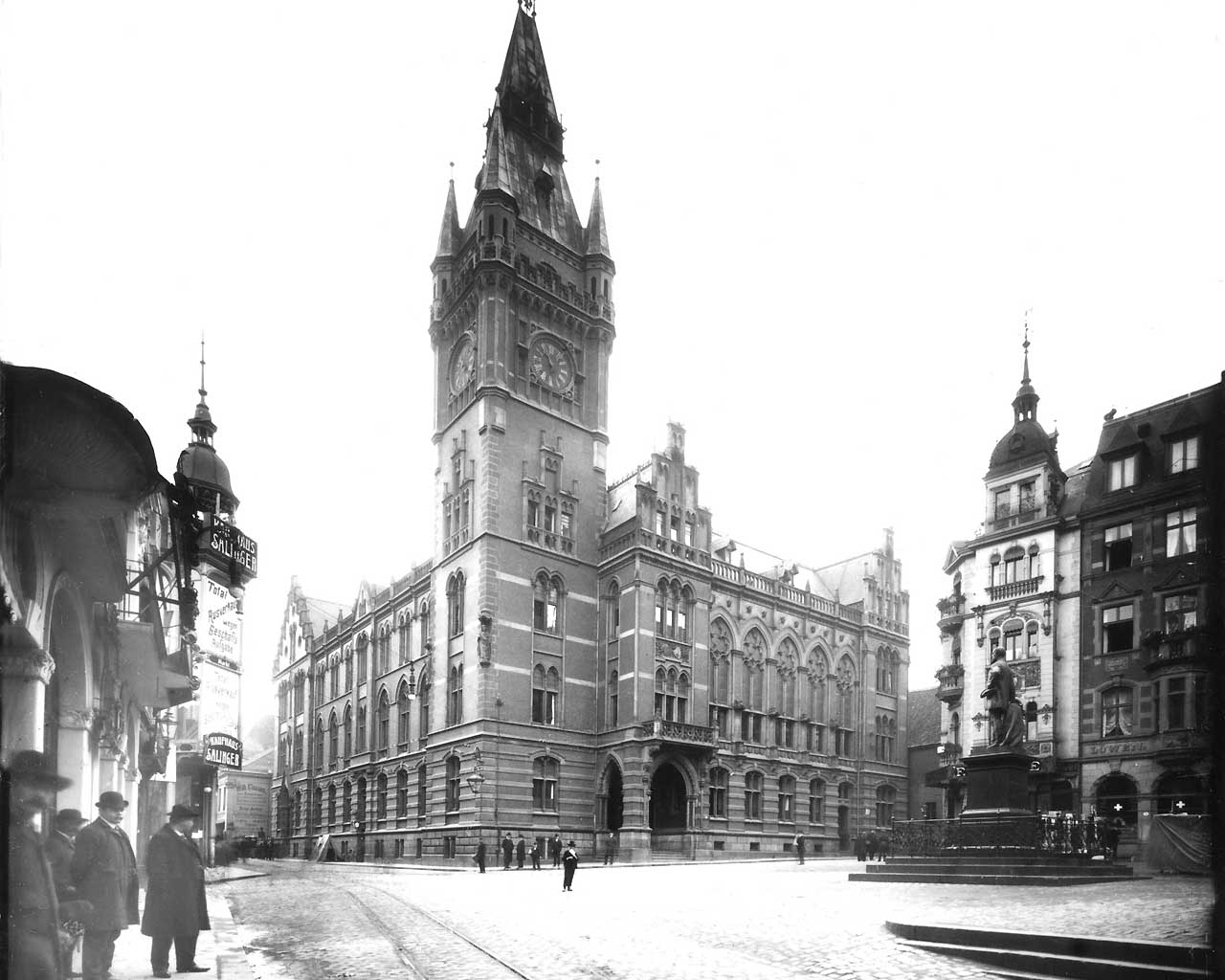
Rathaus Essen (1878–1964)

Essen und die Krupp’sche Industrie haben sich über viele Jahre gegenseitig beeinflusst. Die Familie Krupp war seit dem 16. Jahrhundert ansässig und bekleidete hohe Ämter. Friedrich Krupp gründete 1811 die Krupp-Gussstahlfabrik, die den Stadtbewohnern viele Jahre Brot und Geld brachte, obwohl die Geschäfte anfangs nicht sonderlich gut liefen. Der Bedarf an Arbeitern führte zu einer deutlichen Zunahme der Bevölkerung Essens. Die einzigartige Firmenexpansion nahm 1846 ihren Anfang, als Alfred Krupp die Herstellung des nahtlosen Eisenbahn-Radreifens gelang. Die Expansion führte dazu, dass die Werksanlagen westlich des alten Stadtgebietes bereits 1873 auf mehr als 300 ha Fläche angewachsen waren und das Zehnfache der Altstadtfläche erreicht hatte. Die Ära der Familie Krupp endete erst im Jahre 1967 mit der Abdankung von Arndt von Bohlen und Halbach.
Der Industrielle Friedrich Grillo stiftete der aufstrebenden Stadt 1892 ein Theater und Opernhaus. Das heute noch unter dem Namen Grillo-Theater als Stadttheater fungierende Gebäude ist im neoklassizistischen Stil in der Stadtmitte errichtet und wurde am 16. September 1892 mit einer Aufführung von Gotthold Ephraim Lessings Minna von Barnhelm eingeweiht.
Bis zum Ende des 19. Jahrhunderts entwickelte sich auf dem Gebiet der Stadt Essen das dichteste Eisenbahnnetz des Ruhrgebiets. Die Bergisch-Märkische Bahn wurde 1862, die Rheinische Bahn 1866 an der Innenstadt vorbeigeführt. Diese beiden Eisenbahnstrecken bildeten das Grundgerüst für die zahllosen Anschlussgleise zu den Zechenstandorten und Industriebetrieben.
Mehrere Zechen entstanden nahe der Altstadt wie die Zeche Victoria Mathias im Nordviertel an der Altenessener Straße, die Zeche Hercules im Ostviertel sowie die Zeche Zur Hoffnung westlich der Innenstadt.
1865 übernahm die Stadt Essen das Gaswerk an der Straße Auf der Union (Thurmfeld).
1898 wurde die Aktiengesellschaft Rheinisch-Westfälisches Elektrizitätswerk gegründet. Das Werk wurde an der Altenessener Straße in unmittelbarer Nähe zur Zeche Victoria Mathias errichtet.

### Erster Weltkrieg
Wie das ganze Deutsche Reich wurde auch Essen im August 1914 von einer Kriegseuphorie erfasst. Der Erste Weltkrieg wurde zu einer Materialschlacht mit einem enormen Bedarf an Waffen und Munition. Die „Kanonenstadt“ Essen spielte dabei eine besondere Rolle. In der Kruppschen Gussstahlfabrik wurden gewaltige Geschütze wie die Dicke Bertha gebaut. Während des Krieges stellte Krupp 22,5 Millionen Granaten und 25 Millionen Kartuschen her. Mit anhaltender Dauer des Krieges gestaltete sich das Alltagsleben immer schwieriger: Die Lebensmittelpreise stiegen, die Löhne blieben niedrig. Im August 1916 gab es die erste Antikriegsdemonstration. Es kam zur Hungerkrise im Steckrübenwinter 1916/1917, in dem weite Teile der Essener Bevölkerung Not litten. Arbeiterfamilien verarmten. Im Februar 1917 kam es – ausgehend von den Beschäftigten bei Krupp – zu Proteststreiks gegen die Ernährungssituation, an denen sich mindestens 20.000 Arbeiter beteiligten. Am Ende des verlorenen Krieges 1918 waren etwa 15.000 Essener Soldaten gefallen, rund 5000 wurden vermisst.
Nach dem Kapp-Putsch kam es im März 1920 zu einem Generalstreik und in der Folge zu intensiven Kampfhandlungen zwischen der Arbeiterschaft und Einheiten von Polizei, Freikorps und Militär.

### Ruhrbesetzung

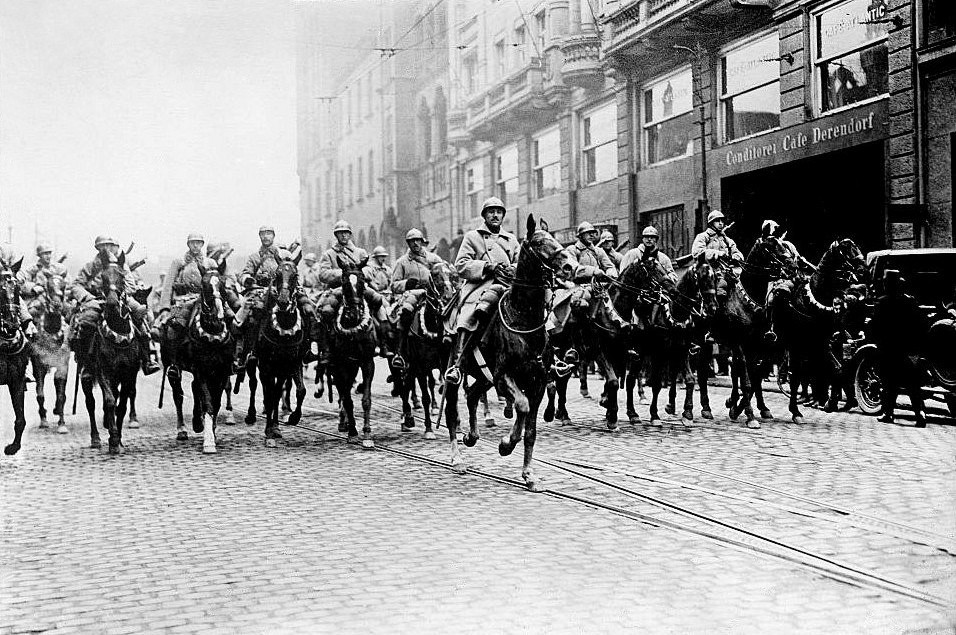
Einzug französischer Truppen in Essen 1923

Am 11. Januar 1923 erfolgte die Ruhrbesetzung durch den Einmarsch französischer und belgischer Truppen ins Ruhrgebiet. Der französische Ministerpräsident Raymond Poincaré war der Überzeugung, dass Deutschland seinen im Friedensvertrag von Versailles festgelegten Reparationszahlungen absichtlich nicht nachkomme. Sie kritisierten vor allem ausgebliebene Lieferungen von Sachleistungen wie Kohle, Stahl und Holz, denn die Alliierten gingen aufgrund der von Deutschland zu gering gezahlten finanziellen Reparationsleistungen auf die Forderung von Sachleistungen über.
Die Karsamstags-Tragödie am Morgen des 31. März 1923 war der Höhepunkt dieser deutsch-französischen Konfrontation. Ein kleines französisches Militärkommando hatte die damalige kruppsche Wagenhalle an der Altendorfer Straße besetzt, um dort mehrere Fahrzeuge zu beschlagnahmen. Da die Werksleitung zur Arbeitsniederlegung aufrief, kam es zu Tumulten und die Franzosen fühlten sich in der Klemme und ergriffen, um sich schießend, die Flucht. Das Ereignis forderte 13 Todesopfer und 28 Verletzte. Es herrschte große Empörung über das Blutbad. Der Trauerzug zum Südwestfriedhof am 10. April 1923 war einer der größten in der Geschichte der Stadt Essen. Die Besatzer verurteilten Gustav Krupp von Bohlen und Halbach und einige seiner Direktoren zu langjährigen Freiheitsstrafen. Die Besetzung des Ruhrgebietes endete im Sommer 1925.

### Phase der nationalsozialistischen Machteroberung 1933/34
Heinrich Schäfer wurde am 21. Dezember 1932 zum Oberbürgermeister in Essen ernannt. Nachdem die Nationalsozialisten das Amt mit Theodor Reismann-Grone zunächst kommissarisch übernommen hatten, wurde er am 5. April 1933 beurlaubt, später in den Ruhestand versetzt.
Essen wurde in 27 Ortsgruppen der NSDAP aufgeteilt, deren Dienststellen im Adressbuch der Stadt Essen von 1939 aufgeführt sind.

### Novemberpogrom 1938
In der Nacht zum 10. November 1938 wurde die Synagoge in Brand gesteckt, blieb jedoch den gesamten Krieg hindurch (trotz Bombardierungen der Innenstadt) im Äußeren fast unversehrt. Die Steeler Synagoge wurde völlig zerstört. Ebenso zerstört wurde ein 1932 gebautes, jüdisches Jugendheim, an dessen Stelle 1959 die Neue Synagoge errichtet wurde.
Diese Novemberpogrome 1938 bezogen auf die Nacht werden auch (Reichs-)Kristallnacht oder Reichspogromnacht genannt und waren vom nationalsozialistischen Regime mitorganisierte und gelenkte Gewaltmaßnahmen gegen Juden im gesamten Deutschen Reich.
Reichsweit markierten diese Übergriffe den Übergang von der Diskriminierung der deutschen Juden seit 1933 zur systematischen Verfolgung.

### Zwangsarbeiterlager und KZ-Außenlager

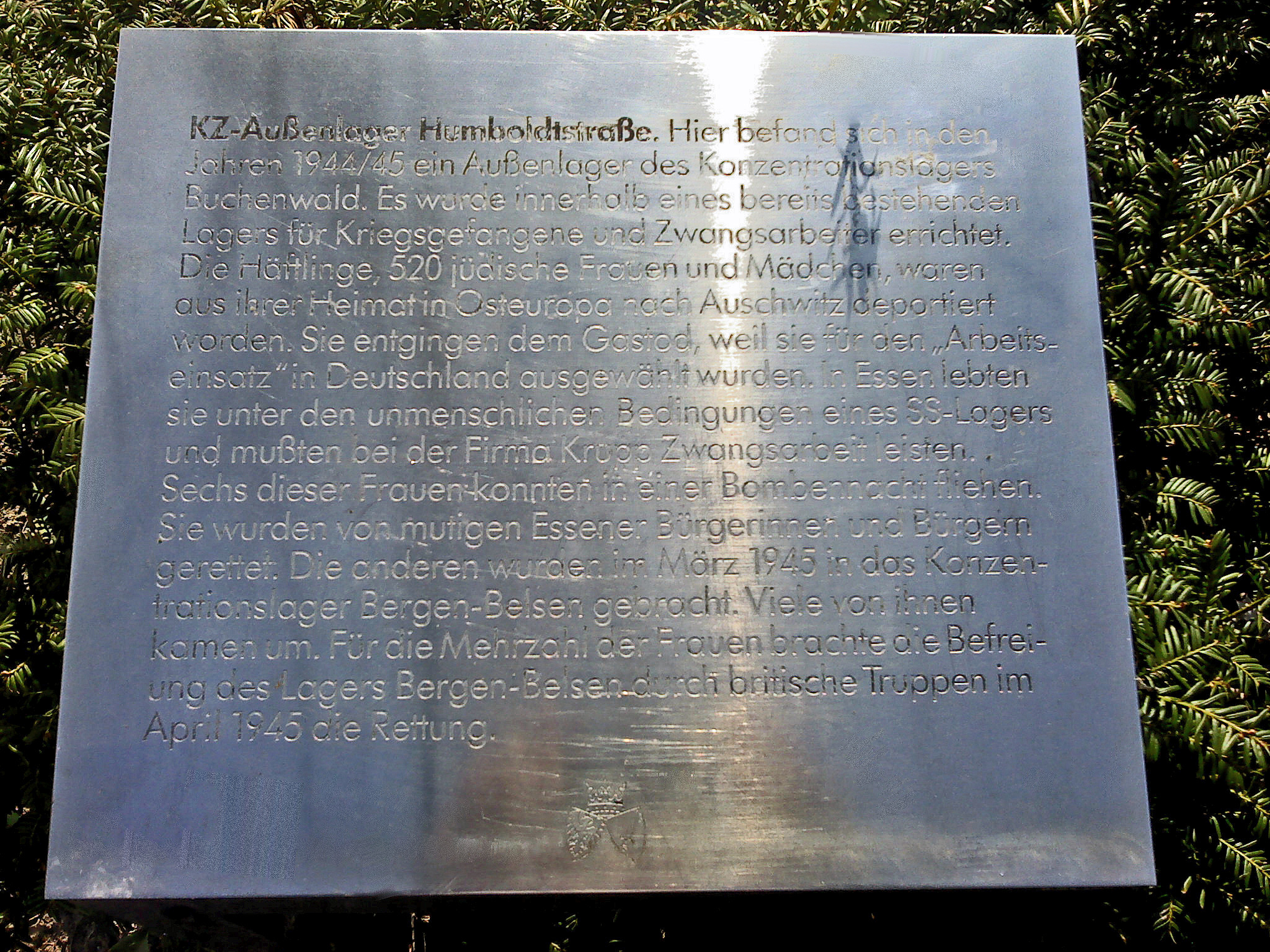
KZ-Außenlager, Gedenktafel, Humboldtstraße / Ecke Regenbogenweg

Zehntausende Zwangsarbeiter kamen in der NS-Zeit in 350 Essener Lager, genötigt zum Zwangsdienst bei Firmen wie Krupp, Siemens und unter Tage. In Essen gab es im Zweiten Weltkrieg mehrere KZ-Außenlager, wie das KZ-Außenlager Humboldtstraße (offizielle Bezeichnung SS-Arbeitskommando Fried. Krupp, Essen), das Gelsenberg-Lager und das KZ-Außenlager Schwarze Poth.

### Zweiter Weltkrieg

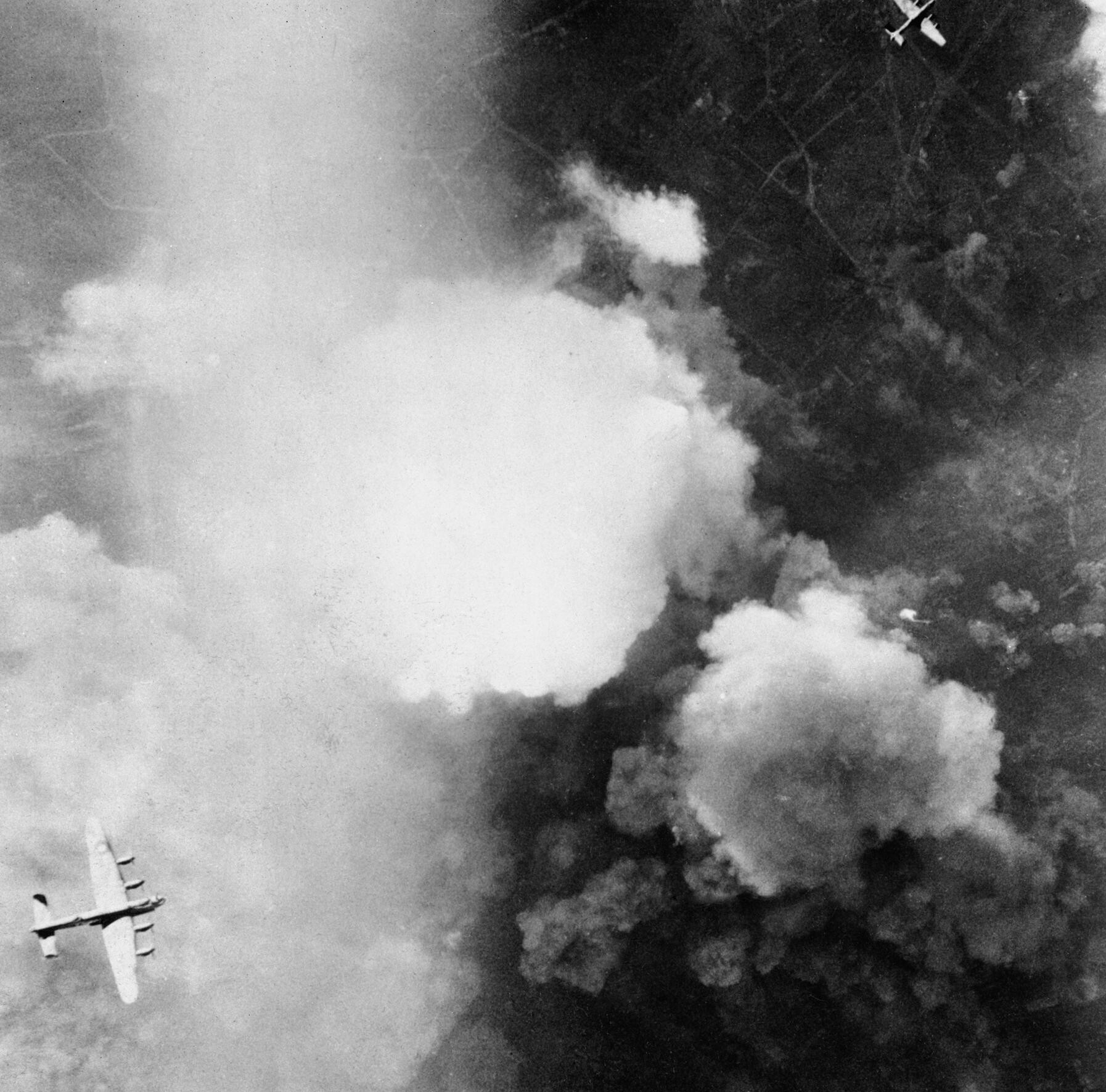
Tagesangriff der Royal Air Force auf die Essener Kruppwerke

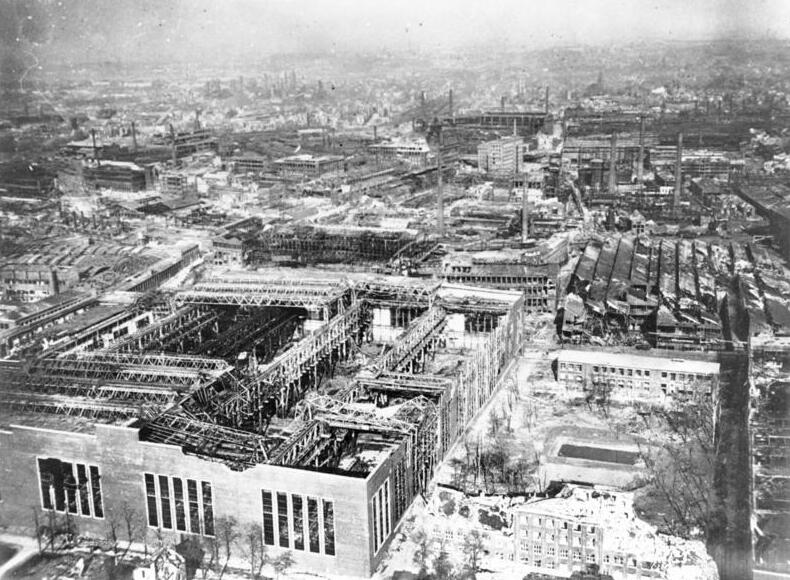
Luftaufnahme der zerstörten Krupp-Gussstahlfabrik in Essen, 1945

Die Industriegebiete in Essen waren aufgrund ihrer rüstungswirtschaftlichen Bedeutung (hierbei vor allem die Krupp-Gussstahlfabrik), ein wichtiges militärisches Ziel. Zur Täuschung wurde als Attrappe auf dem 10 km entfernten Rottberg die Kruppsche Nachtscheinanlage errichtet. Der Angriff auf Essen stellte den Auftakt zu einer bis Mitte Juli 1943 währenden fünfmonatigen britischen Luftoffensive dar, die als Battle of the Ruhr bekannt wurde. Die 26 Luftangriffe im Jahre 1942 richteten nur relativ geringe Zerstörungen an; 1943 folgten schwere Großbombardements. Am 5. März 1943 starteten auf Flugplätzen in Ost- und Mittelengland über 442 Flugzeuge. Gegen 21 Uhr wurden von vorausfliegenden Pathfindern durch den Abwurf von an Fallschirmen zu Boden sinkenden farbigen Leuchtkugeln, den sogenannten Christbäumen, die Krupp-Werke und die Essener Innenstadt als Ziele markiert. Die Angriffe auf die Innenstadt und dicht bewohnte Arbeiterviertel erfolgten im Rahmen der britischen Area Bombing Directive (Anweisung zum Flächenbombardement). Anschließend warfen rund 360 Bomber innerhalb einer Stunde in drei Wellen rund 1100 Tonnen Spreng- und Brandbomben auf das Stadtgebiet ab. Mindestens 457 Menschen starben und über 3000 Gebäude wurden völlig zerstört, wodurch Zehntausende obdachlos wurden. Die Krupp-Werke nahmen erstmals größeren Schaden. Am 11. März 1945 erlebte Essen den letzten Großangriff, der die Trümmer der Stadt nochmals umwälzte. Die Straßen waren wegen der vielen Bombenlöcher und der Trümmerberge unpassierbar; die Versorgung mit Gas, Wasser und Licht brach zusammen; die Kruppschen Fabrikanlagen waren ein riesiges Trümmerfeld. Der Stadtkern war zu über 90 Prozent zerstört. In Essen, das seit einiger Zeit unter Artilleriebeschuss stand, ließ der stellvertretende Gauleiter Fritz Schleßmann am 27. März 1945 in einem Aufruf verkünden, dass der Feind „mit brutaler Härte wieder herausgehauen“ werde. Zuvor sei aber die Räumung Essens erforderlich. Der Aufruf fand kein Gehör. Schleßmann kämpfte nicht für den propagierten Endsieg, sondern tauchte mit seiner Geliebten unter.
Das Ruhrgebiet war eingekesselt („Ruhrkessel“), Karnap war am 31. März eingenommen worden, ein baldiges Kriegsende zeichnete sich ab. In der Nacht vom 5. zum 6. April 1945 überschritten US-Soldaten den Rhein-Herne-Kanal; später besetzten Soldaten der 79. US-Infanteriedivision und der 17. US-Airborne Division Katernberg, Altenessen und Dellwig. In den folgenden Tagen zogen sie den Ring um die Innenstadt immer enger zusammen. Am 11. April 1945 wurde die Stadt offiziell an die US-Truppen übergeben. Werden und Kettwig folgten am 15. April. Der Oberbefehlshaber des Westkessels, Generalfeldmarschall Walter Model, folgte bis zuletzt den Befehlen Adolf Hitlers und erschoss sich am 21. April 1945.

### Wiederaufbau
Nach Kriegsende wurden die Reste der großenteils zerstörten Krupp-Werke, deren Hauptaufgabe die Fertigung von Rüstungsgütern war, zu Reparationszwecken demontiert. In einigen Werkstätten wurde nun auf Friedensgüter umgestellt. So wurde die Fertigung unter anderem auf Lastkraftwagen und Lokomotiven in der Lokomotiv- und Waggonbaufabrik Krupp fokussiert. Dennoch blieben große Flächen der ehemaligen Krupp-Gussstahlfabrik brach. Sie sind erst ab 2008 durch das städtebauliche Projekt Krupp-Gürtel wieder zugänglich gemacht und neuer Verwendung zugeführt worden.
Der Wiederaufbau war nach dem Zweiten Weltkrieg die dringlichste Aufgabe der Stadtpolitiker. Zwischen 1950 und 1961 entstanden in Essen über 100.000 neue Wohnungen. Die Schwerpunkte des Wohnungsbaus lagen in Altendorf und Holsterhausen, wo durch Zusammenlegung mehrerer Grundstücke Großprojekte realisiert werden konnten. Des Weiteren sollte der Stadtkern autogerecht ausgebaut werden. Auf breiten Straßen wurde der Verkehr ringförmig um das Stadtzentrum geführt, sodass die Innenstadt zum größten Teil fußläufig blieb. Ein weiteres Ziel der Stadtplanung war auch die Errichtung von Verwaltungsgebäuden, die zumeist als Hochhäuser errichtet wurden.

### Kohlekrise
In den Jahren 1957/1958 traf auch die Kohlekrise Essen. Erdöl und Importkohle brachten die heimische Steinkohle in Bedrängnis und die Bergleute mussten Feierschichten einlegen. Die Situation auf dem Energiemarkt zeigte in Essen, der ehemals größten Bergbaustadt des Kontinents, schon ein Jahr nach dem Beginn der Kohlekrise ihre ersten Folgen. Die Kleinzeche Jungmann in Rellinghausen und die zum Bergwerk Victoria Mathias gehörende Kokerei Friedrich-Ernestine stellten im Jahr 1959 den Betrieb ein. Im selben Jahr sank die Beschäftigtenzahl im Essener Bergbau auf unter 50.000. Die Lage verschärfte sich jedoch in den 1960er-Jahren in einer zweiten Kohlekrise enorm. 25 Zechen des Ruhrgebiets meldeten ihre Stilllegung an, darunter fünf in Essen: die Zeche Amalie in Altendorf, die Zeche Helene in Altenessen, die Zeche Königin Elisabeth in Frillendorf, die Zeche Victoria Mathias im Nordviertel und die Zeche Langenbrahm in Rellinghausen. Auf diesen Anlagen waren über 13.000 Arbeiter beschäftigt. Aus der Krise resultierte daher eine Neuordnung des deutschen Steinkohlebergbaus. Am 27. November 1968 wurde die Ruhrkohle AG in Essen gegründet, die den Abbau der Belegschaften sowie die Förderkapazitäten koordinieren sollte. Mit dem Niedergang des Bergbaus ging die Zahl der Erwerbstätigen in Essen zwischen 1960 und 1970 um 12,6 % zurück. In den 70er-Jahren wurde die Zeche Katharina in Frillendorf, die Zeche Mathias Stinnes in Karnap, das Bergwerk Emil-Fritz in Altenessen und die Zeche Carl Funke in Heisingen stillgelegt. Etwas über ein Jahrzehnt verblieb die Zeche Zollverein als letzte fördernde Zeche. Mit der Schließung der Zeche Zollverein am 23. Dezember 1986 endete Essens Tradition als Bergbaustadt endgültig.

### Strukturwandel

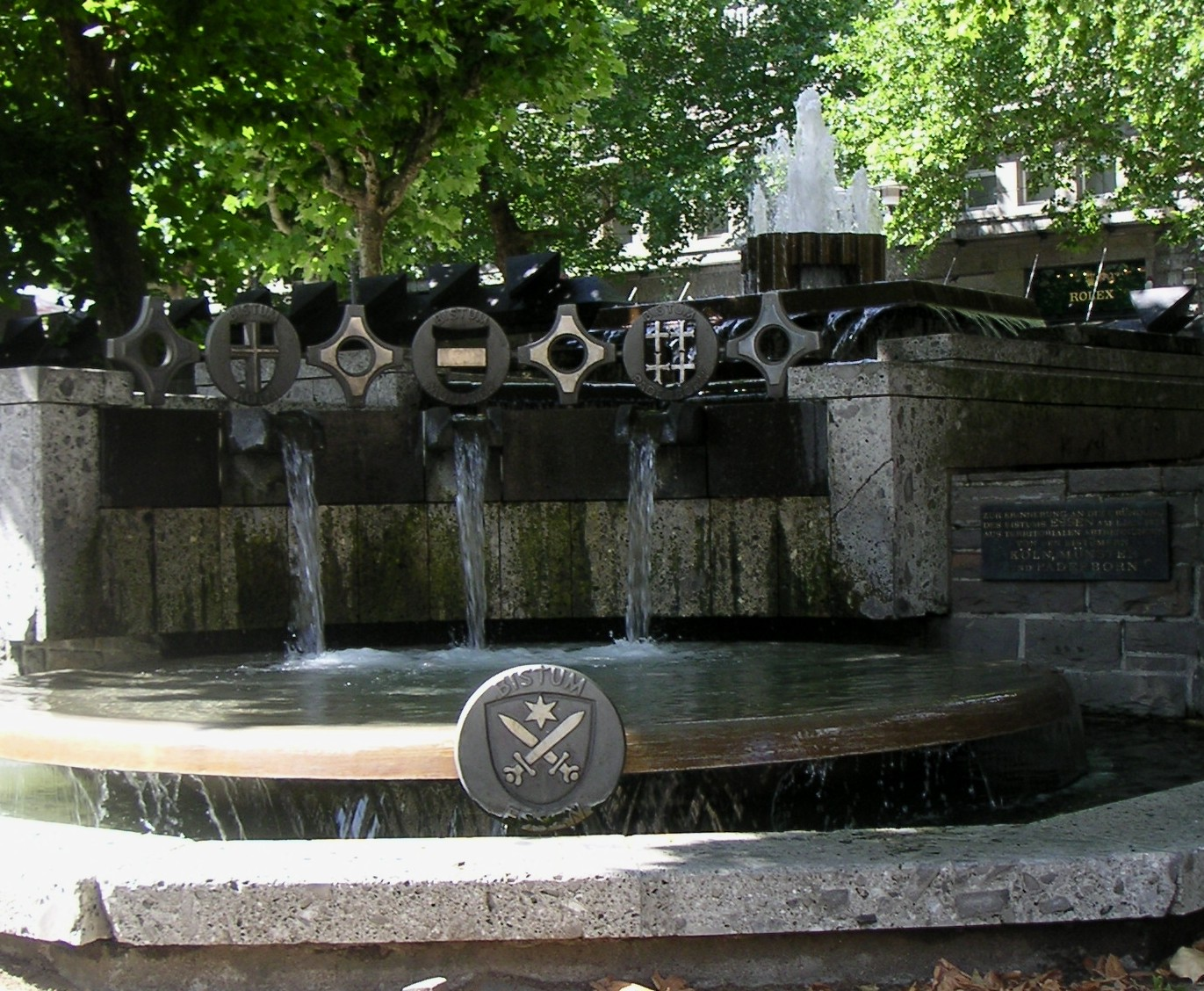
Brunnen am Essener Dom, symbolische Darstellung der Entstehung des Bistums aus Teilen der Bistümer Köln, Paderborn und Münster

Am 26. Juli 1956 wurde der 700.000. Einwohner Essens geboren. Am 30. Juni 1963 erreichte die Ruhrmetropole Essen die höchste Einwohnerzahl von 731.994. Danach verringerte sich die Bevölkerung ständig. Am 1. Januar 1958 wurde Essen Bischofssitz. Das Ruhrbistum besteht aus den Städten Bochum, Bottrop, Duisburg, Essen, Gelsenkirchen, Mülheim an der Ruhr, Oberhausen sowie dem Ennepe-Ruhr-Kreis und dem Sauerlandkreis Altena. 1,3 Millionen Katholiken zählte die Diözese im Gründungsjahr. Erster Bischof des Ruhrbistums war Franz Hengsbach. Die Bundesgartenschau 1965 fand in der Gruga statt. Am 5. März 1969 wurde der ehemalige Bürgermeister der Stadt Essen Gustav Heinemann zum Bundespräsidenten der Bundesrepublik Deutschland gewählt. 
Nach 1970 schwand die Schwerindustrie zunehmend, sodass sich die Stadt im Zuge des Strukturwandels stärker dem Dienstleistungssektor zuwandte. Im September 1970 wurde der Ruhrschnellweg-Tunnel für die damals noch Bundesstraße 1 genannte Verkehrsverbindung fertiggestellt und am 25. September durch den damaligen Bundespräsidenten Gustav Heinemann eingeweiht. Die Universität-Gesamthochschule Essen wurde 1972 als Gesamthochschule des Landes Nordrhein-Westfalen gegründet. Sie wurde bewusst – wie zeitgleich weitere Neugründungen – als eine Maßnahme im Zuge des Strukturwandels der Ruhrregion vom Kohle- und Stahlstandort zum Dienstleistungszentrum geschaffen. Am 15. Februar 1974 wurde das erste Universitätsgebäude an den damaligen Rektor Walter Kröll übergeben. 
Am 5. Oktober 1967 wurde mit der Essener U-Bahn-Linie die erste U-Bahn des Ruhrgebiets eröffnet. Die Länge der ersten U-Bahn-Strecke betrug 600 Meter. Mit einer Höhe von 106 Metern und 22 Etagen wurde am 7. November 1979 das Essener Rathaus eröffnet. Einen Tag nach der Rathauseröffnung eröffnete das City Center Essen mit 26.000 Quadratmetern Nutzfläche. Papst Johannes Paul II. besuchte am 2. Mai 1987 Essen. Der Papst übernachtete im Priesterseminar Werden und verabschiedete sich am 3. Mai auf dem Flughafen Essen-Mülheim. Die größte Kundgebung in der Geschichte der Stadt Essen erfolgte am 1. Januar 1993. Mehr als 300.000 Menschen waren dem Aufruf verschiedener Organisationen gefolgt, um mit einer Lichterkette gegen Fremdenfeindlichkeit in Deutschland zu demonstrieren und Lichter der Menschlichkeit und Freundschaft zu entzünden.

### Neue Entwicklungen
Im Jahre 2006 gewann Essen gemeinsam mit dem Ruhrgebiet für das Jahr 2010 den Wettbewerb zur Kulturhauptstadt Europas (vgl. RUHR.2010 – Kulturhauptstadt Europas).
Am 16. April 2016 wurde ein Sprengstoffanschlag auf das Gebetshaus der Sikh-Gemeinde Gurdwara Nanaksar in Essen verübt.
Im Jahr 2017 war Essen grüne Hauptstadt Europas. In der Begründung wurden unter anderem die Vorbildrolle für viele Städte im Strukturwandel und die Bedeutung von Essen innerhalb der Metropole Ruhr hervorgehoben. Der ganzheitliche Ansatz der Bewerbung habe die Jury beeindruckt. Die Lösungsvorstellungen für die Zukunft einer „lebenswerten Stadt“ unter Berücksichtigung der Auswirkungen des Strukturwandels von einer Kohle- und Stahlstadt „zur grünsten Stadt“ in Nordrhein-Westfalen wurden herausgestellt.

## Stadtgebiets- und Einwohnerentwicklung

### Stadtgebietsentwicklung

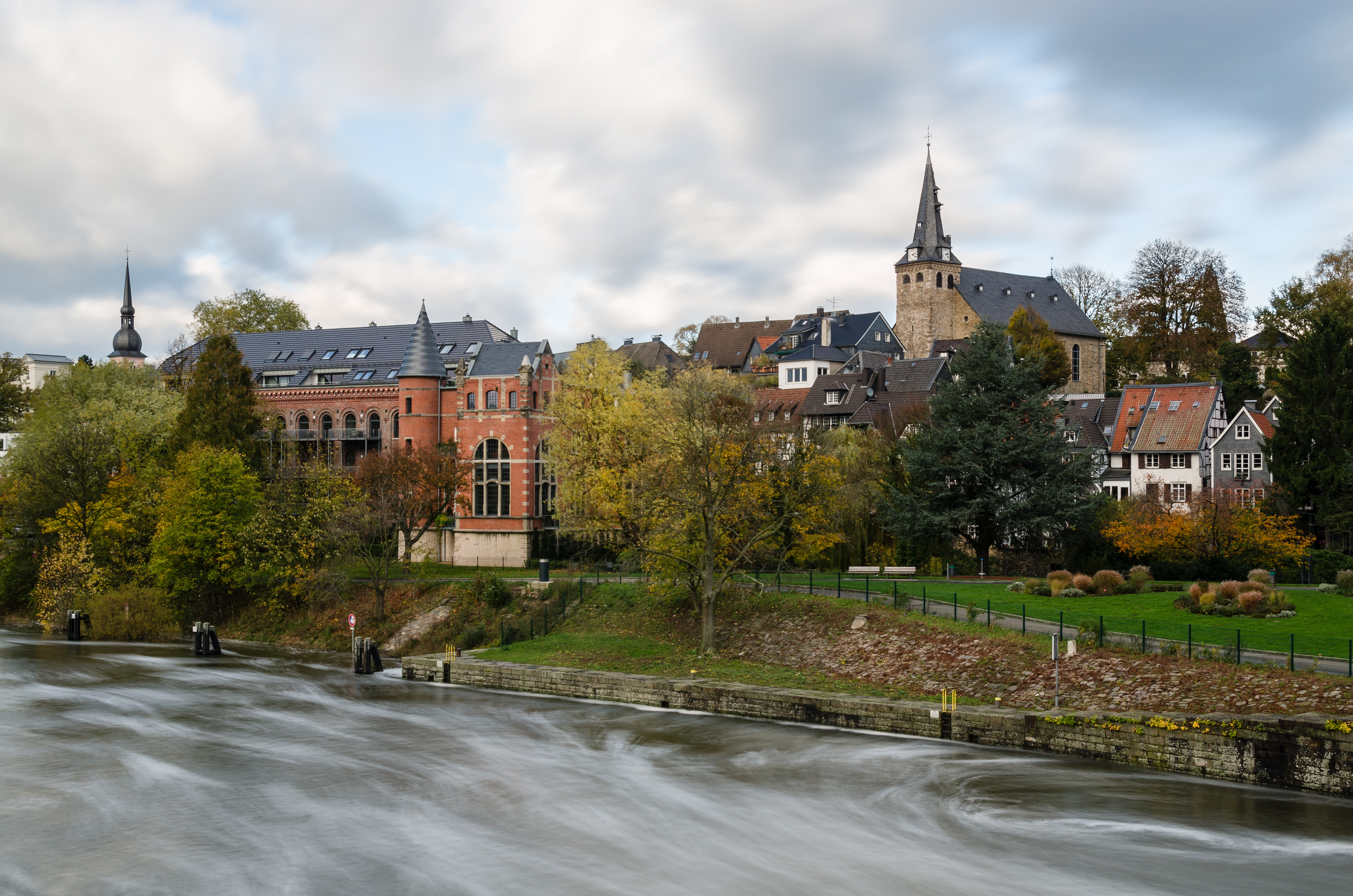
Blick von der Ruhrbrücke auf die Altstadt von Kettwig

Das Gebiet der heutigen Stadt Essen gehörte vor 1800 zum Reichsstift Essen (Essen, Stadtrecht seit 1244, Altenessen, Borbeck und Steele), zur Reichsabtei Werden (Stadt Werden, Stadtrecht seit 1256 sowie Bredeney, Heisingen und Kettwig), zum Herzogtum Berg und zur Grafschaft Mark (Königssteele, Horst und Freisenbruch). Die einzelnen Orte innerhalb des Herzogtums Berg verteilten sich auf folgende Verwaltungen: Kettwig vor der Brücke (Amt Angermund), Fulerum und Haarzopf (Herrschaft Broich) sowie Dilldorf und Voßnacken (Herrschaft Hardenberg). Das Dorf Oefte war zwischen dem Herzogtum Berg und der Reichsabtei Werden strittig. (Burg-)Altendorf, Horst und Königssteele, das vor 1718 nur Steele hieß und bereits seit der Wende des 15. Jahrhunderts zum 16. Jahrhundert Stadt war, gehörten zum Landkreis Hörde in der preußischen Grafschaft Mark. In französischer Zeit kam das gesamte Gebiet zum Großherzogtum Berg und 1815 an Preußen. Danach gehörten die Orte zu den Kreisen Essen, Mettmann und Düsseldorf im Regierungsbezirk Düsseldorf beziehungsweise zum Kreis Bochum im Regierungsbezirk Arnsberg. Diese vier Kreise veränderten sich in den folgenden Jahrzehnten mehrmals, bis sie entweder ganz aufgelöst oder umbenannt und in ihrem Zuschnitt stark verändert wurden. Einen Kreis Essen gab es zunächst bis 1823, als er mit dem Kreis Dinslaken zum Kreis Duisburg vereinigt wurde, und erneut ab 1859. Er umfasste nunmehr die Städte Essen, Kettwig, Steele und Werden sowie die Bürgermeistereien Altenessen, Borbeck, Kettwig-Land, Steele-Land und Werden-Land. 1873 wurde die Stadt Essen ausgekreist. Der Kreis Essen hieß seitdem Landkreis Essen.
Bis zum Ende des 19. Jahrhunderts umfasste das Stadtgebiet von Essen lediglich die alte Reichsstadt beziehungsweise das Reichsstift Essen. Zwischen 1873 und 1898 wuchs seine Fläche geringfügig und überstieg zuletzt 10 km². Ab 1901 erfuhr die Stadt eine Reihe von Gebietserweiterungen:

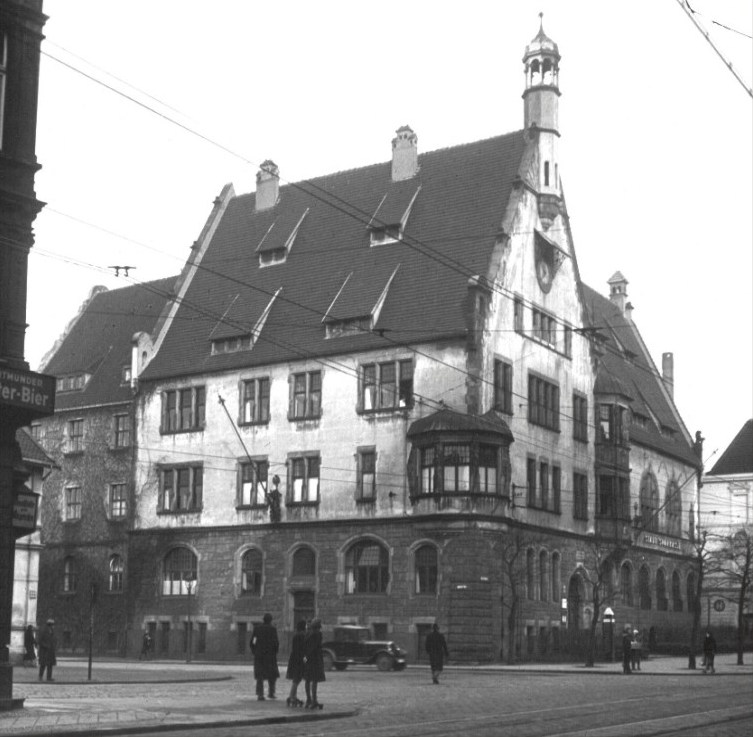
Rathaus der Bürgermeisterei Rüttenscheid 1903

- 1901 wurde die Bürgermeisterei Altendorf eingemeindet, die 1874 von der Bürgermeisterei Borbeck gelöst worden war
- 1905 folgte die Bürgermeisterei Rüttenscheid, die bis 1884 Teil der Bürgermeisterei Stoppenberg, danach der Bürgermeisterei Rellinghausen und ab 1900 eigenständig war.
- 1908 kam das seit 1874 zur Bürgermeisterei Stoppenberg gehörende Huttrop hinzu
- 1910 wurde Rellinghausen eingemeindet.
- Ebenfalls 1910 wurde Fulerum aus der Bürgermeisterei Heißen gelöst und an Essen angegliedert. Das Stadtgebiet umfasste nun rund 39 km².
- 1915 eingemeindet wurden die Bürgermeistereien
  - Borbeck, aus der jedoch ein kleiner Teil Frintrops an Oberhausen ging,
  - Altenessen, deren Gemeinde Karnap seitdem eine eigene Bürgermeisterei bildete,
  - Bredeney, bis 1902 Teil von Kettwig-Land, dann eigene Bürgermeisterei Zweihonnschaften, 1903 umbenannt in Bredeney; zur Bürgermeisterei Bredeney gehörte seit 1910 die ab 1846 zur Bürgermeisterei Mülheim-Land und ab 1878 zur Bürgermeisterei Heißen im Landkreis Mülheim an der Ruhr gehörige Gemeinde Haarzopf. Essen wuchs damit auf fast 98 km².
- Am 1. August 1929 wurde der Landkreis Essen aufgelöst. Seine Gemeinden wurden überwiegend in die Stadt Essen eingegliedert. Lediglich die Stadt Kettwig blieb selbständig und wurde dem Landkreis Düsseldorf-Mettmann angegliedert und Rotthausen war schon 1923 nach Gelsenkirchen eingegliedert worden. Bei der Auflösung des Landkreises wurden eingemeindet:
  - die Stadt Steele (mit den 1876 eingegliederten, damals zur Bürgermeisterei Steele-Land gehörigen Teilen von Bergerhausen und dem 1926 eingegliederten Amt Königssteele, das 1885 aus den zum Amt Wattenscheid gehörigen Orten Eiberg, Freisenbruch und Königssteele sowie aus dem zum Amt Hattingen gehörigen Ort Horst gebildet worden war und zum Landkreis Hattingen, früher Landkreis Bochum, gehörte)
  - die Stadt Werden (mit dem 1915 eingegliederten Unterbredeney), wodurch die Stadt Essen seither mit Stift Essen und Abtei Werden zwei ehemalige Reichsabteien umfasst
  - die Gemeinde Heisingen, die seit 1910 eine eigene Bürgermeisterei bildete
  - die Gemeinde Karnap, die seit 1915 eine eigene Bürgermeisterei bildete
  - die Gemeinde Kray, in die 1920 Leithe eingemeindet worden war
  - die Gemeinde Kupferdreh, in die 1922 Byfang eingemeindet worden war
  - die Gemeinde Überruhr, die seit 1894 eine eigene Bürgermeisterei bildete
  - die Gemeinden Frillendorf, Katernberg, Schonnebeck und Stoppenberg des Amtes Stoppenberg
  - der größte Teil der Gemeinde Siebenhonnschaften; lediglich die Honnschaft Klein-Umstand fiel an die Stadt Velbert. Die Fläche Essens betrug danach fast 189 km².[37]

Eine zweite Phase der Stadtvergrößerung folgte erst weit nach dem Zweiten Weltkrieg. Am 1. Januar 1970 kam das südlich gelegene Altendorf unter dem heutigen Namen Burgaltendorf (Landkreis Bochum, ab 1885 Landkreis Hattingen, ab 1929 Ennepe-Ruhr-Kreis) zu Essen. Am 1. Januar 1975 wurde die Stadt Kettwig (Kreis Düsseldorf-Mettmann, mit der größtenteils 1875 eingegliederten Gemarkung Kettwiger Umstand, dem 1857 gebildeten und 1929 eingegliederten Amt Kettwig-Land, dem 1930 eingegliederten Kettwig vor der Brücke und dem 1936 eingegliederten Oefte, das seit 1897 zur Bürgermeisterei Heiligenhaus und zuvor zur Bürgermeisterei Velbert gehörte) gegen den massiven Protest der Kettwiger Bürgerschaft aufgelöst und nach Essen eingemeindet. Das Stadtgebiet wuchs so auf über 210 km².
Eine bereits vom Düsseldorfer Landeskabinett beschlossene Eingemeindung der Stadt Bottrop mit dem Kirchhellener Stadtteil Grafenwald nach Essen wurde im Frühjahr 1976 sowohl vom Rat der Stadt Essen als auch vom Landtag NRW abgelehnt. Wäre es zu einer Eingemeindung gekommen, wäre die Einwohnerzahl von Essen auf gut 790.000 Einwohner angewachsen.

### Einwohnerentwicklung

Einwohnerentwicklung Essens von 1871 bis 2017

1896 überschritt die Einwohnerzahl der Stadt die Grenze von 100.000; Essen wurde zur Großstadt. 1962 zählte man umgerechnet auf das heutige Stadtgebiet 749.193 Einwohner (Kettwig und Burgaltendorf wurden erst später eingemeindet – im damaligen Stadtgebiet waren es 729.301), der bisher höchste Bevölkerungsstand war erreicht. Am 31. Dezember 2005 betrug die Amtliche Einwohnerzahl für Essen nach Fortschreibung des Landesamtes für Datenverarbeitung und Statistik Nordrhein-Westfalen 585.430 (nur Hauptwohnsitze). Das bedeutete seit 1962 einen Rückgang um rund 20 Prozent. Die Tendenz war bis 2012 weiter fallend, da der Sterbeüberschuss jedes Jahr eine Größe von circa 2500 bis 3000 Personen erreichte. Seit 2012 verzeichnet die Stadt Essen wieder einen Bevölkerungszuwachs. Zum Stichtag 31. Dezember 2013 vermeldete die Stadt einen Zuwachs von 1708 Einwohnern auf 573.115 Einwohner, am 31. Dezember 2014 wies die Stadt Essen eine Zahl von 576.691 Einwohnern aus.
Der Landesbetrieb Information und Technik Nordrhein-Westfalen (IT.NRW) prognostizierte im Jahr 2015 für Essen bis zum Jahr 2040 einen Anstieg der Bevölkerungszahlen um 3,6 % auf 590.200 Personen. Die Stadt zählte 591.018 Einwohner mit Stichtag 31. Dezember 2019, das statistische Landesamt ermittelte für denselben Zeitpunkt eine Bevölkerungszahl von 582.760.
Am 31. März 2025 lag der Bevölkerungsanteil der unter 18-Jährigen in Essen bei 16,9 % und der Bevölkerungsanteil der mindestens 65-Jährigen in Essen bei 21,7 %.
Am 31. März 2025 belief sich der Ausländeranteil in Essen auf 20,6 %.
Im Jahr 2021 hatten 31,0 % der Einwohner einen Migrationshintergrund und 36,6 % der Kindertageseinrichtungen besuchenden Kinder im Alter von 3 bis 6 Jahren sprachen in ihrer Familie hauptsächlich eine andere Sprache als Deutsch.
Die Arbeitslosenquote in Essen lag 2021 bei 11,2 % (7,9 % bei Deutschen und 30,6 % bei Nichtdeutschen). Im selben Jahr waren 16,2 % der Gesamtbevölkerung erwerbsfähige Leistungsberechtigte (11,6 % bei Deutschen und 34,1 % bei Nichtdeutschen).
Die Zweiteilung des Stadtbildes schlägt sich auf die soziale Gliederung nieder. Die nördlichen, dichter bebauten Stadtteile zeichnen sich durch eine relativ junge Bevölkerung mit relativ niedrigem Einkommen und einem verhältnismäßig hohem Ausländeranteil aus. Die Stadtteile südlich der Innenstadt hingegen sind wohlhabender, die Menschen älter und der Anteil der ausländischen Bevölkerung ist niedriger. Ein solches Süd-Nord-Gefälle findet sich in vielen weiteren Städten des Ruhrgebiets (je nach Position zur Emscherzone). Allerdings zeichnet sich in Essen seit Jahren eine gegenläufige Entwicklung hin zu einem Innen-Außen-Gefälle ab. Nördliche Stadtteile werten sich durch groß angelegte Wohnbauprojekte auf (zum Beispiel Böhmerheide in Altenessen-Nord) und die Innenstadt bzw. die innenstadtumgebenden Stadtteile entwickeln sich durch ihren alten, weitgehend unsanierten Gebäudebestand zu Bereichen mit besonderem Erneuerungsbedarf.
| Jahr                                               | 2010 | 2011 | 2012 | 2013 | 2014 | 2015 | 2016 | 2017 | 2018 | 2019 | 2020 | 2021 |
| -------------------------------------------------- | ---- | ---- | ---- | ---- | ---- | ---- | ---- | ---- | ---- | ---- | ---- | ---- |
| Arbeitslosenquote Essen (Prozent zum 31. Dezember) | 12,9 | 13,1 | 13,6 | 13,3 | 13,3 | 13,1 | 12,7 | 10,1 |      | 9,8  | 11,0 | 9,9  |
| Arbeitslosenquote NRW (Prozent zum 31. Dezember)   | 9    | 8,4  | 8,8  | 9    | 8,7  | 8,4  | 8,1  |      |      |      |      |      |

Die Dichte der Arbeitslosigkeit ist Daten aus dem Sozialatlas der Stadt Essen zufolge in den Stadtteilen Altendorf (17,7 Prozent), Stadtkern, Nordviertel und Altenessen Süd am höchsten.
| Dichte der Arbeitslosigkeit nach Essener Stadtteilen (in Prozent am 31. Dezember 2013) |                     |            |
| Stadtteilnummer | Stadtteile          | Werte in % |
| 1 | Stadtkern           | 16.8       |
| 2 | Ostviertel          | 15.9       |
| 3 | Nordviertel         | 16.6       |
| 4 | Westviertel         | 11.9       |
| 5 | Südviertel          | 9          |
| 6 | Südostviertel       | 14.8       |
| 7 | Altendorf           | 17.7       |
| 8 | Frohnhausen         | 11.1       |
| 9 | Holsterhausen       | 9.5        |
| 10 | Rüttenscheid        | 4.8        |
| 11 | Huttrop             | 10.5       |
| 12 | Rellinghausen       | 4.6        |
| 13 | Bergerhausen        | 4.9        |
| 14 | Stadtwald           | 2.8        |
| 15 | Fulerum             | 3.6        |
| 16 | Schönebeck          | 5.1        |
| 17 | Bedingrade          | 5.8        |
| 18 | Frintrop            | 8.6        |
| 19 | Dellwig             | 10.2       |
| 20 | Gerschede           | 7          |
| 21 | Borbeck-Mitte       | 8.8        |
| 22 | Bochold             | 13.8       |
| 23 | Bergeborbeck        | 15.3       |
| 24 | Altenessen-Nord     | 11.9       |
| 25 | Altenessen-Süd      | 16         |
| 26 | Bredeney            | 2.8        |
| 27 | Schuir              | 2.5        |
| 28 | Haarzopf            | 2.3        |
| 29 | Werden              | 3.3        |
| 30 | Heidhausen          | 3.4        |
| 31 | Heisingen           | 3.2        |
| 32 | Kupferdreh          | 5          |
| 33 | Byfang              | 2.4        |
| 34 | Steele              | 9.7        |
| 35 | Kray                | 12.9       |
| 36 | Frillendorf         | 9          |
| 37 | Schonnebeck         | 11.1       |
| 38 | Stoppenberg         | 11.4       |
| 39 | Katernberg          | 15.5       |
| 40 | Karnap              | 12.7       |
| 41 | Margarethenhöhe     | 5.1        |
| 42 | Fischlaken          | 3.1        |
| 43 | Überruhr-Hinsel     | 5.6        |
| 44 | Überruhr-Holthausen | 8.3        |
| 45 | Freisenbruch        | 11.4       |
| 46 | Horst               | 11         |
| 47 | Leithe              | 10         |
| 48 | Burgaltendorf       | 3          |
| 49 | Kettwig             | 4          |
| 50 | Vogelheim           | 14         |
| Quelle: Stadt Essen: Sozialatlas, Stand 31. Dezember 2013. Weitere Angaben: In Prozent der Bevölkerung am Ort der Hauptwohnung im Alter von 18 bis 64 Jahren. Arbeitslose sind Personen bis zur Vollendung des 65. Lebensjahres, die in der Bundesrepublik Deutschland wohnen, nicht oder nur kurzzeitig in einem Beschäftigungsverhältnis stehen, eine versicherungspflichtige, mindestens 15 Stunden wöchentlich umfassende Beschäftigung suchen, eine angestrebte Arbeitnehmertätigkeit ausüben können und dürfen sowie für eine Arbeitsaufnahme als Arbeitnehmer sofort zur Verfügung stehen. Sie müssen sich persönlich bei ihrer zuständigen Arbeitsagentur gemeldet haben. Teilnehmer an Maßnahmen der aktiven Arbeitsmarktpolitik gelten nicht als arbeitslos. Stadt Essen: einschließlich räumlich nicht zuzuordnender Personen Quelle: Daten der Bundesagentur für Arbeit, Nürnberg. |                     |            |

### Namensherkunft
Der Name Essen entstand aus dem Wort "Astnide", das seit dem 9. Jahrhundert belegt, aber wohl älteren Ursprungs ist. Es wird als "Ort im Osten" gedeutet, wobei eine Siedlung Westendorp der Gegenpunkt war. Der alte Name ging auf die Neugründung um das Stift über, während die frühere Siedlung nun Altenessen genannt wurde.

## Politik

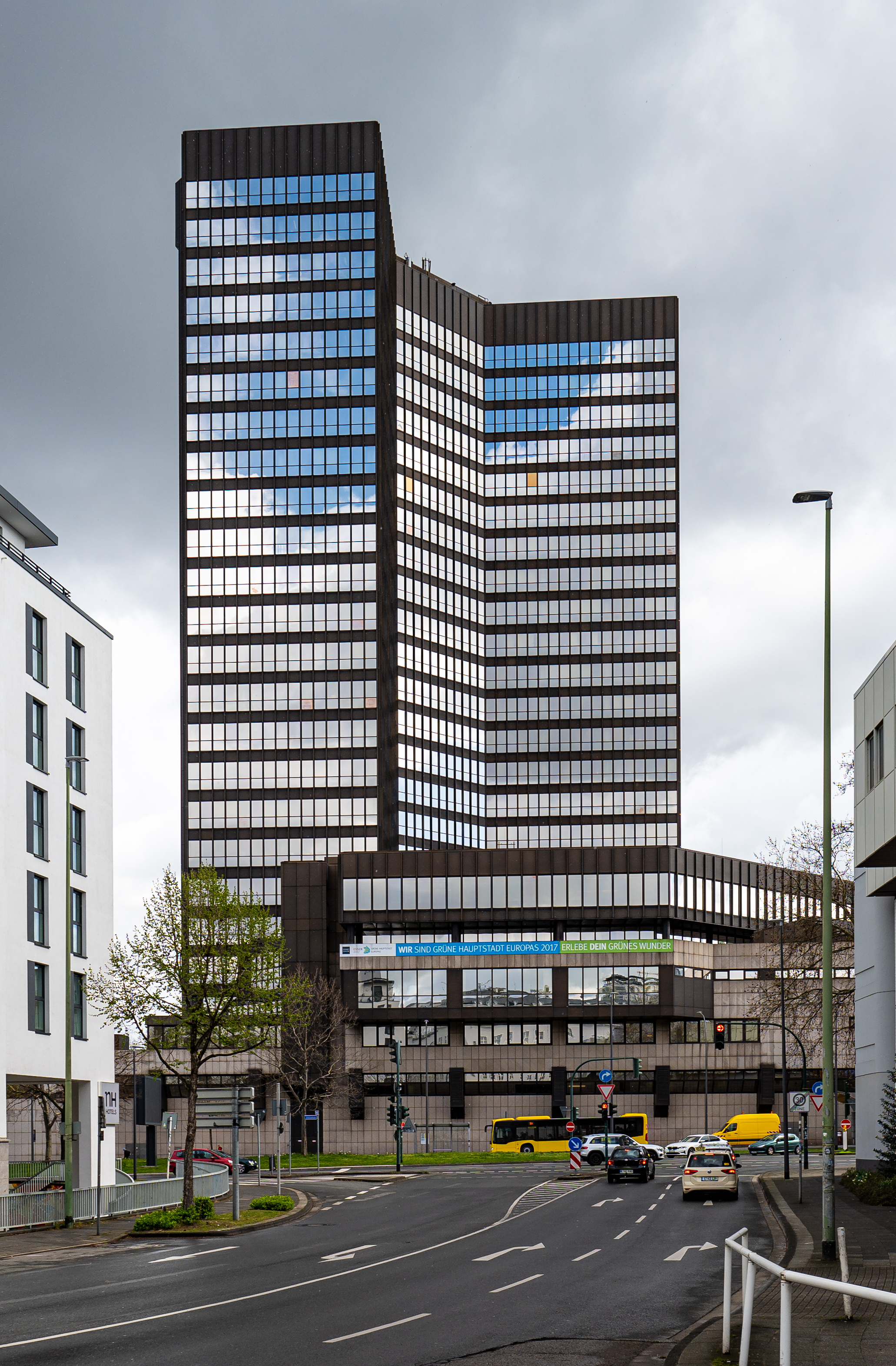
Rathaus, eingeweiht 1979

Die Verwaltung der Stadt Essen oblag anfangs dem Stift beziehungsweise dessen untergeordneten Beamten. Seit 1335 werden zwei Bürgermeister aus der Mitte des Rates an der Spitze der Stadt erwähnt, wobei einer der beiden zugleich der Rentmeister ist. Ab dem 14. Jahrhundert gewann der Rat zunehmend an Bedeutung. In jener Zeit konnte Essen sogar die Reichsfreiheit erlangen; diese musste sie später wieder aufgeben. Der Rat wurde jährlich gewählt. Ab 1602 wurde aufgrund einer neuen Kurordnung der Rat indirekt durch elf Kurherren der Gilden und Ämter gewählt. Zu den 14 Ratsmitgliedern gehörten zwei Bürgermeister und ein Rentmeister. 1804 ersetzte der preußische Staat den Rat durch einen Magistrat. 1807 wurde die großherzoglich-bergische dann preußische Munizipalverfassung eingeführt. Nach Einführung der Städteordnung 1856 gab es einen Bürgermeister und einen Rat. Der Bürgermeister erhielt später den Titel Oberbürgermeister.
Während der Zeit des Nationalsozialismus wurde der Oberbürgermeister von der NSDAP eingesetzt. Nach dem Zweiten Weltkrieg setzte die Militärregierung der Britischen Besatzungszone einen neuen Oberbürgermeister ein und 1946 führte sie die Kommunalverfassung nach britischem Vorbild ein. Danach gab es einen vom Volk gewählten „Rat der Stadt“, dessen Mitglieder man als „Stadtverordnete“ bezeichnet. Der Rat wählte anfangs aus seiner Mitte den Oberbürgermeister als Vorsitzenden und Repräsentanten der Stadt, welcher ehrenamtlich tätig war. Des Weiteren wählte der Rat ab 1946 ebenfalls einen hauptamtlichen Oberstadtdirektor als Leiter der Stadtverwaltung. 1999 wurde die Doppelspitze in der Stadtverwaltung in NRW aufgegeben. Seither gibt es nur noch den hauptamtlichen Oberbürgermeister. Dieser ist Vorsitzender des Rates, Leiter der Stadtverwaltung und Repräsentant der Stadt. Er wurde 1999 erstmals direkt vom Volk gewählt.

### Stadtoberhäupter
Oberbürgermeister ist seit dem 21. Oktober 2015 Thomas Kufen von der CDU, der am 27. September 2015 gewählt und am 13. September 2020 wiedergewählt worden ist. Sein Vorgänger ist Reinhard Paß von der SPD.
Bei der Wahl des Oberbürgermeisters am 13. September 2020 gewann der Amtsinhaber Thomas Kufen (CDU) mit 54,27 % gegen seine Mitbewerber bei einer Wahlbeteiligung von 48,06 %.

### Stadtrat
- Linke: 3
- PARTEI: 2
- Tierschutzpartei: 2
- Grüne: 16
- SPD: 21
- EBB-FW: 3
- FDP: 3
- CDU: 30
- AfD: 6

Nach der Stadtratswahl am 13. September 2020 gibt es im Stadtrat folgende Sitzverteilung (Stand: Oktober 2020).
| Wahlvorschläge             | Wahlvorschläge                              | % 2020 | Sitze 2020 | % 2014 | Sitze 2014 |
| -------------------------- | ------------------------------------------- | ------ | ---------- | ------ | ---------- |
| CDU                        | Christlich Demokratische Union Deutschlands | 34,45  | 30         | 31,5   | 28         |
| SPD                        | Sozialdemokratische Partei Deutschlands     | 24,26  | 21         | 34,0   | 31         |
| Grüne                      | Bündnis 90/Die Grünen                       | 18,62  | 16         | 11,2   | 10         |
| AfD                        | Alternative für Deutschland                 | 7,46   | 6          | 3,8    | 3          |
| Linke                      | Die Linke                                   | 3,91   | 3          | 5,3    | 5          |
| FDP                        | Freie Demokratische Partei                  | 3,05   | 3          | 3,3    | 3          |
| EBB-FW                     | Essener Bürger Bündnis-Freie Wähler         | 2,9    | 3          | 4,3    | 4          |
| Die PARTEI                 | Die PARTEI                                  | 2,5    | 2          | 0,8    | 1          |
| Tierschutzpartei           | Partei Mensch Umwelt Tierschutz             | 2,1    | 2          | –      | –          |
| Sonstige                   |                                             | 0,8    | –          | 5,8    | 5          |
| Gesamt                     | Gesamt                                      | 100,0  | 86         | 100,0  | 90         |
| Wahlbeteiligung in Prozent | Wahlbeteiligung in Prozent                  | 48,13  | 48,13      | 45,3   | 45,3       |

### Weitere Wahlen
In der folgenden Tabelle sind die Ergebnisse von Bundestags-, Landtags- und Europawahlen in Essen dargestellt.
| Jahr | Wahl           | Wahlbeteiligung | CDU  | SPD  | Grüne | AfD  | FDP  | BSW | Linke | Sonst. |
| ---- | -------------- | --------------- | ---- | ---- | ----- | ---- | ---- | --- | ----- | ------ |
| 2025 | Bundestagswahl | 80,12           | 26,5 | 22,1 | 12,4  | 17,0 | 4,0  | 4,3 | 9,5   | 8,0    |
| 2024 | Europawahl     | 61,1            | 26,7 | 19,3 | 14,0  | 13,3 | 6,0  | 4,6 | 2,4   | 13,7   |
| 2022 | Landtagswahl   | 53,9            | 30,5 | 32,4 | 18,0  | 5,8  | 5,1  | —   | 2,1   | 6,0    |
| 2021 | Bundestagswahl | 74,92           | 22,7 | 31,1 | 16,7  | 8,1  | 10,6 | —   | 4,0   | 6,9    |
| 2019 | Europawahl     | 59,2            | 23,4 | 20,9 | 22,8  | 10,8 | 6,4  | —   | 4,6   | 11,1   |
| 2017 | Bundestagswahl | 73,9            | 27,3 | 28,3 | 7,6   | 11,4 | 12,6 | —   | 8,2   | 4,5    |
| 2017 | Landtagswahl   | 63,8            | 27,7 | 33,4 | 6,2   | 9,8  | 11,9 | —   | 5,6   | 5,4    |
| 2014 | Europawahl     | 47,4            | 29,5 | 36,9 | 10,1  | 6,0  | 3,8  | —   | 5,5   | 8,2    |
| 2013 | Bundestagswahl | 71,3            | 32,9 | 37,3 | 8,2   | 4,1  | 4,6  | —   | 7,1   | 5,8    |

### Ratssitzungen
Die Stadt Essen überträgt seit Januar 2013 den öffentlichen Teil ihrer Ratssitzungen per Live-Stream im Internet.

### Haushalt
Die Gesamtsumme der Verschuldung der Stadt Essen lag zum Jahresende 2012 bei 4,41 Milliarden Euro. Das entspricht einem Betrag von 7802 Euro pro Einwohner. Damit liegt Essen im Schulden-Ranking der 103 kreisfreien Städte in Deutschland auf Platz 13.
Seit dem 13. Januar 2014 zeigt die Schuldenuhr der Stadt Essen zum ersten Mal seit ungefähr 30 Jahren einen Schuldenabbau an. Umgerechnet 0,71 Euro pro Sekunde zahlte die Stadt auf dieser Basis an ausstehenden Krediten zurück. Planungen der Stadt sahen ferner vor, dass die Stadt Essen im Jahr 2014 insgesamt 22,4 Millionen Euro in die Entschuldung der Stadt fließen. Über einen Anteil in Höhe von 18,8 Millionen Euro sollten Investitionskredite getilgt werden. Mit weiteren 3,6 Millionen Euro sollten Liquiditätskredite zurückgezahlt werden. Ferner sollten bis zum Jahr 2020 gemäß der Planung des Stadtkämmerers der Stadt Essen die Schulden in Höhe von 500 Millionen Euro reduziert werden. Derzeit ergibt sich jedoch allein für das Jahr 2015 nach der Haushaltsplanung eine negative Haushaltsabweichung von mehr als 52 Millionen Euro, so dass die Erreichung der verkündeten Ziele fraglich ist. Darüber hinaus haben sich die Verbindlichkeiten der Stadt in Euro gerechnet im Januar 2015 in Folge der Abkopplung des Euros vom Schweizer Franken erheblich erhöht, da die Stadt einen Teil ihrer Verbindlichkeiten nicht in Euro, sondern in Schweizer Franken aufgenommen hat. Nachdem für das Jahr 2016 ursprünglich ein Fehlbetrag von 3,4 Millionen Euro erwartet wurde, verschlechterte sich die Haushaltslage 2016 weiter und das Volumen der von der Stadt Essen aufgenommenen, zur kurzfristigen Finanzierung gedachten, Kassenkredite überstieg die Summe der Kassenkredite aller Kommunen in Baden-Württemberg, Bayern und den fünf neuen Bundesländern zusammen.
Zum 6. September 2021 wies die Stadt Essen eine Gesamtverschuldung von ca. 3,0 Mrd. Euro auf, was einer Pro-Kopf-Verschuldung von 5.067 € entspricht.

### Stadtwappen, Stadtflagge und Stadtsiegel

Stadtwappen
Flagge mit Wappen auf quergestreiftem gelb-blauen Tuch
Flagge ohne Wappen
Banner mit Wappen auf längsgestreiftem gelb-blauen Tuch
Banner ohne Wappen
Stadtlogo
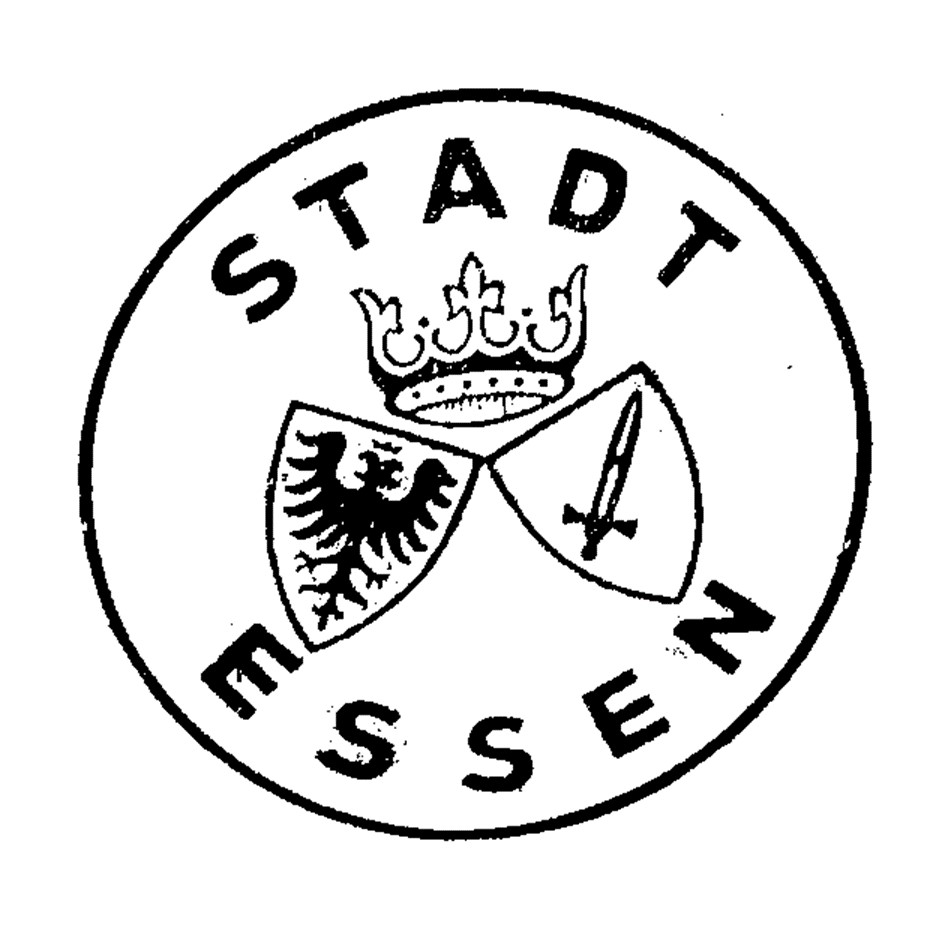
Stadtsiegel

Das Wappen der Stadt Essen stellt eine heraldische Besonderheit dar, da es aus zwei Schilden und einer Krone besteht. Man nennt es Allianz- oder zusammengestelltes Wappen, da dessen Schilde normalerweise in einem zusammengeschobenen (gespaltenen) Schild zusammengefasst werden; nicht jedoch beim Wappen der Stadt Essen. Es zeigt unter der Fürstenkrone zwei einzelne Schilde. Ein derartiges Doppelschildwappen zeigt in Deutschland sonst nur das Wappen der Stadt Brandenburg an der Havel.
Blasonierung: Allianzwappen mit zwei Schilden in Courtoisie (heraldisch rechter (vorderer) Schild spiegelverkehrt nach heraldisch links geneigt)
„Vorderer Schild: In Gold ein rotbewehrter, schwarz schattierter blauer Doppeladler mit einer roten Dreiblattkrone über beiden Häuptern, hinterer Schild: In Blau ein linksschräges goldenes Richtschwert. Über beiden Schilden eine perspektivisch dargestellte schwarz schattierte goldene Dreiblattkrone mit roter Innenseite, der Stirnreif zwischen zwei silbernen Perlenreihen mit drei grünen und zwei roten Steinen besetzt (‚Essener Fürstenkrone‘).“
Wappenbedeutung: Der im vorderen Schild befindliche schwarze Doppeladler auf goldenem Grund ist der deutsche Doppeladler, jedoch ohne Zepter und Reichsapfel; er symbolisiert die Reichsunmittelbarkeit der Stadt. Das im hinteren Schild gezeigte goldene Richtschwert steht für die Stadtheiligen Cosmas und Damian, die mit diesem Zeremonialschwert hingerichtet worden sein sollen. Die Fürstenkrone, an deren Stelle eigentlich bei einem Stadtwappen eine Mauerkrone zu verwenden wäre, ist wie der gesamte Aufbau recht unheraldisch und bezieht sich auf die Fürstabtei Essen.
Das Wappen in der gegenwärtigen Form wurde 1887 vom Berliner Maler Emil Doepler gestaltet und von der Stadt gegen einigen Widerstand von Heraldikern durchgesetzt. Eine Version mit heraldisch korrekterem Aufbau begrüßt die Besucher, die den Bahnhof in Richtung Stadt verlassen, auf dem Dach des gegenüberliegenden Hotels Handelshof. Das Wappen verwendet nur einen gespaltenen Schild und die Mauer- anstelle der Fürstenkrone.
Blasonierung des zusammengeschobenen (gespalteten) Wappens:
„Gespalten von Gold und Blau, vorne ein halber rotbewehrter und rotbekronter schwarzer (Doppel)-Adler am Spalt, hinten ein linksgeneigtes goldenes Richtschwert. Über dem Schild eine vierzinnige goldene Mauerkrone.“
Dem Wappen wurden die gegenwärtigen Stadtfarben Gelb und Blau entnommen.

### Städtepartnerschaften
Essen unterhält mit folgenden Städten eine Städtepartnerschaft:
- Sunderland, Vereinigtes Königreich, seit 1949[66]
- Tampere, Finnland, seit 1960[67]
- Grenoble, Frankreich, seit 1974[68]
- Nischni Nowgorod, Russland, seit 1991[69] (ruht aufgrund des Angriffs Russlands auf Ukraine)
- Tel Aviv-Jaffa, Israel, seit 1991[70]
- Zabrze, Polen, seit 2015[71]
- Changzhou, Volksrepublik China, seit 2015[72]
- Riwne, Ukraine, seit 2022 (Solidaritätspartnerschaft)[73]

## Wirtschaft und Infrastruktur

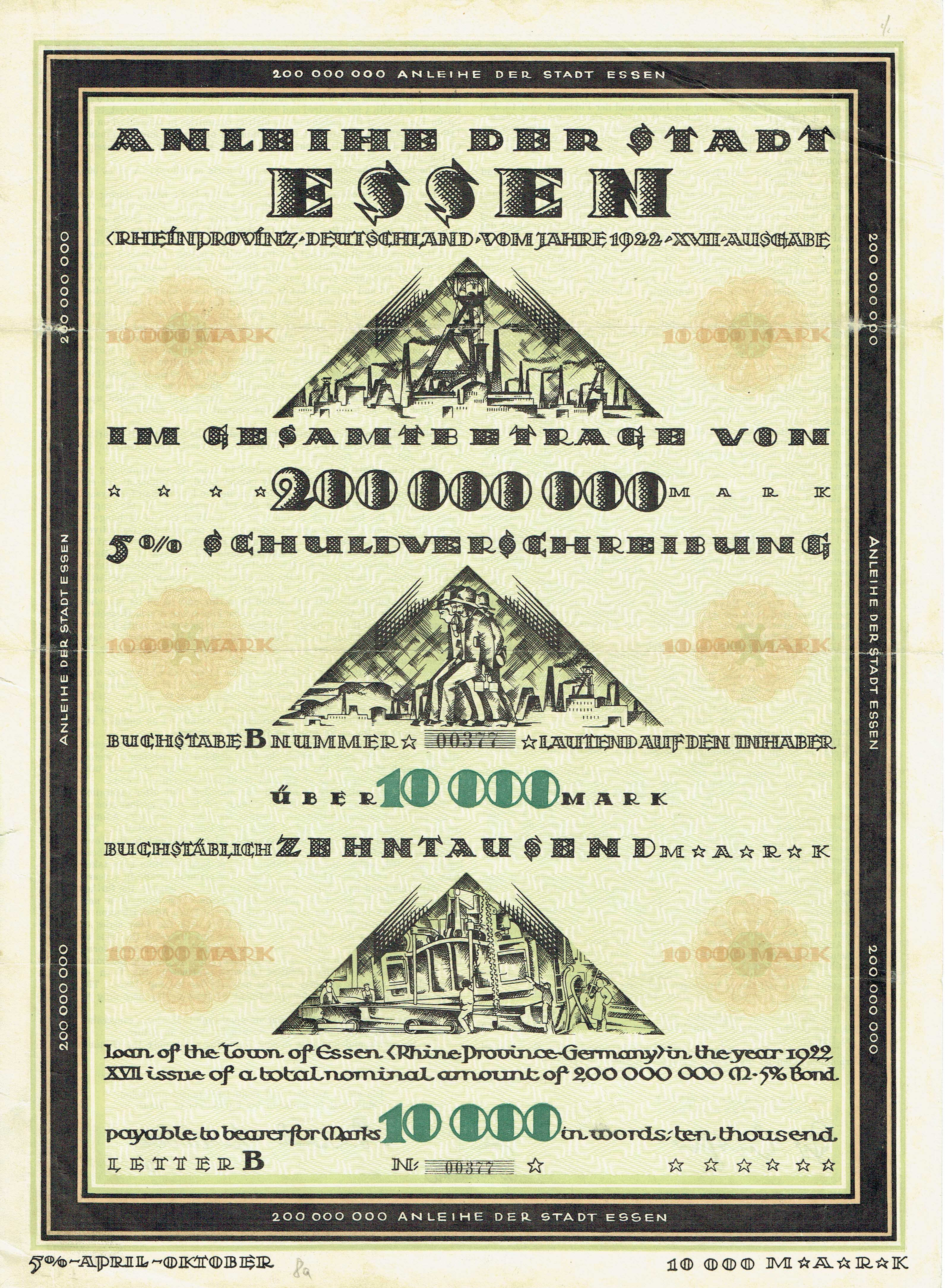
Anleihe über 10.000 Mark der Stadt Essen vom 4. August 1922 mit Industrieansichten

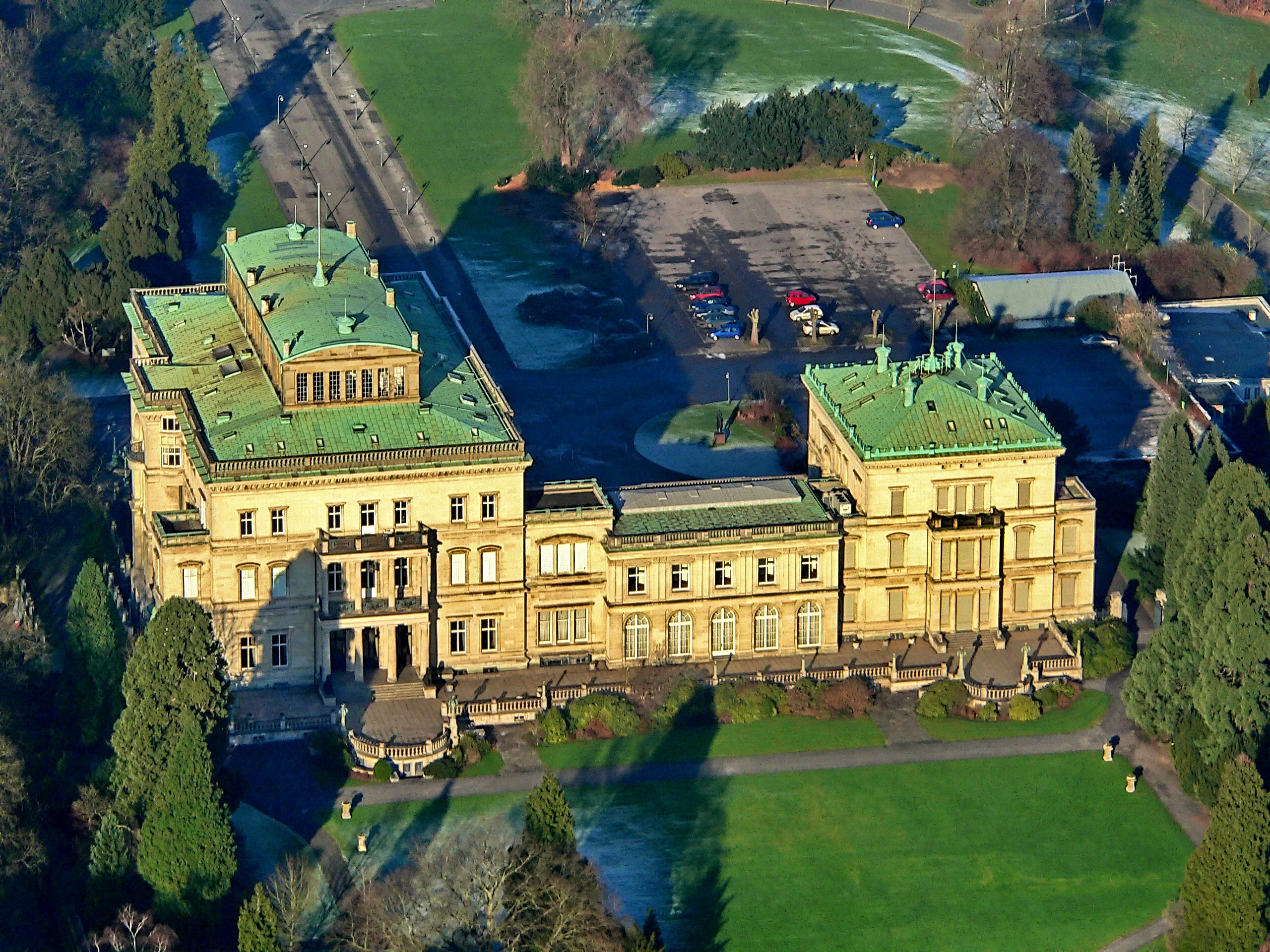
Villa Hügel mit Hügelpark, Museum und einstiger Wohnsitz der Familie Krupp

In der Vergangenheit wurde die wirtschaftliche Entwicklung Essens von Wandlungen des inneren Gefüges begleitet. Durch das Zusammenwirken zahlreicher ökonomischer und nichtökonomischer Faktoren verschoben sich die Größenordnungen der einzelnen Bereiche – des primären (Landschaft und Bergbau), des sekundären (Industrie und produzierendes Gewerbe) und des tertiären Sektors (Dienstleistungen). Die Relationen dieser Wirtschaftszweige veränderten sich untereinander ebenso wie zum Wirtschaftsraum Essen. Flankiert durch wirtschaftsfördernde und strukturverbessernde Maßnahmen der Stadt, des Landes und des Bundes vollzogen und vollziehen sich nach wie vor Umschichtungen im heimischen Wirtschaftsgefüge.
Überregionale Bedeutung erlangte der Raum Essen durch die Montanindustrie. Kohle und Stahl bestimmten einst das Bild, das jedoch nach dem Zweiten Weltkrieg nicht mehr restauriert wurde. Die Demontage und der Aufbau neuer Industrien führten letztlich dazu, dass in Essen kein Stahl mehr produziert und keine Kohle mehr gefördert wird. Mit den sich entfaltenden arbeitsteiligen überregionalen und internationalen Verflechtungen begann die Region Essen, ihren ökonomischen Charakter mehr und mehr zu wandeln. Während die Grundstoffindustrie schrumpfte, wuchs die weiterverarbeitende Industrie.
Die „Krupp- und Kohle-Stadt“ gibt es heute nicht mehr. Essen ist überwiegend eine Verwaltungsstadt mit einem nach wie vor hohen, aber eben nicht mehr klassischen Industriepotential. Der Rückgang der traditionellen Industriebereiche bot der Wirtschaft dieser Region eine einmalige Chance, die auch genutzt wurde. Die hohe Flexibilität und Leistungsfähigkeit der Unternehmen ermöglichten einen erfolgreichen Strukturwandel. Heute sind Industriestruktur und Produktionsprogramme breit gestreut. Die Essener Unternehmen sind auf vielen Märkten der Welt vertreten.
Der auffälligste Wachstumsprozess vollzog sich im Bereich Dienstleistungen. Dabei gingen wesentliche Impulse zuerst vom Handel, dann vom Staat und den übrigen Dienstleistern aus. War der Handel zunächst auf die Bedürfnisse des Ruhrgebietes konzentriert, so hat er heute überregionale und internationale Bedeutung. Die Entwicklung im tertiären Bereich hat viele der durch den Strukturwandel in der Produktion verursachten Friktionen gemildert, wenn sie auch die hohen Arbeitsplatzverluste im Montanbereich nicht völlig abfangen konnte.
Heute ist die Stadt Essen eines der Entscheidungszentren der deutschen Wirtschaft. Acht der 100 umsatzstärksten Unternehmen des Landes sind hier mit ihrer Konzernzentrale beheimatet. Essen ist Medien-, Handels- und Dienstleistungszentrum sowie Hightechmetropole in den Bereichen Energie und Medizin. Im Ranking der Städte mit den meisten Weltmarktführern in Deutschland belegt Essen Platz 7.
Essen gehört zu den drei Städten in Deutschland mit dem stärksten wirtschaftlichen Wachstum. Gemäß der amtlichen Statistik nahm die Leistung der Wirtschaft zwischen den Jahren 2004 bis 2014 deutlich zu. Zwischen 2004 und 2014 stieg das Bruttoinlandsprodukt um 31,9 Prozent auf 25,5 Milliarden Euro, das sind 78.370 Euro pro Erwerbstätigen. Des Weiteren verzeichnet die Bruttowertschöpfung ebenfalls ein starkes Wachstum. Im Jahre 2016 erbrachte Essen, innerhalb der Stadtgrenzen, ein Bruttoinlandsprodukt (BIP) von 24,196 Milliarden € und belegte damit Platz 11 innerhalb der Rangliste der deutschen Städte nach Wirtschaftsleistung. Das BIP pro Kopf lag im selben Jahr bei 41.512 € (Nordrhein-Westfalen: 37.416 €, Deutschland 38.180 €). In der Stadt waren 2016 ca. 330.000 erwerbstätige Personen beschäftigt. Die Arbeitslosenquote lag im Dezember 2018 allerdings bei 10,1 % und damit deutlich über dem Durchschnitt von Nordrhein-Westfalen mit 6,4 %.

### Ansässige Unternehmen

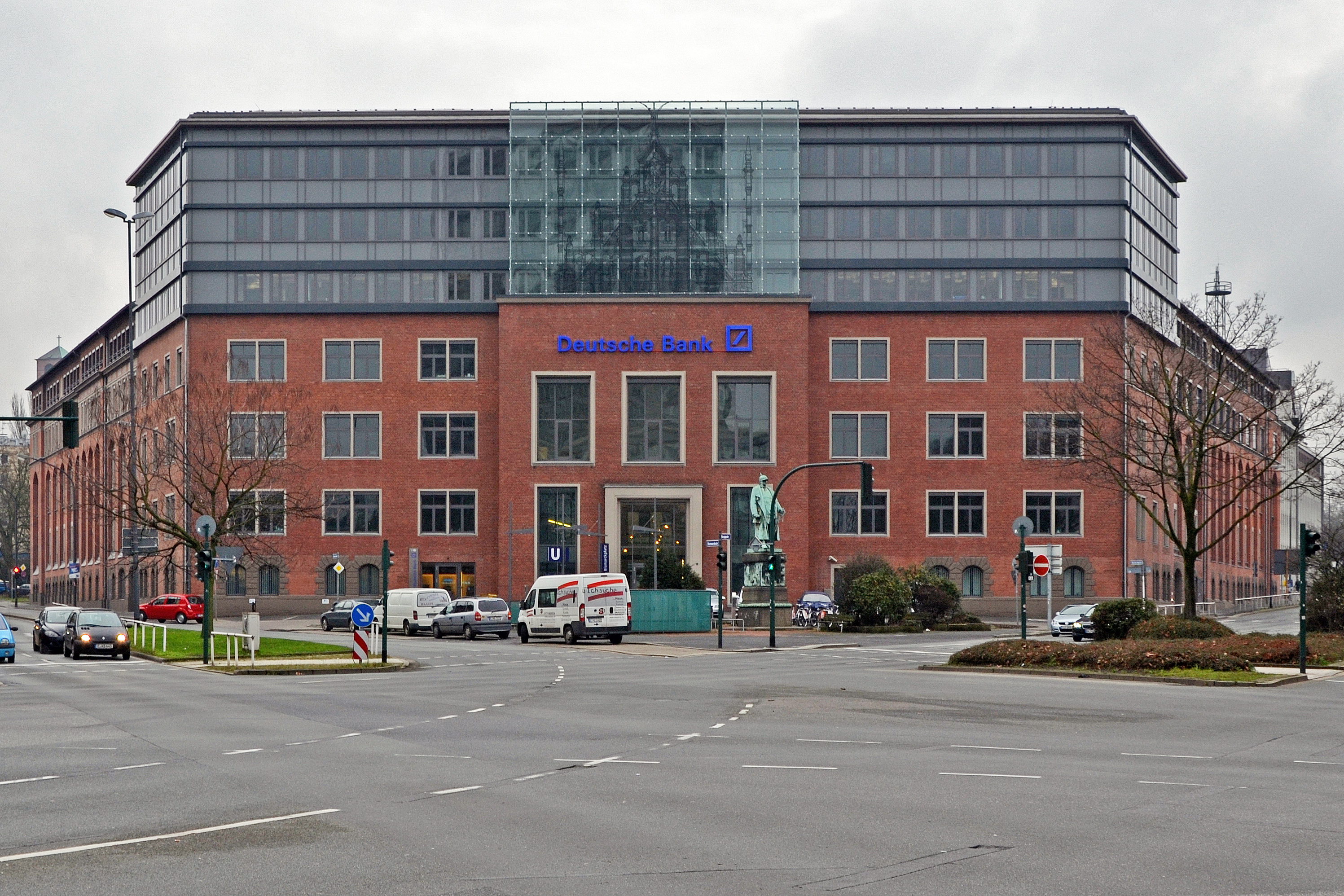
Deutsche Bank Essen, ehem. Dienstgebäude der Bahndirektion Essen

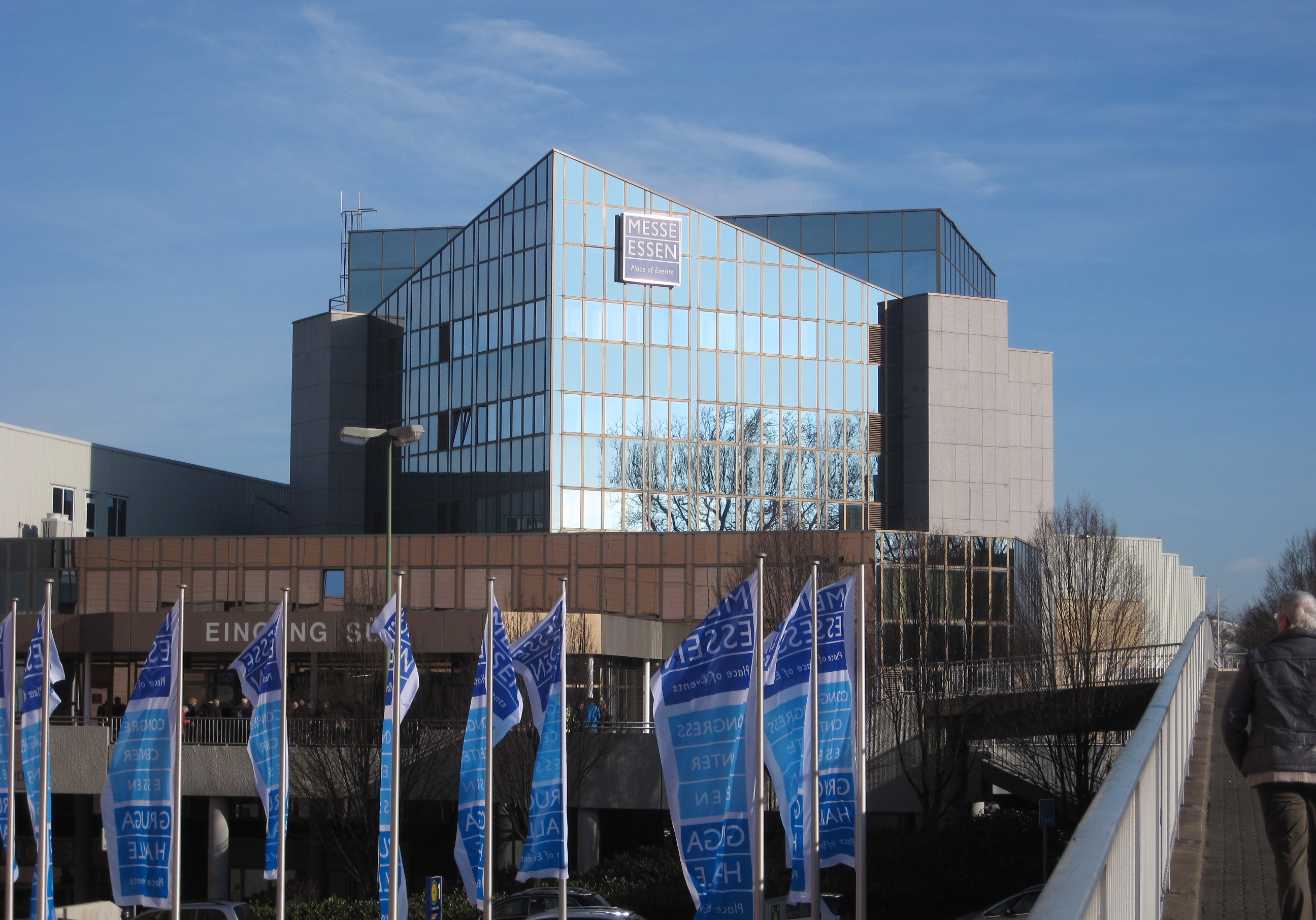
Messe Essen

Mit den Energieversorgern RWE und E.ON sowie dem Chemikaliendistributor Brenntag haben drei DAX-40 Konzerne ihre Zentrale in Essen. Die Konzerne Evonik Industries, thyssenkrupp und die Hochtief sind im MDAX gelistet. Im Jahr 2019 erreichten diese sieben DAX-Unternehmen einen Börsenwert von rund 91,7 Mrd. Euro. Die Stadt Essen belegt somit hinter München, Walldorf und Bonn den vierten Platz in der „Börsenliga“ deutscher Städte 2019.
Zu weiteren Großunternehmen mit Sitz in Essen zählen die Steag, Aldi-Nord, BackWerk, Westenergie, Galeria, Deichmann, Open Grid Europe, Medion, ifm electronic, Trimet Aluminium, Schenker AG, Ferrostaal, Funke Mediengruppe (bis 2012 WAZ-Mediengruppe), Kötter, Tempton sowie die NOWEDA. Ein großes mittelständisches Unternehmen ist die Spicer Gelenkwellenbau GmbH. Die börsennotierte Secunet Security Networks, ein Unternehmen aus dem Bereich IT-Sicherheit hat ihren Hauptsitz ebenfalls in Essen. 2022 verlagerte mit der börsennotierten Easy Software ein weiteres IT-Unternehmen seinen Hauptsitz nach Essen.
Im Stadtteil Altenessen produziert die Niederlassung des Wedeler Technologieunternehmens Vincorion Generatoren, die in Fahrzeugen wie dem Radpanzer Boxer, aber auch dem Leopard 2 eingebaut werden.
Zu den ansässigen Kreditinstituten zählen die National-Bank, die Sparkasse Essen, die Bank im Bistum Essen, die Geno Bank Essen und das Bankhaus Bauer. Im Südviertel am Bismarckplatz ist die Tochtergesellschaft PCC Services GmbH der Deutschen Bank mit rund 1000 Mitarbeitern ansässig.
Die Gagfah, die Allbau, Vivawest, Immeo Wohnen, RAG Montan Immobilien, ThyssenKrupp Real Estate, Kölbl Kruse, Instone Real Estate, Thelen Holding und Hochtief Property Management sind ansässige Unternehmen der Immobilienbranche.
Die Stadtverwaltung beschäftigt rund 5200, die stadtnahen Betriebe nochmal etwa 2000 Mitarbeiter. (Stand: 2007)
Die Messe Essen ist ebenfalls ein wichtiger Faktor des Wirtschaftslebens, neben mehreren kleineren Spezial-Messen (IPM, Spiel) haben sich hier vor allem auf die Versorgungswirtschaft ausgerichtete Messen wie die E-world energy & water und die Sanitär Heizung Klima etabliert. Ebenso ziehen „die Weltmesse des Pferdesports“, die Equitana, die Security und die Deubaukom seit Jahren zahlreiche Besucher an. Erwähnenswert sind auch die Techno-Classica als größte Oldtimer-Messe Deutschlands mit rund 150.000 Besuchern und die Essen Motor Show.

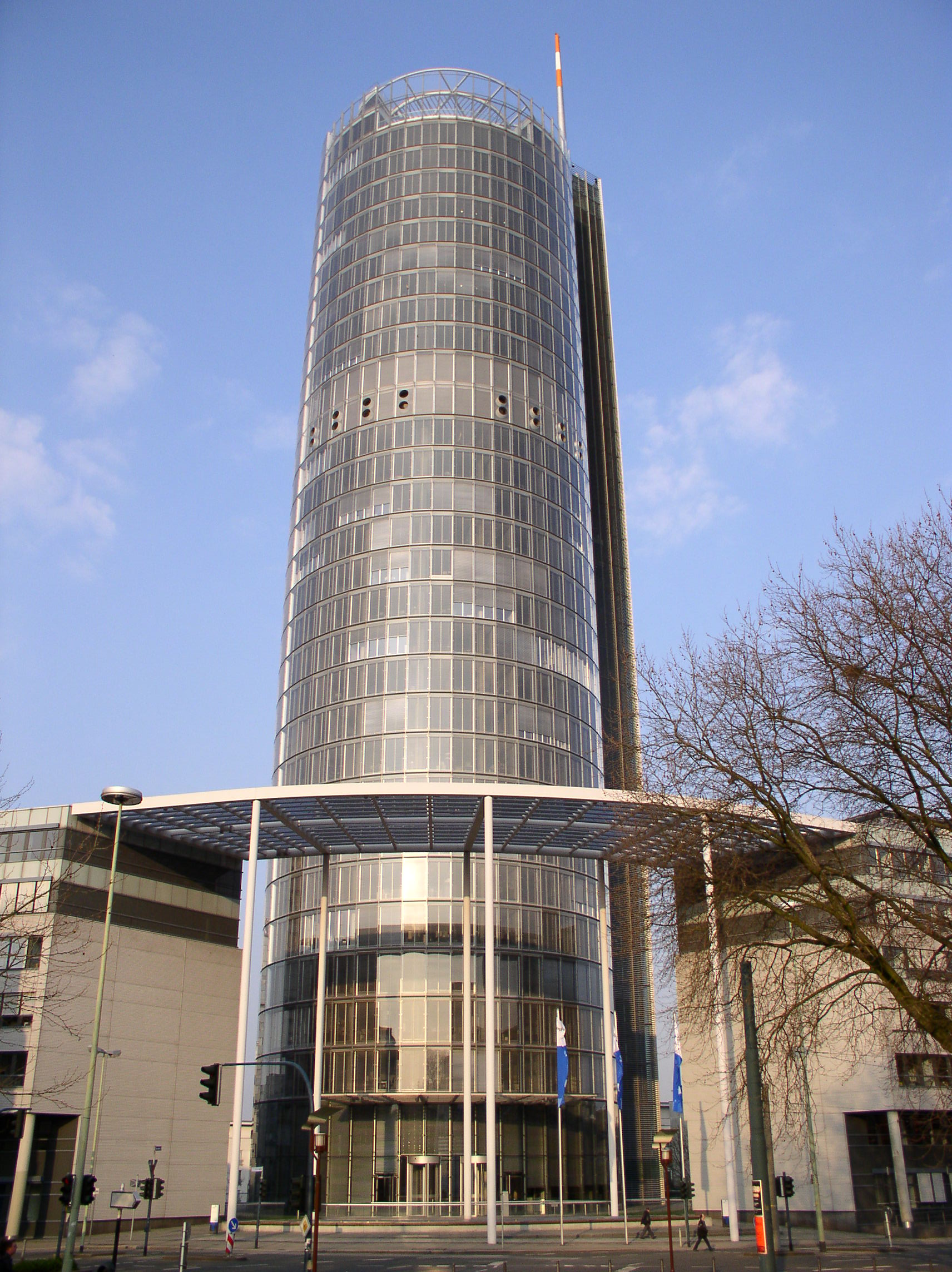
Westenergie AG
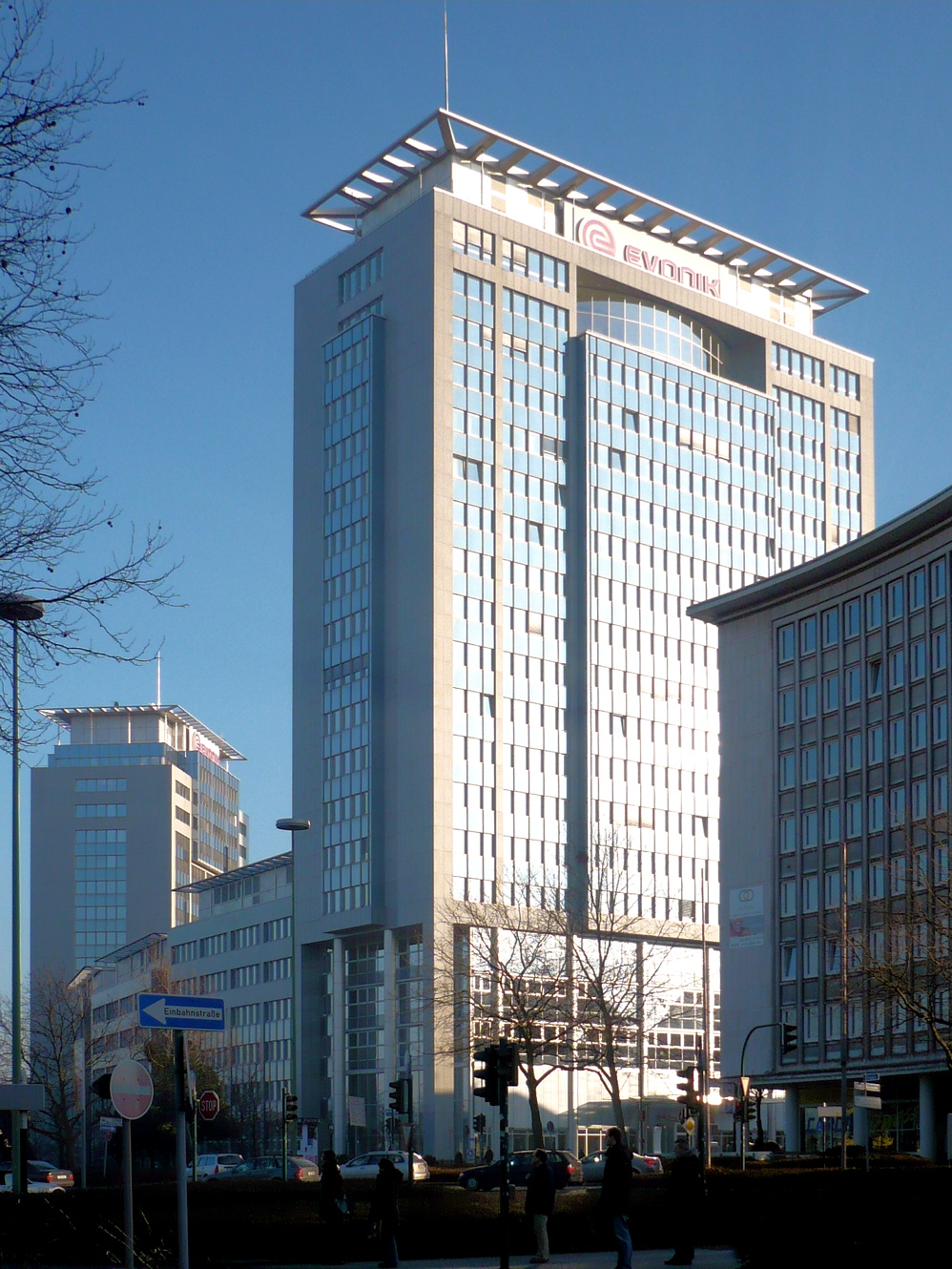
Evonik Industries AG
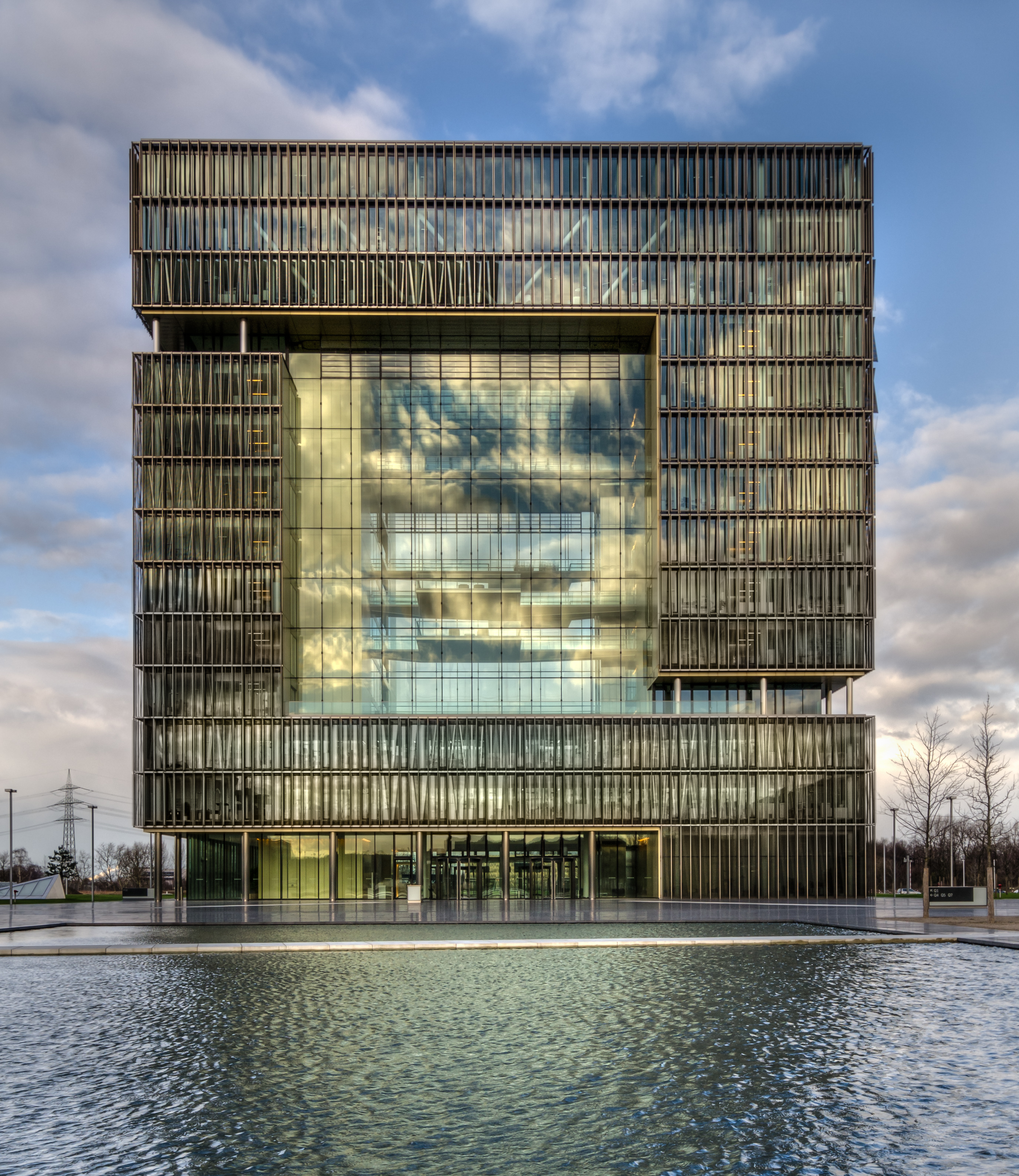
ThyssenKrupp AG
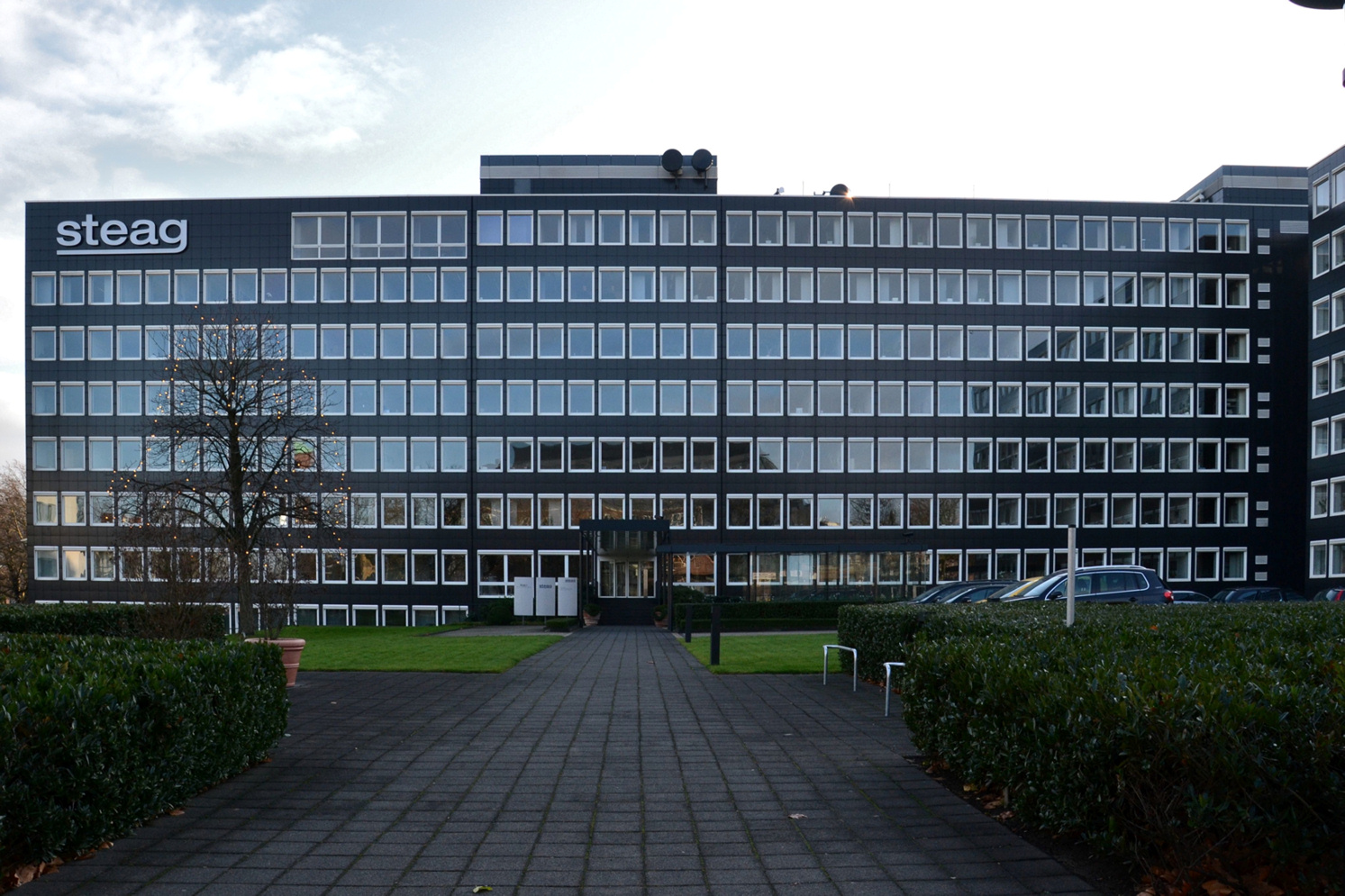
Steag GmbH
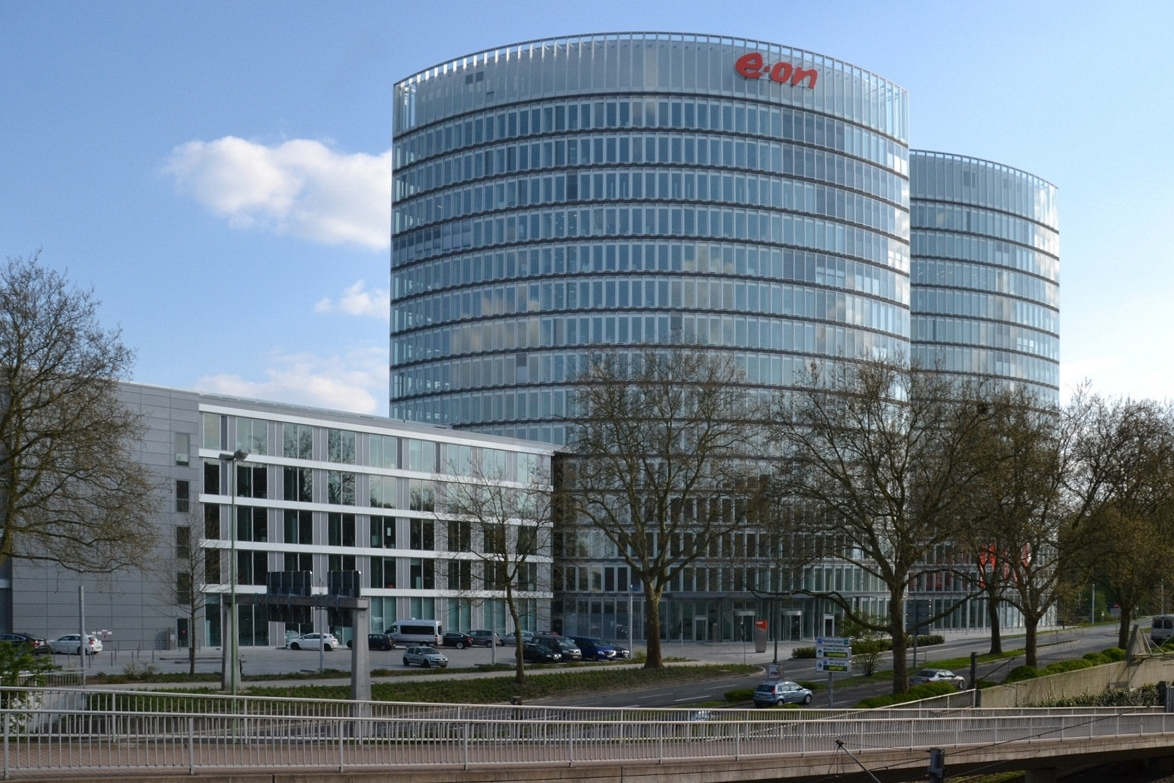
E.ON SE
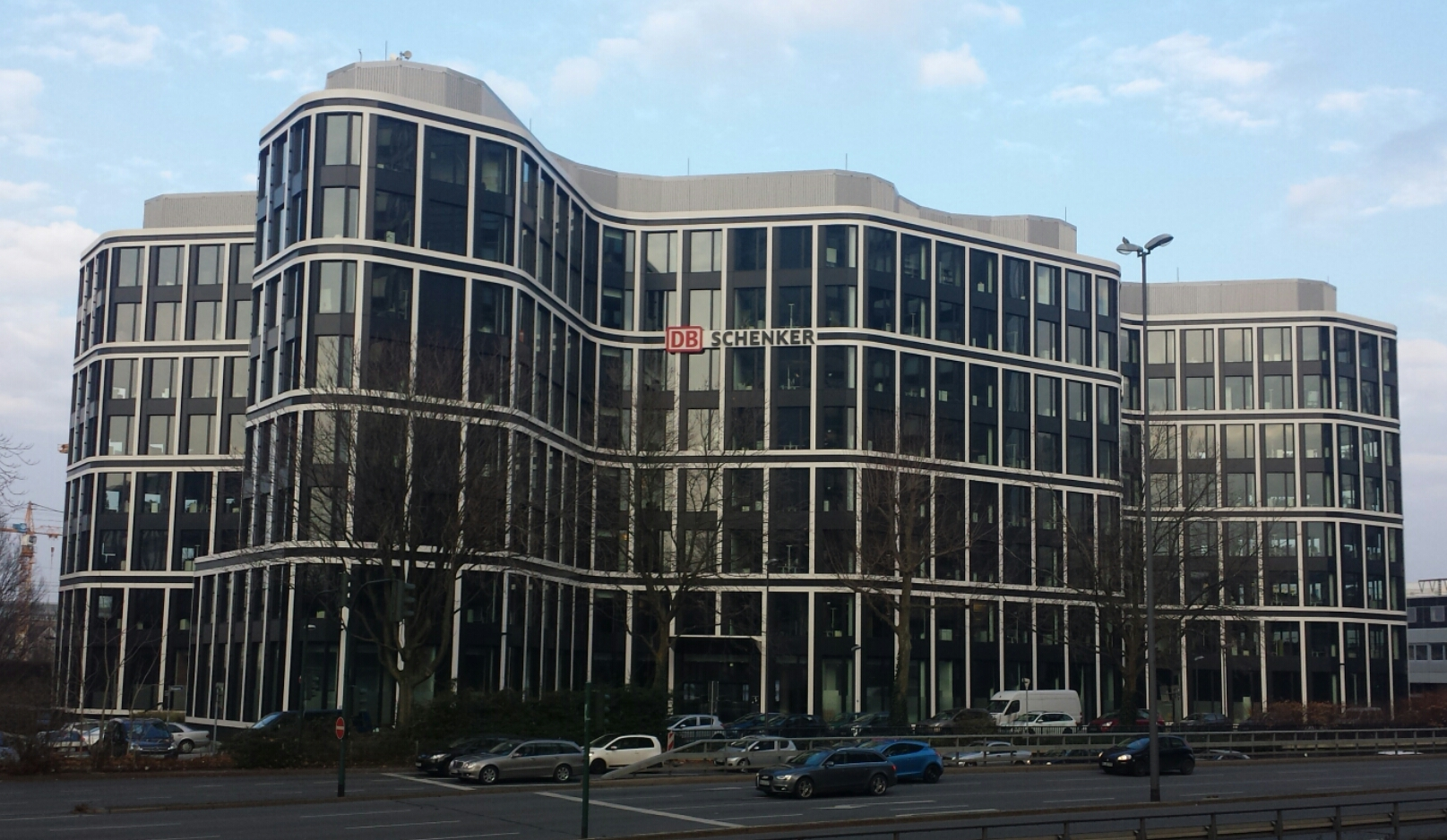
Schenker AG
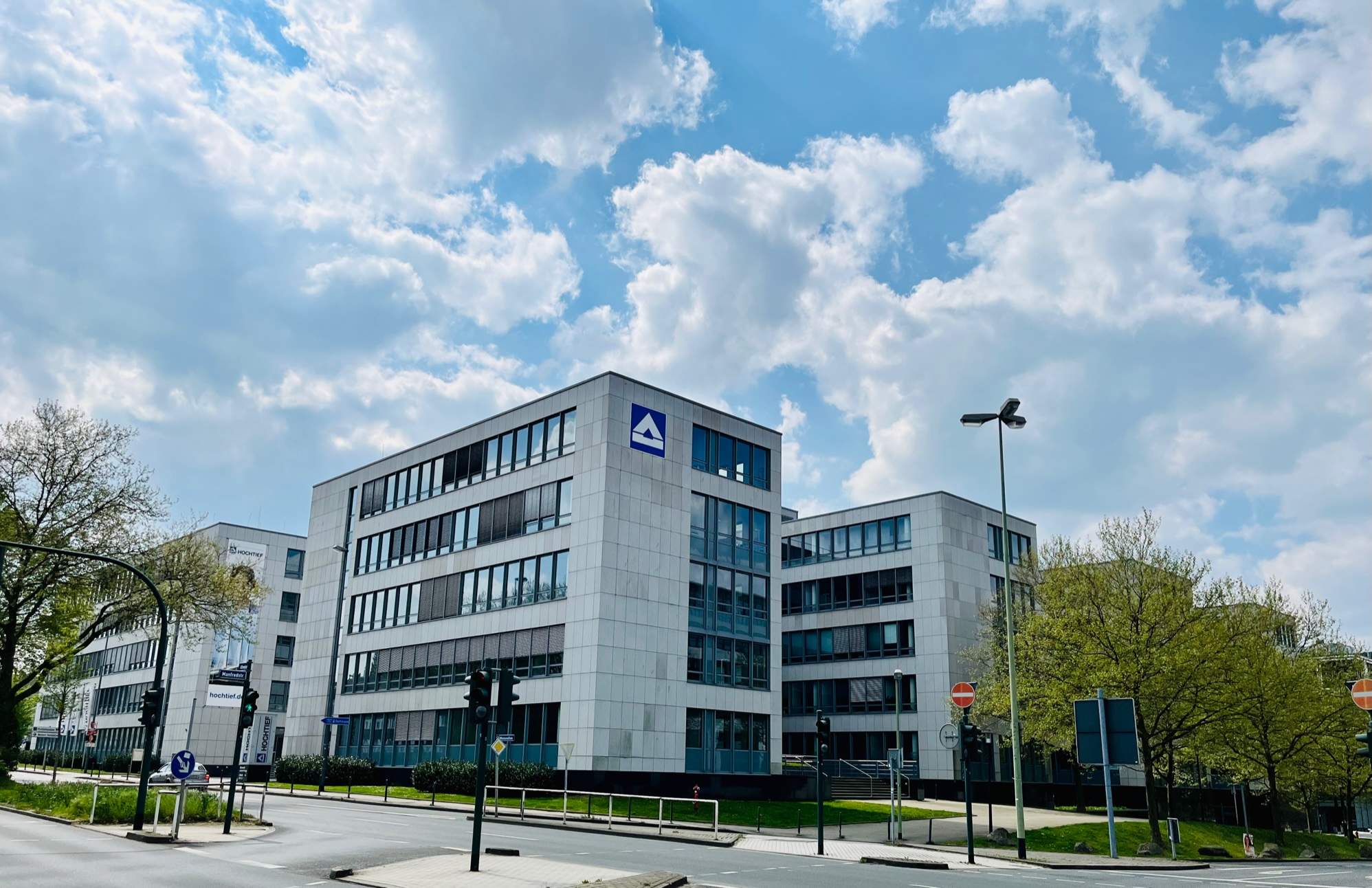
Hochtief AG
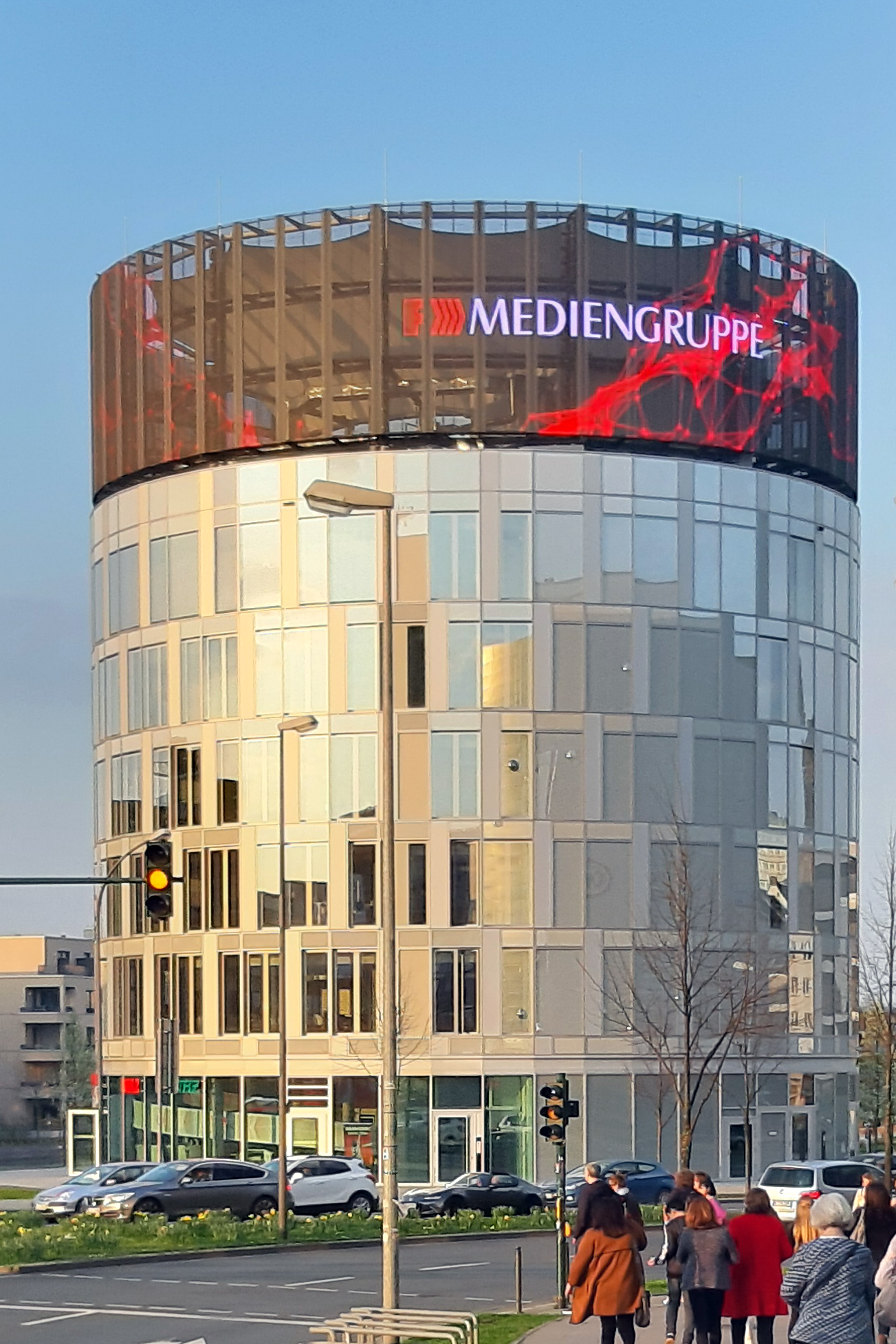
Funke Mediengruppe GmbH & Co. KGaA
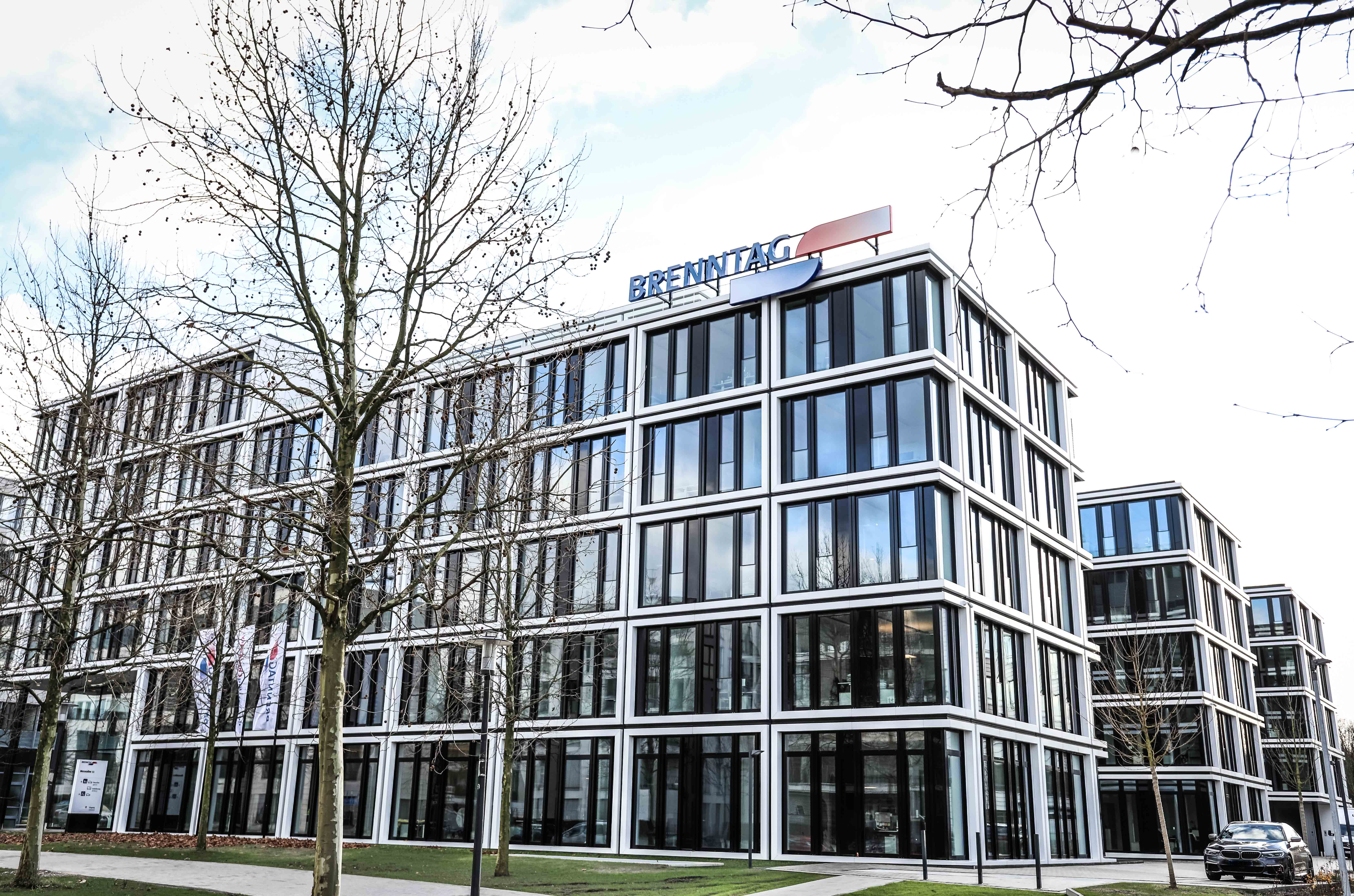
Brenntag SE
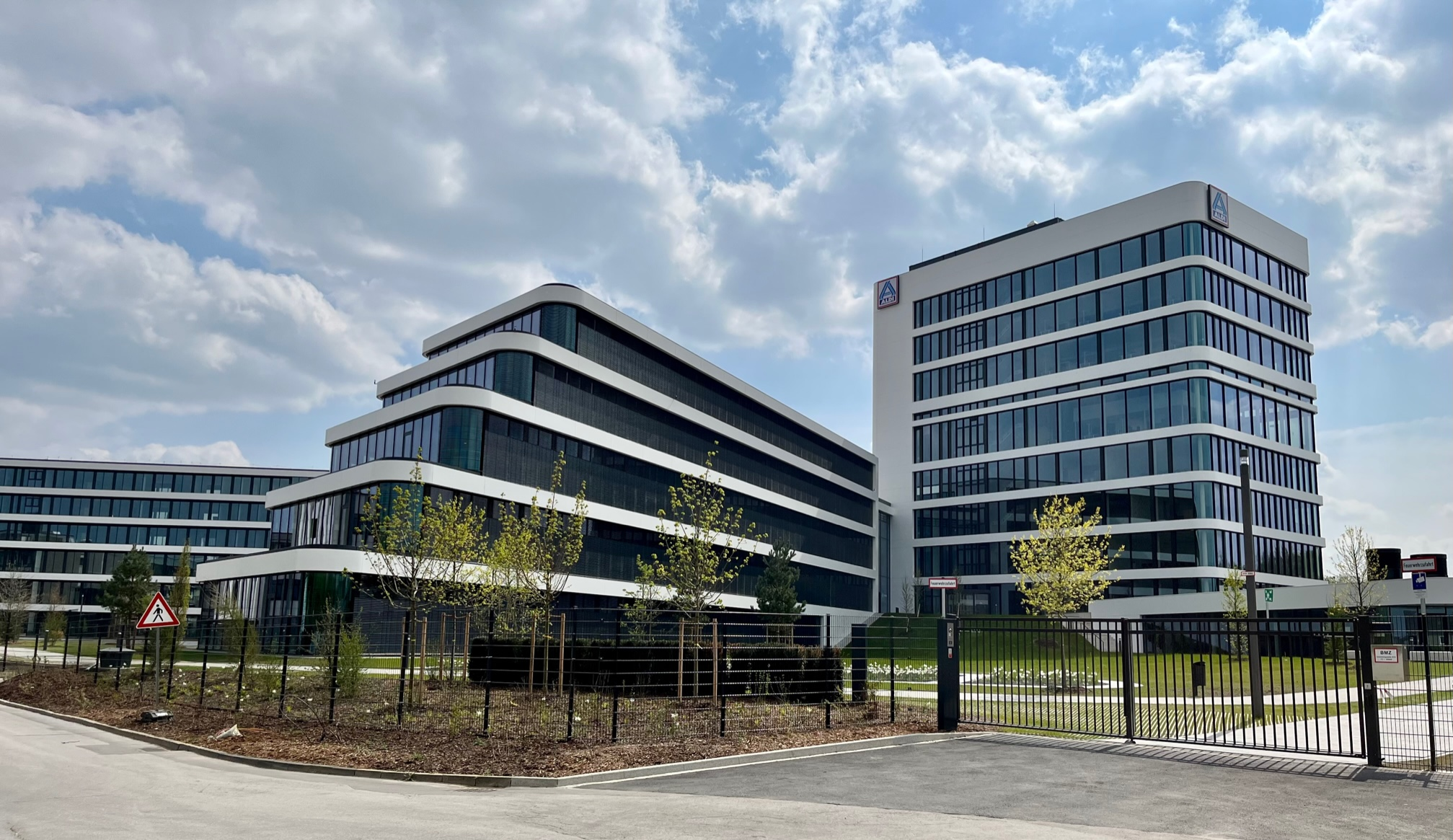
Aldi Nord

### Einzelhandel
Nachdem schon 1927 die Limbecker Straße für Autos gesperrt und faktisch zur ersten Fußgängerzone Deutschlands geworden war, entwickelte sich nach dem Zweiten Weltkrieg die Kettwiger Straße zur Haupteinkaufsstraße. Am 16. Juni 1965 wurde ein erstes Stück autofrei und wurde danach mehrfach erweitert. Essen wurde zur Einkaufsstadt des Ruhrgebiets. Die Geschäfte für den Massenkonsum liegen somit in der Limbecker- und der Kettwiger Straße. Am Nordwestrand der Innenstadt befindet sich seit 2009 das Einkaufszentrum Limbecker Platz mit rund 200 Geschäften, am Ostrand der Innenstadt die seit 1979 bestehende Rathaus Galerie Essen (1979 bis 2010 City Center Essen genannt) mit etwa 80 Geschäften.
Auch ist der Einzel- und Fachhandel dezentral angesiedelt. Fast jeder der Stadtteile hat ein eigenes Geviert mit Kaufhäusern und Einzelhändlern. Daneben säumen die Geschäfte auch die Durchgangsstraßen.

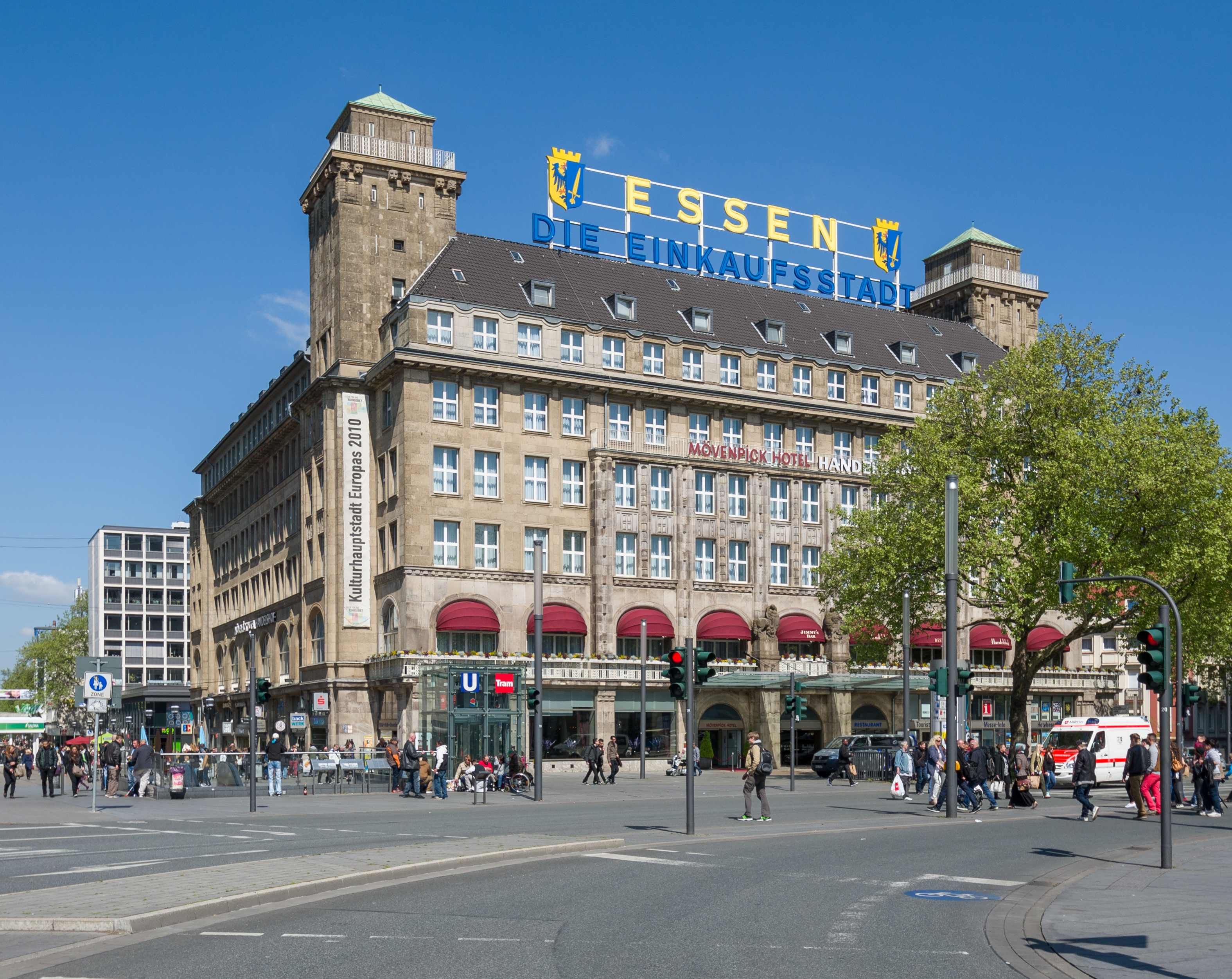
Hotel Handelshof mit Einzelhandel und Hotelbetrieb, links der Zugang zur Haupteinkaufsstraße Kettwiger Straße
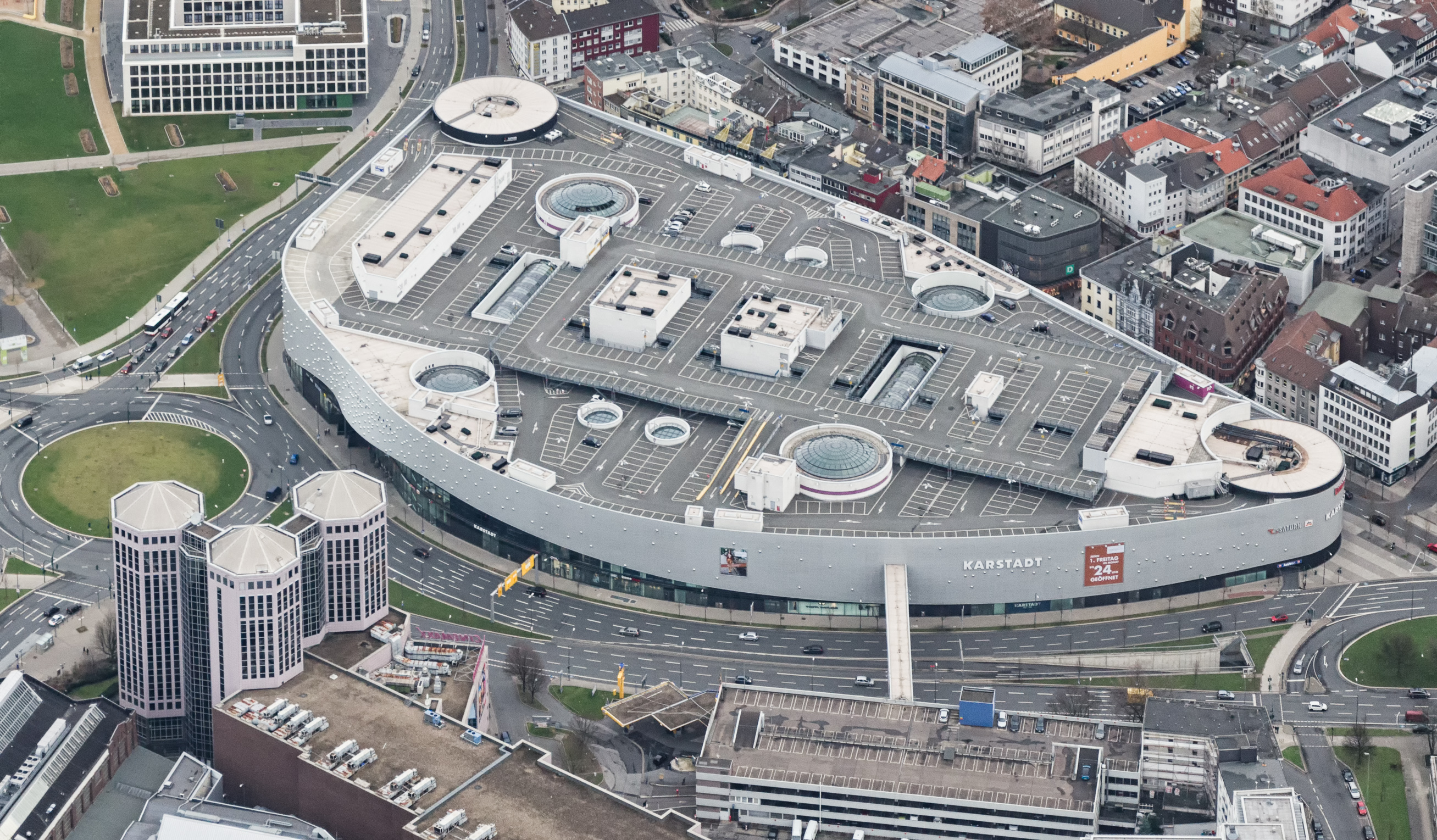
Einkaufszentrum Limbecker Platz
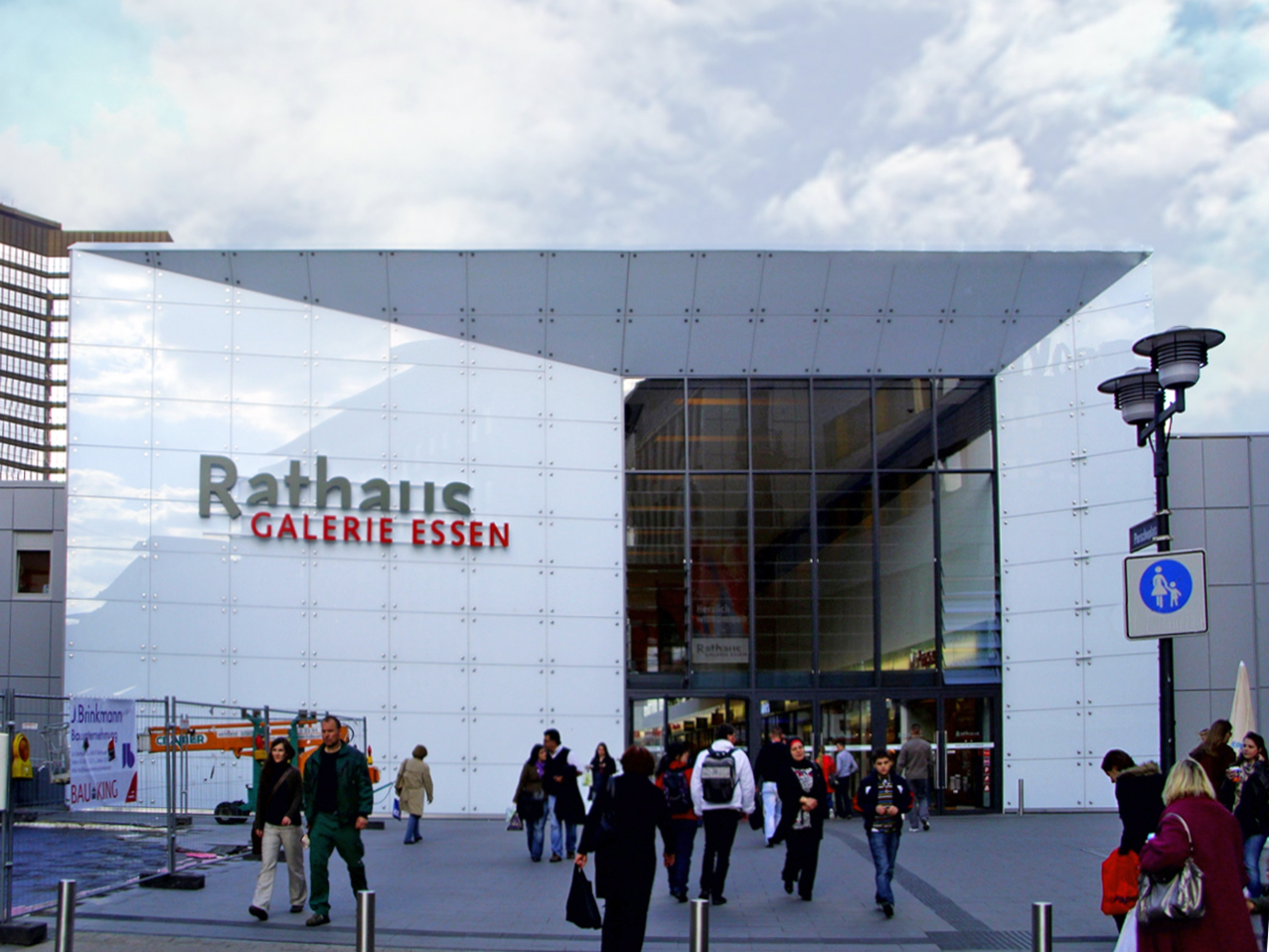
Rathaus-Galerie Essen

### Medien

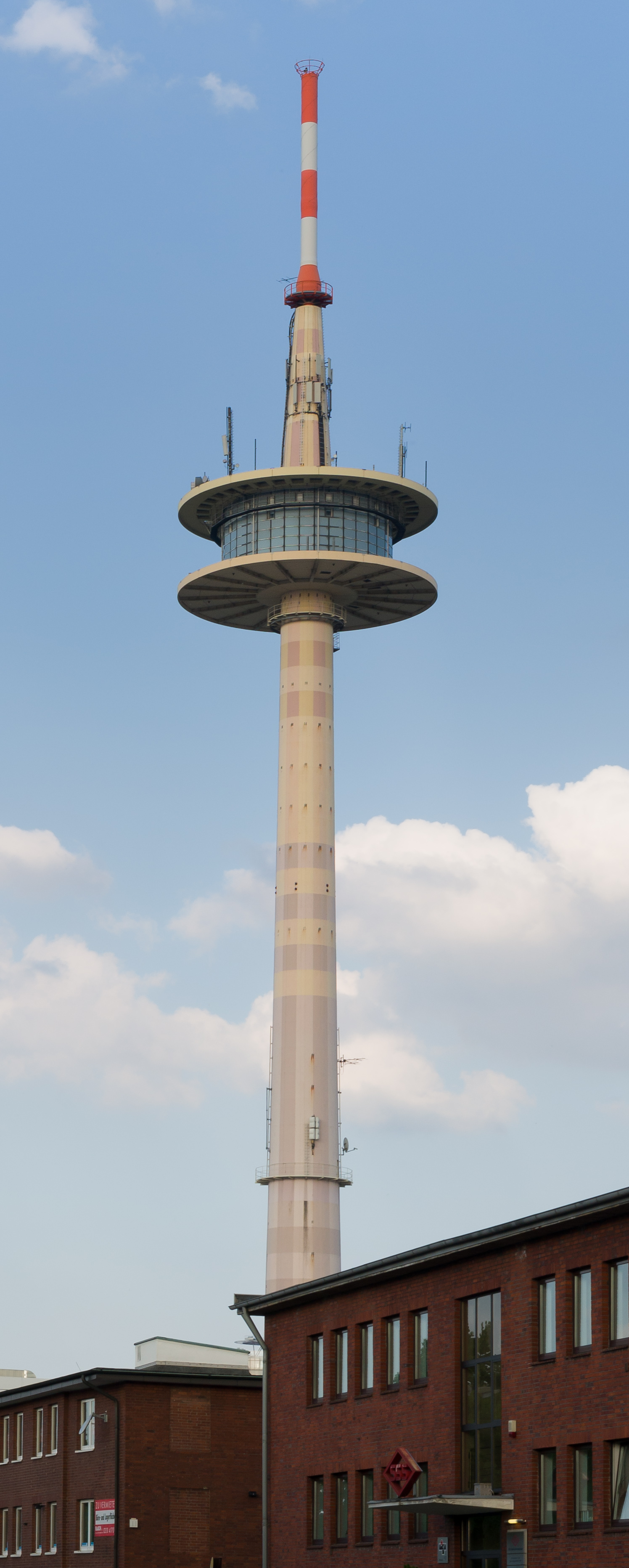
Funkturm in Essen-Holsterhausen

In Essen unterhält der Westdeutsche Rundfunk (WDR) ein Studio am III. Hagen 43. Mit den Regionalnachrichten in WDR 2 und den Fernsehsendungen Lokalzeit Ruhr und Lokalzeit Kompakt bedient das WDR-Studio Essen Stadt und Region. Von 1974 bis 1980 sendete die ARD die Tatort-Folgen des WDR mit dem Essener Kommissar Haferkamp. RTL ist mit dem RTL-West-Studio Essen ebenfalls am Standort vertreten. Für die verschiedenen Fernsehformate, wie RTL aktuell, Punkt 12 oder Guten Abend RTL deckt die Essener Redaktion das gesamte Ruhrgebiet ab. Der TV-Lernsender NRWision bündelt in seiner Mediathek Fernsehsendungen über Essen bzw. von Fernsehmachern aus Essen. In der Essener Innenstadt befindet sich eine Nachrichtenredaktion der Deutschen Presse-Agentur (dpa).
In Essen wird der Lokalradiosender 102.2 Radio Essen ausgestrahlt, dessen Studio in der Innenstadt an der Lindenallee liegt. Abends werden auf der Frequenz von Radio Essen Programme aus den Essener Radiowerkstätten ausgestrahlt wie etwa Radio ECO, das über die wichtigsten Wirtschaftsereignisse der Woche informiert, die Neue Essener Welle berichtet über lokale Themen und Radio-Rosa-Rauschen ist das Magazin für Schwule und Lesben. Auch das Hochschulradio CampusFM sendet ein 24-stündiges Programm, das sich in erster Linie an die Studenten der Universität Duisburg-Essen richtet. Es setzt sich zusammen aus Magazinsendungen, Spezialsendungen, redaktionellen Beiträgen, sowie Musik.
Essen ist ein wichtiger Standort für das Presse- und Verlagswesen. Insbesondere die in Essen gegründete und hier ansässige Funke Mediengruppe (ehemals WAZ-Mediengruppe) prägt die Presselandschaft vor Ort. Sie gehört zu den führenden Verlagsunternehmen Deutschlands und hat sich auch europaweit zu einem bedeutenden Medienunternehmen entwickelt. Die Gruppe verlegt im In- und Ausland 27 Tageszeitungen, 13 Wochenzeitungen, 175 Publikums- und Fachzeitschriften, 99 Anzeigenblätter und 400 Kundenzeitschriften und ist somit das drittgrößte Verlagshaus Deutschlands und einer der größten Regionalzeitungsverlage Europas. Darüber hinaus verfügt das Unternehmen über Standbeine im Druck-, Rundfunk- und Internetgeschäft. Die WAZ-Mediengruppe veröffentlicht keine Geschäftszahlen, gilt aber in der Branche als eines der renditestärksten Medienunternehmen Deutschlands.
In Essen ist die Journalistenschule Ruhr (JSR) ansässig. Sie ist eine überbetriebliche Aus- und Weiterbildungseinrichtung der WAZ-Mediengruppe und der Zeitungsgruppe Thüringen (ZGT). Die Journalistenschule Ruhr wurde 1993 in Essen gegründet. Sie bildet rund 90 Volontäre für regionale Tageszeitungen und den Westdeutschen Zeitschriften-Verlag aus.
Als Tageszeitungen erscheinen in Essen die Westdeutsche Allgemeine Zeitung (WAZ) und die Neue Ruhr Zeitung (NRZ). Beide werden von der Funke Mediengruppe verlegt.
Das RuhrWort des Bistums Essen wurde zum Jahresende 2013 eingestellt. Kostenpflichtig erscheinen wöchentlich die Werdener Nachrichten und die Borbecker Nachrichten, die lokale Nachrichten veröffentlichen. Die Borbecker Nachrichten waren einst die größte lokale Wochenzeitung Deutschlands; die Borbecker Nachrichten und Werdener Nachrichten gehören seit dem Jahr 2000 zur Funke Mediengruppe, in der auch die vorgenannten Tageszeitungen WAZ und NRZ verlegt werden. Gratis zugestellt werden dagegen u. a. zweimal je Woche die Anzeigenblätter des Stadtspiegels.
Das Boulevardblatt Bild ist mit einer Lokalredaktion in Essen vertreten (Dietrich-Oppenberg-Platz 1). Die Axel Springer AG hat Im Teelbruch 100, einem Kettwiger Gewerbegebiet, eine Druckerei. Dort arbeiten etwa 400 Beschäftigte und produzieren täglich etwa eine Million Tages- und Wochenzeitungen.
Des Weiteren haben mit der A. Sutter GmbH – die Sutter Telefonbuchverlag GmbH gehört zu den größten Verlegern von Telefon- und Branchentelefonbüchern in Deutschland – und der Verlag Beleke zwei weitere große Verlage ihren Sitz in Essen. In Essen sind insgesamt rund 200 Unternehmen aus dem Verlagswesen ansässig. Die Vielzahl der mittleren und kleineren Unternehmen der Essener Verlagslandschaft erstellen sowohl zahlreiche überregionale als auch viele regionale Printprodukte.

### Bildungseinrichtungen

Logo der Essener Europaschulen

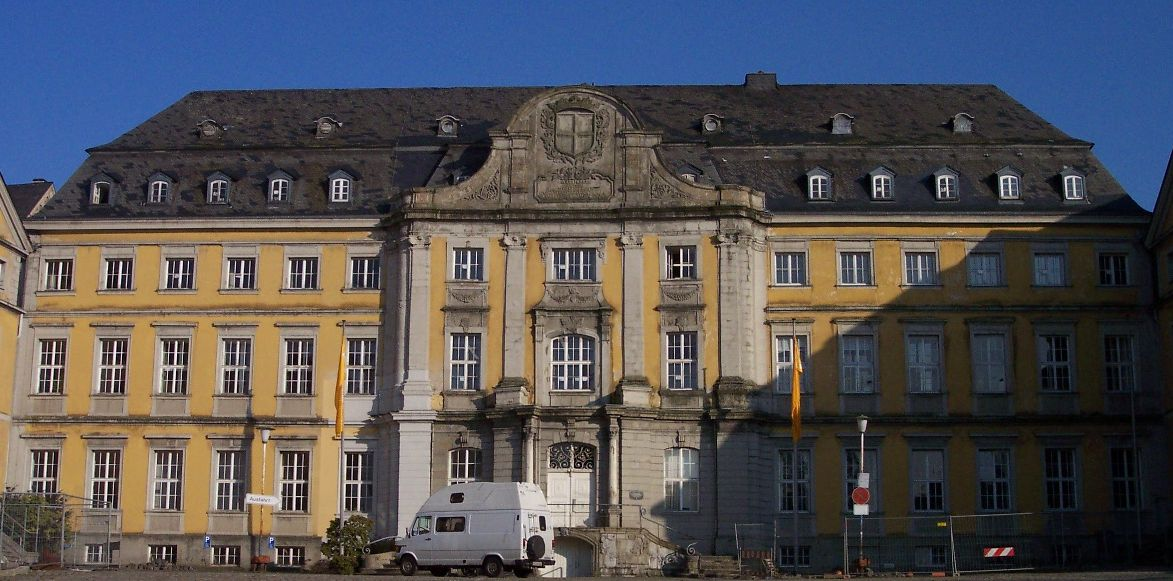
Hauptgebäude der Folkwang Universität in Essen-Werden: das ehemalige Kloster Werden

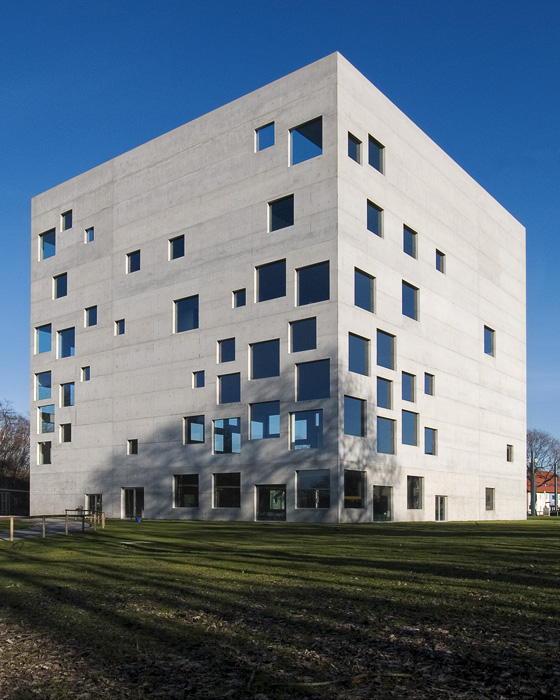
Folkwang Universität, Fachbereich Gestaltung

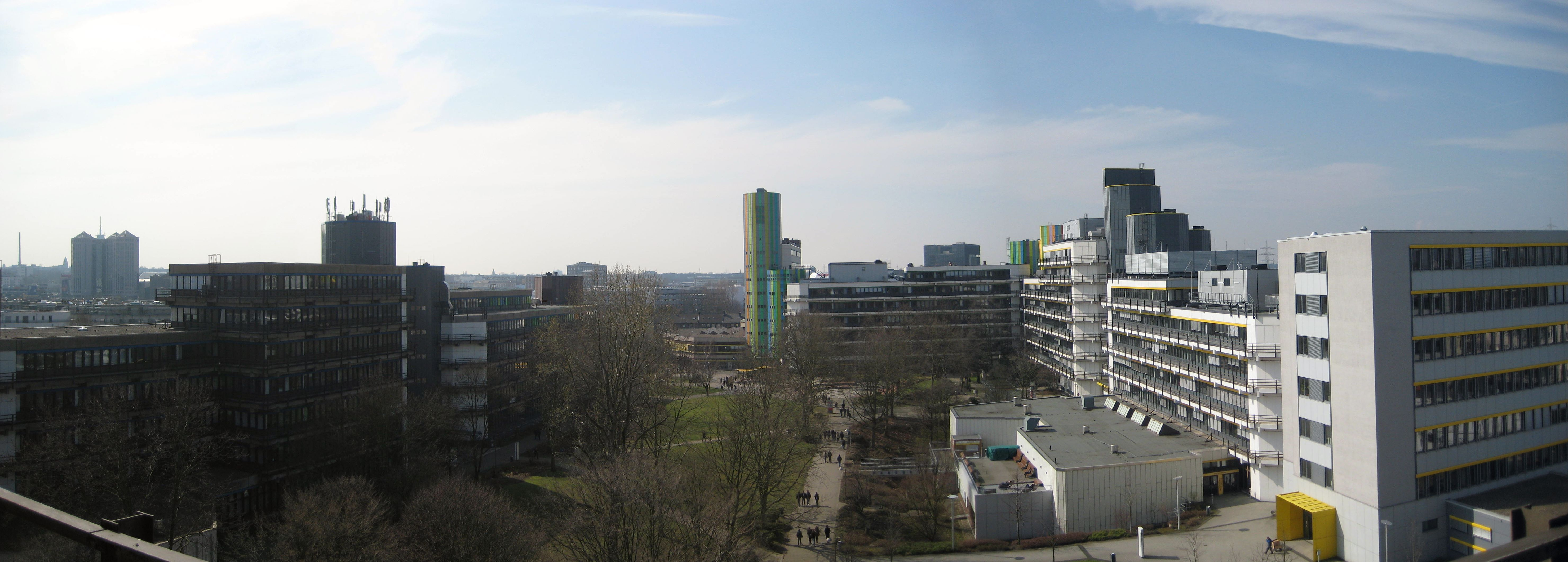
Campus Essen der Uni DuE

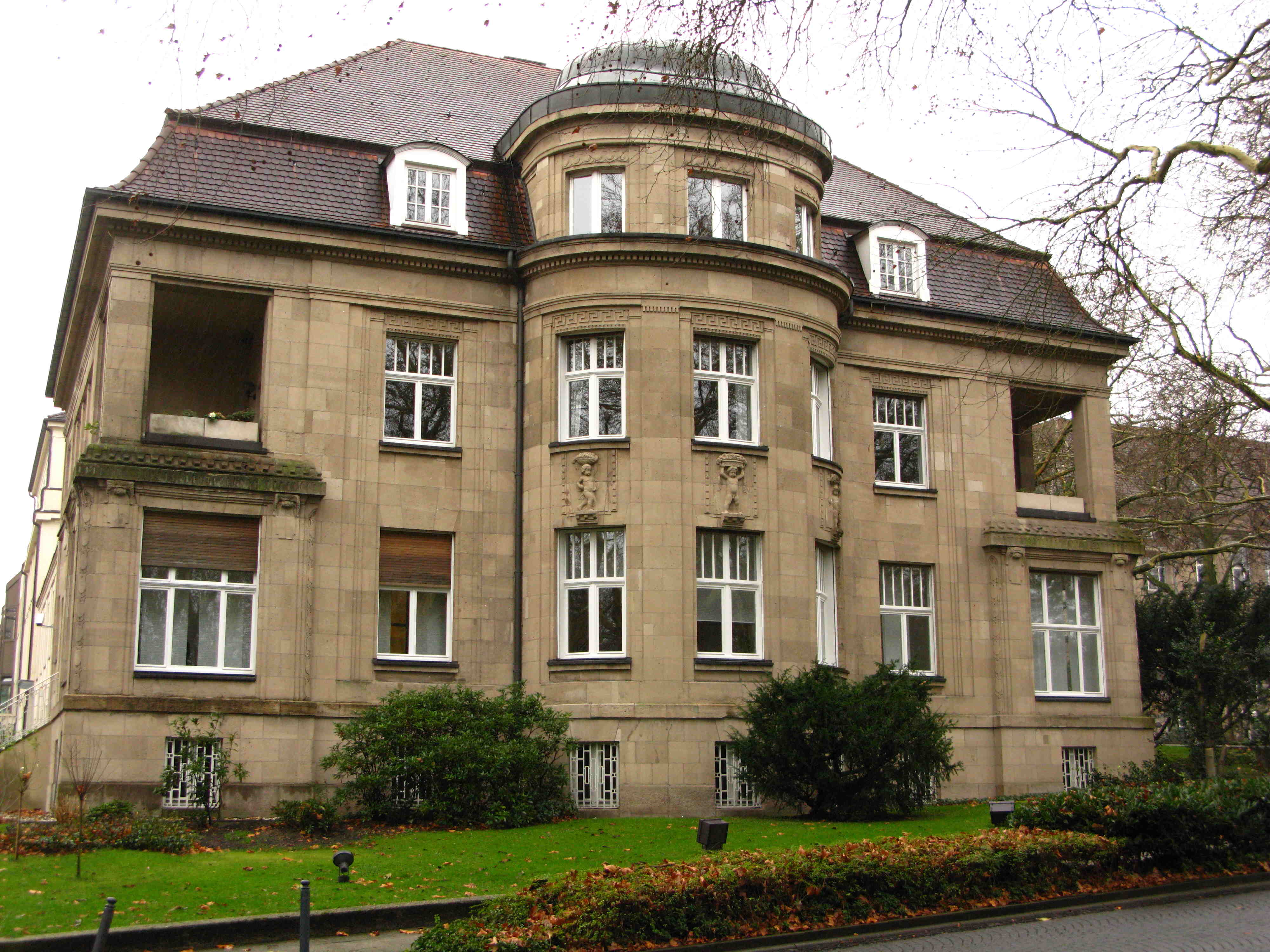
International School Ruhr

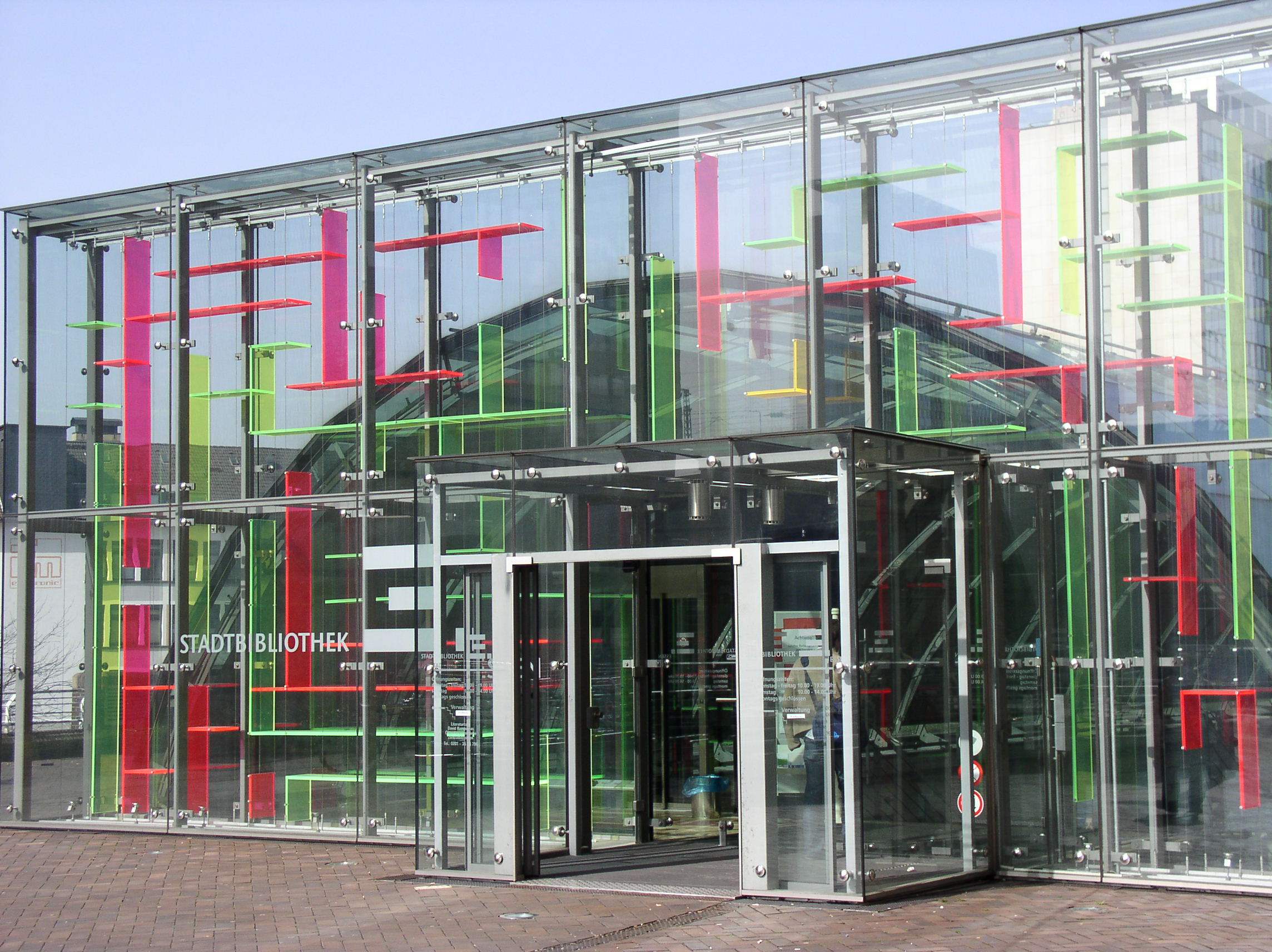
Stadtbibliothek Essen

1927 wurde die Folkwang-Schule für Musik als interdisziplinär ausgerichtete Bildungseinrichtung für Kunst gegründet. 1929 wurde die Fachschule für Gestaltung unter dem Namen Folkwang weitergeführt. 1963 erhielt die Einrichtung den Status einer Hochschule des Landes. 1972 wurden die bildenden Fächer in die neu gegründete Universität-Gesamthochschule Essen integriert und im Jahr 2007 an die zwischenzeitliche Folkwang-Musikhochschule zurückverlagert. Mit hinzugekommenen Außenstellen in Bochum, Dortmund und Duisburg hat sich die nun wieder integrierte Kunsthochschule den Namen Folkwang Universität gegeben.
1972 wurde die Universität-Gesamthochschule Essen gegründet, in die die Pädagogische Hochschule, mehrere Ingenieurschulen, die Höhere Fachschule für Sozialarbeit und Wirtschaft sowie das Essener Klinikum integriert wurden. 2003 fusionierte diese mit der Universität Duisburg zur heutigen Universität Duisburg-Essen, die zu den zehn größten Universitäten Deutschlands gehört.
Die private FOM (Hochschule für Oekonomie & Management) nahm 1994 ihren Studienbetrieb auf. Sie wurde als Fachhochschule für Berufstätige von Institutionen der Wirtschaft ins Leben gerufen. 2010 war die FOM mit über 16.000 Studierenden die größte private Hochschule Deutschlands geworden.
2013 wurde die private Hochschule der bildenden Künste Essen gegründet.
Seit 1986 befindet sich im Essener Stadtteil Kupferdreh das Simulatorzentrum KSG|GfS, die weltweit größte Einrichtung zur Ausbildung kerntechnischen Personals. Neben der Schulung des Lizenzpersonals für die deutschen Kernkraftwerke findet im Simulatorzentrum in Essen auch die Aus- und Weiterbildung des Personals des KKW Borssele statt, welches das einzige kommerzielle Kraftwerk der Niederlande ist.
Zurzeit gibt es in Essen zwölf Europaschulen. Darunter eine Hauptschule und eine Grundschule, zwei Realschulen, drei Gesamtschulen sowie vier Gymnasien und ein Berufskolleg.
Die International School Ruhr (IS Ruhr) wurde 2010 eröffnet und befindet sich im Moltkeviertel. Die anerkannte Ergänzungsschule ist eine private Ganztagsschule, die die Mehrsprachigkeit fördert und sich mit einem individuellen Lern- und Förderangebot an Kinder ab dem dritten Lebensjahr (Pre-School) richtet und bis zum internationalen Abitur führt.
Berufsbildend ist die Katholische Schule für Pflegeberufe Essen.
Im Haus der Technik finden jährlich über 1500 Seminare, Lehrgänge, Tagungen und Kongresse vor allem der Weiterbildung statt.
Das Rheinisch-Westfälische Berufskolleg Essen (RWB Essen) im Stadtteil Frohnhausen ist eine Förderschule mit dem Förderschwerpunkt Hören. Als Schule der Sekundarstufe II bietet sie Bildungsgänge bis zur Fachhochschulreife und zur allgemeinen Hochschulreife.
An der Folkwang-Musikschule werden Musik, Tanz und Schauspiel gelehrt.
Die Medicoreha Welsink Akademie bietet mit ihrer staatlich anerkannten Fachschule für Physiotherapie über 140 Ausbildungsplätze und das duale Bachelor-Studium „Angewandte Therapiewissenschaften“ in der Akademie in der MediClin Fachklinik Rhein/Ruhr in Essen-Kettwig an.
Zu den weiterführenden Schulen zählen:
| - Albert-Einstein-Realschule - Alfred-Krupp-Schule - Bertha-Krupp-Realschule - Bertha-von-Suttner-Realschule - Burggymnasium Essen - B.M.V.-Schule Essen - Carl-Humann-Gymnasium - Don-Bosco-Gymnasium Essen - Elsa-Brändström-Realschule - Erich-Kästner-Gesamtschule Essen - Freie Waldorfschule in Essen - Frida-Levy-Gesamtschule - Gesamtschule Essen-Nord - Geschwister-Scholl-Realschule Essen - Goetheschule Essen - Gustav-Heinemann-Gesamtschule - Grashof Gymnasium - Gymnasium Borbeck - Gymnasium Essen Nord-Ost - Gymnasium Essen-Werden - Gymnasium Am Stoppenberg - Gymnasium an der Wolfskuhle | - Gymnasium Essen-Überruhr - Hauptschule an der Wächtlerstraße - Helene-Lange-Realschule - Helmholtz-Gymnasium Essen - Leibniz-Gymnasium - Mädchengymnasium Essen-Borbeck - Maria-Wächtler-Gymnasium - Mariengymnasium Essen-Werden - Nikolaus-Groß-Abendgymnasium im Südostviertel - Realschule am Schloss Borbeck - Realschule Essen-Kettwig - Rheinisch-Westfälisches Berufskolleg Essen - Robert-Schmidt-Berufskolleg - Ruhr-Kolleg - Städtische Gesamtschule Bockmühle - Städtische Gesamtschule Holsterhausen - Theodor-Goldschmidt-Realschule im Ostviertel - Theodor-Heuss-Gymnasium in Kettwig - UNESCO-Schule Essen - Viktoria-Gymnasium |

### Gesundheitseinrichtungen
Neben dem Universitätsklinikum verfügt die Stadt über zwölf weitere Krankenhäuser mit insgesamt knapp 6000 Betten. Dazu zählen das Alfried Krupp Krankenhaus Rüttenscheid und das Alfried Krupp Krankenhaus Steele (ehemals Lutherkrankenhaus), das Elisabeth-Krankenhaus in Huttrop mit dem Geriatrie-Zentrum Haus Berge in Bochold, die Kliniken Essen-Mitte (Huyssens-Stiftung und Knappschafts-Krankenhaus), das Katholische Klinikum Essen (bestehend aus den Betriebsteilen Philippusstift in Borbeck, St. Vincenz-Krankenhaus in Stoppenberg und Marienhospital in Altenessen), die Kliniken Essen-Süd (St. Josef Krankenhaus und Ev. Krankenhaus in Werden), die Suchtklinik Kamillushaus in Heidhausen und das St. Josef-Krankenhaus in Kupferdreh, welches zusammen mit dem St. Elisabeth-Krankenhaus im benachbarten Hattingen die Katholischen Kliniken Ruhrhalbinsel bildet. Das Universitätsklinikum und das Elisabeth-Krankenhaus besitzen eine Kinderklinik. Des Weiteren hat Essen rund 1000 niedergelassene Ärzte, rund 350 Zahnärzte und circa 65 ambulante Pflegedienste.
Siehe auch: Liste von Krankenhäusern in Essen

### Öffentliche Einrichtungen

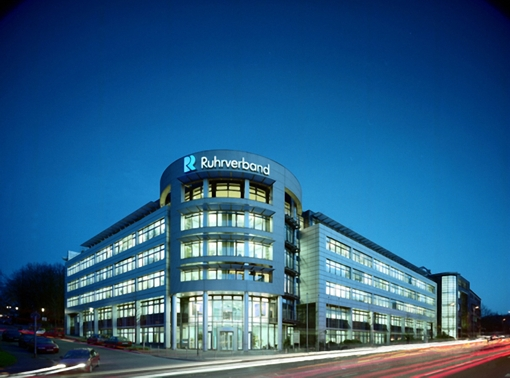
Hauptverwaltung des Ruhrverbandes

Essen erfüllt viele Funktionen einer Zentralstadt im Ruhrgebiet, in dem mehr als fünf Millionen Menschen leben. Diese Bedeutung wird dokumentiert durch zahlreiche Institutionen und Verbände, die landesweit Funktionen wahrnehmen oder für die Region Zeichen setzen.
So hat der Regionalverband Ruhr (RVR) seit seiner Gründung 1920 seinen Sitz in Essen. Dieser älteste deutsche Regionalverband, dem vier kreisfreie Großstädte und vier Landkreise angehören, erfüllt ortsübergreifende Gemeinschaftsaufgaben. Sie reichen von der Pflege und Erschließung der Landschaft über organisatorische Dienstleistungen für die kommunalen Verwaltungen bis hin zur Verbesserung der Möglichkeiten für Freizeitaktivitäten.
Mit dem Landessozialgericht Nordrhein-Westfalen, dem Landgericht Essen, dem Arbeitsgericht Essen und den drei Amtsgerichten Essen, Essen-Borbeck und Essen-Steele ist die Stadt ein überregional bedeutender Gerichtsstandort.
Zentrale Funktionen auf dem Sektor Wirtschaft erfüllen neben der Industrie- und Handelskammer zu Essen, die auch für die Städte Mülheim an der Ruhr und Oberhausen zuständig ist, die drei in Essen ansässigen Wasserwirtschaftsverbände, der Ruhrverband, die Emschergenossenschaft sowie der Ruhrtalsperrenverein.
Essen ist seit 1958 Sitz des Bistums Essen. Die Diözese erstreckt sich über weite Teile des Ruhrgebiets und kleinere Teile des Sauerlandes. Das Lateinamerika-Hilfswerk der katholischen Kirche in Deutschland, die Bischöfliche Aktion Adveniat, hat ebenfalls den Sitz in Essen.
Das Wetter für Nordrhein-Westfalen wird vom Deutschen Wetterdienst in Essen prognostiziert.
Das Zollfahndungsamt im Essener Südviertel ist eines von 8 Zollfahndungsämtern in Deutschland. Es ist für die Ermittlung von den der Zollverwaltung zur Verfolgung zugewiesenen Straf- und Ordnungswidrigkeitentatbeständen zuständig.
Essen ist weiter Sitz folgender Einrichtungen beziehungsweise Körperschaften des öffentlichen Rechts:
- Rheinisch-Westfälisches Institut für Wirtschaftsforschung
- BKK-Bundesverband
- RWTÜV
- Stifterverband für die Deutsche Wissenschaft
- Essener Verbund der Immigrantenvereine

Nachfolgende Auslandsvertretungen sind in Essen ansässig:
- Generalkonsulat der Republik Türkei
- Honorarkonsulate von Albanien, Bhutan,[91] Honduras, Kamerun, Litauen, Philippinen, Norwegen, Thailand, Ungarn sowie Uruguay.

Seit Januar 2019 befindet sich im Haus der Technik ein Europe Direct Informationscenter.

### Verkehr

#### Luftverkehr
Der 30 Kilometer südwestlich von der Stadtmitte Essens gelegene Flughafen Düsseldorf ist über die Autobahn A 52 zu erreichen; als öffentliche Verkehrsmittel stehen vor allem die S-Bahn-Linie S1 sowie die Regional-Express-Linien RE1, RE2, RE6, RE11, zur Verfügung, die den Flughafen, je nach gewähltem Zug, in 22 bis 37 Minuten mit der Essener Innenstadt verbinden. Der östlich von Essen gelegene Flughafen Dortmund ist etwa 40 km entfernt.
An der Stadtgrenze zu Mülheim an der Ruhr befindet sich der städtische Verkehrslandeplatz Essen/Mülheim. Der Verkehrslandeplatz besitzt ein Terminalgebäude, fertigt aber keine Linien- oder Charterfluggesellschaften ab. Private Kleinflugzeuge bilden die Mehrheit in Essen/Mülheim, da Strahlflugzeuge in Essen/Mülheim nur mit besonderer Genehmigung starten und landen dürfen. Des Weiteren gibt es einen Segelflugclub und eine Prallluftschiff-Montagehalle der WDL Luftschiffgesellschaft. Betreiber des Flughafens Essen/Mülheim ist die FEM GmbH. Air Albatros bietet gelegentlich Rundflüge über die Stadt mit einer alten Antonow an. Der Flughafen ist mit öffentlichen Verkehrsmitteln zu erreichen – von Mülheim aus kann die Straßenbahnlinie 104 bis zum Hauptfriedhof genutzt werden, von da geht es mit einem Umstieg auf die Buslinie 130 weiter zum „Flughafen“. Vom Essener Hauptbahnhof erreicht man den Flughafen mit der U-Bahn-Linie U18 und Buslinie 145 mit Umstieg in die Buslinie 130 am Rhein-Ruhr-Zentrum.

#### Schienenverkehr

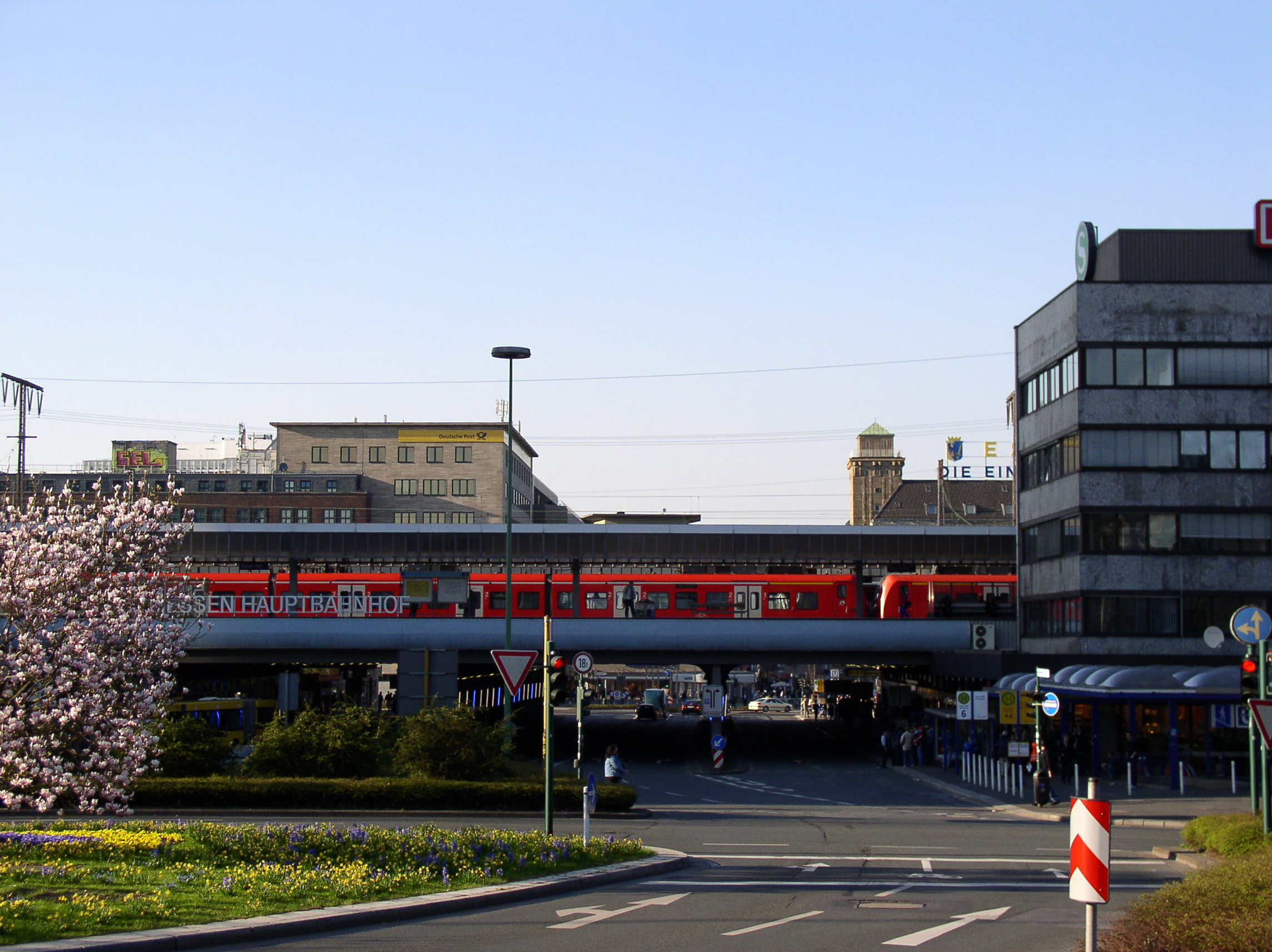
Essener Hauptbahnhof an der Freiheit (vor dem Umbau 2009)

Essen verfügt mit dem 2010 renovierten Hauptbahnhof über einen ICE-Fernbahnhof und Regionalbahnhof. Direktverbindungen bestehen zu deutschen und europäischen Großstädten, darunter beispielsweise Berlin, München, Hamburg und Paris. Hinzu kommen die Regionalbahnhöfe Altenessen, Borbeck, Kray Süd, und Steele sowie 21 S-Bahn-Stationen: Bergeborbeck, Borbeck Süd, Dellwig, Dellwig Ost, Eiberg, Frohnhausen, Gerschede, Holthausen, Horst, Hügel, Kettwig, Kettwig Stausee, Kray Nord, Kupferdreh, Stadtwald, Steele Ost, Süd, Überruhr, Werden, West und Zollverein Nord. Im Eisenbahngüterverkehr ist Essen nach Stilllegung des östlich vom Hauptbahnhof gelegenen Rangierbahnhofes kein Eisenbahnknoten mehr.

#### Öffentlicher Personennahverkehr

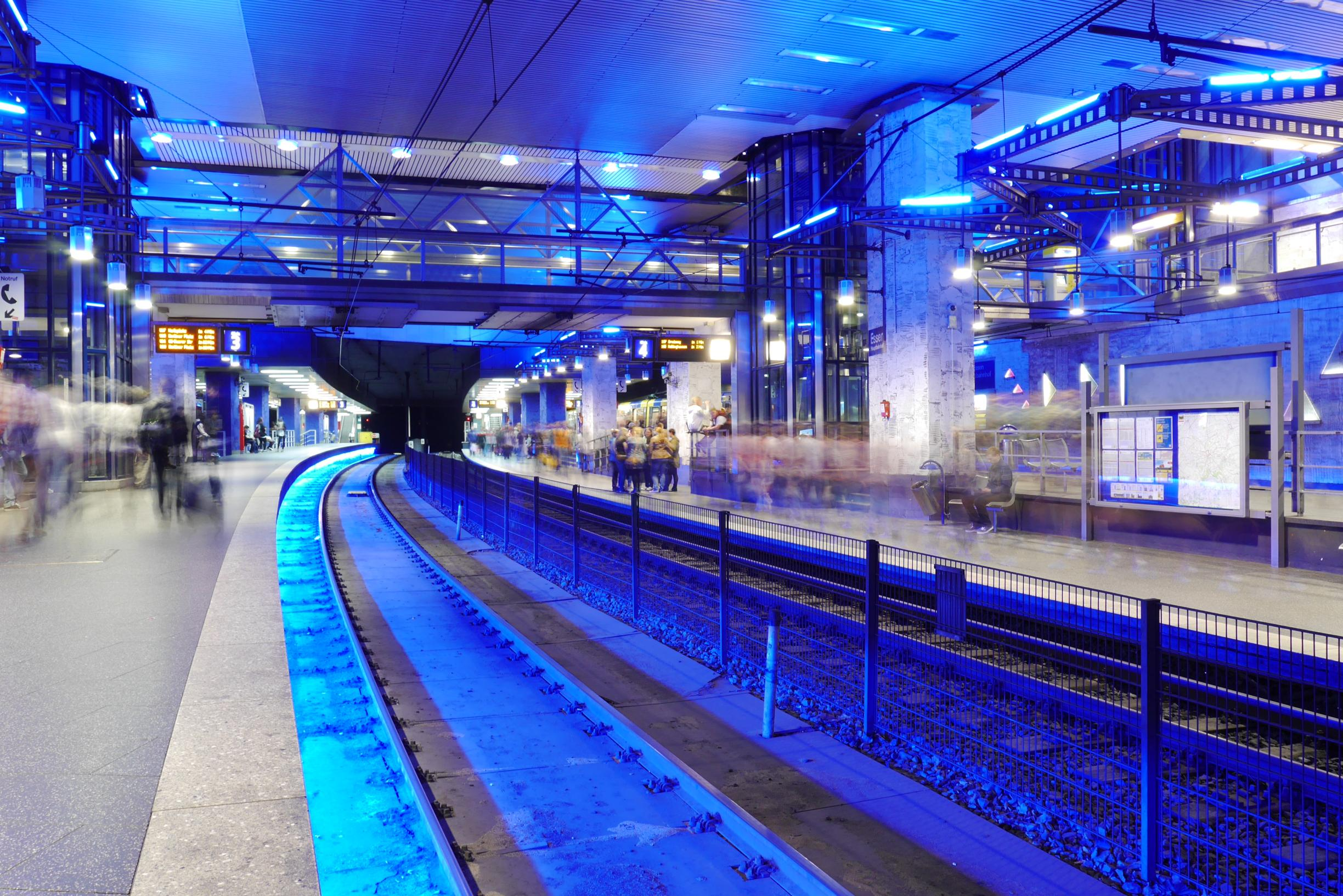
Stadtbahn-Station Essen Hauptbahnhof – 2014

Den öffentlichen Personennahverkehr (ÖPNV) führt weitestgehend die Ruhrbahn mit (Stand September 2017) 84 Omnibuslinien, 21 NachtExpress-, elf Straßenbahn- (Gesamtlänge 119 km) und drei U-Bahn- bzw. Stadtbahnlinien (Gesamtlänge 35 km) aus. Der Stadtbahn-Betrieb begann 1977. Alle Verbindungen können zu einheitlichen Tarifen innerhalb des Verkehrsverbunds Rhein-Ruhr (VRR) genutzt werden. Die Straßenbahn-Kulturlinie 107 fährt nach Gelsenkirchen Hbf und bietet Informationen über die Sehenswürdigkeiten an den einzelnen Stationen. Ein Befahren des südlichen Abschnitts bis Bredeney erfordert einen Umstieg am Essener Hbf.

#### Straßenverkehr

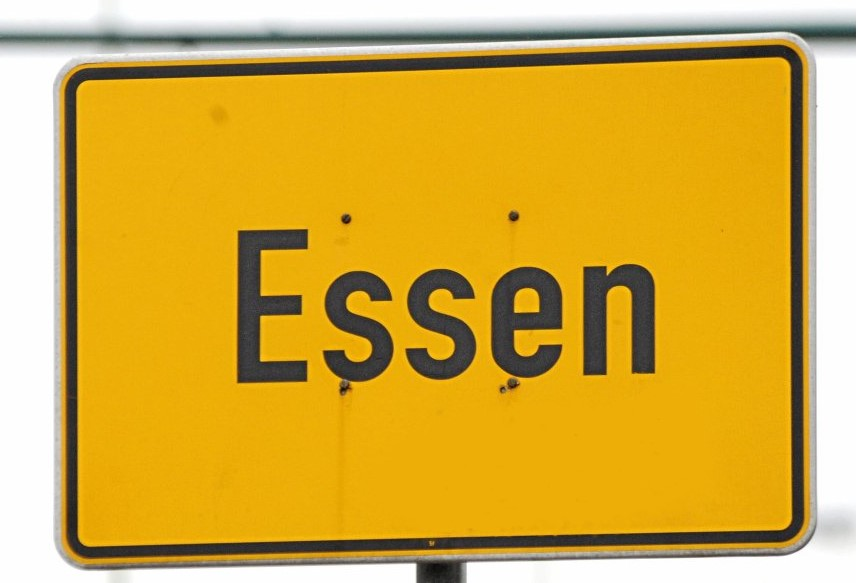
Essener Ortseingangsschild

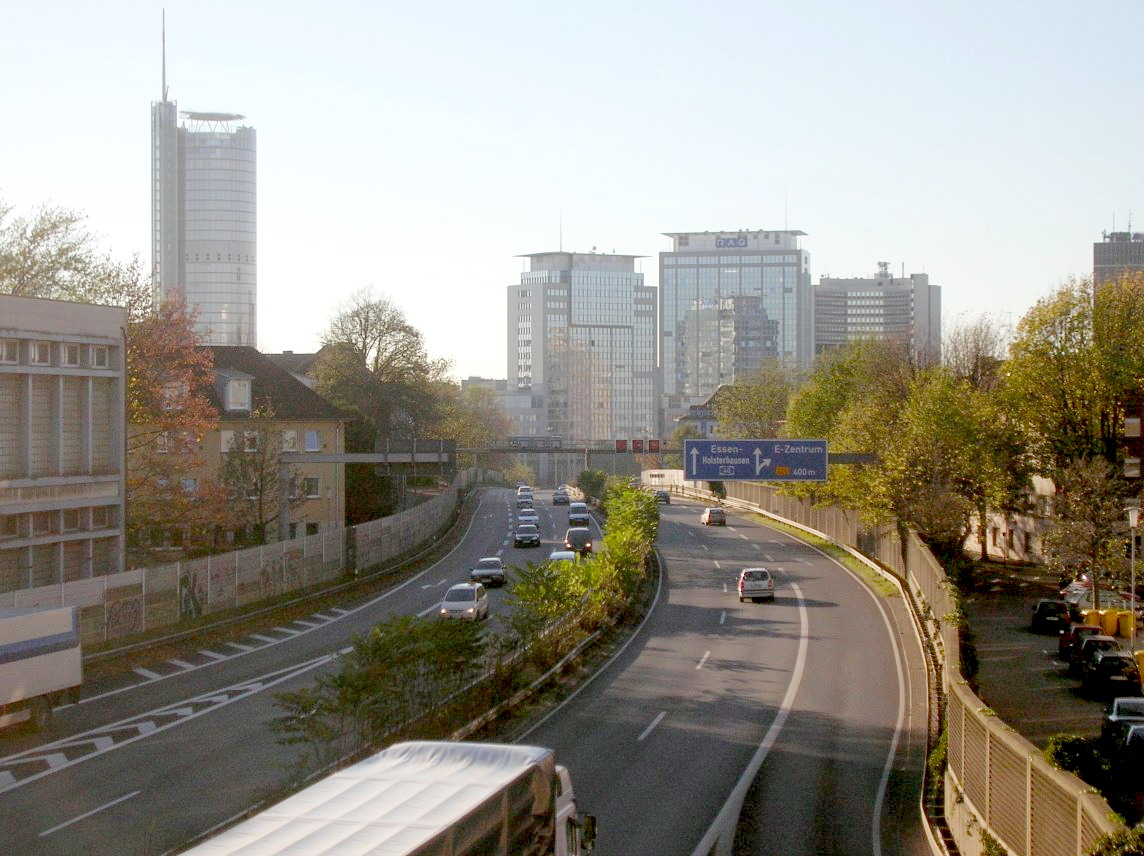
Ruhrschnellweg

Essen befindet sich im Einzugsbereich der Bundesautobahnen A 40 (Ruhrschnellweg), A 42 (Emscherschnellweg), A 44 und A 52 sowie der Bundesstraßen B 224, B 227 und B 231. Die Autobahn A 2 hat die Anschlussstelle Essen/Gladbeck, die jedoch etwa zwei Kilometer nördlich der Stadtgrenze Essens liegt und über die Bundesstraße 224 mit dem Stadtgebiet verbunden ist. Die kürzeste Straße in Essen mit einer Länge von 15 Metern heißt Saal und befindet sich in Werden, die längste Straße ist der Ruhrschnellweg mit einer Länge von 11,7 Kilometern. Die Straße Stotznocken, ebenfalls in Werden, ist mit einem Gefälle von 30 % die steilste Straße der Stadt. Am 22. August 1928 wurde an der Kreuzung Altendorfer Straße/Helenenstraße die erste Ampel der Stadt Essen in Betrieb genommen. Heute gibt es rund 630 Ampelanlagen.
Mit Wirkung vom 1. Januar 2012 ist im Ruhrgebiet eine zusammenhängende Umweltzone eingerichtet worden. Diese Umweltzone erstreckt sich von Duisburg bis Dortmund und umfasst eine Fläche von etwa 850 Quadratkilometern. Autobahnen sind im Ruhrgebiet von den Bestimmungen der Umweltzone ausgenommen.
Laut Statistik der Zulassungsstelle waren im Januar 2022 in Essen insgesamt 361.050 Kraftfahrzeuge angemeldet. Unter den zugelassenen Fahrzeugen befanden sich 11.738 Elektro- und Hybridfahrzeuge (davon 3.720 mit reinen Elektromotor). Hinzu kamen 19.643 Krafträder.
Der Fernbusverkehr zu deutschen und europäischen Zielen wird über den Zentralen Omnibusbahnhof Essen am Hauptbahnhof abgewickelt.

#### Fahrradverkehr

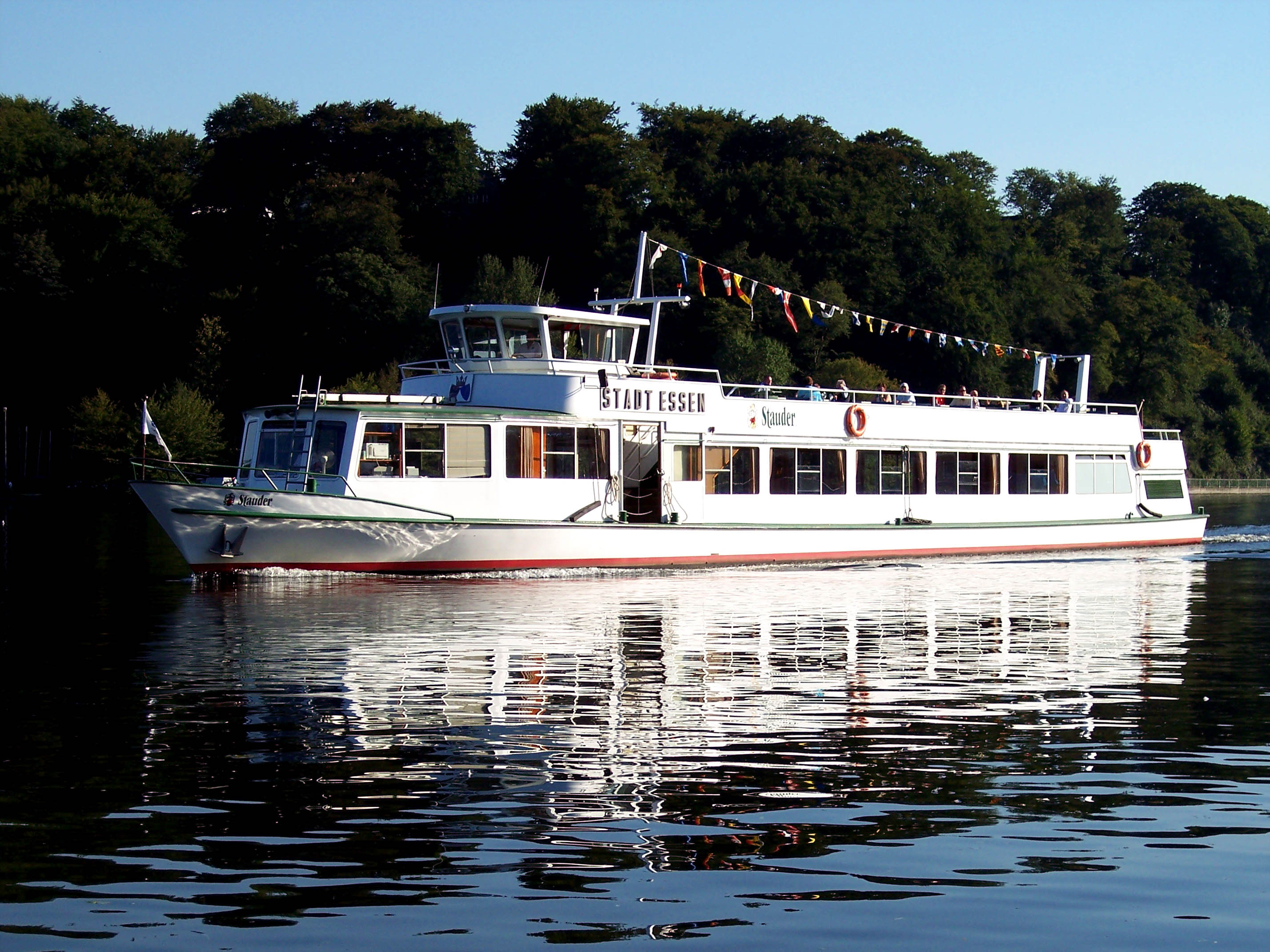
MS Stadt Essen der Weissen Flotte Baldeney

Die Stadt Essen erhielt 1991 beim ADFC-Fahrradklimatest als fahrradunfreundlichste Großstadt die (Anti-)Auszeichnung Rostige Speiche. Seit 1995 ist Essen Mitglied der Arbeitsgemeinschaft fahrradfreundliche Städte, Kreise und Gemeinden in NRW e. V. Heute wirbt Essen mit rund 200 km Radwegen, Fahrradstraßen und ehemaligen Trassen der Zechenbahnen innerhalb der Stadt. Für die richtige Orientierung sorgen auf dem Hauptroutennetz spezielle Radwegweiser. Der Essener Fahrradstadtplan weist auf Routen und Radwege und auch auf die Sehenswürdigkeiten der Stadt hin. Im gesamten Stadtgebiet stehen an wichtigen Zielen weit über 3000 Fahrradständer.
Metropolrad Ruhr startete im Juni 2010 in Essen das größte Fahrradverleihsystem Deutschlands. Bis 2012 sind 3000 Mieträder in weiteren neun Ruhrgebietsstädten bereitgestellt. Verknüpft werden in diesem Projekt zehn Städte aus dem Ruhrgebiet, unter anderen Dortmund, Bochum, Essen und Oberhausen. Neu ist die städteübergreifende Nutzungsmöglichkeit der Mieträder. In Essen betreibt Metropolrad Ruhr 69 Leihstationen mit insgesamt 500 Leihrädern. Gemäß dem Betreiber wurden die Fahrräder im Jahr 2020 116.900 Mal ausgeliehen.
Im aktuellen Fahrradklimatest von 2020 belegt Essen im Städteranking der Ortsgrößenklasse mit über 500.000 Einwohnern den 12. Platz.
Der Radschnellweg Ruhr führt auf der 100 km langen Fahrtstrecke von Duisburg bis Hamm auch über das Gebiet der Stadt Essen.

#### Schiffsverkehr
Die Ruhr ist bis Essen-Rellinghausen für Fahrzeuge mit einem maximalen Tiefgang von 1,7 m, einer Länge von höchstens 38 m und einer Breite bis zu 5,2 m schiffbar. Auf der Ruhr und den Ruhrstauseen verkehren Fahrgastschiffe zur Naherholung.
Der Stadthafen Essen wurde als jüngster Hafen am Rhein-Herne-Kanal 1934 von der Stadt Essen in Betrieb genommen und wird seit 1987 von den Stadtwerken Essen betrieben. Der Hafen besteht aus einem Stichhafenbecken und einem Parallelhafen entlang des Kanals, die zusammen eine Wasserfläche von 63.000 m² haben. Die wichtigsten umgeschlagenen Güter sind feste und mineralische Brennstoffe, Mineralöl- und chemische Produkte, Steine und Erden sowie Eisen und Stahl.
Auf der Ruhr/Baldeneysee und auf dem Rhein-Herne-Kanal betreibt die Weisse Flotte Baldeney GmbH als Stadttochter Personenschifffahrt.

### Wasserversorgung
Die Trinkwassergewinnung lässt sich in Essen bis ins 16. Jahrhundert zurückverfolgen. Bis weit ins 19. Jahrhundert wurde das Trinkwasser aus Quellen und Brunnen gewonnen, um die Bürger der Stadt zu versorgen. Doch der enorme Bevölkerungszuwachs in den Zeiten der Industrialisierung machte eine neue Form der Trinkwassergewinnung notwendig. Der Magistrat der Stadt Essen beschloss daher 1863 den Bau eines Pumpwerkes im Ruhrtal, um das Wasser aus dem Uferfiltrat der Ruhr zu gewinnen. Dieses Verfahren hat sich bis heute im Kern bewährt, jedoch stiegen mit den Jahren die Ansprüche an Verfügbarkeit sowie die Qualität des Trinkwassers. 1984 wurde daher eine moderne und technisch ausgefeilte Wasseraufbereitungsanlage in Betrieb genommen. Diese und eine weitere Anlage in Essen-Horst werden durch die Wassergewinnung Essen GmbH betrieben.
Die Stadtwerke Essen AG betreiben acht Wasserbehälteranlagen, um die Sicherung der Wasserversorgung sowie die Spitzenverbrauchsmengen zu decken. Es handelt sich hierbei sowohl um Wassertürme, als auch um Hoch- und Erdbehälter. Zusammen haben diese ein Fassungsvermögen von rund 52.000 m³. Die Wasserabgabe liegt im Jahr bei durchschnittlich 35 Millionen m³.

### Bauwerke

Aalto-Theater, Opernhaus

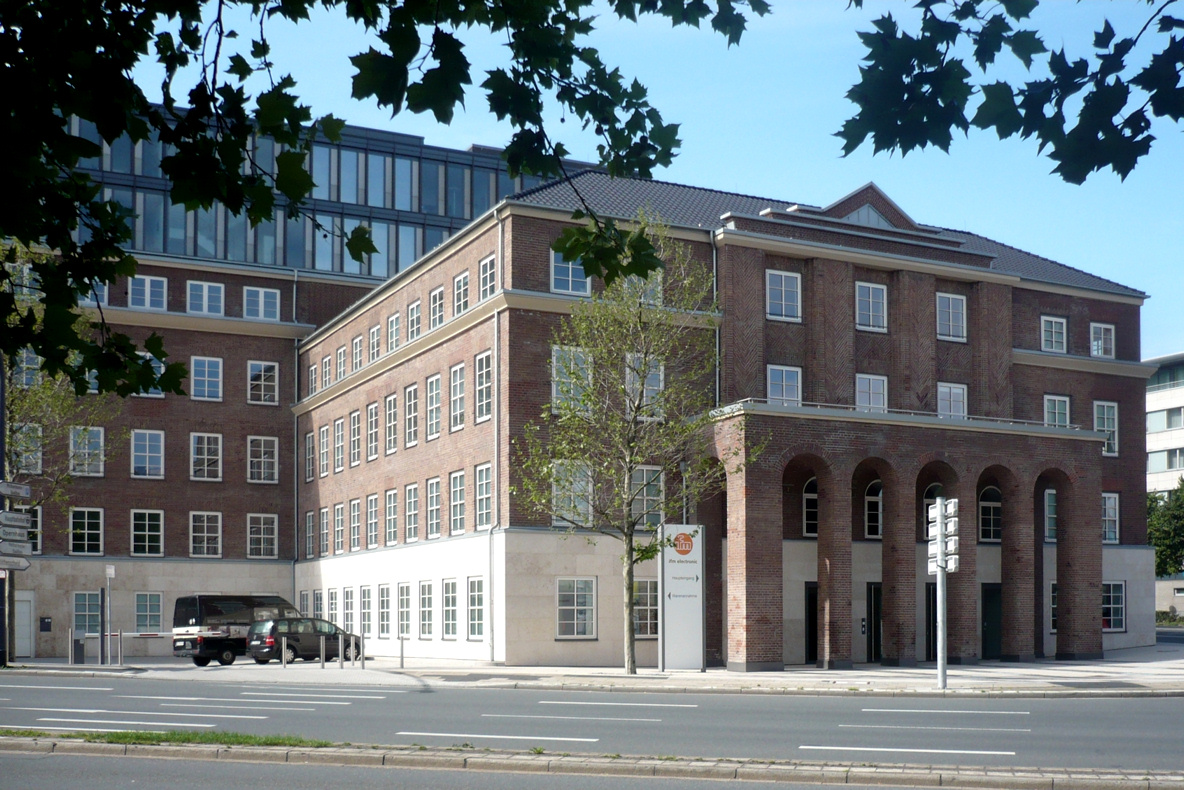
Glückaufhaus

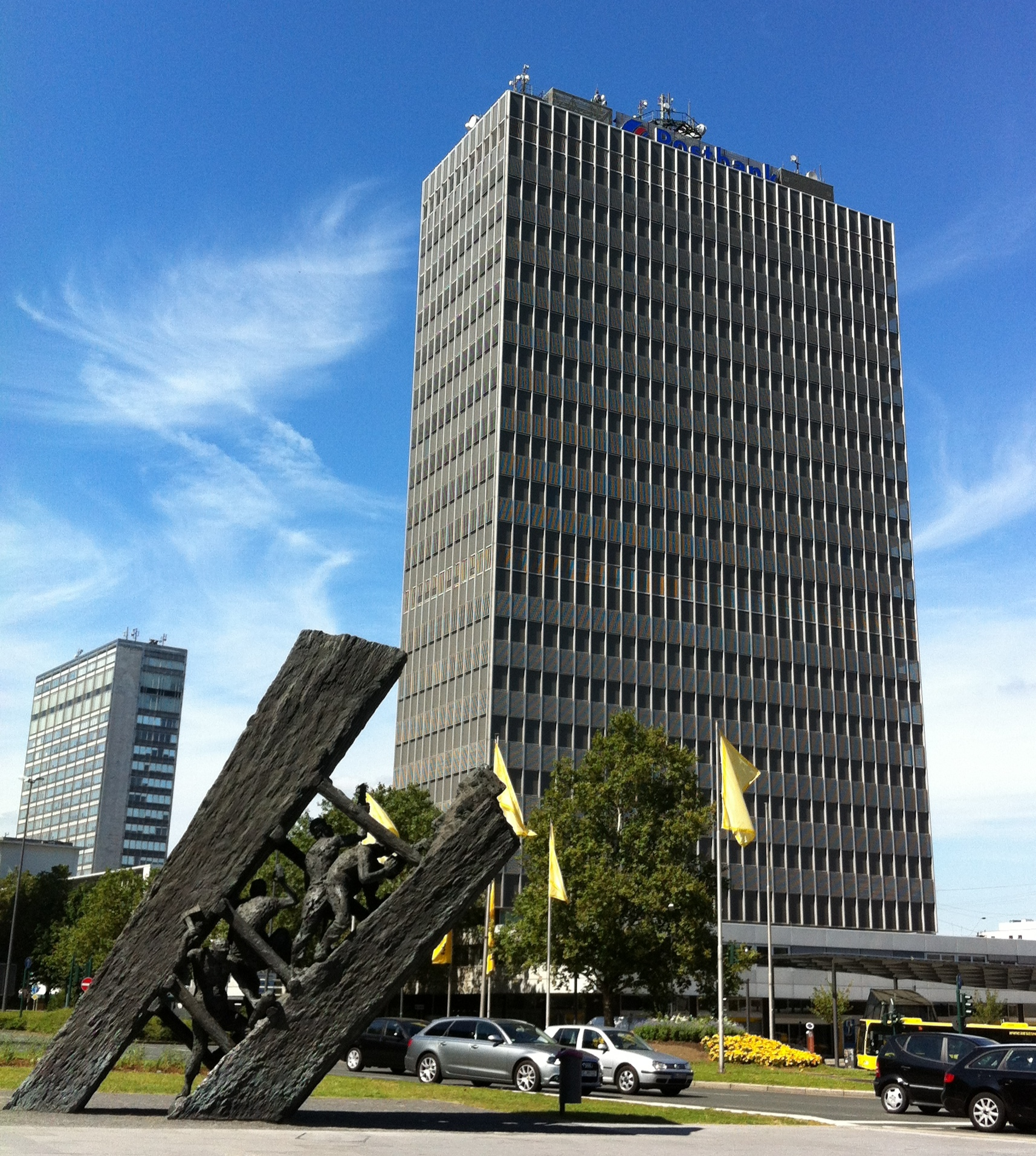
Steile Lagerung an der Freiheit, im Hintergrund das Postbank-Hochhaus

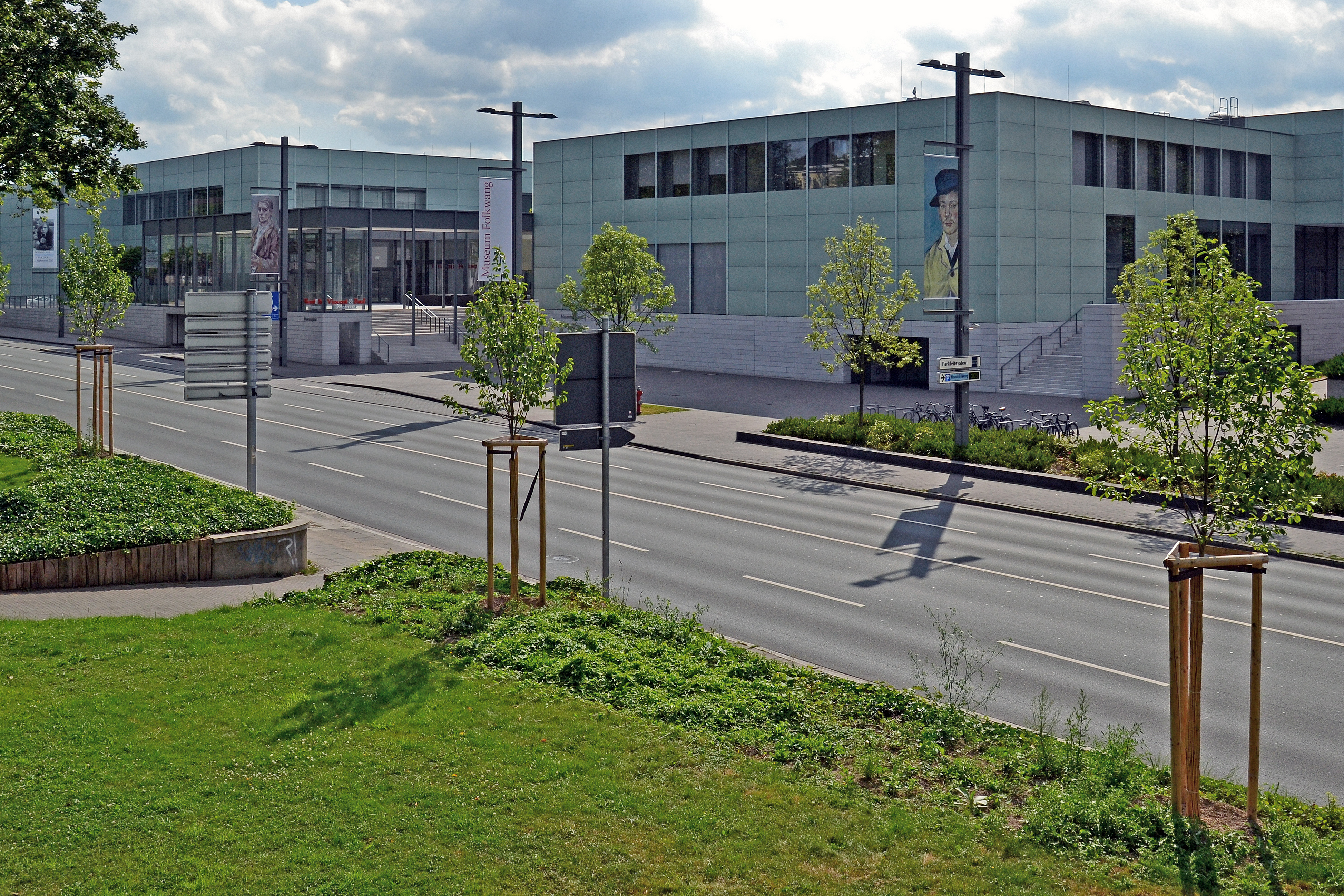
Frontansicht des Museum Folkwang mit dem von David Chipperfield geplanten Neubau.

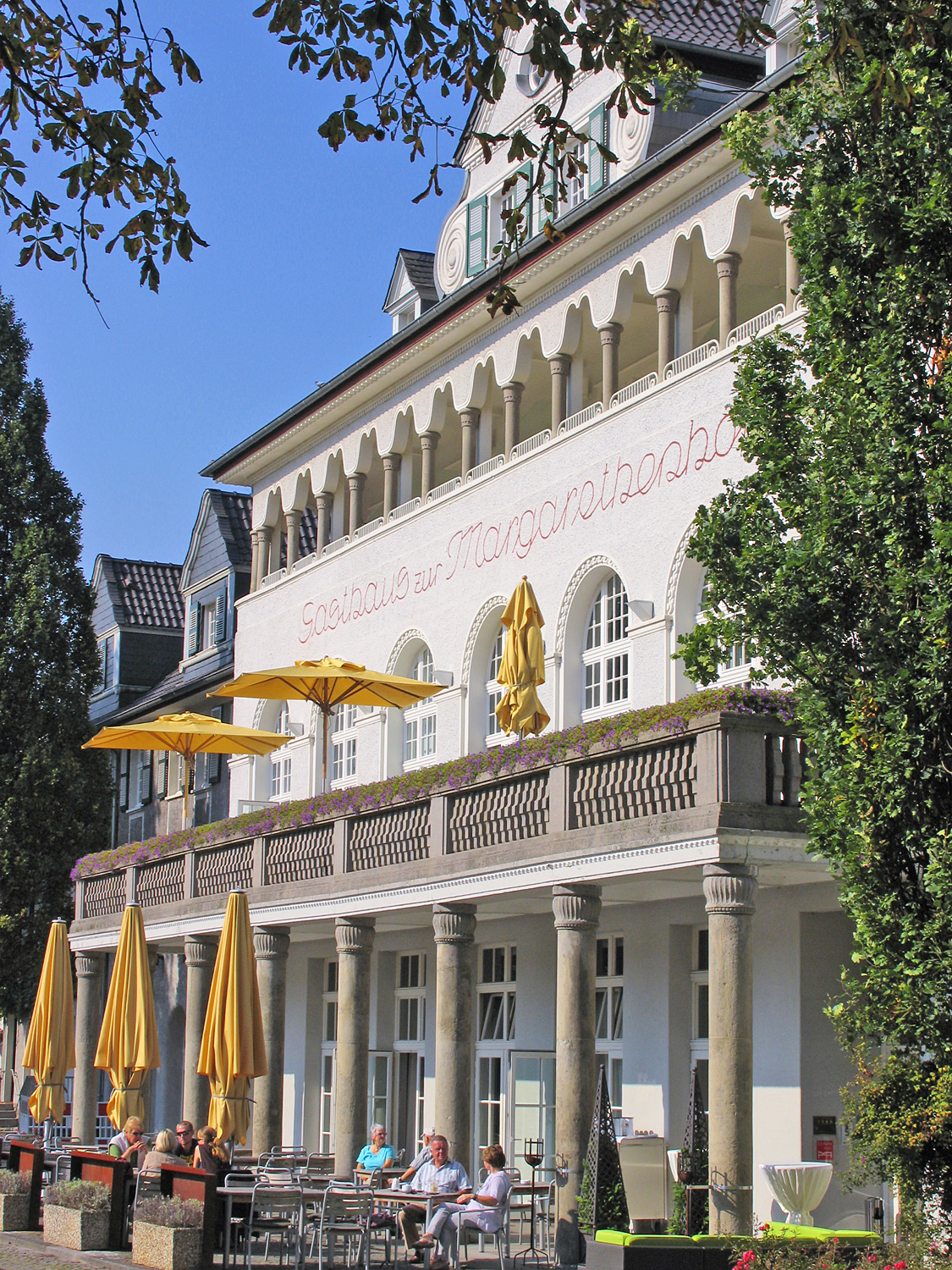
Gasthaus zur Margarethenhöhe

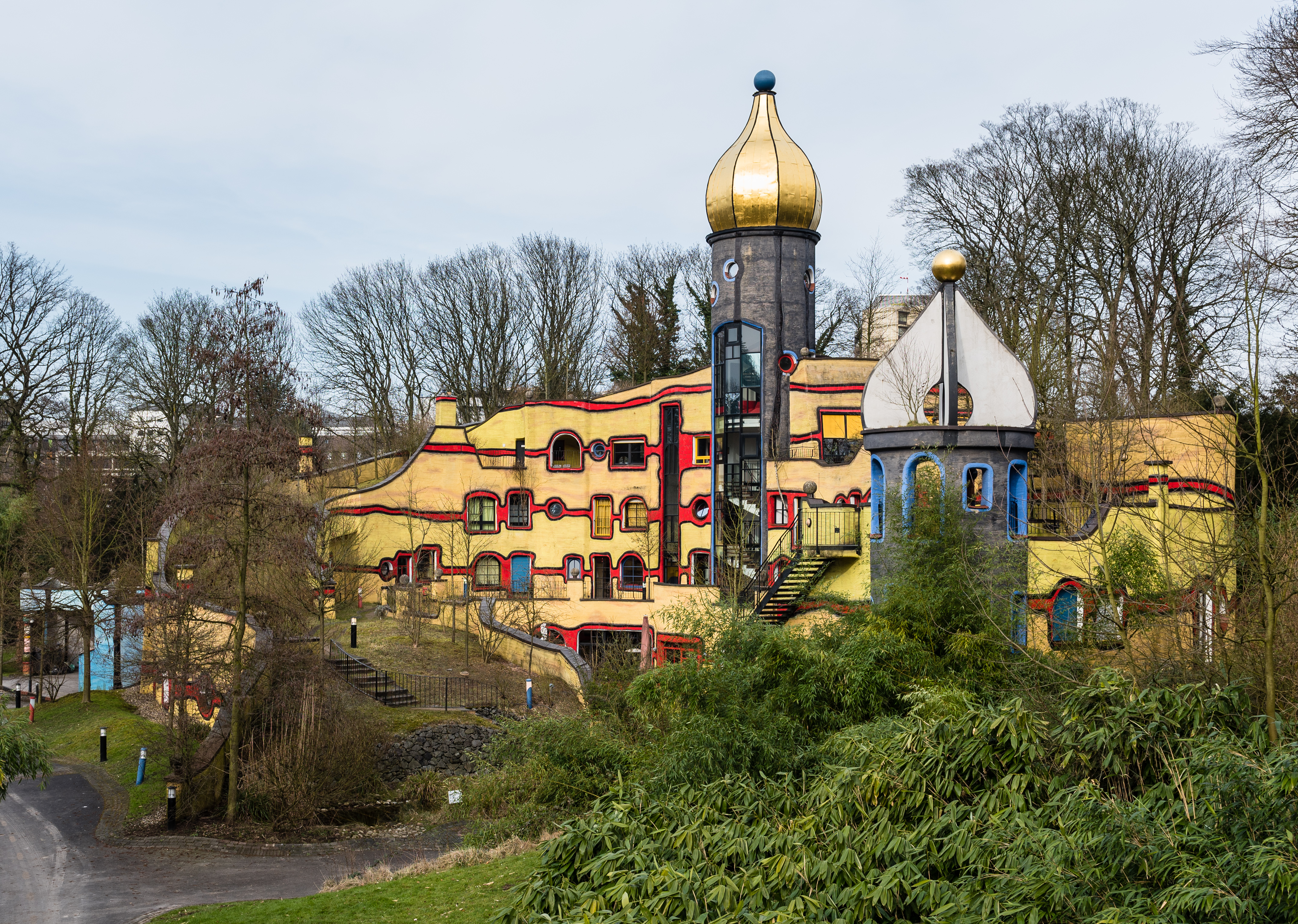
Ronald-McDonald-Haus, entworfen von Friedensreich Hundertwasser

Die Stadt verfügt über zahlreiche Verwaltungsbauten aus dem gesamten letzten Jahrhundert, angefangen bei dem Gebäude der Emschergenossenschaft (Wilhelm Kreis) bis zum RWE-Turm (nach Entwürfen des Düsseldorfer Architekten Christoph Ingenhoven; Overdiek und Partner). Viele Gebäude aus dem ersten Drittel des 20. Jahrhunderts bestimmen das Bild der Innenstadt (Bahnhofsvorplatz mit Haus der Technik (ehem. Börse), Hotel Handelshof, Eickhaus, alte Sparkasse und Hauptpost sowie im Innenstadtbereich Deutschlandhaus, Steinhaus, Derendorfhaus, Lichtburg, Baedekerhaus, Blumhaus). Diese Gebäude sind von bekannten, größtenteils aus Süddeutschland stammenden Architekten (im Umfeld der Essener Kunstgewerbeschule bzw. der Essener Raumkunstgruppe) entworfen worden.
Markant in der Innenstadt ist der Burgplatz mit Johanneskirche, Atrium, Münster, Domschatzkammer, Bischofspalais, Volkshochschule und dem Blick auf die Alte Synagoge und die Altkatholische Friedenskirche.
Viele alte Wohn- und Geschäftshäuser sind nach dem Krieg durch eine Architektur der 1950er und 1960er Jahre auf dem Grundriss der mittelalterlichen Stadt in höherer Bauweise erneuert worden.
Essen hat vor allem im Süden der Stadt städtebaulich agiert. Es sind zahlreiche geplante Stadtteile entstanden (Moltkeviertel, Margarethenhöhe, Altenhof I und II, große Teile Frohnhausens u. a.). Ferner wurde die Stadt mit einem zweiten Innenstadtring mit teils repräsentativer Architektur ausgestattet (zum Beispiel Erlöserkirche, Glückaufhaus, Steag-Zentrale, Pfarrkirche St. Engelbert, Gebäude der Emschergenossenschaft, Hauptsitz des KVR, Ruhrhaus und die Auferstehungskirche an der Friedrich-, Hohenzollern-, Kronprinzen-, Kurfürstenstraße).
Was weiterhin auffällt, ist die an vielen Stellen durchgehende Gebäudehöhe von nur drei Geschossen und die Anlage von weiten grünen Innenhöfen. Dies geht auf das Wirken von Robert Schmidt (1869–1934), Beigeordneter der Stadt Essen, zurück. Damit wurde ein bauliches Gegenstück zur Berliner Mietskasernenarchitektur im Ruhrgebiet durchgesetzt.
Mit dem Moltkeviertel legte Robert Schmidt ab etwa 1908 ein innenstadtnahes Wohnviertel nach der Reformidee der Gartenstadt an. Große Grün-, Sport- und Spielflächen verbinden sich mit hochwertiger Bausubstanz – durchgängig im Stil der Reformarchitektur – zu einem weltweit einmaligen Beispiel des von der Reformbewegung beeinflussten Städtebaus der Moderne.
Die Stadt ist durch sehr viel Baumbestand und Wälder sowie im Süden durch eine hügelige Landschaft (Ruhrberge/Baldeneysee) geprägt.
Herausragende Gebäude sind das Opernhaus, erbaut nach Plänen des finnischen Architekten Alvar Aalto, sowie die neue Hauptverwaltung der RWE-Konzerns, ein zylindrisches Hochhaus mit klimatisch wirksamer zweischaliger Glasfassade der Architekten Ingenhoven, Overdiek und Partner (Düsseldorf), die hier eine weithin sichtbare Landmarke für die Stadt setzten.
Im Nordosten der Stadt befindet sich das Areal der zum Weltkulturerbe gehörenden ehemaligen Kokerei und Zeche Zollverein, letztere gilt als Meilenstein der Industriearchitektur. Das Zollverein-Areal ist ein Ankerpunkt der Europäischen Route der Industriekultur (ERIH). Mit der Schließung der Kokerei Zollverein 1993 war die Bergbaugeschichte Essens beendet.
Für das Zollverein-Areal gibt es konkrete Planungen, das Weltkulturerbe zu einem regionalen Kulturzentrum auszubauen, die wegen der nötigen Eingriffe in die historische Bausubstanz kontrovers diskutiert werden. Bereits dort angesiedelt sind das Red Dot Design Museum, das im Aufbau befindliche Museum Zollverein sowie verschiedene kleinere Ausstellungen und Projekte. Anfang 2010 wurde das neue Ruhr Museum eröffnet. Der 2006 errichtete Zollverein-Kubus wird ebenfalls seit Anfang 2010 vom Fachbereich Gestaltung der Folkwang Universität genutzt.
Im Zentrum der Stadt finden sich weiterhin um den Burgplatz herum gruppiert die Johanniskirche, das Münster (welches in Teilen bis ins 10. Jahrhundert zurückgeht und als Wahrzeichen der Stadt gilt), das 1928 fertiggestellte massige Baedeker-Haus und die 1928 errichtete und 2003 renovierte Lichtburg. Außerdem ist dort der markante gläserne Eingang des Neubaus der VHS zu sehen. Im Münster befindet sich die Goldene Madonna, die älteste erhaltene vollplastische Madonnenfigur des christlichen Abendlandes. Gegenüber vom Hauptbahnhof steht das so genannte Haus der Technik, erbaut in den frühen 1920er Jahren nach Entwürfen des Architekten Edmund Körner als Büro- und Geschäftshaus.
Ebenfalls sehenswert ist die Alte Synagoge, die bei ihrer Eröffnung 1913 noch Neue Synagoge hieß: In der Reichspogromnacht ausgebrannt, wurde sie danach nicht mehr von der jüdischen Gemeinde genutzt (die sich nach dem Zweiten Weltkrieg eine neue, kleinere Synagoge baute). Nach wechselnden Nutzungen unter anderem als Design-Museum dient sie heute als Begegnungsstätte zwischen den Religionen und Kulturen. 1980 wurde die Synagoge Gedenkstätte.
Zum Süden der Stadt hin liegt das Museum Folkwang, das eine bedeutende Sammlung romantischer und moderner Kunst präsentiert, sowie der Grugapark, benannt nach der Großen Ruhrländischen Gartenbauausstellung (GRUGA), die hier 1929 stattfand. Der Parkt hat eine Fläche von 70 Hektar und ist ein beliebtes Naherholungsgebiet der Essenerinnen und Essener. Dazu gehört die Grugahalle, in der Konzerte und Großereignisse wie der EU-Gipfel 1994 stattfinden, sowie die Messe Essen.
Noch weiter südlich liegt oberhalb des von 1931 bis 1933 im Rahmen einer Arbeitsbeschaffungsmaßnahme künstlich angelegten Baldeneysees die Villa Hügel, der monumentale Wohnsitz der Familie Krupp, erbaut vom Industriellen Alfred Krupp, in dem eine ständige Ausstellung der Krupp-Stiftung und diverse Wechselausstellungen zu finden sind.
In direkter Nachbarschaft zum Grugapark befindet sich der Stadtteil Margarethenhöhe, benannt nach der 1929 von Georg Metzendorf im Auftrag von Margarethe Krupp (zugleich Namensgeberin) errichteten Siedlung Margarethenhöhe, einem architektonisch bedeutenden Beispiel der Gartenstadtbewegung.
Einen starken Kontrast zum restlichen Stadtbild weisen die beiden an der Ruhr gelegenen südlichen Stadtteile Kettwig und Werden auf. Sie besitzen beide einen Altstadtkern, der vom Zweiten Weltkrieg und folgenden Abrisssanierungen fast vollkommen verschont geblieben ist. Im Stadtteil Kettwig befindet sich auch die Staustufe des gleichnamigen Ruhrstausees, wo die Schiffe aus Mülheim und Essen anlegen. Sehenswert ist auch das Krayer Rathaus, wo nach dem Zweiten Weltkrieg die erste Ratssitzung stattfand, da das alte Essener Rathaus im Krieg schwer beschädigt wurde. Ein weiteres markantes Bauwerk in Essen ist der 157,5 Meter hohe, für die Öffentlichkeit nicht zugängliche Fernmeldeturm.

### Naturräume
Laut Statistischem Bundesamt ist Essen aufgrund großer Anteile an Erholungsflächen die grünste Stadt in Nordrhein-Westfalen sowie die drittgrünste Stadt Deutschlands. Essen wurde am 18. Juni 2015 der Titel Umwelthauptstadt Europas für 2017 zuerkannt.
In Essen befinden sich zwölf ausgewiesene Naturschutzgebiete, 58 Landschaftsschutzgebiete sowie zahlreiche Naturdenkmale.

### Grün- und Parkanlagen

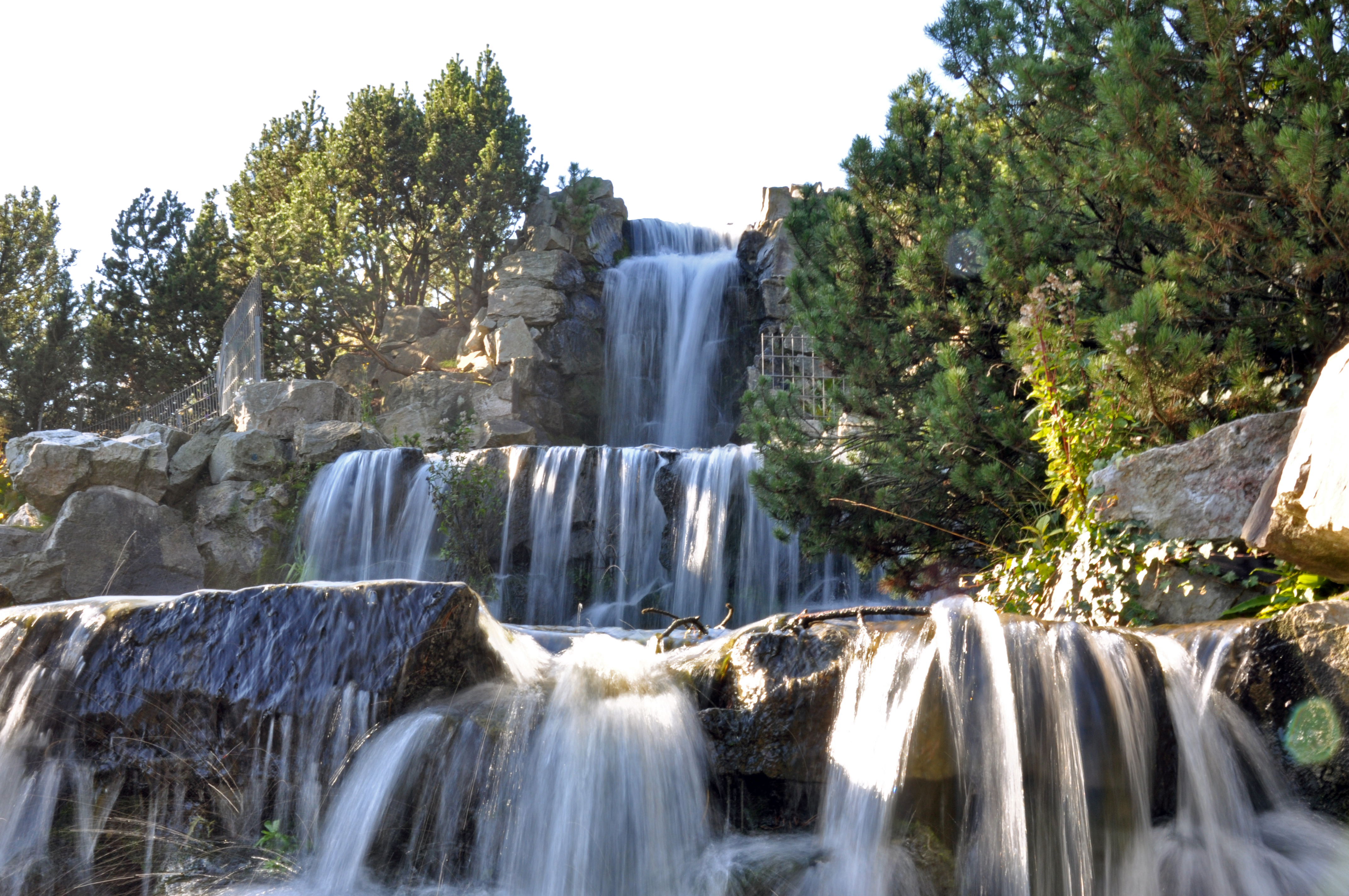
Künstlicher Wasserfall im Grugapark

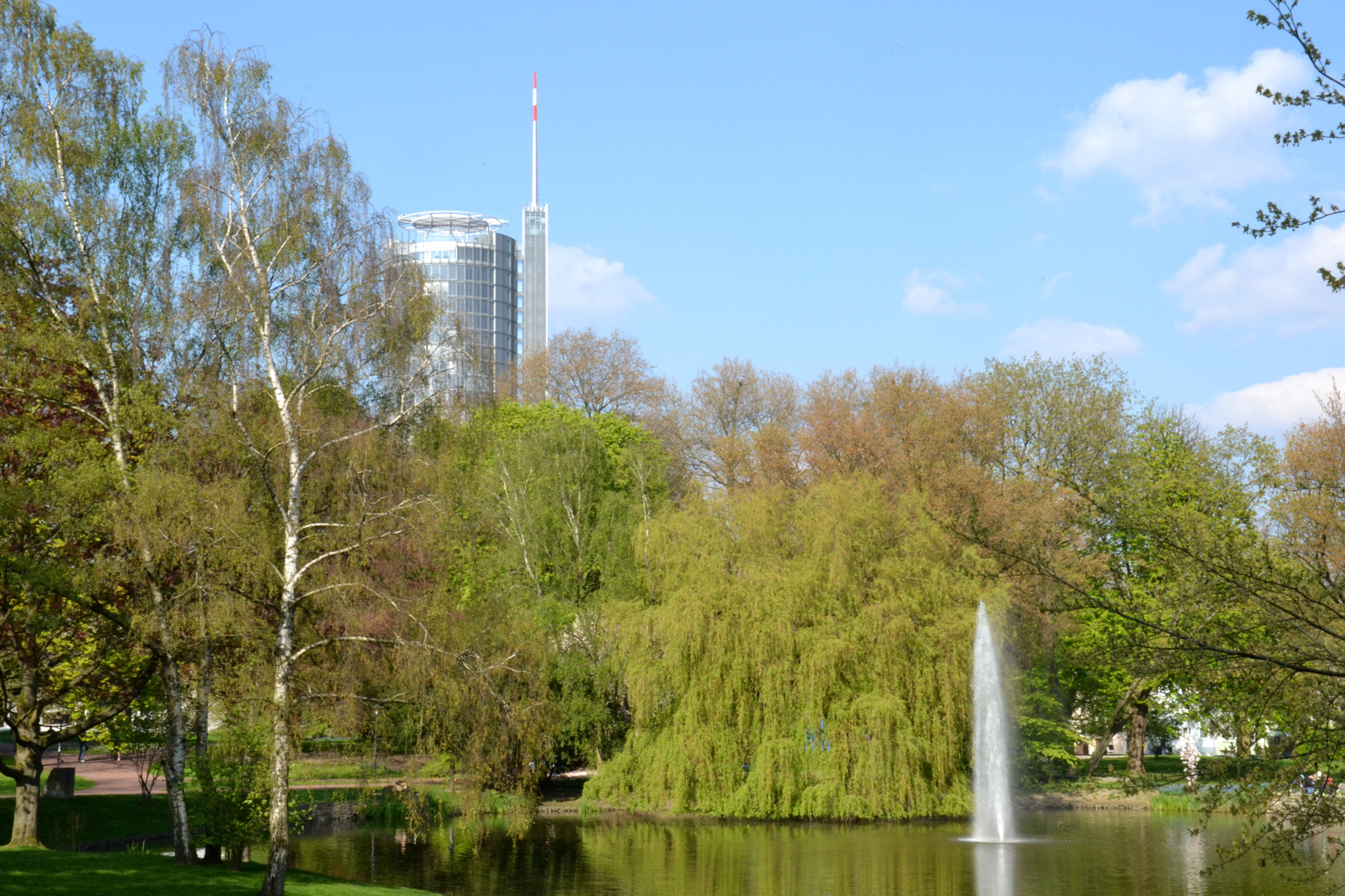
Stadtgarten Essen

Bereits zur Zeit der Industrialisierung ließ unter anderem die Firma Krupp ihre zahlreichen Werkssiedlungen im Stadtgebiet mit Parkanlagen, die meist heute noch vorhanden sind, zur Erholung der Arbeiter ausstatten. Durch Begrünungsprogramme hat sich die Stadt Essen zudem in den vergangenen Jahrzehnten bemüht, die Wohn- und Lebensqualität zu steigern und somit das ehemals industriell geprägte Stadtbild zu verändern. So wurde Essen die grünste Stadt Nordrhein-Westfalens sowie die drittgrünste Stadt Deutschlands. Essen besitzt mehr als 700 Grünanlagen, circa 400 Spielplätze und mehrere teils größere Parks in den Stadtteilen.
Der Grugapark ist mit 70 Hektar der größte Park Essens. Als ehemaliger Austragungsort der Reichsgartenschau 1938 und der Bundesgartenschau 1965 gilt er heute gleichermaßen als Spiel- und Sportstätte sowie als Ruheoase in der Stadt. Im Sommer finden im Park verschiedene Veranstaltungen statt, darunter Konzerte, Park- und Kinderfeste. Dazu sind hier rund 40 Skulpturen zu sehen.
Der Hügelpark ist die, heute öffentlich zugängliche, zur Villa Hügel gehörige Parkanlage im Stadtteil Bredeney, die der Industrielle Alfred Krupp ab 1869 plante und errichten ließ. Im Südviertel liegt Essens älteste, öffentlich zugängliche Grünanlage, der Stadtgarten Essen. Er ist mit heute 6,87 Hektar die größte Grünanlage im Innenstadtbereich. 2009 wurde ein Teil des Krupp-Parks im Westviertel eröffnet, der im Zuge des städtebaulichen Projektes Krupp-Gürtel angelegt wurde.
Der Borbecker Schlosspark gilt als eine der ältesten Parkanlagen des Rheinlands. Er ist als englischer Landschaftsgarten gestaltet und stammt aus der Zeit, als Maria Kunigunde von Sachsen dem Essener Stift als Äbtissin vorstand. Über verschlungene Wege ist heute noch die Quelle der Borbecke erreichbar, die über einen schmalen Bachlauf Gräfte und Schlossteich speist. Im östlichen Bereich des Parks liegt die Dubois-Arena, eine ehemalige Boxkampfstätte, die heute als Veranstaltungsort dient.
Weitere Beispiele von größeren Parkanlagen der Stadt sind der Kaiser-Wilhelm-Park in Altenessen, der Ludwig-Kessing-Park in Überruhr-Hinsel, der Stadtgarten Steele, der Volksgarten Kray im Osten der Stadt, der Gervinuspark in Frohnhausen sowie die Brehminsel im Flusslauf der Ruhr in Werden.

### Tourismus
Essen ist mit 108 Beherbergungsbetrieben und insgesamt 12.095 Betten der größte Hotelstandort im Ruhrgebiet. Im Jahr 2023 besuchten 919.399 Gäste die Stadt. Dabei wurden 1,76 Millionen Übernachtungen registriert.
| Jahr           | 2010      | 2011      | 2012      | 2013      | 2014      | 2015      | 2016      | 2017      | 2018      | 2019      | 2020    | 2021    | 2022      |
| -------------- | --------- | --------- | --------- | --------- | --------- | --------- | --------- | --------- | --------- | --------- | ------- | ------- | --------- |
| Übernachtungen | 1.357.737 | 1.302.511 | 1.376.165 | 1.386.466 | 1.409.205 | 1.408.879 | 1.387.825 | 1.480.104 | 1.602.022 | 1.665.817 | 732.762 | 791.769 | 1.487.166 |

## Kultur

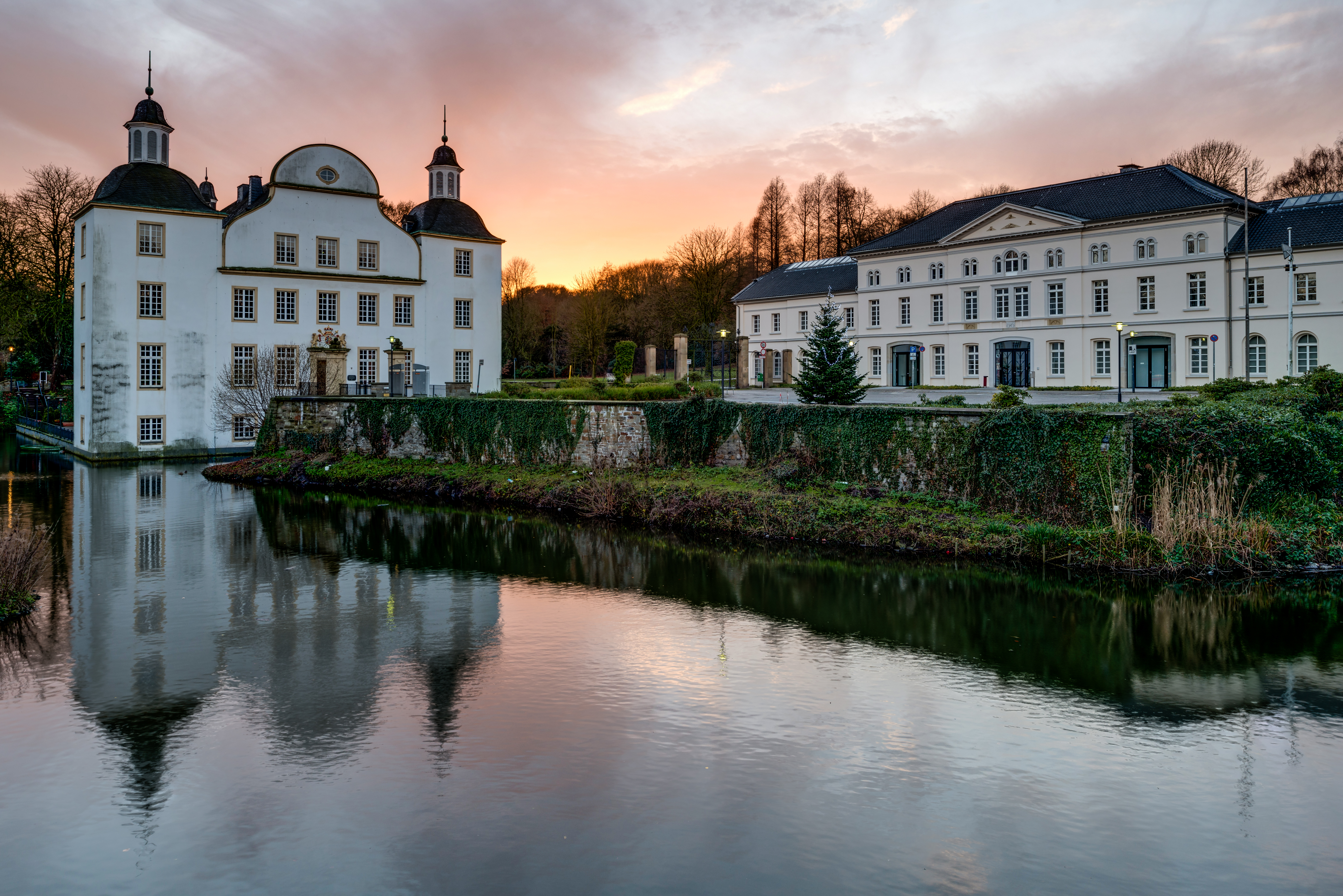
Schloss Borbeck als Kultur- und Begegnungsstätte und Veranstaltungsort mit historischer Dauerausstellung

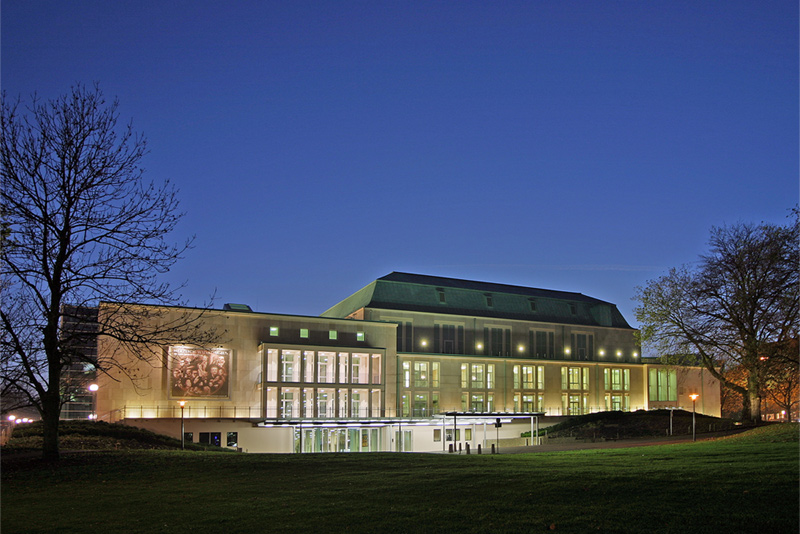
Saalbau, Sitz der Philharmonie Essen

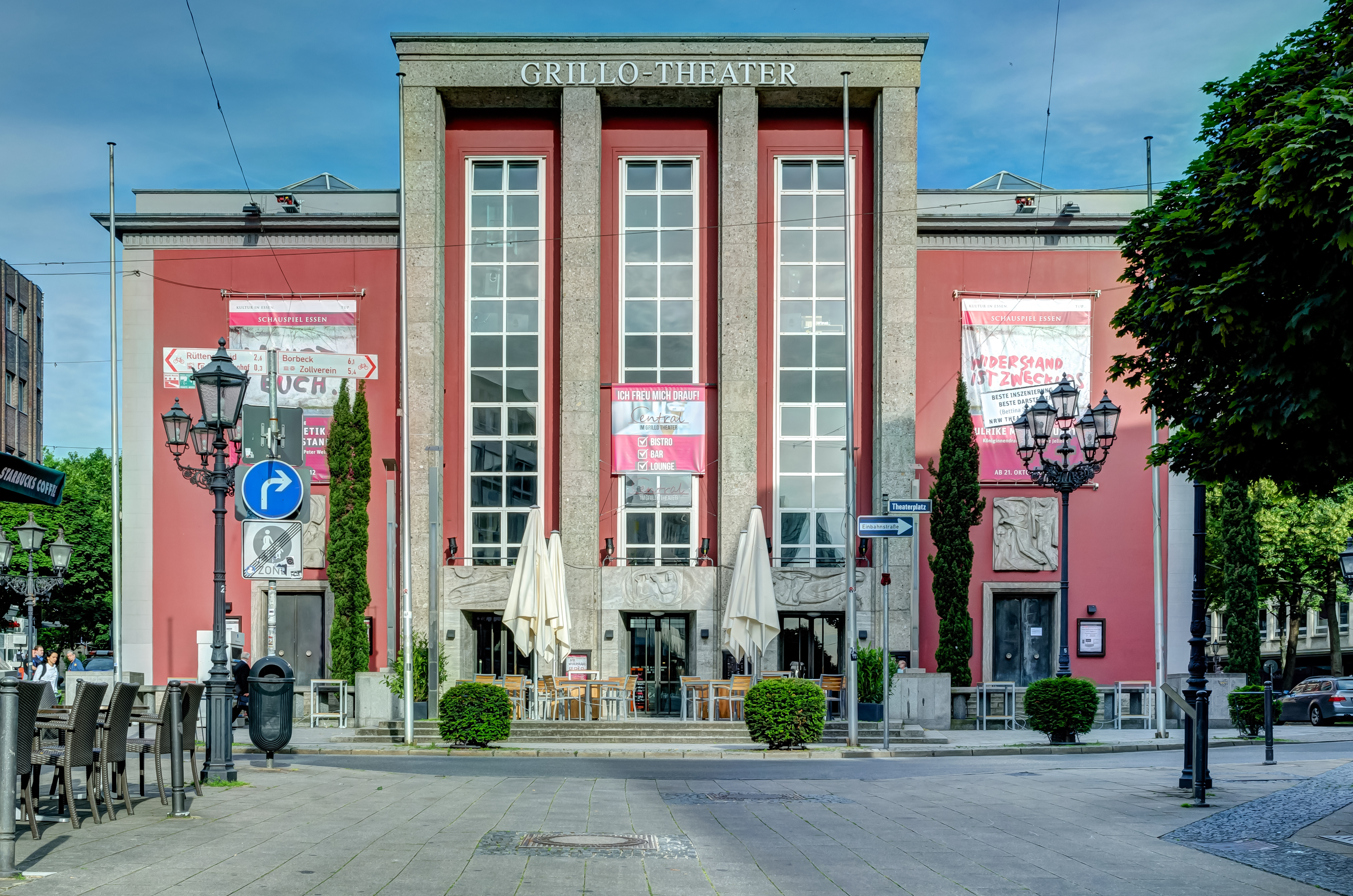
Grillo-Theater

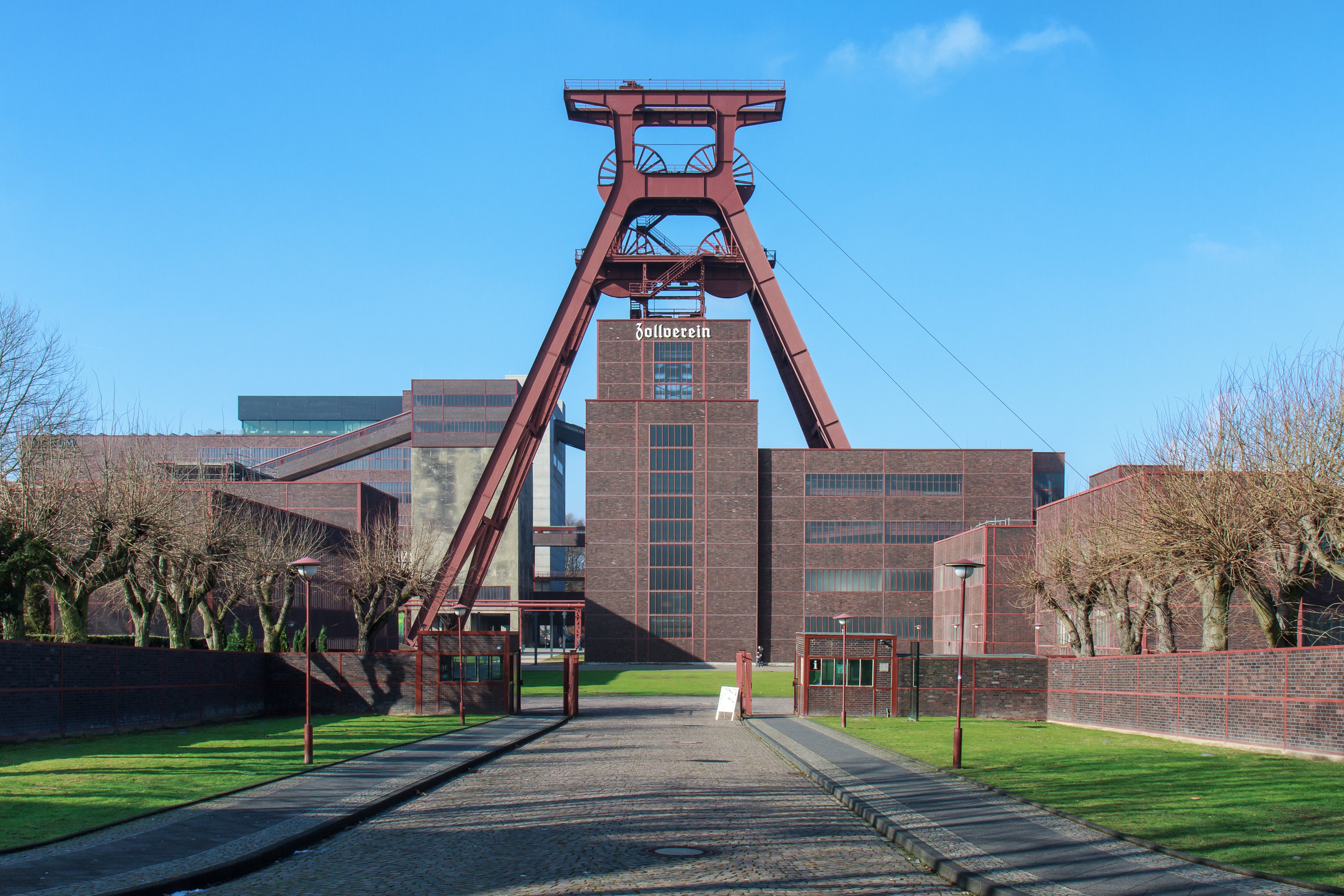
Die Zeche Zollverein beherbergt das Ruhr Museum und das Red Dot Design Museum

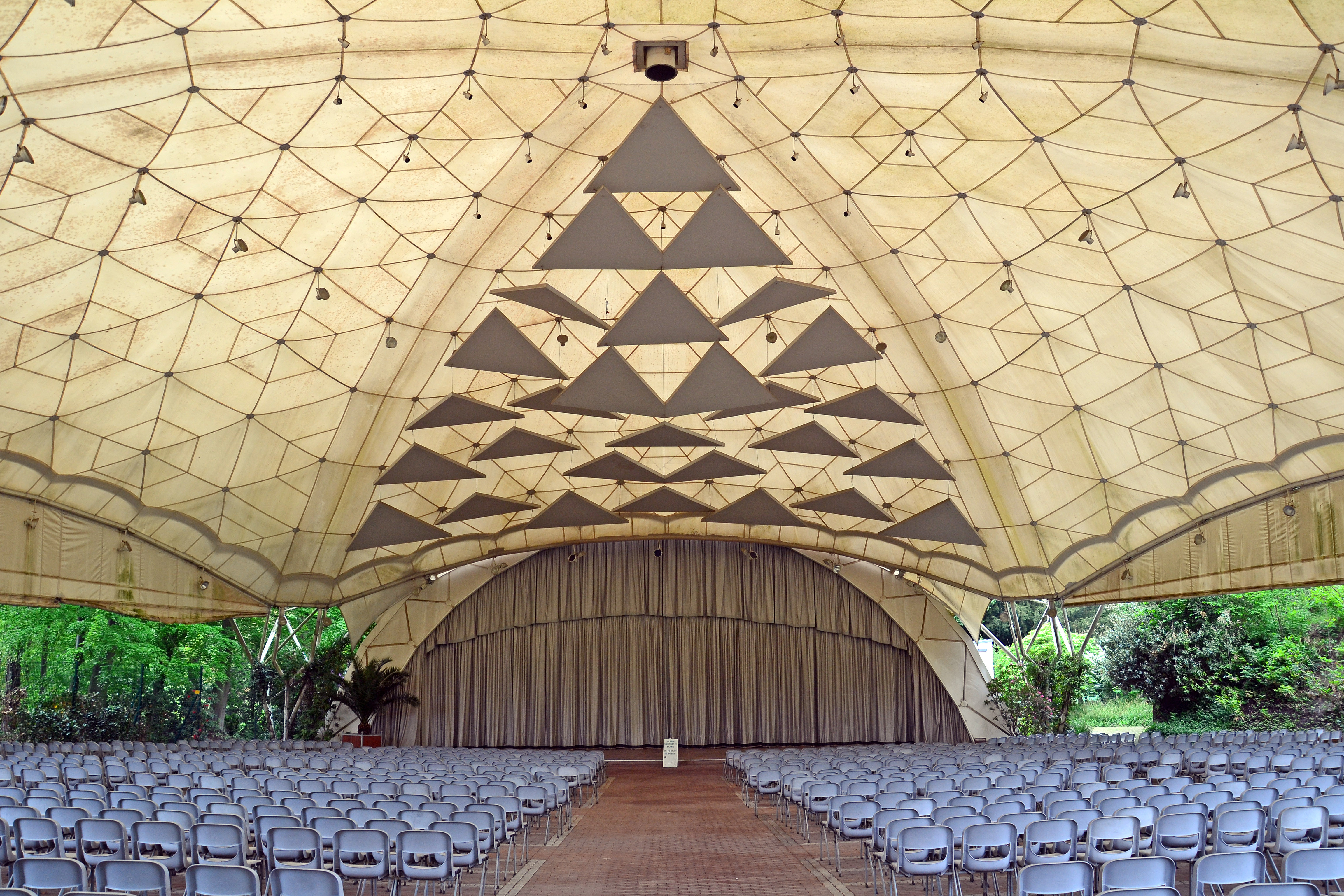
Musikpavillon im Grugapark

### Philharmonie, Oper und Theater
Essen verfügt in der Theater und Philharmonie Essen (TuP) – unter einem einheitlichen Dach organisiert – über ein philharmonisches Orchester mit dem Saalbau (als Aufführungsort), ein Opernhaus (Aalto-Theater) und ein Stadttheater (Grillo-Theater) mit einigen angeschlossenen kleineren Bühnen. Die Spielstätten der TUP gehören zu den architektonischen Ikonen der Region. Über mehrere hunderttausend Gäste besuchen pro Spielzeit die mehr als 1000 Veranstaltungen der TuP.
Das Theater im Rathaus befindet sich im Erdgeschoss des Rathauses. Im Spielplan reicht die Bandbreite der Genres von der Boulevardkomödie über Krimis, Operetten und Musicals bis zum klassischen Schauspiel.
Im Europahaus am Kennedyplatz befindet sich das Stratmanns Theater. Seit Juli 1995 tritt Ludger Stratmann auf der eigenen Bühne mit verschiedenen kabarettistischen Programmen unter dem Motto Doktor Stratmanns – Heiteres Medizinisches Kabarett auf.
Weiterhin existiert in Essen das älteste Privattheater Nordrhein-Westfalens (Das Kleine Theater Essen), ein Boulevardtheater sowie das GOP Varieté Essen. Das Colosseum Theater dient seit 2010 als Veranstaltungshalle, hauptsächlich für Tanz- und Musikshows.

### Museen
Die Zeche Zollverein als das Wahrzeichen Essens beherbergt mehrere Museen und sehenswerte Plätze. Wie kein anderes steht das Ruhr Museum für Ruhrgebietskultur. Es nimmt räumlich den größten Teil der Zeche ein und zeigt Vergangenheit, Gegenwart und Zukunft der Bergbauregion.
Ebenfalls auf Zeche Zollverein ist das Red Dot Design Museum beheimatet, das die größte Design-Ausstellung weltweit zeigt. Im Kesselhaus der Zeche Zollverein ist weniger Kunst im engeren Sinne ausgestellt – funktionales Design ist hier im Fokus. Hauptsächlich sind Gegenstände des täglichen Gebrauchs zu sehen, von Besteck und Küchenarmaturen über Möbel und Büroeinrichtungen bis hin zu verschiedenen PKW.
Im Stadtteil Rüttenscheid befindet sich das Museum Folkwang. Das Kunstmuseum beherbergt eine große Sammlung bedeutender Gemälde, Skulpturen und Grafiken weltberühmter Künstler sowie eine wichtige Fotosammlung. Im Neubau am Museumsplatz befindet sich auch das Deutsche Plakatmuseum.
Neben den großen, bekannten Museen hat Essen außerdem eine Reihe weiterer Museen zu bieten. Der Essener Domschatz ist eine der bedeutendsten Sammlungen kirchlicher Kunstwerke in Deutschland. Im Grugapark werden auf dem freien Gelände verteilt derzeit über 40 Skulpturen und Kunstwerke gezeigt. Sie reichen von der Klassischen Moderne bis zur Zeitgenössischen Kunst und können unter anderem auf geführten Rundgängen besichtigt werden. Ein Ensemble zeitgenössischer Skulpturen findet sich auf dem Moltkeplatz im Moltkeviertel.

### Geschichtsvereine
Der im Jahre 1880 gegründete Historische Verein für Stadt und Stift Essen e. V. ist einer der ältesten Geschichtsvereine Deutschlands.
Eine Vielzahl Essener Bürger beschäftigen sich haupt- oder ehrenamtlich mit der Geschichte der Stadt Essen und der Essener Stadtteile. Die meisten von ihnen haben sich zur Arbeitsgemeinschaft Essener Geschichtsinitiativen zusammengeschlossen.

### Kino
Die Essener Kinolandschaft besteht an mehreren Orten: Auf der Kettwiger Straße befindet sich die 1928 errichtete und 2003 restaurierte Lichtburg; hinzu kommt das am Berliner Platz im Jahr 1991 eröffnete Multiplex-Kino CinemaxX sowie einige Programmkinos. Die Lichtburg besitzt mit 1250 Plätzen den größten Kinosaal Deutschlands. In regelmäßigen Abständen finden hier Filmpremieren und -galas statt. Das Kinocenter Cinemaxx ist mit 16 Kinosälen und insgesamt 5354 Plätzen das größte Multiplexkino Deutschlands. Aufgrund des Siegeszuges des Fernsehgerätes schlossen in den 1960er und 1970er Jahren allein in Essen rund ⅔ aller Kinos. Nach Eröffnung des Cinemaxx brachen die Besucherzahlen der anderen Kinos in Essen nochmals ein, und die meisten wurden geschlossen. Allein in der Essener Innenstadt fielen so über zehn Lichtspielhäuser dem Cinemaxx zum Opfer. Der überwiegende Teil der geschlossenen Kinos wurde zu Ladengeschäften, einige auch zu Diskotheken und Clubs umgebaut. Vereinzelt stehen ehemalige Kinos auch heute noch leer. Lediglich die Lichtburg und vier Essener Programmkinos konnten sich gegen das Multiplexkino behaupten. Das Filmtheater Astra in der Teichstraße ist das größte Filmkunsttheater des Ruhrgebiets. Es bietet Platz für 430 Zuschauer. Das kleine Kino Luna im gleichen Gebäudekomplex bietet 80 Plätze. Das im Jahr 1955 eröffnete Kino Eulenspiegel an der Steeler Straße gehört seit 1980 zu den Essener Filmkunsttheatern. Eine Besonderheit ist eine Wurlitzer-Stummfilm-Orgel im Kinosaal sowie das dazugehörige Kinomuseum. In Rüttenscheid befindet sich das Filmstudio Glückauf. Das im Glückaufhaus liegende Kino ist eines der ältesten Filmtheater im Ruhrgebiet. Ebenfalls in Rüttenscheid befindet sich die Galerie Cinema, das mit 45 Sitzplätzen kleinste Kino in Essen. Hier steht bereits seit 1975 wöchentlich Harold und Maude auf dem Programm. Im Norden der Stadt befindet sich am Sulterkamp 70 das Drive-in-Autokino Essen mit einer Kapazität von 1000 Personenkraftwagen.
Ab 2023 findet in Essen das Snowdance Independent Film Festival statt. Die Veranstaltung ist ein deutsches Filmfestival und gilt als eines der respektiertesten jüngeren Filmfestivals. Das Festival organisiert einen internationalen Wettbewerb für Lang- und Kurzfilmspiele, die in erster Linie unabhängig von Sendern, Filmförderungen oder großen Verleihern produziert wurden.

### Kulturzentren

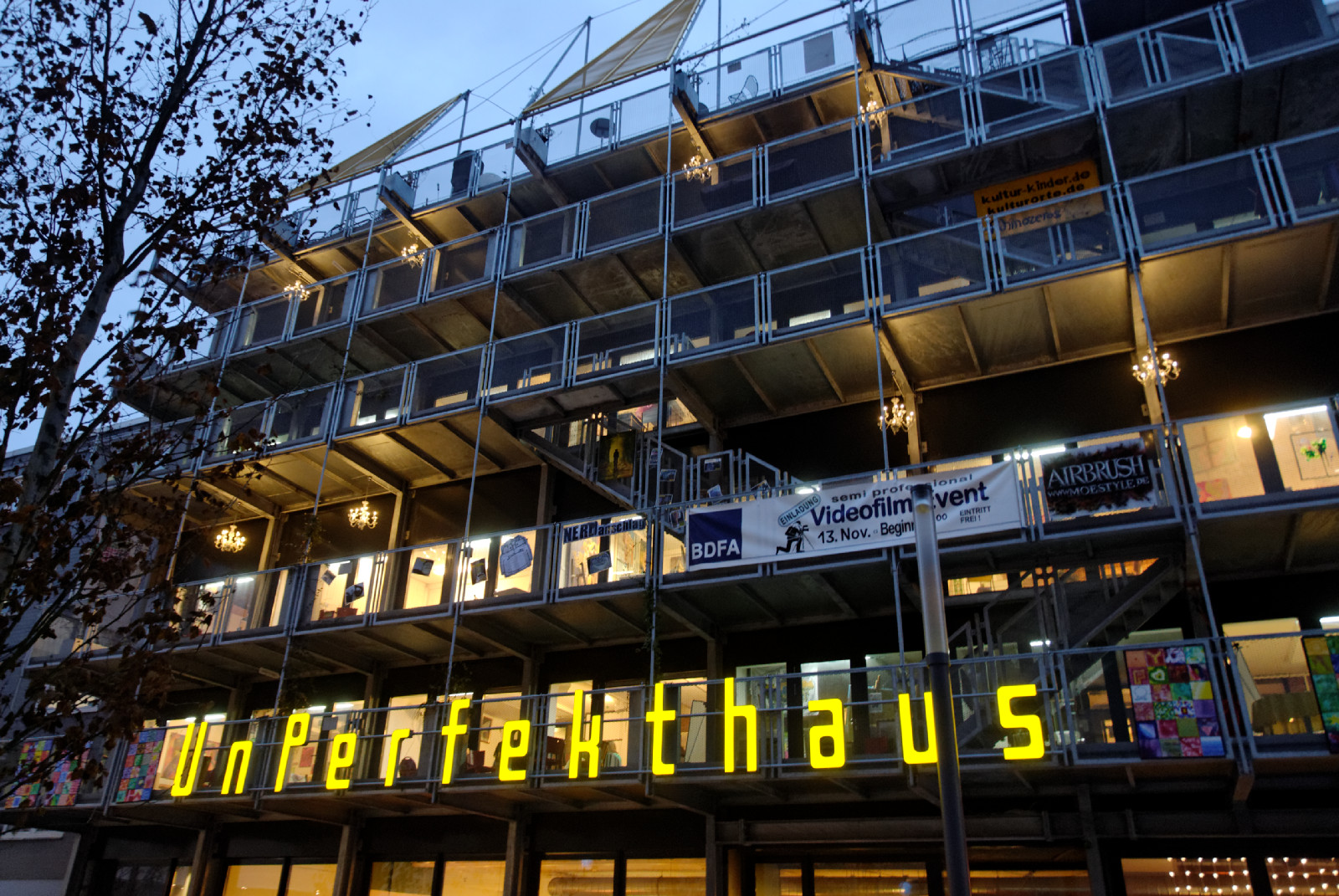
Unperfekthaus

Das Unperfekthaus (kurz auch UpH genannt) ist eine kulturelle Einrichtung in der Essener Innenstadt. Das „Künstlerdorf“ bietet auf 4000 Quadratmetern, über sieben Etagen verteilt, Kreativen und Schaffenden die Möglichkeit, sich zu verwirklichen. Auf jegliche Zensur oder Vorgaben wird verzichtet. Voraussetzung ist lediglich, dass die Aktivitäten legal, kreativ und offen für Publikum sind. Weitere Kulturzentren sind die Zeche Carl in Altenessen, das Kulturzentrum Grend in Steele und das Kunsthaus Essen in Rellinghausen.

### Regelmäßige Veranstaltungen
- Januar
  - IPM – Internationale Fachmesse für Pflanzen, Technik, Floristik und Verkaufsförderung
  - Essener Wintertraum (ehem. Essen on Ice) bis Ende Februar
- Februar
  - Parkleuchten im Grugapark – Februar bis März
  - Essener Karneval
  - Weiberfastnacht – die Frauen stürmen das Rathaus
  - Großer Rosenmontagszug
  - Reise/Camping – Internationale Messe Reise & Touristik, Camping & Caravaning
  - Fahrrad – Messe für Fahrrad, Zubehör und Freizeit
- März
  - Equitana – Internationale Messe des Pferdesports
- April
  - Techno-Classica – Weltmesse für Oldtimer, Classic- & Prestige-Automobile, Motorsport und Motorräder
- Mai
  - Essen.Original.
  - Pfingst Open Air Werden
- Juni
  - Essener Firmenlauf
  - Drachenbootrennen auf dem Baldeneysee
  - ExtraSchicht Nacht der Industriekultur
  - KUNSTTag. Werden
  - Gourmetmeile auf der Kettwiger Straße
- Juli
  - Projekt Rüttenscheid
  - Grugapark-Fest
  - Schlossparkfest Borbeck
- August
  - Christopher Street Day Essen
- September
  - Essener Segelwoche
  - Ruhrtriennale
  - Zechenfest Volksfest auf dem Gelände der Zeche Zollverein
  - Tag des offenen Denkmals
  - Kettwiger Brunnenfest
  - Essener Kinderfest
- Oktober
  - Marathon Rund um den Baldeneysee
  - Essen Light Festival
  - Essener Lichtwochen
  - SPIEL – Internationale Spieltage mit Comic Action
- November
  - Internationaler Weihnachtsmarkt Essen
  - St.-Martin-Umzüge mit Laternen und Gesang
  - Beginn der Karnevalszeit am 11.11. um 11:11 Uhr.
- Dezember
  - Essen Motor Show – Weltmesse für Automobile, Tuning, Motorsport & Classics
  - Nikolaus- und Weihnachtsmärkte in der Innenstadt sowie in den Stadtteilen Kupferdreh, Rüttenscheid, Steele und Werden
  - Silvesterlauf auf dem Gelände der Zeche Zollverein

Am 11. April 2006 wurde die Stadt durch eine siebenköpfige EU-Jury stellvertretend für das gesamte Ruhrgebiet zur Kulturhauptstadt Europas 2010 gewählt. Gleichzeitig trugen Pécs (Ungarn) und Istanbul den Titel. An RUHR.2010 beteiligt waren neben Essen der Regionalverband Ruhr, das Land Nordrhein-Westfalen und der Initiativkreis Ruhrgebiet.
Die vormals in Berlin stattfindende Loveparade war Ende August 2007 in Essen. Ab 23. August waren viele Clubs der Region für Sonderveranstaltungen geöffnet, bis dann am 25. August mit der eigentlichen Parade das Ereignis ausklang. Der Zug wurde dabei durch die nördliche Innenstadt geführt, die Abschlusskundgebung fand auf dem ehemaligen Kirmesplatz am Berliner Platz statt.
Unter einem Motto stehen in jedem Jahrzehnt die Essener Lichtwochen, die seit den 1950er-Jahren jährlich stattfinden. Dabei werden von Ende Oktober bis Anfang Januar des folgenden Jahres Lichtinstallationen über den Innenstadtstraßen Essens angebracht.
Der Kulturpfad der Stadt Essen führt Besucher zu Kunst- und Kulturorten zwischen der Marktkirche und Museum Folkwang.
In vielen Essener Stadtteilen gibt es Heimat-, Bürger- und Verkehrsvereine. 26 solcher Vereine haben sich zusammengeschlossen im „Stadtverband der Bürger- und Verkehrsvereine Essen“. Ein weiterer Stadtverband ist der Stadtverband Essen der Kleingärtnervereine, dem im Jahr 2020 112 Essener Kleingartenvereine mit insgesamt 203 Kleingartenanlagen angehören.

### Kulinarische Spezialitäten
- Borbecker helles Dampfbier
- Borbecker Schloßtropfen (Kräuterlikör)
- Steeler Krieger (Kräuterlikör)
- Waddische Appeltate (Werdener Apfelkuchen)
- Stauder (Bierbrauerei)

## Religionen

### Konfessionsstatistik
Seit 2014 ist die Gruppe der Menschen in Essen, die einer anderen oder keiner Glaubensgemeinschaft angehören, größer als die der evangelischen oder römisch-katholischen Christen und seit Anfang 2023 ist die Gruppe der Menschen in Essen, die einer anderen oder keiner Glaubensgemeinschaft angehören, größer als die der evangelischen und römisch-katholischen Christen zusammen.
Gemäß der Volkszählung 2011 waren 38,4 % der Einwohner römisch-katholisch, 27,3 % evangelisch, und 34,3 % waren konfessionslos, gehörten einer anderen Glaubensgemeinschaft an oder machten keine Angabe. Der Anteil der evangelischen und katholischen Kirchenmitglieder ist seitdem gesunken. Mit Stand Juni 2025 gehörten 27,3 % der Einwohner der katholischen Kirche an, 18,4 % waren evangelisch und 54,3 % gehörten sonstiger oder keiner Glaubensgemeinschaft an.
Nach einer Berechnung aus den Zensuszahlen für die Personen mit Migrationshintergrund lag der Bevölkerungsanteil der Muslime in Essen 2011 bei 8,0 % und Ende 2019 bei 15,1 %.

### Christentum

#### Konfessionelle Lage bis zur Säkularisation

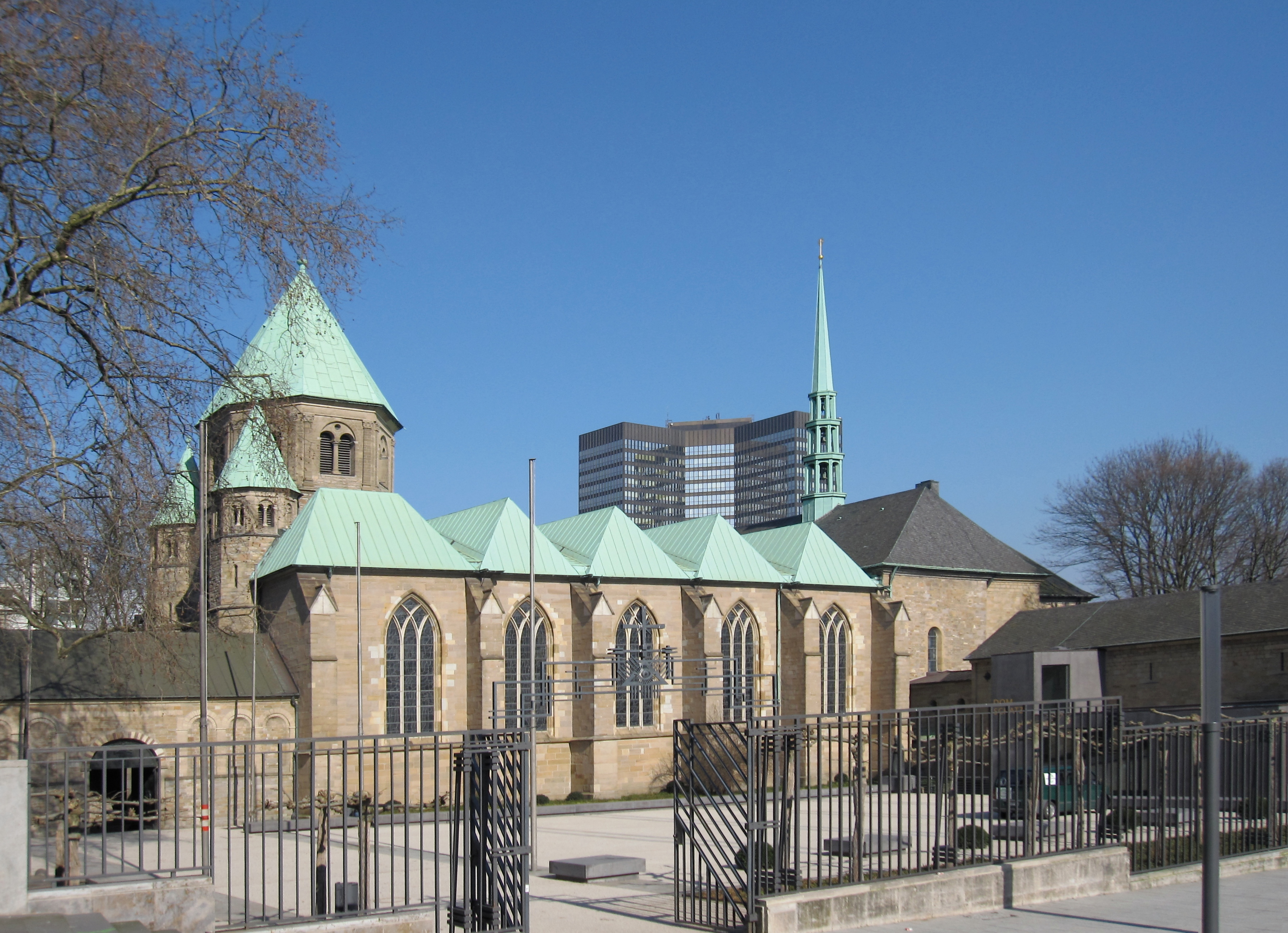
Essener Münster (auch Essener Dom)

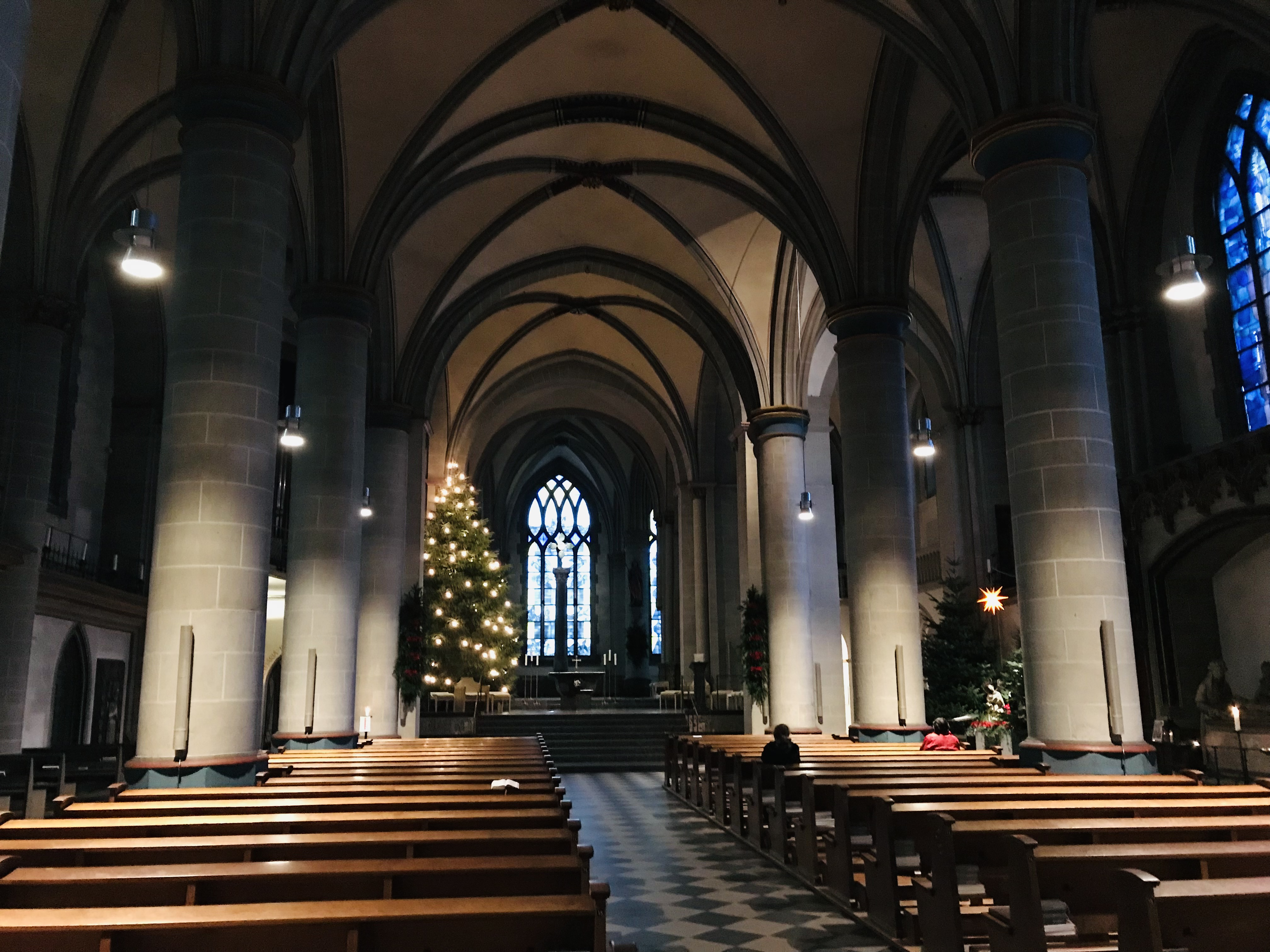
Innenansicht des Essener Doms (2022)

Das Stift Essen unterstand seit 951 direkt dem Papst. Erste Pfarrkirche war vermutlich die Stiftskirche. Später wurde St. Gertrud für den nördlichen Bereich (mit Altenessen und Karnap) und St. Johann für den südlichen Bereich (mit Altendorf, Frohnhausen, Holsterhausen, Frillendorf, Rüttenscheid und Huttrop) der Stadt Pfarrkirche.
Ab 1524 wurde in der Stadt gelegentlich evangelisch gepredigt. Im Jahre 1543 trat ein evangelischer Prediger auf und ab 1560 wurde in der St.-Gertrudiskirche auch deutsch gesungen. Auf Beschluss des Rates der Stadt wurde 1563 die Reformation endgültig eingeführt. Die Stadt versuchte damit, ihren Status als Freie Reichsstadt zu festigen. Ab 1563 war die St.-Gertrudiskirche dauerhaft den Protestanten zur Nutzung überlassen worden. Danach nahm die Münsterkirche den Rang der Essener Pfarrkirche für die Katholiken ein.
In Werden wurde ab 1583 in der Clemenskirche evangelisch gepredigt. Im 17. Jahrhundert entstand auch eine reformierte Gemeinde. Steele wurde ab 1554 evangelisch. Um 1600 war fast ganz Steele protestantisch, wobei danach die Kirche aber von den Lutheranern, den Reformierten und den Katholiken zum Teil unter großen Reibereien gemeinsam genutzt wurde. In Kettwig trat 1609 die ganze Bevölkerung zum reformierten Bekenntnis über.
Fortan waren somit in Essen beide Konfessionen nebeneinander vertreten. Das Stift blieb katholisch, die Stadt war evangelisch. Gab es ab 1571 unter den Protestanten zunächst nur eine lutherische Gemeinde, so wurde ab 1655 vom Rat auch eine reformierte Gemeinde anerkannt. Ab 1605 konnte die Gegenreformation teilweise Fuß fassen, was zur Folge hatte, dass die St.-Gertrudiskirche teilweise wieder katholisch wurde. Die endgültige Aufgabe der Reichsfreiheit musste die Stadt 1670 zwar anerkennen, doch war dies ohne Folgen für die bisherigen konfessionellen Unterschiede. Bis 1802 wurden die kirchlichen Angelegenheiten vom Rat beziehungsweise vom Stift erledigt. Die reformierte Gemeinde war autonom. Das Verhältnis beider Konfessionen war etwa ausgewogen.

#### Evangelische Kirchen
1802 wurde die lutherische Gemeinde Essen dem preußischen Konsistorium der Grafschaft Mark, 1809 dem klevisch-lutherischen Konsistorium des Großherzogtums Berg und ab 1815 der Düsseldorfer Kreissynode zugeteilt. Sie gehörte damit zur Evangelischen Kirche in Preußen beziehungsweise deren späterer rheinischer Provinzialkirche. Essen wurde Sitz einer Superintendentur, aus der später der Kirchenkreis Essen hervorging. Dieser wurde in die drei Kirchenkreise Essen-Mitte, Essen-Nord und Essen-Süd innerhalb der heutigen Evangelischen Kirche im Rheinland geteilt. Zu den drei Kirchenkreisen gehören heute insgesamt 30 Kirchengemeinden. Diese bilden zusammen mit den drei Kirchenkreisen seit 1972 den Evangelischen Stadtkirchenverband Essen. Seit dem 1. Juli 2008 sind die Essener Kirchenkreise wieder zu einem Kirchenkreis zusammengeschlossen.
Ausgenommen hiervon war bis 2016 der Stadtteil Kettwig, der trotz Eingemeindung 1975 bis 2016 weiterhin zum Kirchenkreis „An der Ruhr“ mit Sitz Mülheim an der Ruhr gehörte.
Als Reaktion auf die Zwangsvereinigung zwischen der lutherischen Kirche und der reformierten Tradition zur Evangelischen Kirche der altpreußischen Union entstand die altlutherische Evangelisch-Lutherische Kirche in Preußen. Die Altlutheraner bestanden auf ihre Religionsfreiheit, indem sie uneingeschränkt lutherische Gottesdienste, Verfassung und Lehre forderten. Nach harter Verfolgungszeit seitens des Staates konnte sie sich 1841 unter König Friedrich Wilhelm IV. konstituieren und wurde anerkannt. Durch die Einführung der Union in Essen entstand die Evangelisch-Lutherische (altlutherische) Kirchengemeinde Essen 1844; sie gehört heute zum Kirchenbezirk Westfalen der Selbständigen Evangelisch-Lutherischen Kirche. Durch die Wahl des Gemeindepfarrers ist dort die Propstei des Sprengels West der Selbständigen Evangelisch-Lutherischen Kirche.

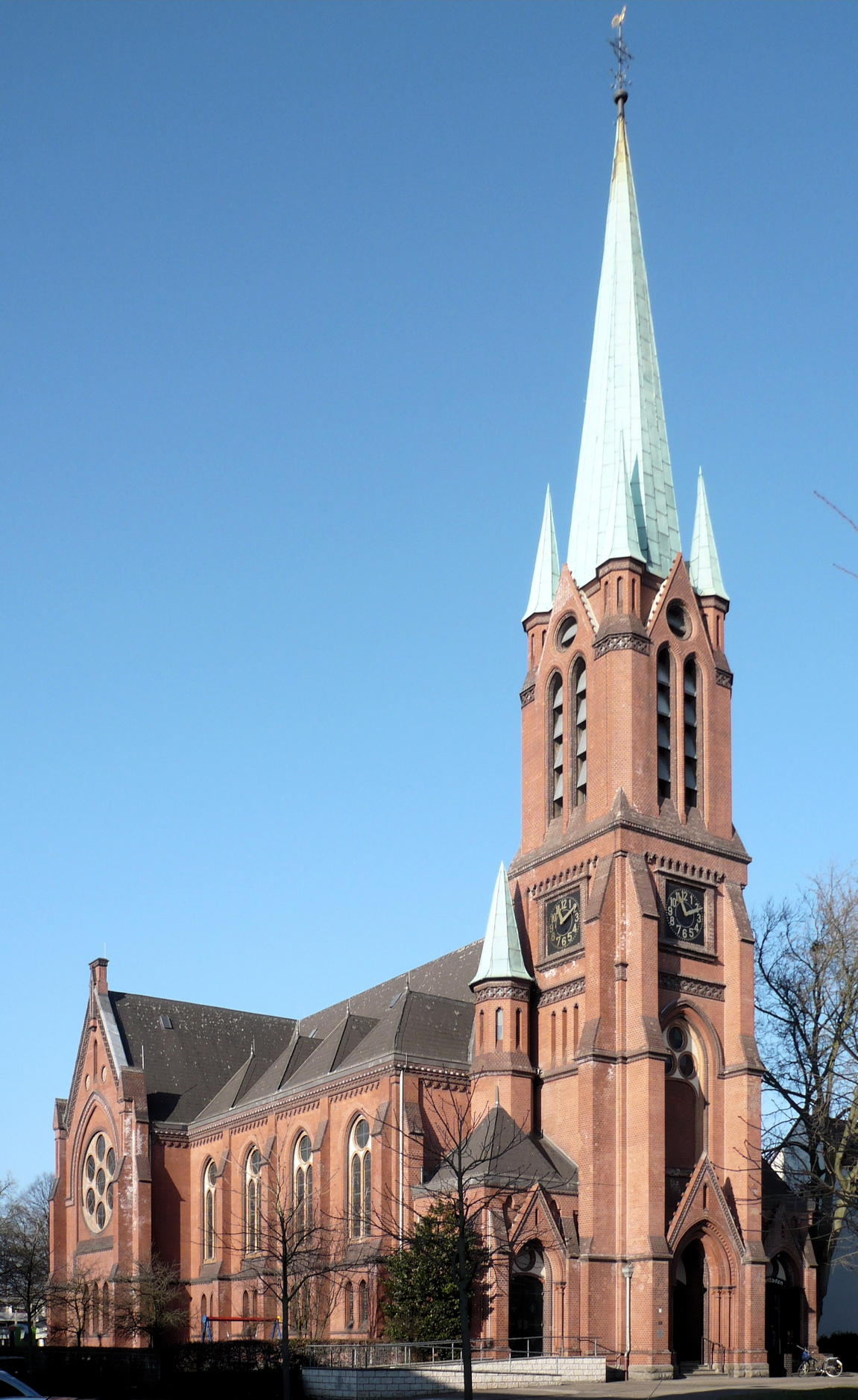
Alte Kirche in Essen-Altenessen
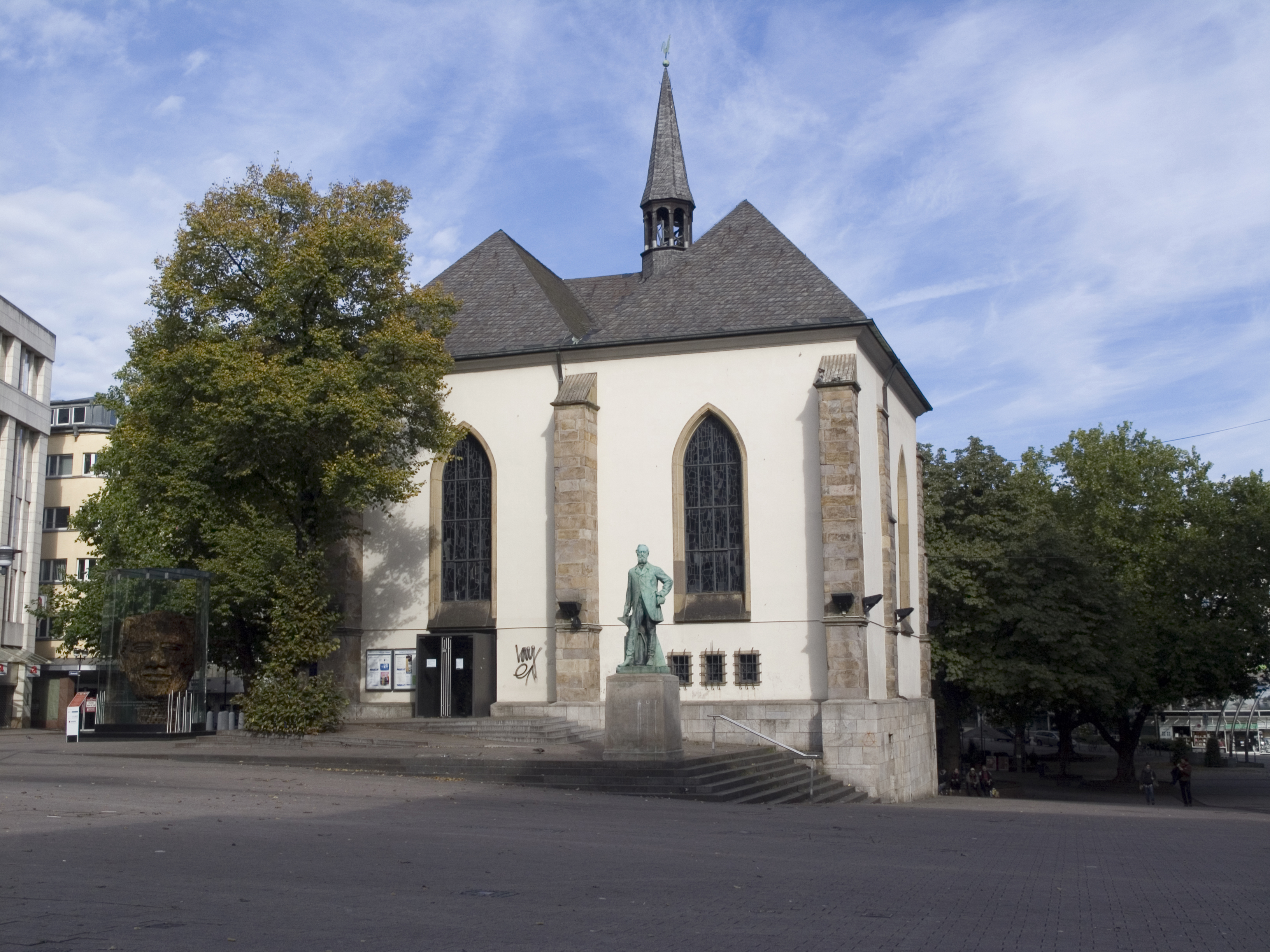
Marktkirche, erste protestantische Kirche in Essen
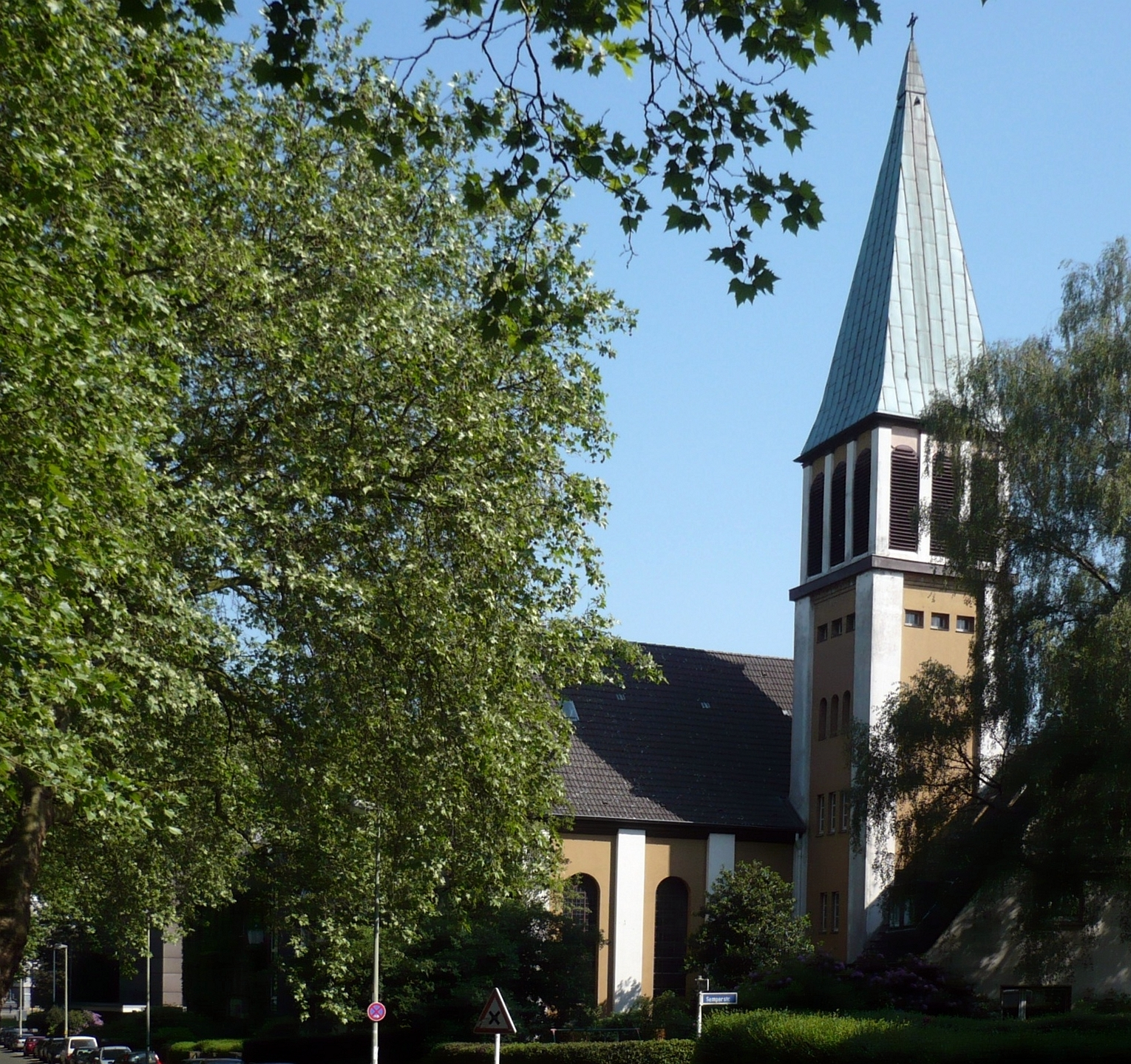
Evangelisch-Lutherische Kirche Essen, Bartningkirche des Jahres 2010 und Propsteikirche
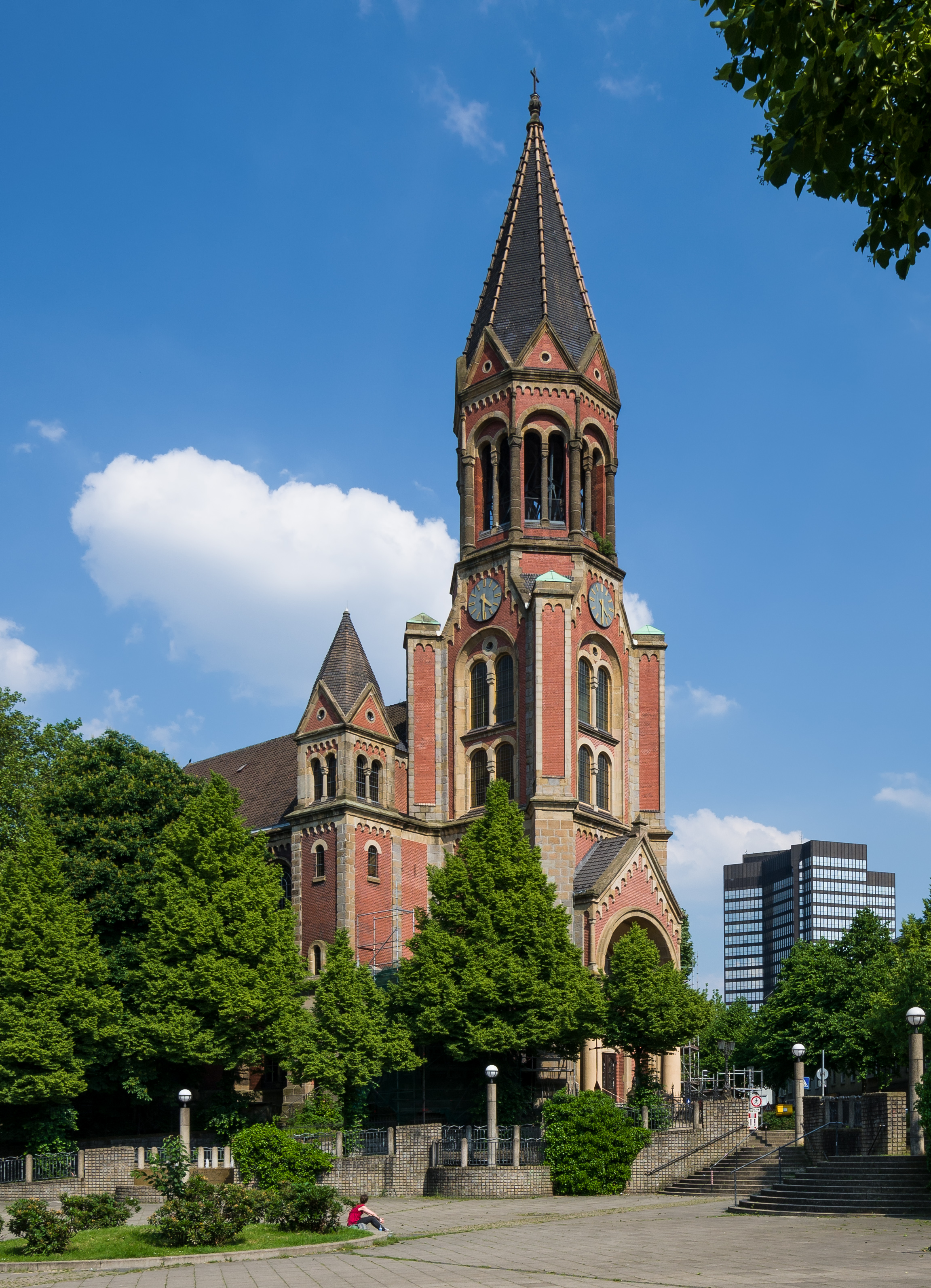
Kreuzeskirche

#### Römisch-katholische Kirche

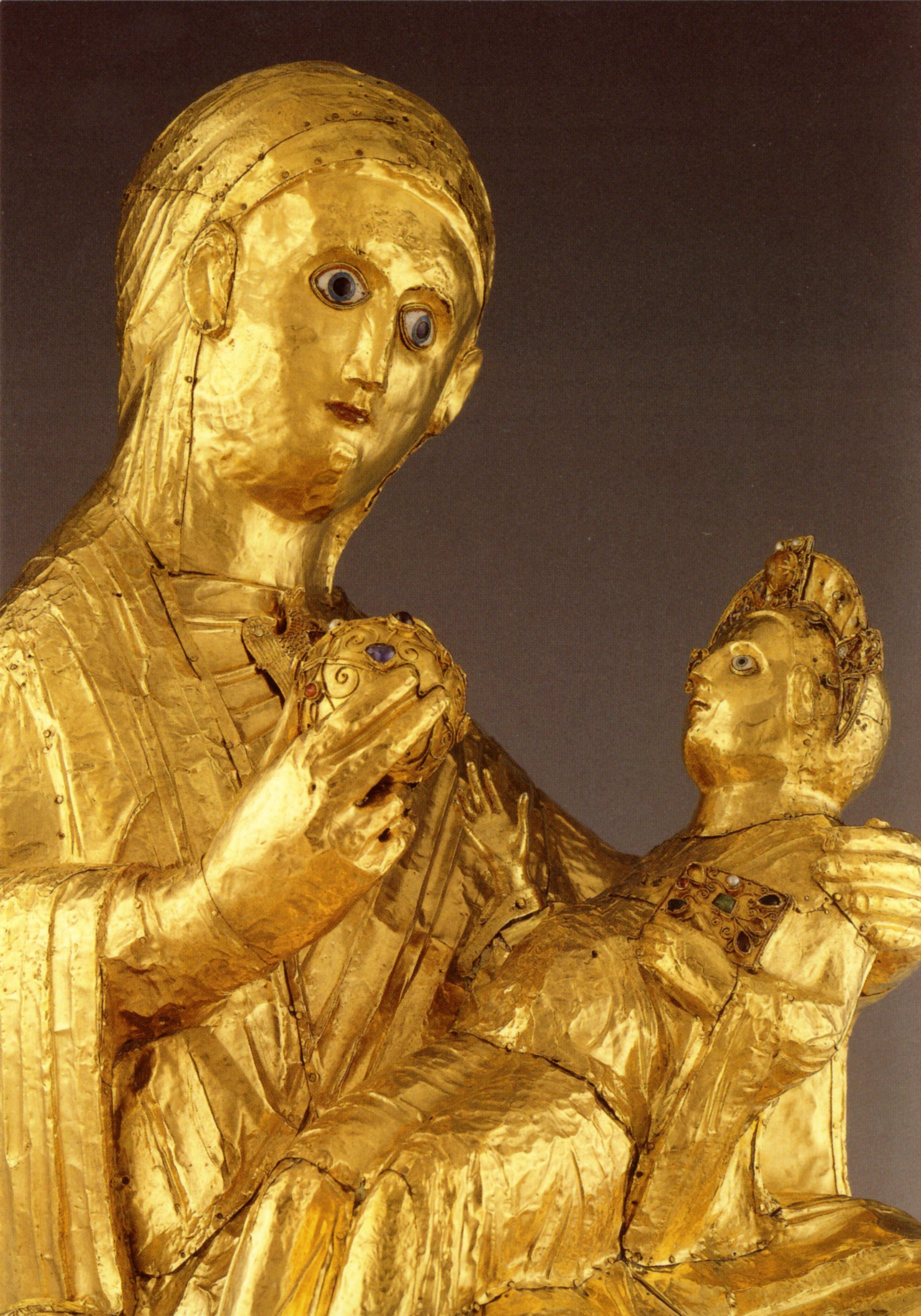
Die Goldene Madonna im Essener Münster

Durch die Aufhebung des Stiftes fielen die katholischen Pfarreien 1802 zum Erzbistum Köln. 1958 wurde Essen Sitz eines eigenen Bistums. Die Pfarrgemeinden des 1975 eingemeindeten Stadtteils Kettwig gehören nach wie vor zum Dekanat Ratingen und damit zum Erzbistum Köln. 1968 fand der 82. Deutsche Katholikentag in Essen statt.
Seit der Bistumsreform gehörten 10 Pfarreien, die jeweils mehrere Pfarrbezirke (Gemeinden) umfassen, zum Stadtdekanat Essen, die die vorherigen 8 Dekanate als Gliederungsebene abgelöst haben. Inzwischen hat sich die Anzahl der Pfarreien auf 9 reduziert.
Zwischen 1925 und 2008 bildeten die zeitweise über 60 Pfarreien den katholischen Stadtkirchenverband/Gemeindeverband (K. d. ö. R.) (seit 1925) als Träger kirchlicher Aufgaben auf Stadtebene (Familienbildung, Jugendseelsorge/Jugendberufshilfe, Beratungsdienste, Öffentlichkeitsarbeit) und als Dienstleister und Zweckverband der Gemeinden. Diese Angebote wurden diözesan in neue zentrale Trägerstrukturen zusammengeführt. Auch die Anzahl der katholischen Kindertagesstätten wird den finanziellen und demografischen Entwicklungen angepasst; ihre inhaltliche Steuerung und Verwaltung werden ebenfalls diözesan zentralisiert.
Das Stadtdekanat Essen umfasst etwa ein Viertel der Katholiken und der Gemeinden des Bistums.
Ähnlich wie es bei der evangelischen Kirche war, gehört auch die Pfarrei im zuletzt eingemeindeten Stadtteil Kettwig nicht zum Bistum Essen, sondern weiterhin zum Erzbistum Köln und ist daher auch nicht Teil der stadtkirchlichen Organisation. Auch gehört die Pfarrei im nördlichen Stadtteil Karnap seit 2000 zum Dekanat Gelsenkirchen-Horst bzw. seit 2006 zur dortigen Pfarrei in der Nachbarstadt.
Zentraler Anlaufpunkt für die Katholische Stadtkirche ist das Katholischen Stadthaus an der Bernestraße.
Den Fürstäbtissinnen verdankt Essen den bedeutenden Essener Domschatz. Im Mittelpunkt steht die Goldene Madonna. Um das Jahr 980 entstanden, ist sie das erste voll plastische Abbild der Gottesmutter und gilt als eines der bedeutendsten Kunstwerke des Abendlandes. Nachdem Papst Johannes XXIII. Maria 1959 zur Patronin des Bistums Essen erhoben hatte, wurde die Figur vom damaligen Bischof Franz Hengsbach im Essener Dom öffentlich ausgestellt. Seit dieser Zeit ist sie das Ziel zahlreicher Pilger.
Das Priorat der Piusbruderschaft ist das dritte in Deutschland gegründete Priorat der römisch-katholischen Traditionalisten.
Die St. Nikolaus Kirche in Stoppenberg ist das geistige Zentrum für ca. 500 assyrische Familien im Ruhrgebiet, welche der chaldäisch-katholischen Kirche angehören. Hierbei handelt es sich um eine mit Rom unierte Ostkirche mit ostsyrischem Ritus.
Eine unierte syrisch-katholische Gemeinde feiert ihre Gottesdienste in der Heilig-Kreuz-Kirche im Südostviertel.

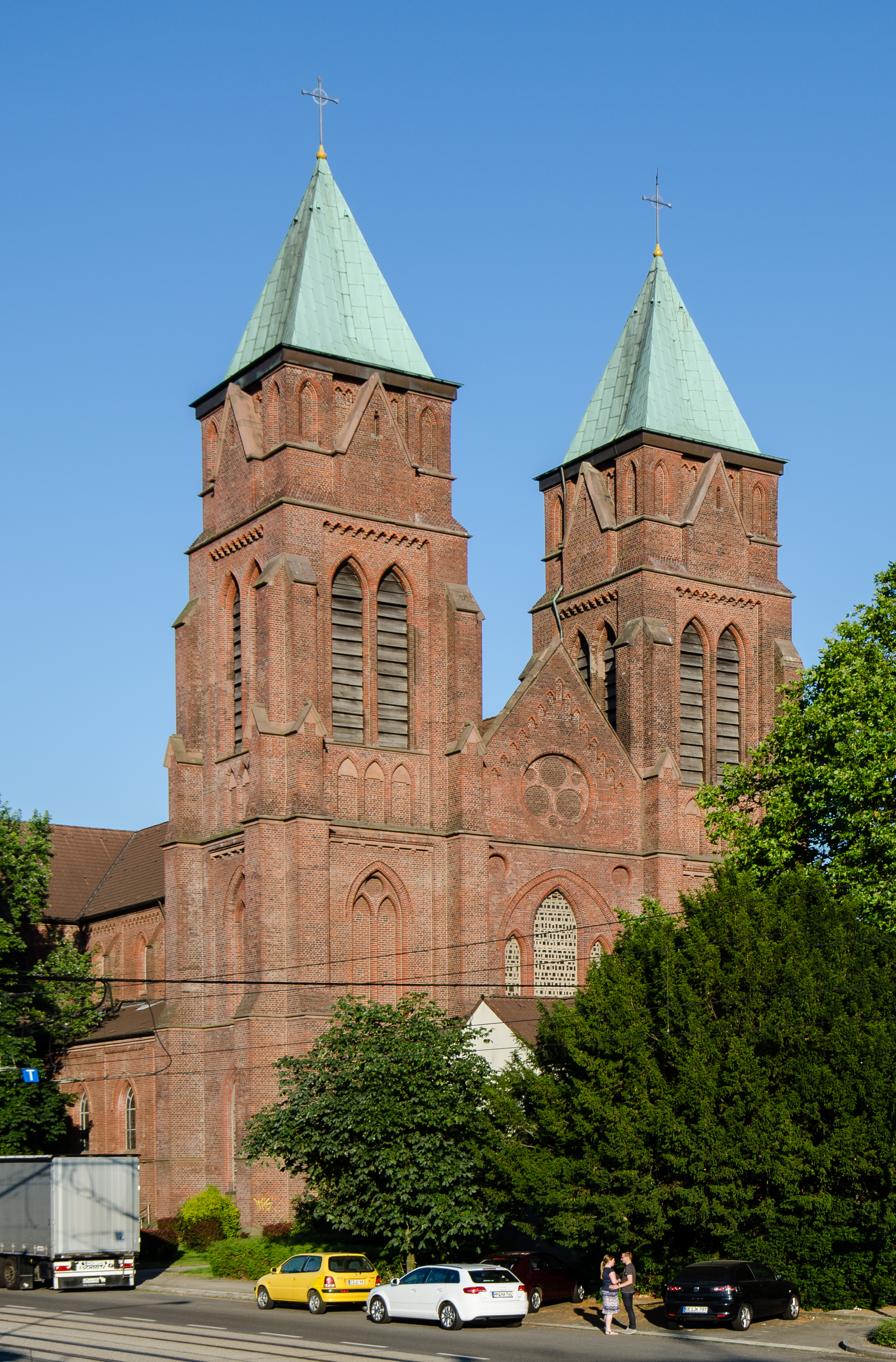
St. Maria Rosenkranz in Essen-Bochold
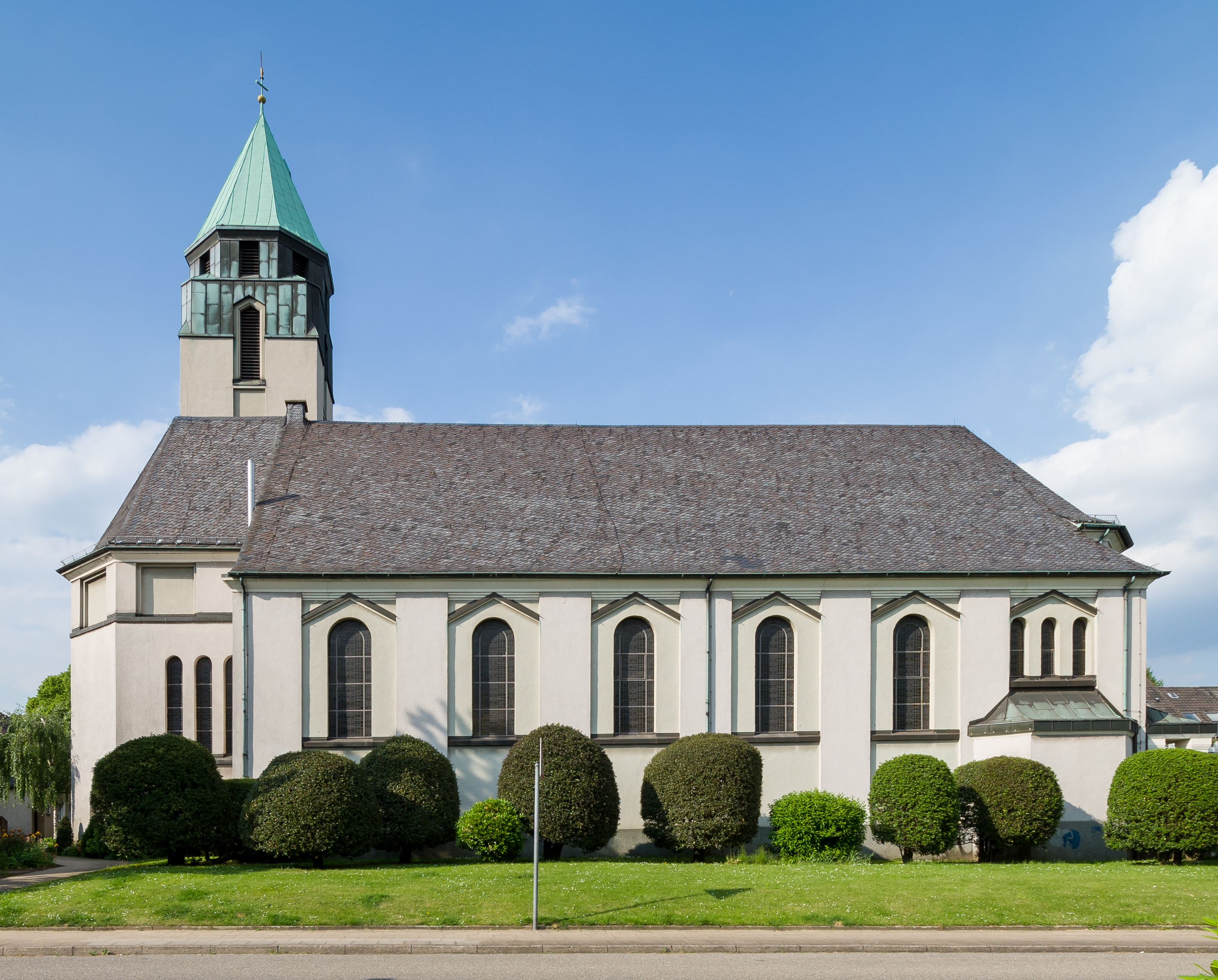
St. Antonius Abbas in Essen-Schönebeck
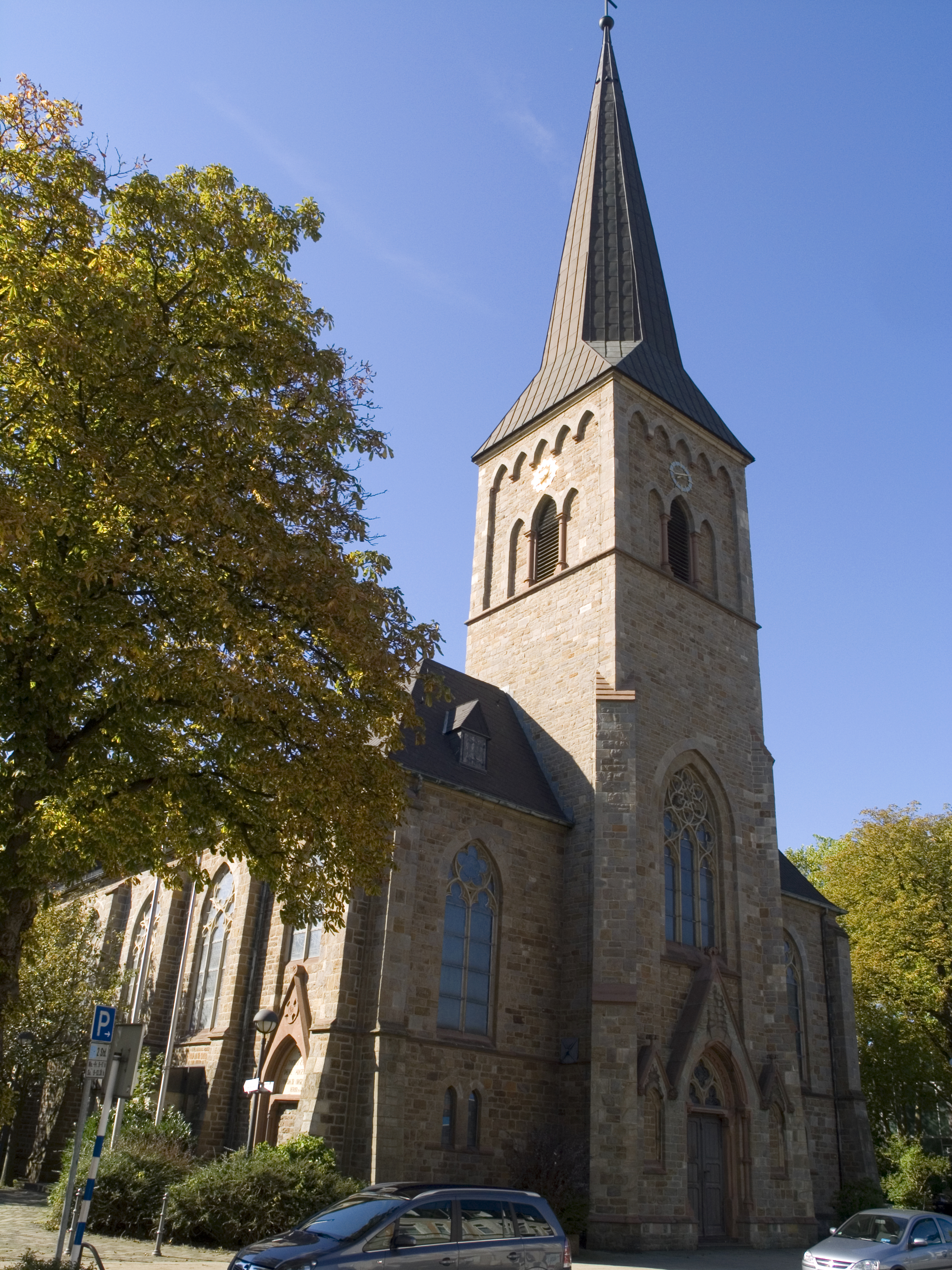
St. Georg in Essen-Heisingen
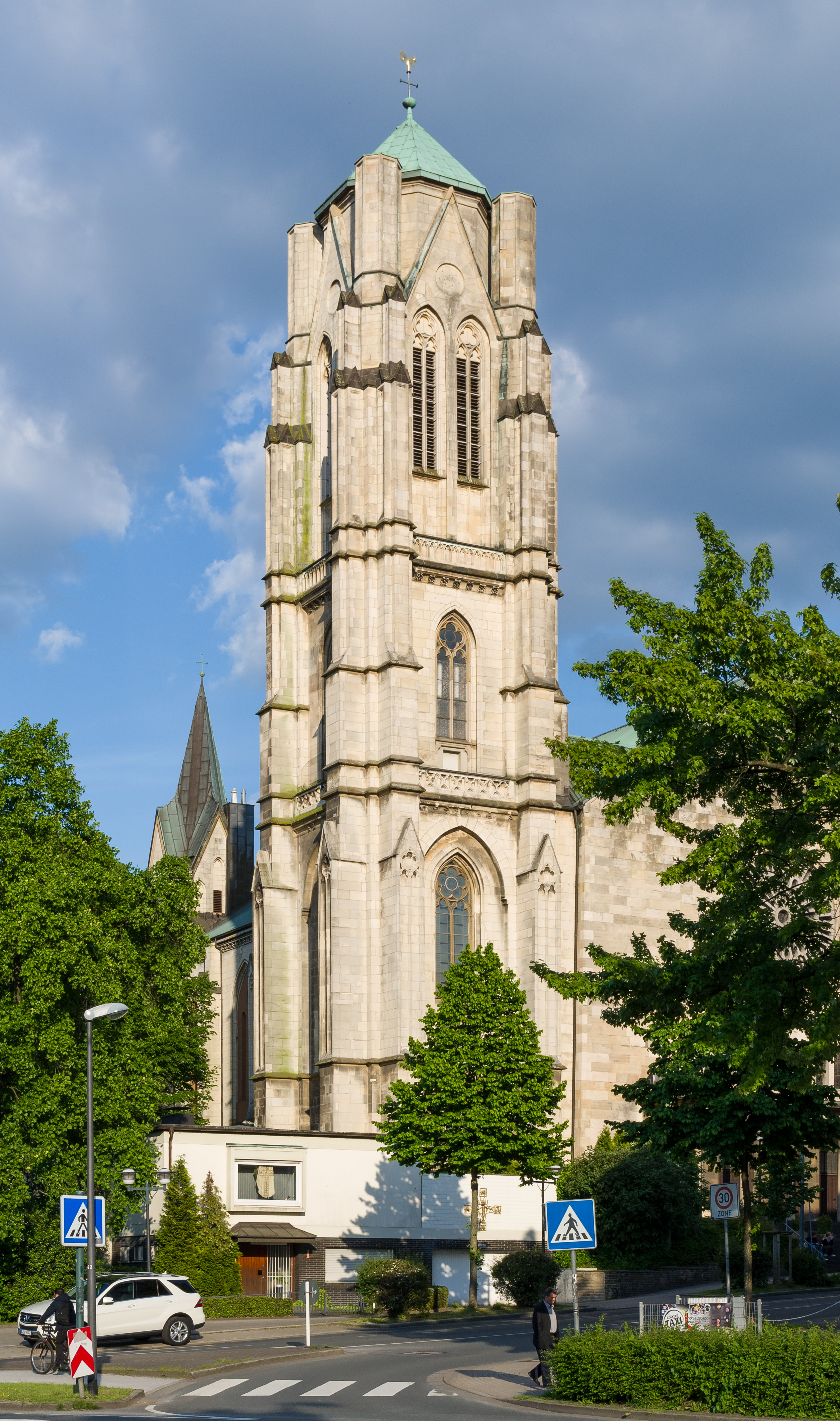
St. Gertrud in der Essener Innenstadt
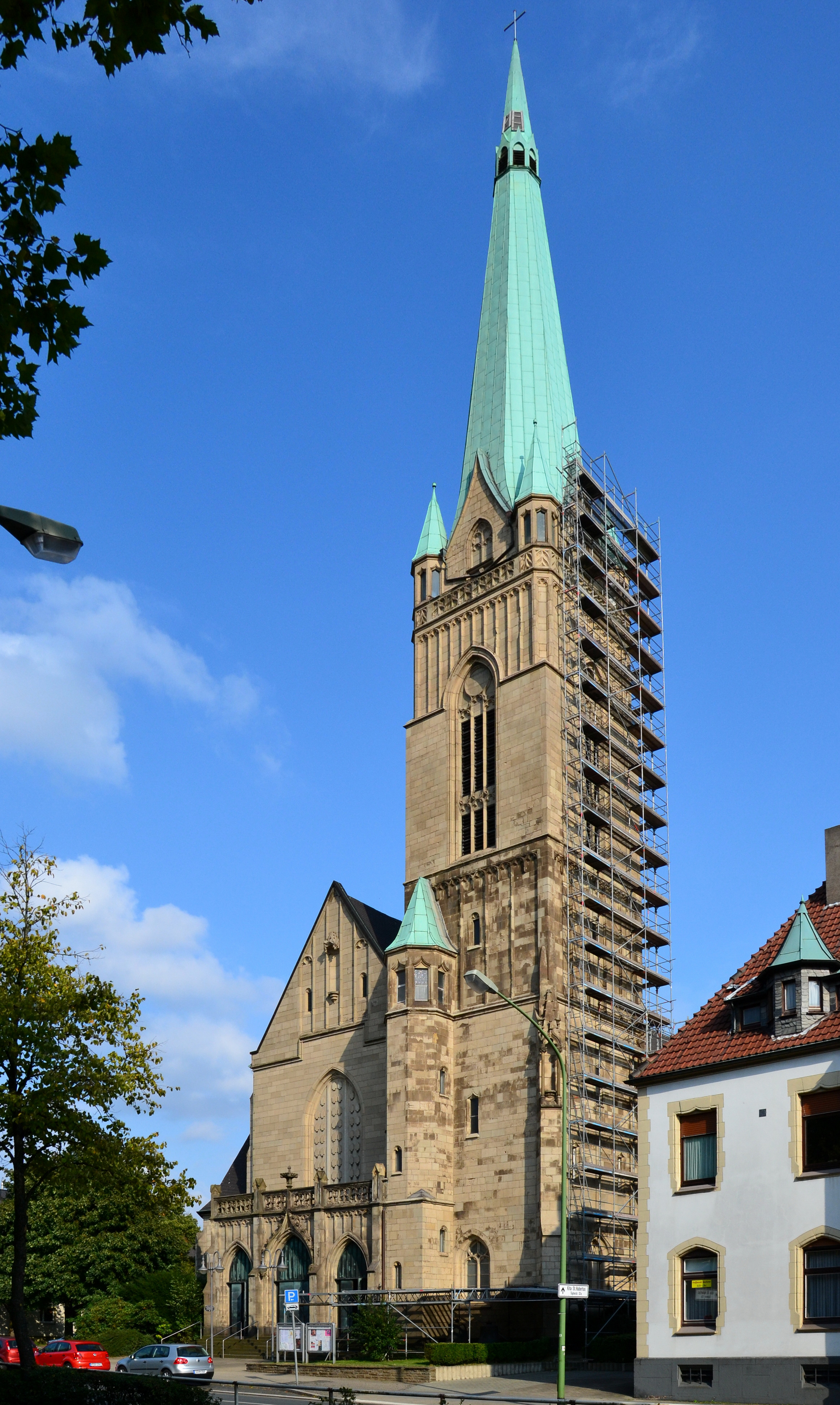
St. Hubertus in Essen-Bergerhausen
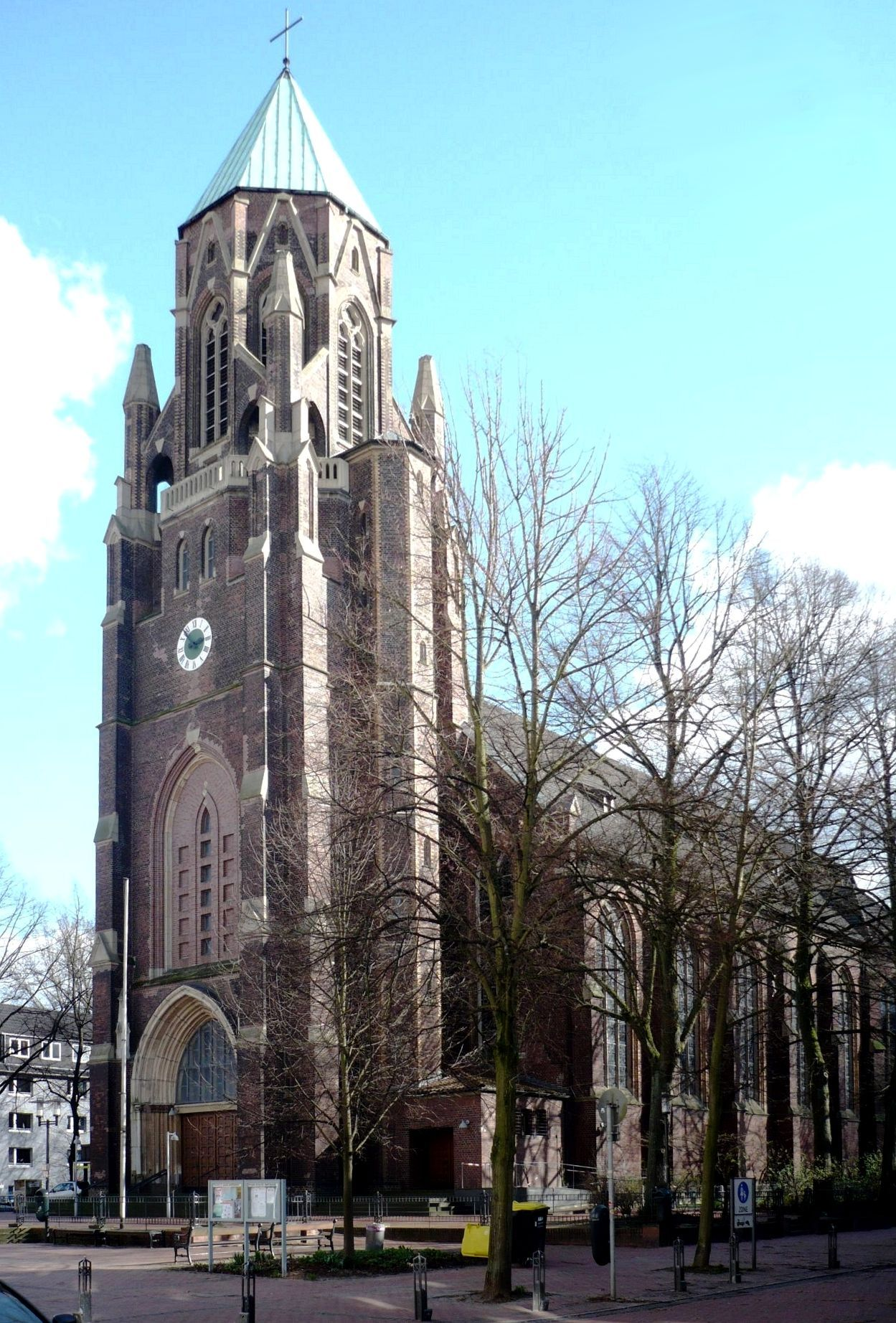
St. Mariä Empfängnis in Essen-Holsterhausen

Auch weitere, ehemals römisch-katholische Kirchbauten, werden durch ostkirchliche bzw. altorientalische Gemeinden, weiter genutzt:

#### Orthodoxe Gemeinden
Drei orthodoxe Gemeinden feiern ihre Gottesdienste in Essen:
die russisch-orthodoxe Gemeinde zu den Hl. Uneigennützigen Kosmas und Damian (katholische Kirche St. Elisabeth, Frohnhausen), die serbisch-orthodoxe Gemeinde Hl. Erstmärtyrer und Erzdiakon Stephanus (ehemalige katholische Kirche St. Anno, Stoppenberg) und die rum-orthodoxen Gemeinde St. Josef von Damaskus (Oberkirche der katholischen Pax-Christi-Kirche, Bergerhausen).

#### Altorientalische Kirchen
Die 1.100 Mitglieder zählende Syrisch-Orthodoxe Kirche von Antiochien feiert ihren Gottesdienst in der katholischen Kirche St. Josef in Essen-Steele-Horst. Hierbei handelt es sich um assyrische bzw. aramäische Christen, welche ursprünglich vorwiegend aus der Südosttürkei (Tur-Abdin) sowie aus Ostsyrien (Gozarto) stammen.
In der katholischen Kirche St. Antonius in Frohnhausen feiert regelmäßig eine Gemeinde der Assyrische Kirche des Ostens ihre Gottesdienste.

#### Weitere Kirchen und christliche Gemeinschaften
Es gibt verschiedene Freikirchen, darunter mehrere Evangelisch-Freikirchliche Gemeinden (Baptisten), eine Adventgemeinde, Gemeinden der Evangelisch-methodistischen Kirche, Freie evangelische Gemeinden (FeG), die SELK, 13 Gemeinden der Neuapostolischen Kirche (NAK), drei Gemeinden der Apostolischen Gemeinschaft und die altkatholische Kirche. Ferner sind auch die Zeugen Jehovas und die Mormonen vertreten.

### Judentum
Der jüdischen Kultusgemeinde gehören mehr als 900 Mitglieder an. Die Gemeinde verfügt über die Synagoge in der Sedanstraße, eine Mikwe, einen Friedhof, eine Bibliothek, eine Kindergruppe, Jugendgruppe und Frauenchor. Es gibt keinen Gemeinderabbiner. Bis zu ihrer Zerstörung in der Pogromnacht gab es in Steele eine bereits 1883 eröffnete Synagoge. In der Essener Innenstadt steht die 1913 eingeweihte Alte Synagoge, deren Äußeres während des Nationalsozialismus weitgehend unversehrt blieb. Nachdem sie zunächst ungenutzt war, erwarb sie die Stadt Essen und nutzte sie unter anderem als Museum für Industriedesign; schließlich wurde sie nach einer etwa zweijährigen Umbauphase im Juli 2010 als Haus jüdischer Kultur eröffnet.

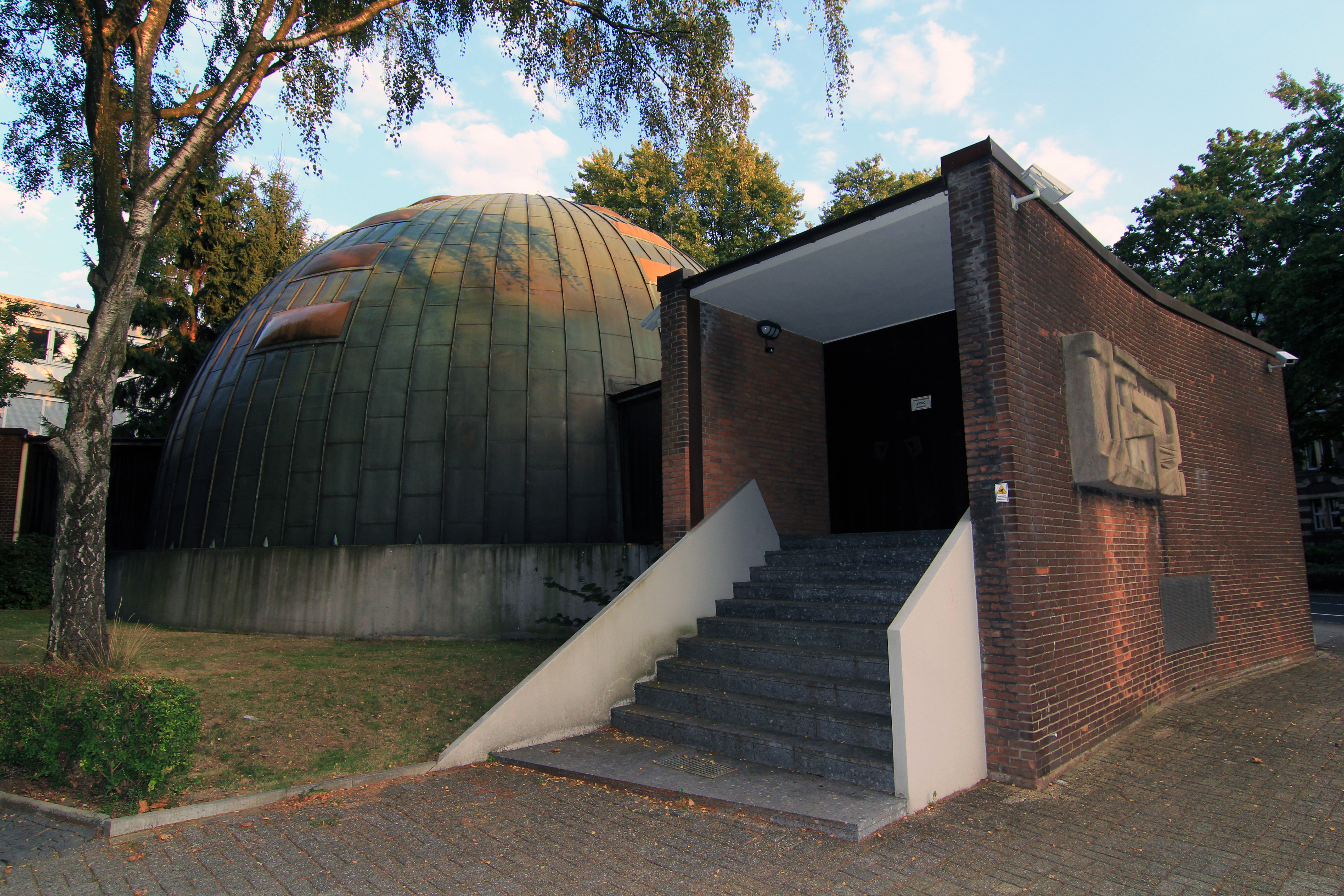
Neue Essener Synagoge
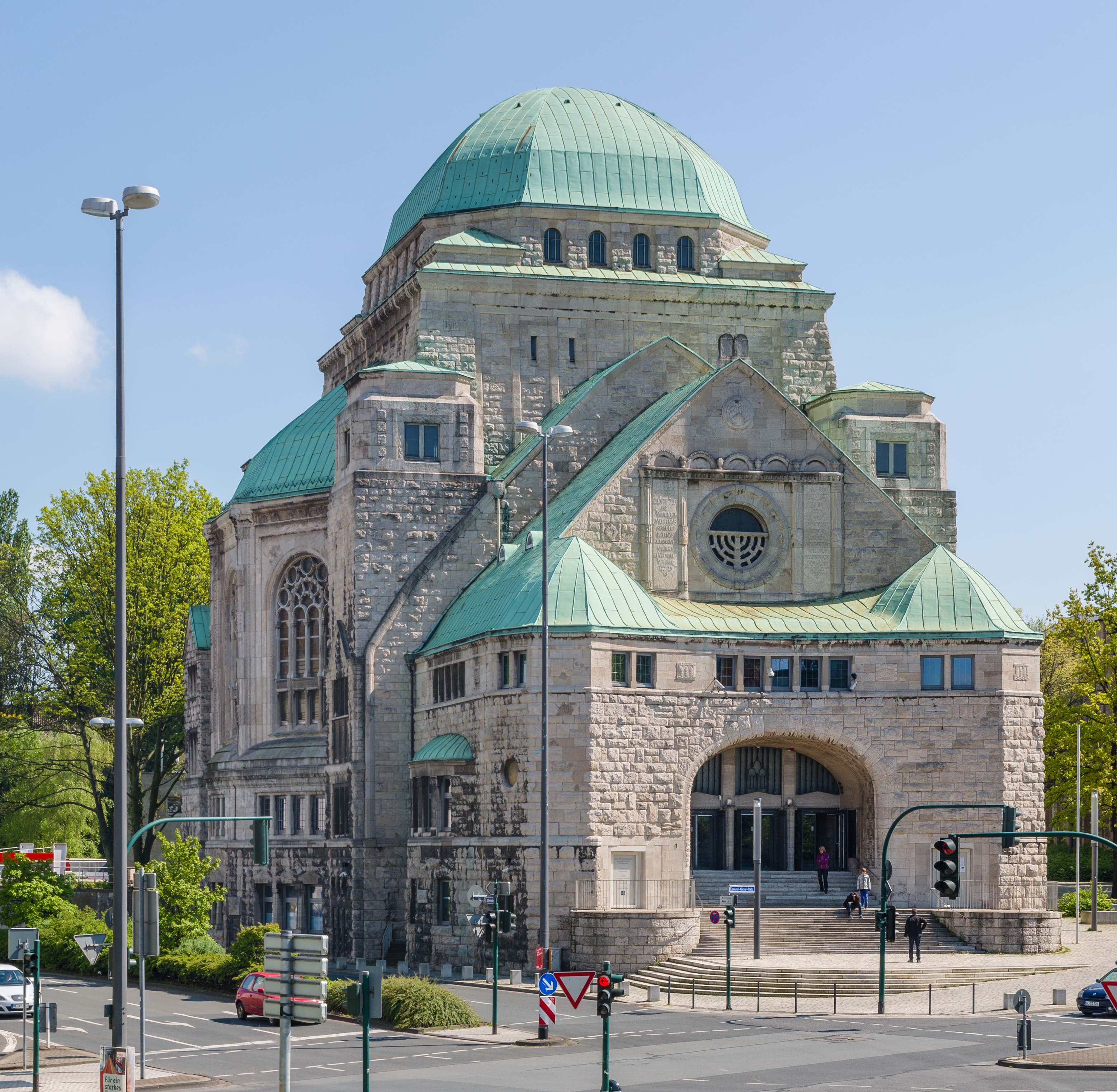
Alte Synagoge

### Buddhismus
Im Jahr 1988 etablierte sich in der Herkulesstraße in Essen-Stadtmitte eine Gemeinschaft der Freunde des Westlichen Buddhistischen Ordens. Der im gleichen Jahr entstandene Zenkreis Essen e. V. steht in der Tradition des Rinzai-Zen und wurde von dem deutschen Zenlehrer Rei Shin Sensei gegründet. Seit 2007 findet sich in Essen auch eine Gruppe des Diamantweg-Buddhismus von Ole Nydahl.

### Islam

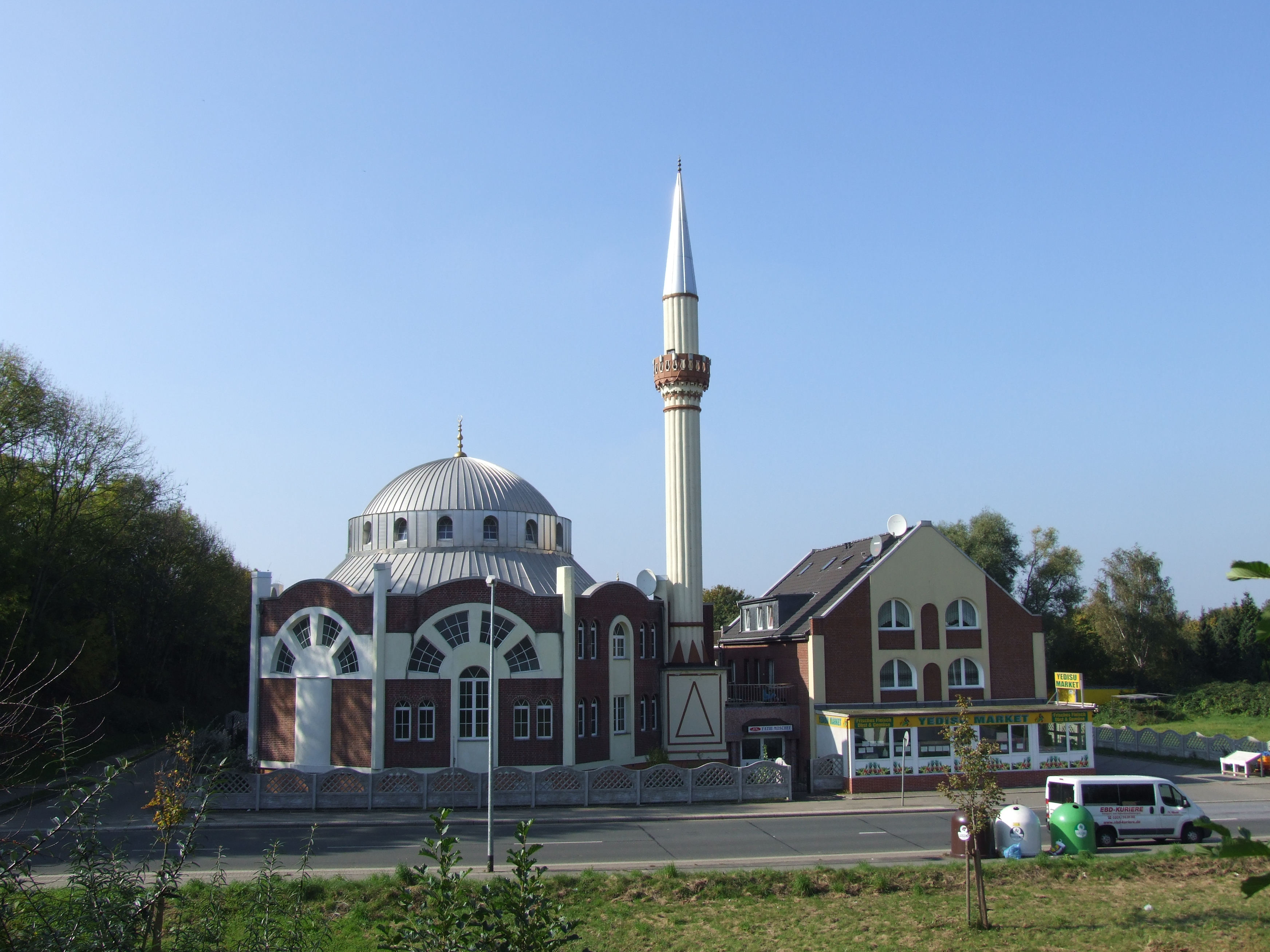
Fatih-Moschee

Durch die verstärkte Zuwanderung aus muslimischen Ländern, insbesondere der Türkei, wurden in den letzten Jahrzehnten auch muslimische Gotteshäuser eingerichtet. Dabei handelte es sich zunächst nur um „Hinterhofmoscheen“. Inzwischen wurden auch größere repräsentative Moscheen gebaut. Im Jahr 2002 wurde im Stadtteil Katernberg die Fatih-Moschee eröffnet, in Altendorf ist seit 2009 die DITIB-Zentralmoschee Essen in Bau. 2016 gab es in Essen 24 muslimische Gotteshäuser, davon gehören sieben zur DITIB.

### Sikhismus
In Essen befinden sich zwei Gurdwara. Der Gurdwara Dasmesh Darbar Essen e. V. befindet sich an der Herkulesstraße im Ostviertel, und der Gurdwara Nanaksar Sat Sang Darbar befindet sich an der Bersonstraße im Nordviertel. Am 16. April 2016 verübten Salafisten einen Bombenanschlag auf letzteren. Drei Männer wurden dabei verletzt, einer von ihnen schwer.

### Hinduismus
Im Ostviertel gibt es einen tamilischen Hindu-Tempel. Dieser ist dem Gott Murugan gewidmet und wurde 2004 eingeweiht. Trägerverein ist der Sri Kathirvelauthaswamy Temple e. V.

## Sport

### American Football
Die Assindia Cardinals spielten mehrere Jahre lang in der German Football League (GFL) und treten zurzeit in der drittklassigen Regionalliga NRW an. Die Heimspiele trägt die erste Mannschaft, die Men In Blue, im Sportpark „Am Hallo“ in Essen-Stoppenberg aus. Der Verein ist aktuell der einzige Verein in der Stadt, der American Football anbietet. Weitere Sportarten des Vereins sind Flag Football und Cheerleading.

### Basketball
Die Basketballer der ETB Miners (ehemals ETB Wohnbau Baskets) spielten in den letzten 25 Jahren überwiegend in der 2. Bundesliga ProA. Nach einer Neuaufstellung des Vereins und zuletzt fünf Jahren in der Regionalliga, treten sie seit der Saison 2024/2025 wieder in der 2. Bundesliga ProB an. Die Basketballabteilung des ETB wurde 1960 gegründet. Die Heimspiele werden im Sportpark Am Hallo ausgetragen.

### Eishockey
Essen hat eine Eishockey-Tradition seit den 1960er Jahren und war von 1994 bis 2008 durch den Verein ESC Moskitos Essen e. V. in der deutschen Bundesliga bzw. Profiliga vertreten. 1999 war Essen Deutscher Meister der 1. Bundesliga und spielte danach in der DEL. Ab 2008 spielte der Verein in der Regionalliga, da er Insolvenz anmelden und somit zwangsabsteigen musste. In der Saison 2009/2010 wurde er Deutscher Meister der Regionalliga und ist in die Oberliga aufgestiegen.

### Eiskunstlauf
Die Eiskunstläuferin Nicole Schott vom Essener Jugend-Eiskunstlauf-Verein e. V. ist siebenmalige Deutsche Meisterin und zweifache Olympiateilnehmerin (Pyeongchang 2018 und Peking 2022).

### Feldhockey
In Essen gibt es diverse Vereine, die Feldhockey anbieten: HTC Kupferdreh, gelegen am Eisenhammerweg in Essen-Kupferdreh, den Essener Turn- und Fechtclub (ETuF), der direkt am Baldeneysee beheimatet ist sowie den Hockeyclub Essen (HCE) und den Essener Turner-Bund Schwarz-Weiß (ETB).

### Fußball

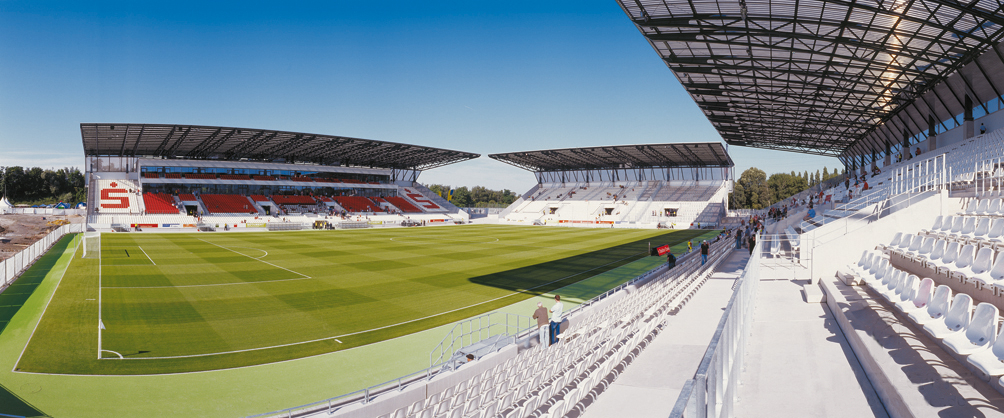
Stadion an der Hafenstraße

Der bekannteste Fußballverein Essens ist Rot-Weiss Essen, der Spieler wie Helmut Rahn, Willi Lippens, Horst Hrubesch und Frank Mill hervorgebracht hat, 1953 den DFB-Pokal gewann und 1955 Deutscher Meister wurde. Nach einer Insolvenz und einem zwischenzeitlichen Absturz in die fünftklassige NRW-Liga im Jahr 2010 kehrte der Verein 2022 durch den Aufstieg in die 3. Liga in den Profibereich zurück. Die Heimspiele werden im Stadion an der Hafenstraße ausgetragen. In der Saison 2022/23 lag der Zuschauerschnitt bei 16.448. Ebenfalls von größerer Bedeutung ist Schwarz-Weiß Essen, dessen Fußballabteilung 1959 deutscher Pokalsieger wurde und seit der Saison 2012/13 in der fünftklassigen Oberliga Niederrhein spielt. Jens Lehmann, der in Essen geborene, ehemalige deutsche Nationaltorwart, spielte für diesen Verein, ebenso wie der langjährige Manager der Nationalmannschaft, Oliver Bierhoff.
Die Frauenfußballmannschaft der SGS Essen, deren Heimspiele ebenfalls im Stadion an der Hafenstraße ausgetragen werden, spielt seit 2004 in der Bundesliga und erreichte 2007, 2010 und 2024 das Halbfinale und 2014 sowie 2020 das Finale im DFB-Pokal.

### Golf
Auf dem Essener Stadtgebiet existieren drei Golfclubs, der GC Essen-Heidhausen (27 Löcher), die Golfriege ETuF Essen (9 Löcher) und der GC Haus Oefte (18 Löcher). Alle drei Clubs veranstalten regelmäßig Turniere.

### Handball
Der zweitgrößte Essener Sportverein TUSEM Essen ist mehrfacher Deutscher Meister, Pokalsieger und Europapokalsieger im Handball. Nach dem Gewinn des Europapokals verlor der Verein die Lizenz für die Bundesliga und trat 2005 in der Regionalliga an. Durch eine fast makellose Saison (63:01 Punkte) gelang der Aufstieg in die 2. Bundesliga. Seit der Saison 2007/2008 ist der Club von der Margarethenhöhe, der seine Heimspiele in Stoppenberg in der dortigen Halle „Am Hallo“ austrägt, wieder erstklassig. Allerdings steht seit November 2008 fest, dass dem Verein wegen Insolvenz ein erneuter Zwangsabstieg, diesmal voraussichtlich in die 2. Bundesliga, bevorsteht. Als Tabellensiebter der Saison 2010/11 in der 2. Liga Nord qualifizierte sich der Verein für die ab der Spielzeit 2011/12 bestehende eingleisige 2. Liga. 2011/12 wurde der TUSEM Vize-Meister der 2. Liga und schaffte somit den Wiederaufstieg in die 1. Liga.

### Kanusport
Die Kanusport-Gemeinschaft Essen ist einer der erfolgreichsten Kanuvereine Deutschlands und hat bereits etliche Weltmeister und Olympiasieger im Kanurennsport hervorgebracht, darunter Thomas Reineck, Olaf Winter und Tomasz Wylenzek.

### Lacrosse
Seit 2009 gibt es mit den Essen Pirates einen Lacrosse-Verein, der in der Zweiten Bundesliga West spielt.

### Laufen
Seit 1963 findet Deutschlands ältester ununterbrochen durchgeführter Marathon Rund um den Baldeneysee statt. Außerdem findet jährlich seit 2011 im Juni der Essener Firmenlauf statt. Im Firmenlauf treten Gruppen und Teams verschiedener Firmen, Verbände und Organisationen aus Essen an. Die Laufstrecke hat eine Länge von fünfeinhalb Kilometer und führt durch Essen-Rüttenscheid vom Aalto-Theater bis in den Grugapark. Des Weiteren findet einmal jährlich der Essener Onko-Lauf im Grugapark statt. Der Erlös der Läufe kommt der Onkologie beziehungsweise der Krebsberatung in Essen zugute. Seit 2018 findet immer im November der „BaldenySteig Ultrattrail“ statt. Hierbei wird über eine Distanz von 54 Kilometern der Baldeneysteig in zwei Runden erlaufen.
In Summe gibt es in Essen rund 20 Laufveranstaltungen, die jährlich stattfinden.

### Olympiastützpunkt
Der Olympiastützpunkt Rhein-Ruhr mit Sitz in Essen ist eine sportart- und länderübergreifende Beratungs- und Betreuungseinrichtung für den Spitzen- und Nachwuchsleistungssport und betreut rund 400 Kaderathleten in 17 Sportarten. Zur Konzeption des Standorts gehört das professionelle Management aller talentfördernden und trainingsbegleitenden Maßnahmen. Der Olympiastützpunkt liegt in unmittelbarer Nähe zum Alfried-Krupp-Krankenhaus, wodurch eine hochqualifizierte medizinische Betreuung der Spitzenathleten gewährleistet ist.

### Ringen
Die Stadt Essen beheimatete vormals vier Ringervereine, von denen heute nur noch zwei aktiv sind. Die Vereine ASV Essen-West 03 (ehemaliger Bundesligist) sowie KSV Essen-Kray haben sich aufgelöst, nur noch der TV Essen-Dellwig 1893 e. V. (2. Bundesliga) und die Germania 1888 Essen-Altenessen e. V. (Bezirksliga) sind derzeit noch aktiv. Die beiden Vereine kooperieren seit langem bei der Ausrichtung von Wettkämpfen.

### Roller Derby
Essen ist die Heimat der Roller Derby Liga. Roller Derby ist ein aus den Vereinigten Staaten stammender Vollkontaktsport mit Rollschuhen, der mehrheitlich von Frauen ausgeübt wird. Herren-Roller-Derby wird gelegentlich als Merby (Men’s Roller Derby) bezeichnet. Ruhrpott Roller Derby ist eine Flat-Track-Roller-Derby-Liga mit Sitz in Essen. Die Liga wurde 2009 gegründet und besteht aus einem A-Team, Ruhrpott Roller Girls und einem B-Team. Beide Teams treten gegen Teams aus anderen Ligen an. Der Verein ist Mitglied der Women's Flat Track Derby Association (WFTDA). Im April 2013 wurde Ruhrpott als Mitglied der Women's Flat Track Derby Association aufgenommen und im Oktober 2014 in die WFTDA-Mitgliedsliga aufgenommen. Die Ruhrpott Roller Girls spielen die Ersten Bundesliga für die Saison 2020 und erreichten 2019 den zweiten Platz. Insgesamt befindet sich das Team aktuell auf Platz 61 unter den europäischen Teams.

### Rollstuhltanz
Im größten Essener Sportverein, der Märkischen Turngemeinde Horst 1881 e. V. – Essen gibt es eine Rollstuhltanzgruppe im Breitensport. Einige Paare bestreiten auch Wettkämpfe oder gehören der vereinsübergreifenden Formation NRWheelers an.

### Rudern
Der Rudersport spielt in Essen eine sehr große Rolle. Gerudert wird auf der Ruhr und auf dem Baldeneysee. In Essen gibt es sieben Vereine, die sich aufs Rudern spezialisiert haben bzw. eine Ruderriege besitzen. Unter diesen sind die großen Vereine ETuF Essen (Essener Turn- und Fechtclub) und der RaB (Ruderklub am Baldeneysee). Zudem findet alle zwei Jahre die Hügelregatta statt. Der Rudersport wird auch im Turnverein Kupferdreh (TVK) angeboten.

### Rugby
Seit 2007 gibt es das Rugby Union Team im Grashof Rugby Club in Essen. Ursprünglich eine AG der Grashof-Schule in Bredeney, spielt das Team seit der Saison 2016/17 in der 2. Bundesliga. Die Jugendmannschaften des Teams sind mehrfacher deutscher Schulmeister.

### Schach
Die Schachfreunde Essen-Katernberg 04/32 spielten 13 Jahre lang in der Schachbundesliga. Der Vorgängerverein Essener Schachgesellschaft 1904 wurde 1947 und 1948 deutscher Meister.

### Schwimmen
Die SG Essen (Startgemeinschaft vieler Essener Schwimmvereine) ist ein auf nationaler und auf internationaler Ebene vertretener Verein. Die SG Essen schwimmt in der 1. Bundesliga Schwimmen.
Schwimmbäder:
Essen hat zurzeit (2017) folgende Schwimmbäder in Betrieb: das Grugabad, das Sportbad am Thurmfeld, das Schwimmzentrum Kettwig, das Freibad Hesse in Dellwig, das Schwimmzentrum Oststadt, das Friedrichsbad, das Schwimmzentrum Rüttenscheid, das Hallenbad Nord-Ost, die Alte Badeanstalt in Altenessen, das Hallenbad Kupferdreh, das Hallenbad Werden, das Hallenbad Borbeck, das Hallenbad am Südpark in Kray und das Freibad in Steele, verwaltet vom Schwimmverein SV Steele 1911. Bis zum Jahr 2000 existierte im Essener Norden das Kuhlhoffbad und im Essener Westen das Freibad Nöggerathbad. Beide wurden geschlossen, um die Grundstücke als Bauland gewinnbringend verkaufen zu können. Zudem ist seit 1. April 2010 das Freizeitbad Oase in Frohnhausen geschlossen und Anfang 2014 abgerissen worden. Das Gildehofbad in der Innenstadt war ein Spaßbad, das von 1987 bis 1992 in Betrieb war; seit Ende der 1990er Jahre befindet sich in den Räumlichkeiten die Stadtbibliothek. Das Hauptbad wurde am 30. Dezember 2015 geschlossen, 2008 fanden hier noch die Deutschen Kurzbahnmeisterschaften statt.

### Segeln
25 Segelvereine mit mehr als 3400 Mitgliedern verschaffen dem Segelsport auf dem Baldeneysee mit der Ausrichtung vieler Ranglistenregatten überregionale Bedeutung. Auch internationale Meisterschaften werden hier ausgetragen.

### Skaterhockey
In Essen ist mit dem SHC Rockets Essen 1985 einer der ältesten und mitgliederstärksten Inline-Skaterhockey-Vereine Europas beheimatet. Im Jahr 2009 wurde der Verein Europacup-Sieger der Junioren. 2011 trugen die Rockets den Europacup in der Eissporthalle am Westbahnhof aus und wurden durch die Wildcard als Außenseiter Sieger des Europacup 2011. Die SHC Rockets spielen in der Inline-Skaterhockey-Bundesliga. 2012 waren die Rockets deutscher Pokalsieger.

### Snooker
Der 2009 gegründete SC 147 Essen spielt seit 2011 in der 1. Snooker-Bundesliga und wurde 2016 deutscher Meister.
Der 1. SC Essen spielte von 1999 bis 2002 und von 2004 bis 2008 in der 1. Snooker-Bundesliga und wurde 2001 deutscher Vizemeister.

### Special Olympics Host Town 2023
2021 hatte sich Essen als Host Town für die Gestaltung eines viertägigen Programms für eine internationale Delegation der Special Olympics World Summer Games 2023 in Berlin beworben. 2022 war die Stadt als Gastgeberin für Special Olympics Ägypten ausgewählt worden. Damit ist Essen Teil des größten kommunalen Inklusionsprojekts in der Geschichte der Bundesrepublik.

### Tischtennis
Ein bekannter Tischtennisverein ist SV Moltkeplatz Essen. Er wurde 1953 gegründet und wurde von 1964 bis 1970 der Verein viermal deutscher Vizemeister. 1966 gehörte er zu den Gründungsmitgliedern der Tischtennis-Bundesliga und spielte von 1966 bis 1970 vier Jahre lang in dieser Klasse. Nach dem Abstieg 1971 konnte man 1978 noch einmal aufsteigen, allerdings die Klasse nicht halten. Zu den bekanntesten Spielern zählt Wilfried Lieck.

### Volleyball
Die Männer von VV Humann Essen spielen in der 2. Bundesliga. Außerdem spielt das Beachvolleyball-Nationalteam Katrin Holtwick/Ilka Semmler für den Seaside Beach Club Essen. Das Team wurde 2009 und 2012 deutscher Meister.

### Wandern
Essen besitzt mit dem Baldeneysteig, dem Kettwiger Panoramasteig, dem Zollvereinsteig und dem Deilbachsteig vier Rundwanderwege. Sie wurden zwischen 2017 und 2023 im Rahmen des Projekts Grüne Hauptstadt Europas eröffnet.

## Persönlichkeiten

### Ehrungen
Ehrenbürgerrechte verleiht die Stadt Essen seit 1879. Es folgt eine vollständige Liste aller Ehrenbürger:

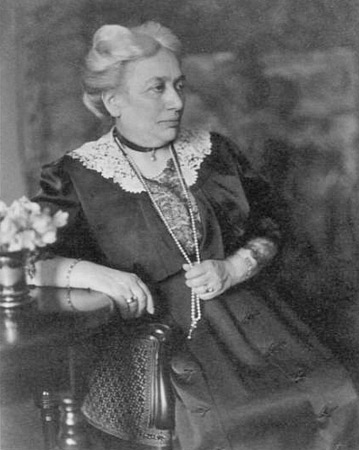
Margarethe Krupp

- 1879 Fürst Otto von Bismarck, Reichskanzler
- 1888 Friedrich Hammacher, Essener Reichs- und Kommunalpolitiker, Jurist und Wirtschaftsführer
- 1895 Peter Beising, katholischer Theologe
- 1896 Friedrich Alfred Krupp, Industrieller
- 1901 Heinrich Carl Sölling, Kaufmann und Stiftungsgründer
- 1906 Erich Zweigert, Oberbürgermeister von 1886 bis 1906
- 1912 Margarethe Krupp, Stiftungsgründerin (u. a. Gartenstadt Margarethenhöhe)
- 1917 Paul von Hindenburg, Generalfeldmarschall und oberster Heerführer, späterer Reichspräsident
- 1930 Paul Goerens, deutscher Metallurg und Professor
- 1933 Hermann Göring, preußischer Ministerpräsident
- 1948 Victor Niemeyer, Ratsherr (posthum verliehen)
- 2007 Berthold Beitz, Vorsitzender der Alfried Krupp von Bohlen und Halbach-Stiftung (einzige Verleihung der Ehrenbürgerwürde der Stadt Essen seit Bestehen der Bundesrepublik)

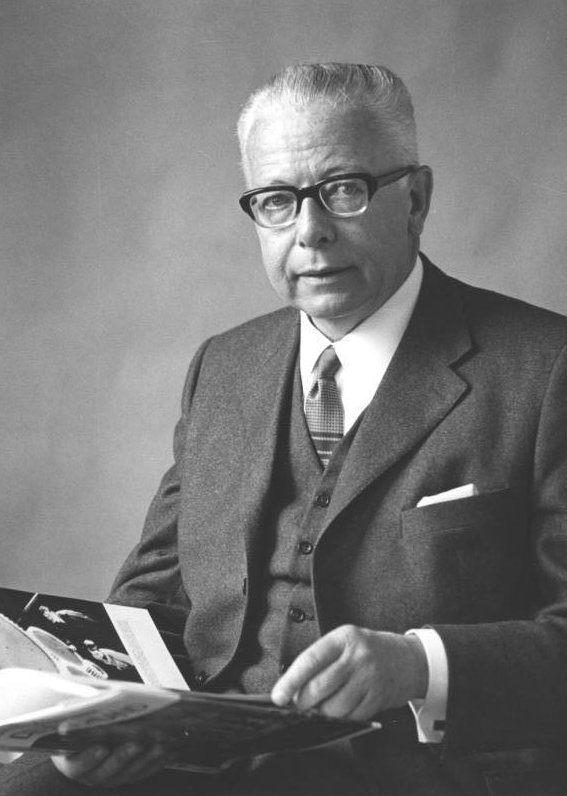
Bundespräsident Gustav Heinemann (1969)

Daneben verliehen auch damals eigenständige Gemeinden Ehrenbürgerrechte an lokale Persönlichkeiten, unter anderem 1890 die Stadt Steele an Carl Humann, den Entdecker des Pergamonaltars.
Seit 1961 wird der Ehrenring der Stadt Essen als zweithöchste Auszeichnung nach der Ehrenbürgerwürde vergeben, den Ehrenbürger Berthold Beitz bereits im Jahr 1983 erhielt. Weitere Träger des Ehrenringes sind unter anderem Gustav Heinemann, Oberbürgermeister und späterer Bundespräsident, Franz Kardinal Hengsbach, der erste Bischof von Essen sowie verschiedene ehemalige Oberbürgermeister der Stadt. Neben dem Ehrenring wird eine Ehrenplakette als dritthöchste Auszeichnung der Stadt vergeben.
An Jugendliche oder junge Erwachsene verleiht das Jugendamt der Stadt zudem seit 2004 in verschiedenen Kategorien den Preis Essens Beste.
Anstatt eines Goldenen Buches gibt es in Essen seit 1933 das vom damaligen Oberbürgermeister Theodor Reismann-Grone in Auftrag gegebene Stahlbuch. Er begründete die Namenswahl damit, dass der Aufstieg von Essen erst durch die Stahlindustrie möglich wurde und so der Ausdruck Stahlbuch passender sei. Erstmals genutzt wurde das Gästebuch zur Hochzeit des Gauleiters Josef Terboven am 28. Juni 1934, zu der auch Adolf Hitler und Hermann Göring als Trauzeugen erschienen. Nach Ende des Zweiten Weltkriegs wurde beschlossen, das Stahlbuch zu ersetzen. Da der Einband keine Insignien des Nationalsozialismus trug, wurde er auch für den neuen Band genutzt. Die entnommenen Seiten mit den Eintragungen von 1934 bis 1945 befinden sich heute im Stadtarchiv Essen.

## Sonstiges
Der Hauptgürtelasteroid (133243) Essen wurde nach der Stadt benannt, nachdem er am 2. September 2003 von der Walter-Hohmann-Sternwarte im Essener Stadtteil Schuir aus entdeckt worden war.
Die 1898 gegründete Stadt Monessen im US-Bundesstaat Pennsylvania ist nach Essen benannt.